# Nußloch

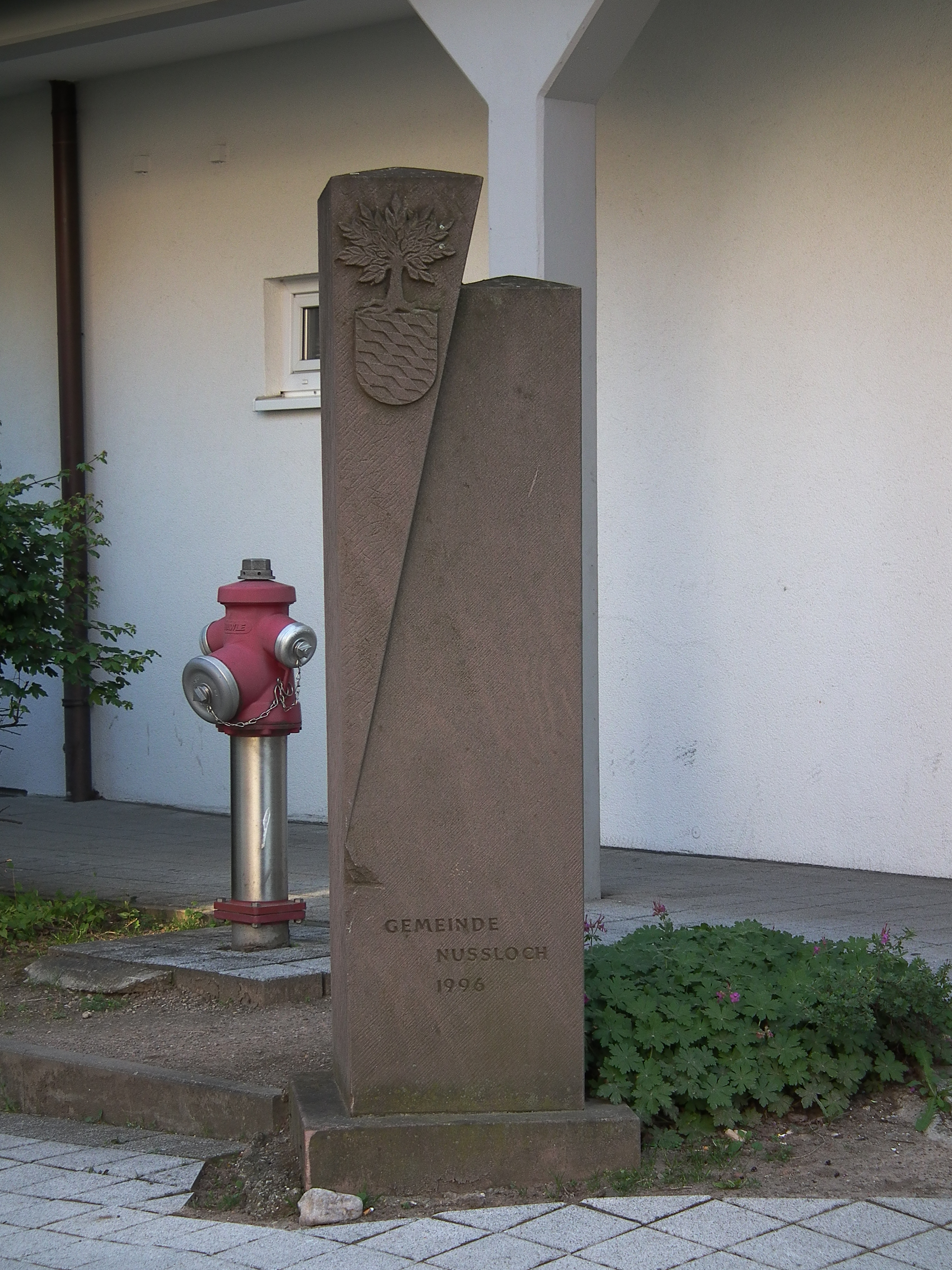
Stele mit Wappen am Alten- und Pflegeheim Nußloch (erb. 1996)

Nußloch (einst: Nuzlohon, Nozloch, Nußenloch) ist eine Gemeinde im Rhein-Neckar-Kreis in Baden-Württemberg. Sie liegt etwa zehn Kilometer südlich von Heidelberg an der Südlichen Bergstraße und der Badischen Weinstraße. Die Gemeinde gehört zur Metropolregion Rhein-Neckar und feierte 2016 ihr 1250-jähriges Bestehen. Sowohl landschaftlich als auch kulturell hat die Ortslage am Rande des Kraichgaus und des Naturparks Neckartal-Odenwald viel zu bieten.

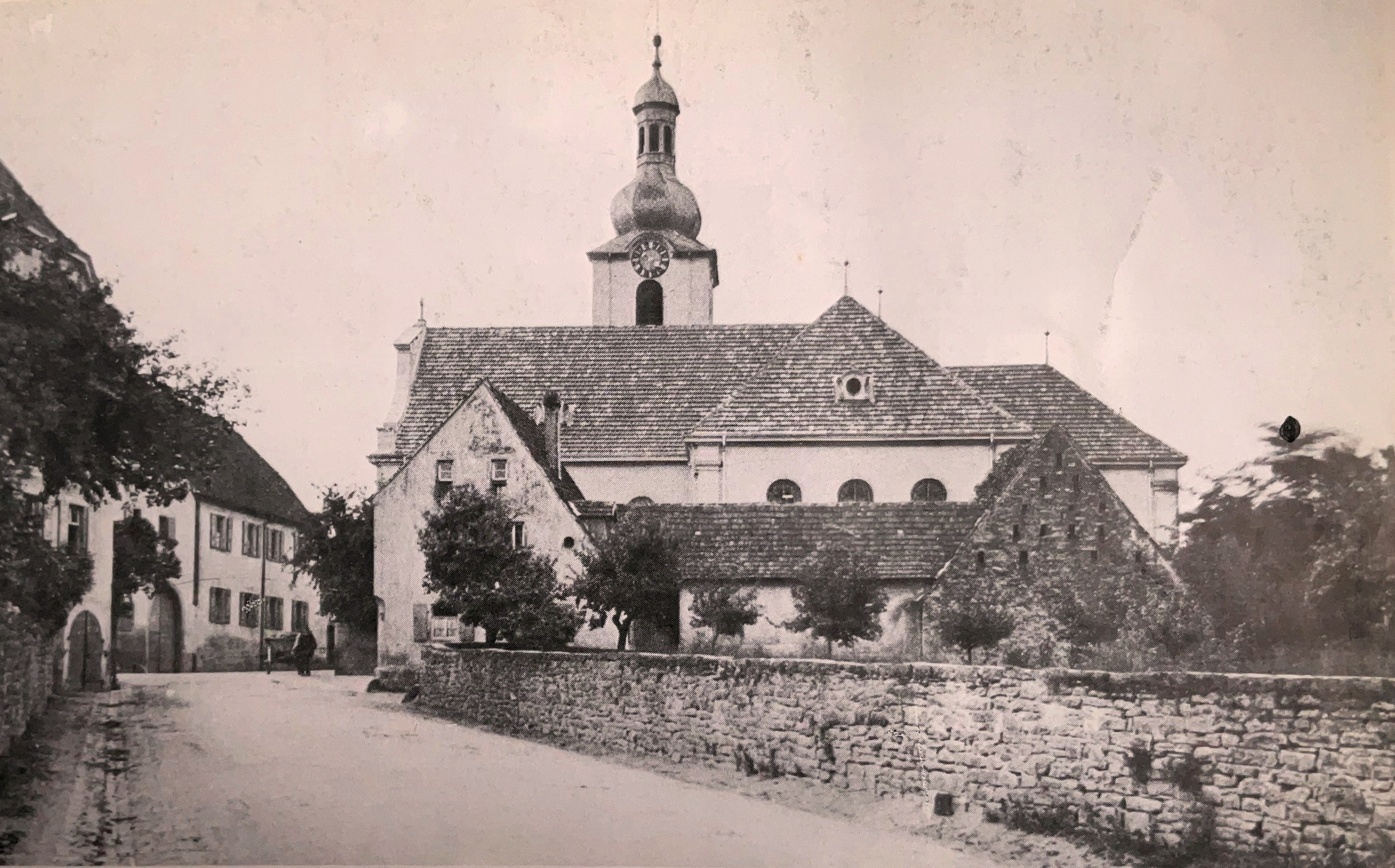
Ortseingang Nußloch mit St.-Laurentius-Kirche an der Landstraße Heidelberg-Wiesloch (um 1890).

## Geographie

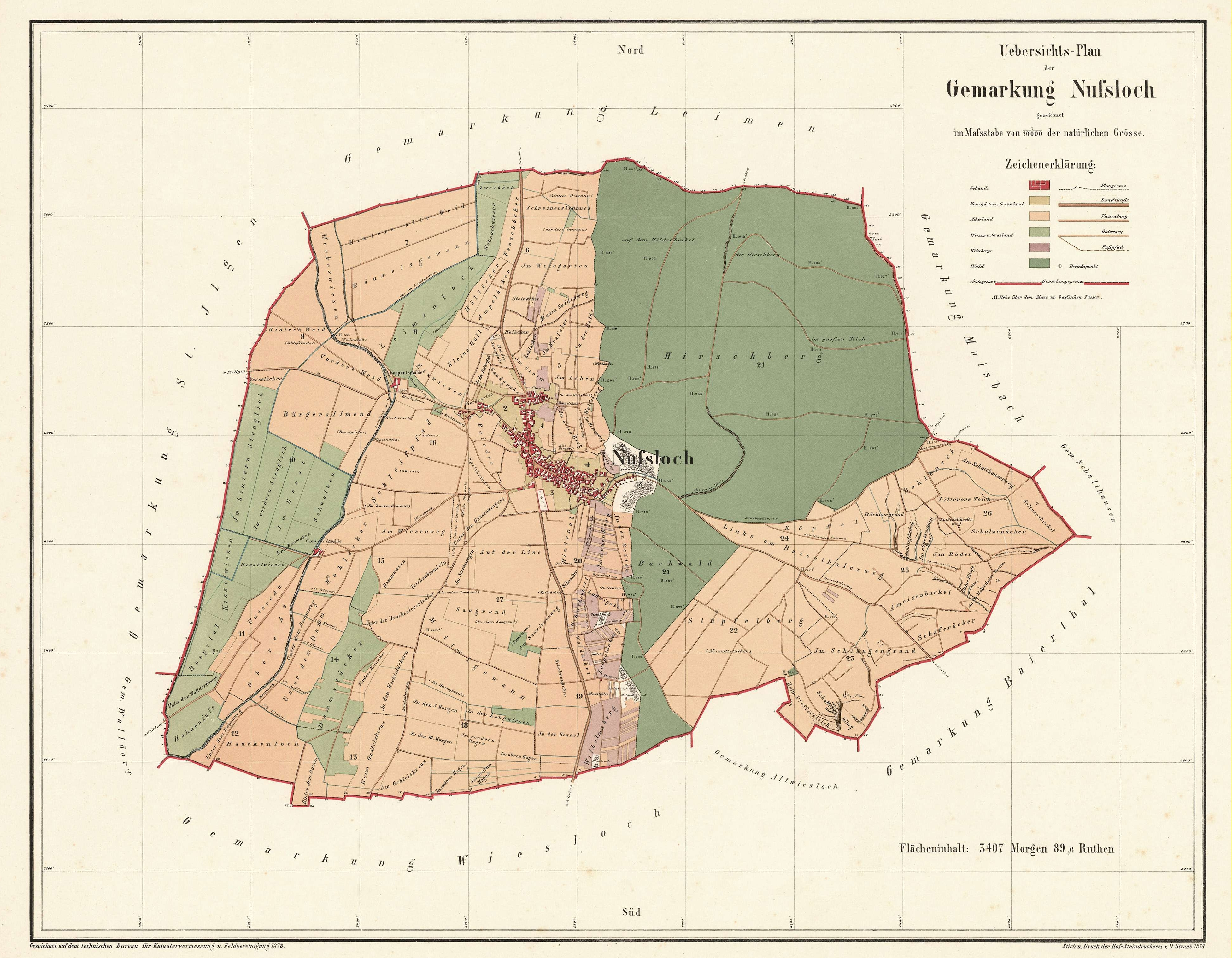
Gemarkungsplan Nussloch 1878 (GLA BW)

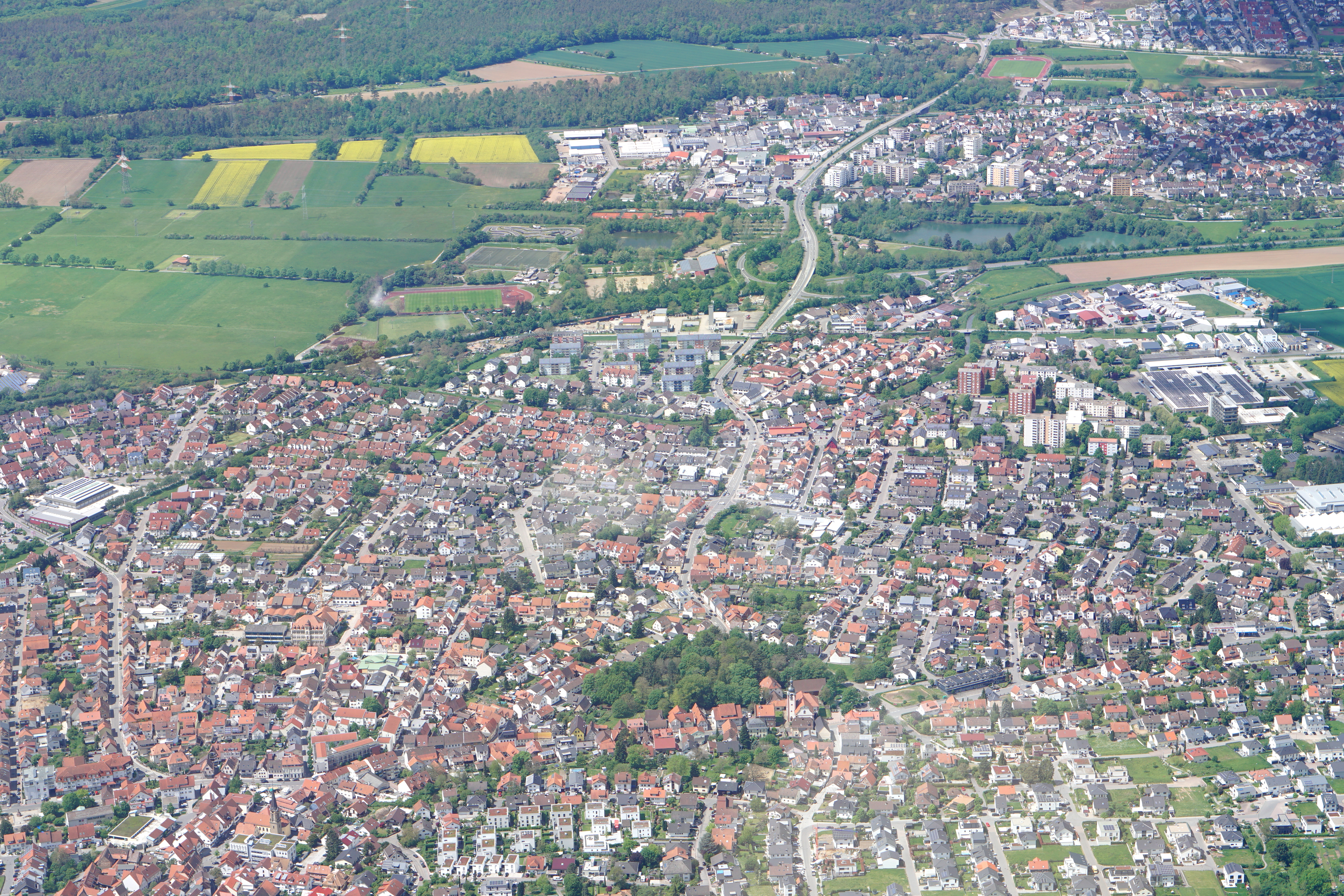
Gemarkung Nußloch, Blick von Südosten nach Nordwesten (Luftaufn. 2021)

### Geographische Lage, Geologie und Landschaft
Nußloch hat Anteil an sehr verschiedenen Naturräumen und bietet daher ein abwechslungsreiches Landschaftsbild. Im Norden finden sich die Ausläufer des Kleinen Odenwalds, im Südosten die des Nördlichen Kraichgaus sowie im Westen die Oberrheinebene. Das historisch gewachsene Nußloch liegt am südlichen Ausläufer der Bergstraße, entlang der alten Bundesstraße 3, und fußt mit seinen in den 1990er Jahren erstellten südlichen Siedlungs-, Gewerbe- und Freizeitflächen auf dem einst versumpften Grabenrand (Lichtenau) der Nördlichen Oberrheinebene. Im Westen von Nußloch fließt der Leimbach. In der vorindustriellen Zeit nutzten zwei Mühlen (Giessersmühle, Koppertsmühle) seine Wasserkraft. Etwa parallel zu seinem Verlauf, der mehrfach durch den Menschen verändert wurde, erhebt sich im Osten der Anstieg zu der dem Kraichgau angehörenden tertiären Vorbergzone. Das ganze Gebiet wirkt terrassenartig (ehemalige Obst- und Weinbergslagen) und trägt die nach dem Zweiten Weltkrieg entstandenen Siedlungsflächen im Bereich Nadlerstraße, Markgrafenstraße, Panoramastraße und Rheinblick (meist Wohnbebauung). Nach der Vorbergzone folgt der bewaldete, nach Süden niedriger werdende Steilanstieg der Hauptverwerfung. Hier steht über Buntsandstein vor allem Muschelkalk in guter Qualität an. Im Norden der Gemeinde ist dem Steilanstieg mit seinen anstehenden Laub- und Mischwäldern (meist Buche, partiell auch Fichte, angepflanzt) ein schmaler Streifen von jüngerem, nacheiszeitlichem Lößlehm vorgelagert. Auch darunter findet sich Buntsandstein, der sich an der „Bortkelter“ (südwestliche Hangkante des Hirschbergs) noch als aufgeschlossene rote Wand deutlich zeigt (u. a. Chirotherien-Sandstein). Über mehrere Jahrhunderte befanden sich hier ausgedehnte Steinbruchflächen, die die Einwohner von Nußloch als gemeindeeigene Bausteinquelle nutzten (vgl. Gemarkungskarte Nußloch 1878). Der sich daran anschließende ca. 350 ha große Gemeindewald wird seit einigen Jahren naturnah gepflegt. Ein Großteil der Waldfläche ist inzwischen ausgewiesenes FFH-Gebiet.
Durch den großen Muschelkalksteinbruch des heutigen Baustoffkonzerns HeidelbergCement, der 1899 von der Bergstraße aus zunächst in einem schmalen Einschnitt durch den Schneckenberg in den Kraichgau vorgedrungen ist, wurde die ursprüngliche Landschaft im Bereich Stupfelberg, Schlangengrund, Baiertaler Weg und Ameisenbuckel vollständig verändert. Anstehende fruchtbare Böden aus Parabraunerde und Kolluvium gingen hier der Gemarkung Nußloch großflächig verloren. Dafür bieten die mächtigen, aufgeschlossenen Muschelkalkfelsen innerhalb des Steinbruchs tiefe Einblicke in Geologie und Landschaftsgeschichte des Nördlichen Kraichgau. In verkarsteten Spalten und Gängen findet man die typischen Blei-Zink-Vererzungen (sog. Galmeien), als Ausläufer der Erzvorkommen, die bereits im 14. und im 17./18. Jahrhundert im Nußlocher und Wieslocher Bergbau intensiv genutzt wurden.
Die Gemarkungsflächen nördlich des Steinbruchs sind dicht bewaldet. Hier stehen dicke Pakete von Löß bzw. Lößlehm an, die nacheiszeitlich durch starke Westwinde herangeweht und an den Hanglagen ablagert wurden. Einen Eindruck davon vermittelt die bekannte „Weiße Hohle“, ein historischer Hohlweg, 1878 kartografisch bereits belegt, mit bis zu 8 m hohen Steilwänden aus hellem ausgebleichtem Löß, unmittelbar an der heutigen Kreisstraße 4157 (einst: Maisbacherweg), Richtung Maisbach, Ortsteil von Nußloch.

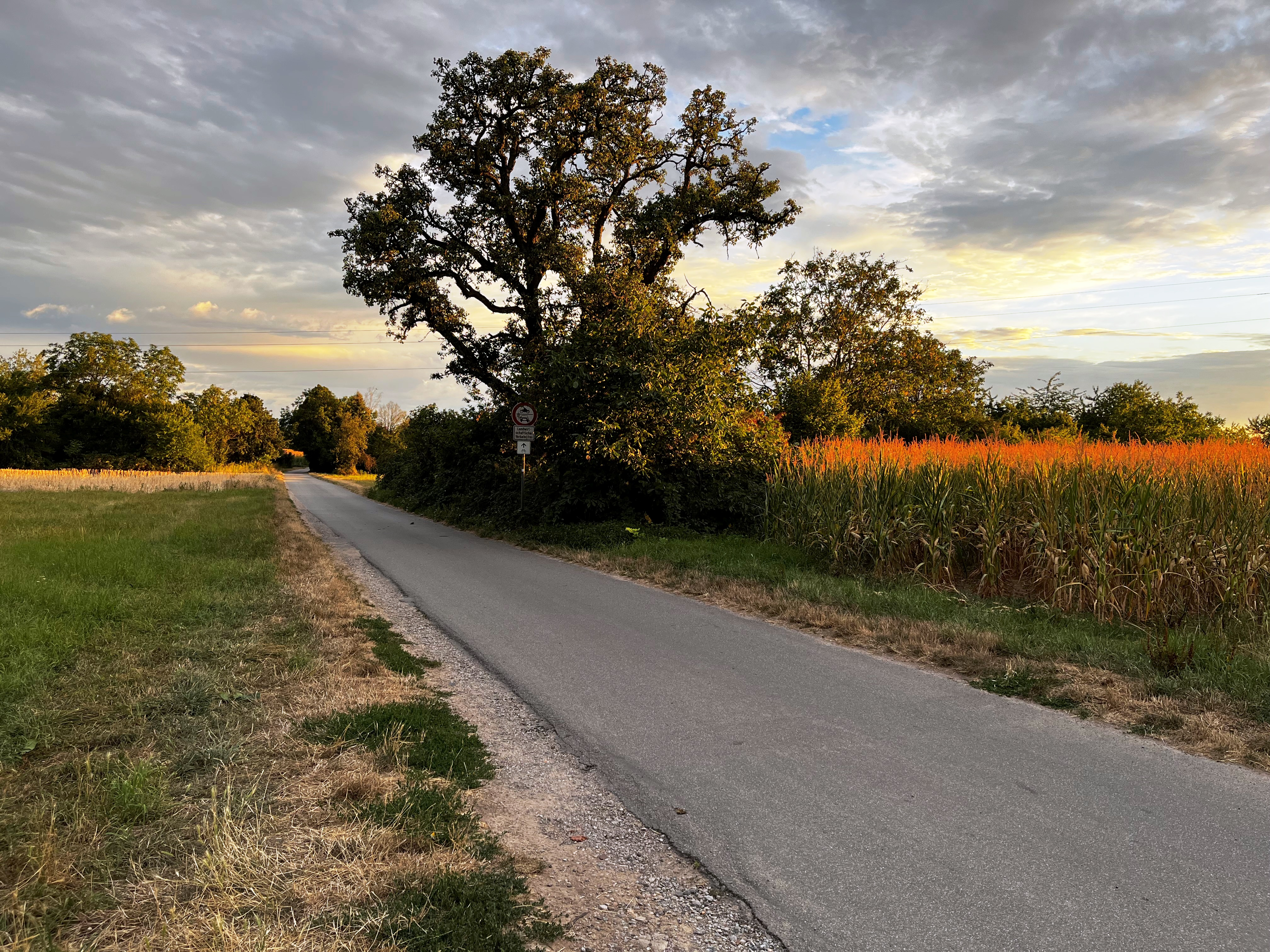
Alte Bruchsaler Straße, ehemals römische Verkehrsader von Heidelberg über Nußloch nach Stettfeld
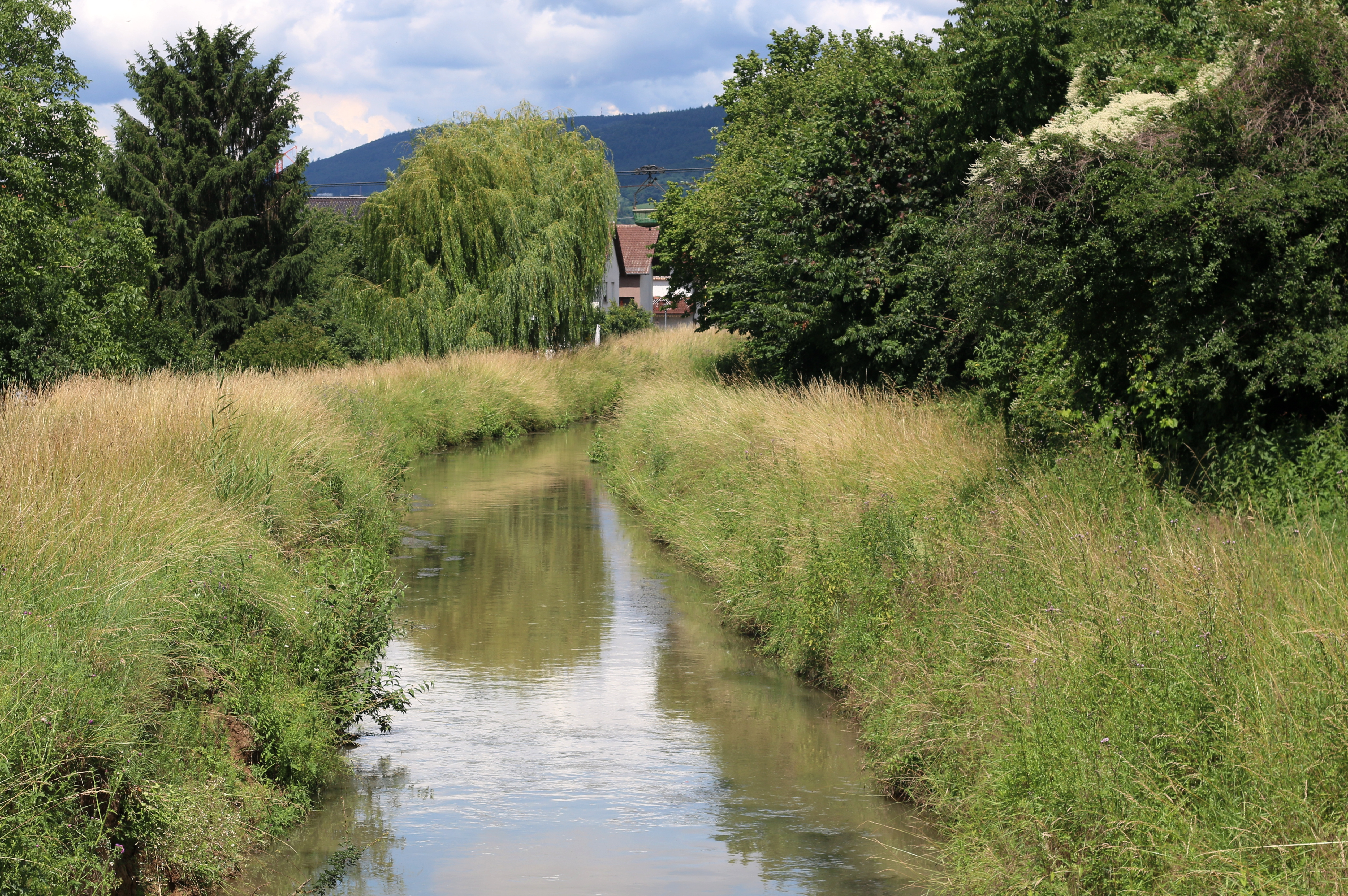
Leimbach, unterhalb des Konrad-Adenauer-Rings
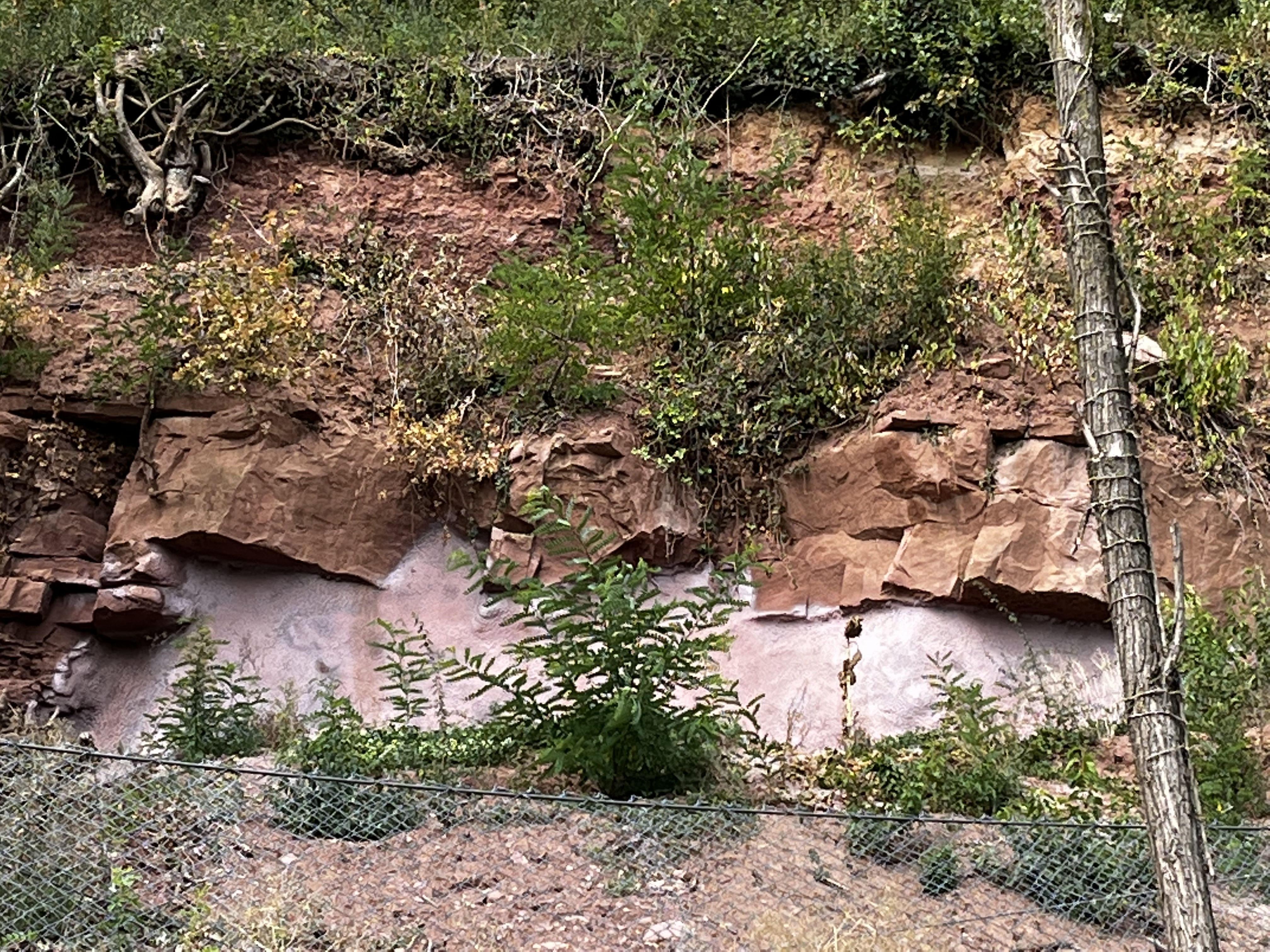
Buntsandsteinwand an der Bortkelter (Bruchschollen)
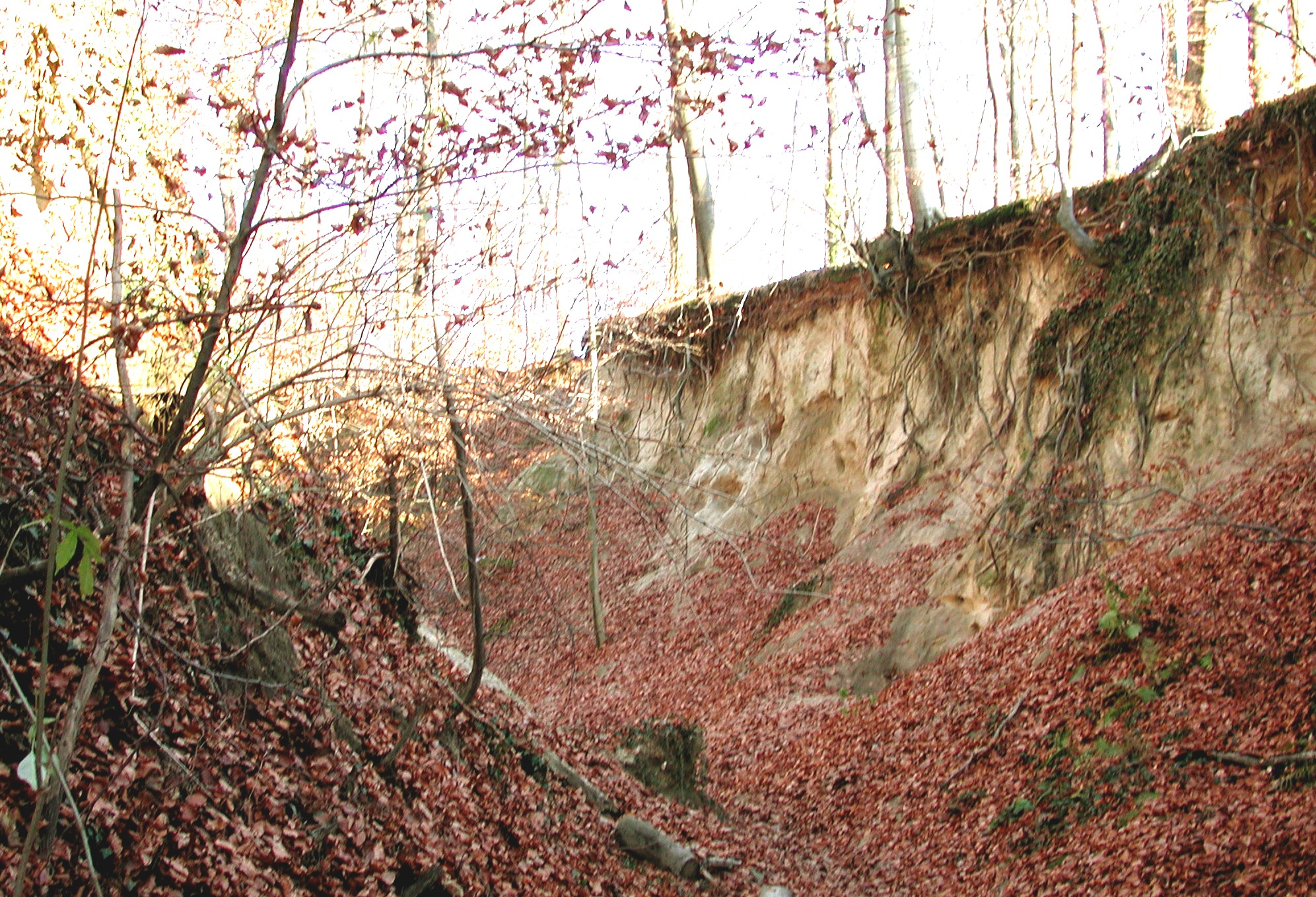
Hohlweg „Weiße Hohle“ an der K 4157
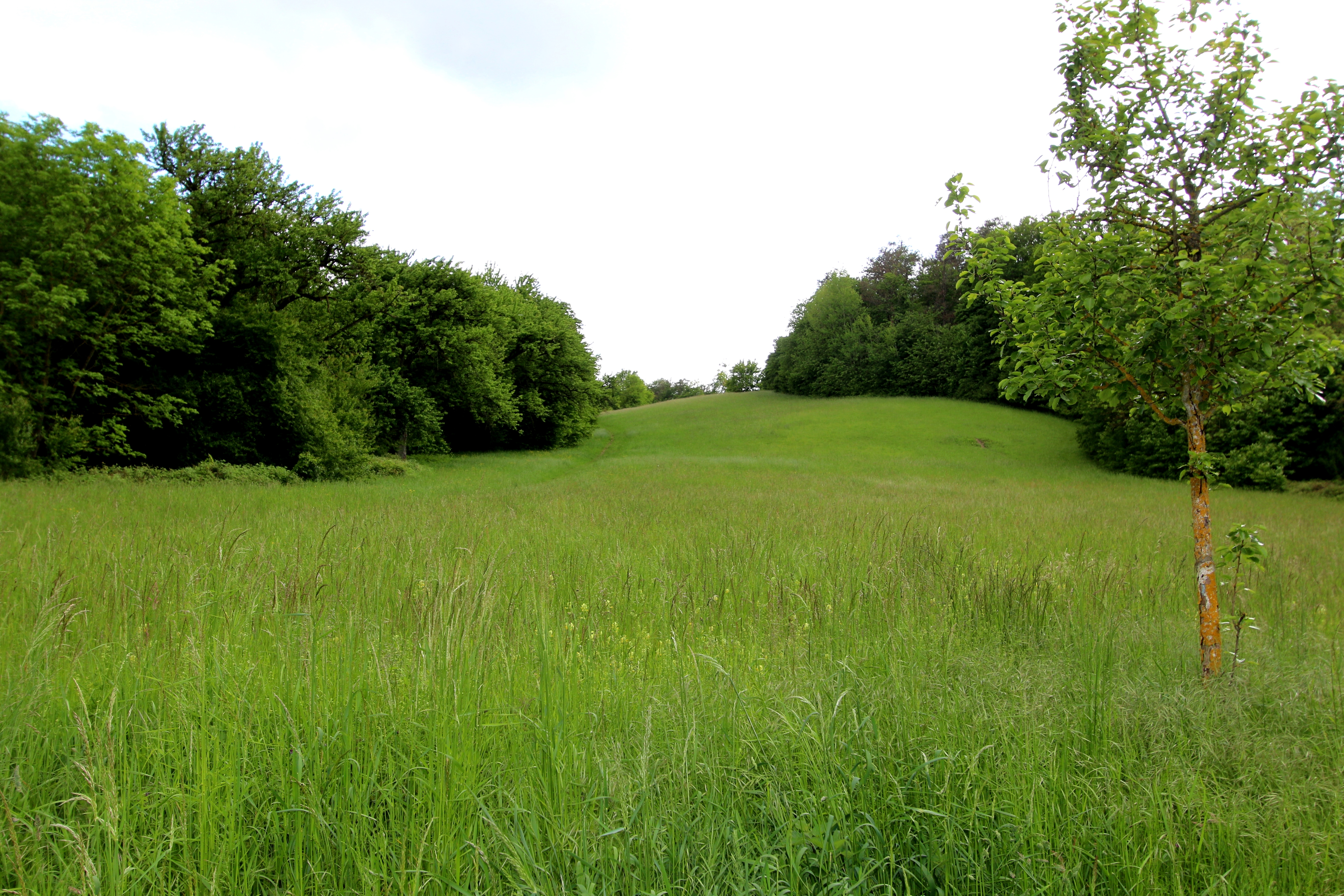
Blick zur Bockwiese südwestlich vom Baiertaler Weg (LSG Bergstraße-Süd)
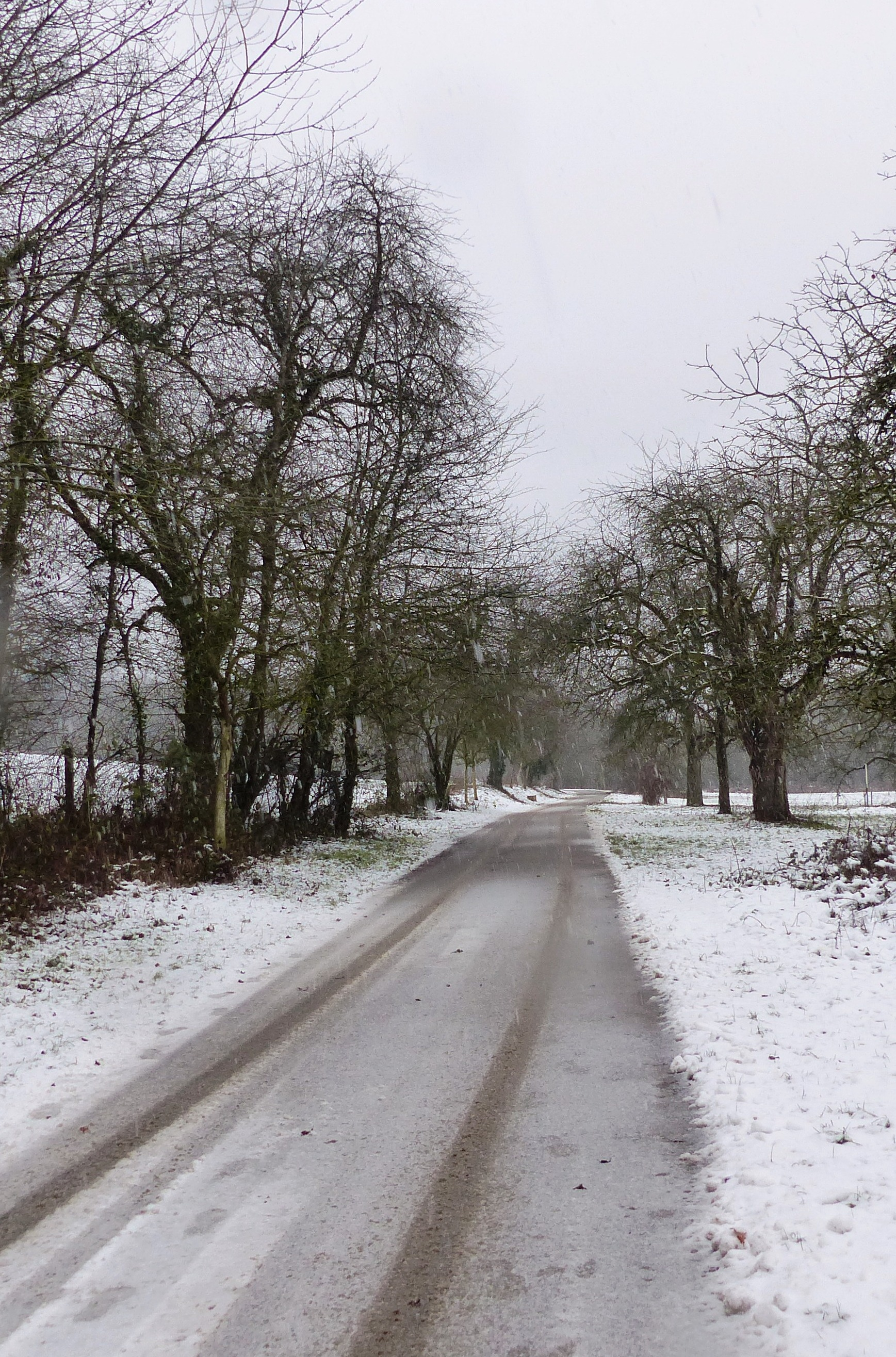
Baiertaler Weg, historische Verkehrsader Nußloch - Baiertal
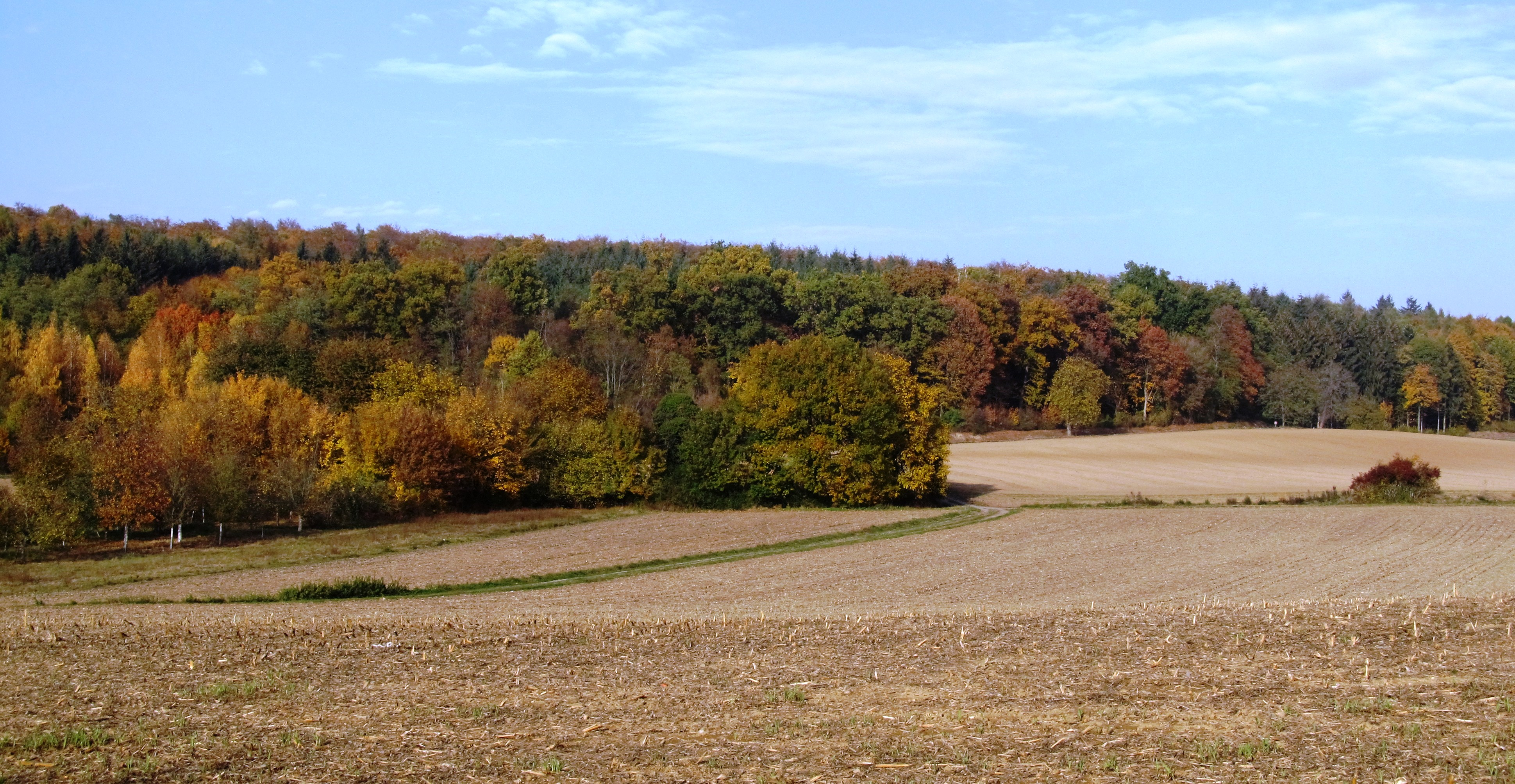
Blick vom Baiertaler Weg Richtung Nordost auf Wald- und Anbauflächen (Parabraunerde)
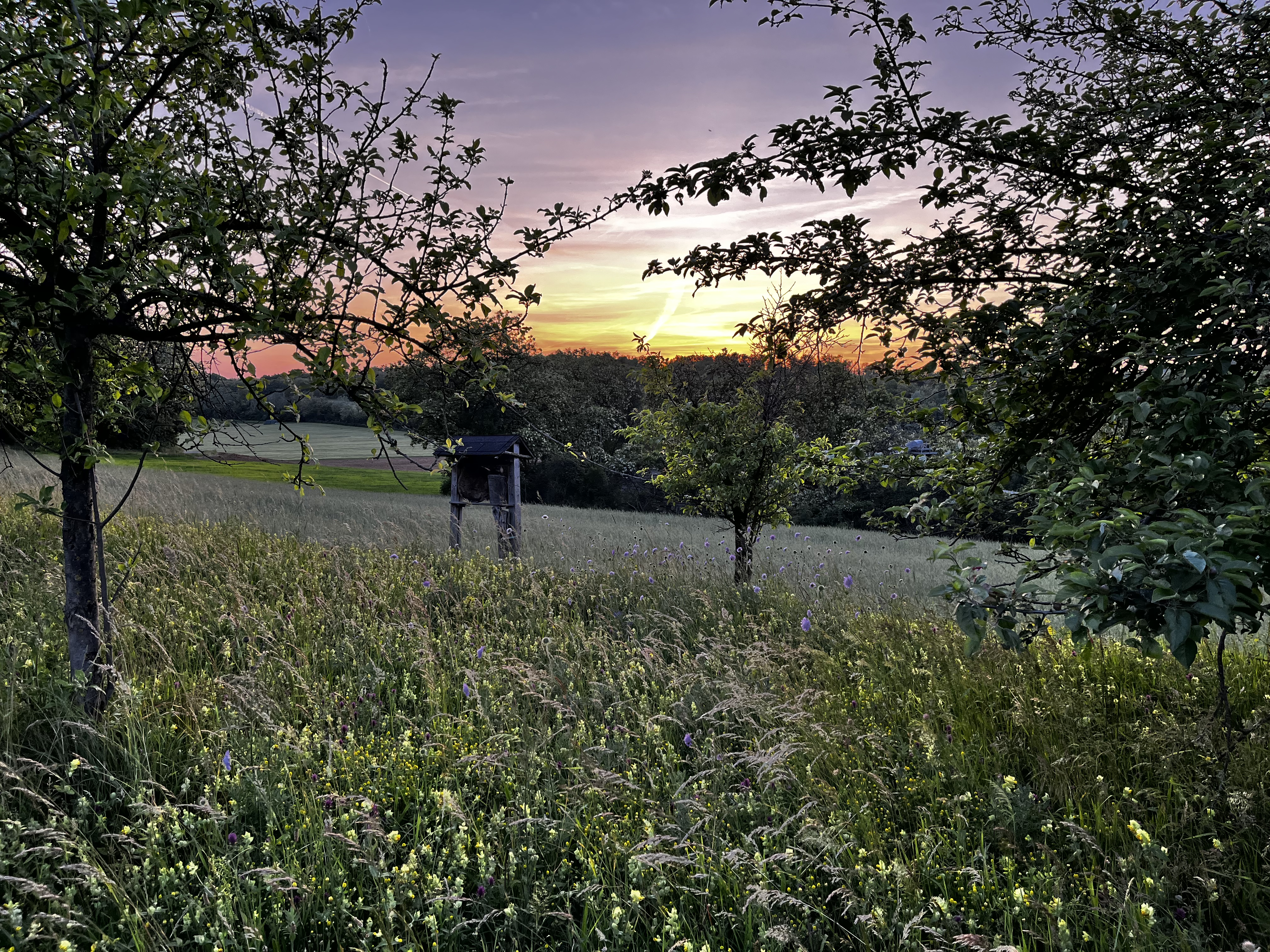
Blick vom Südsteinbruchweg zum Stupfelberg
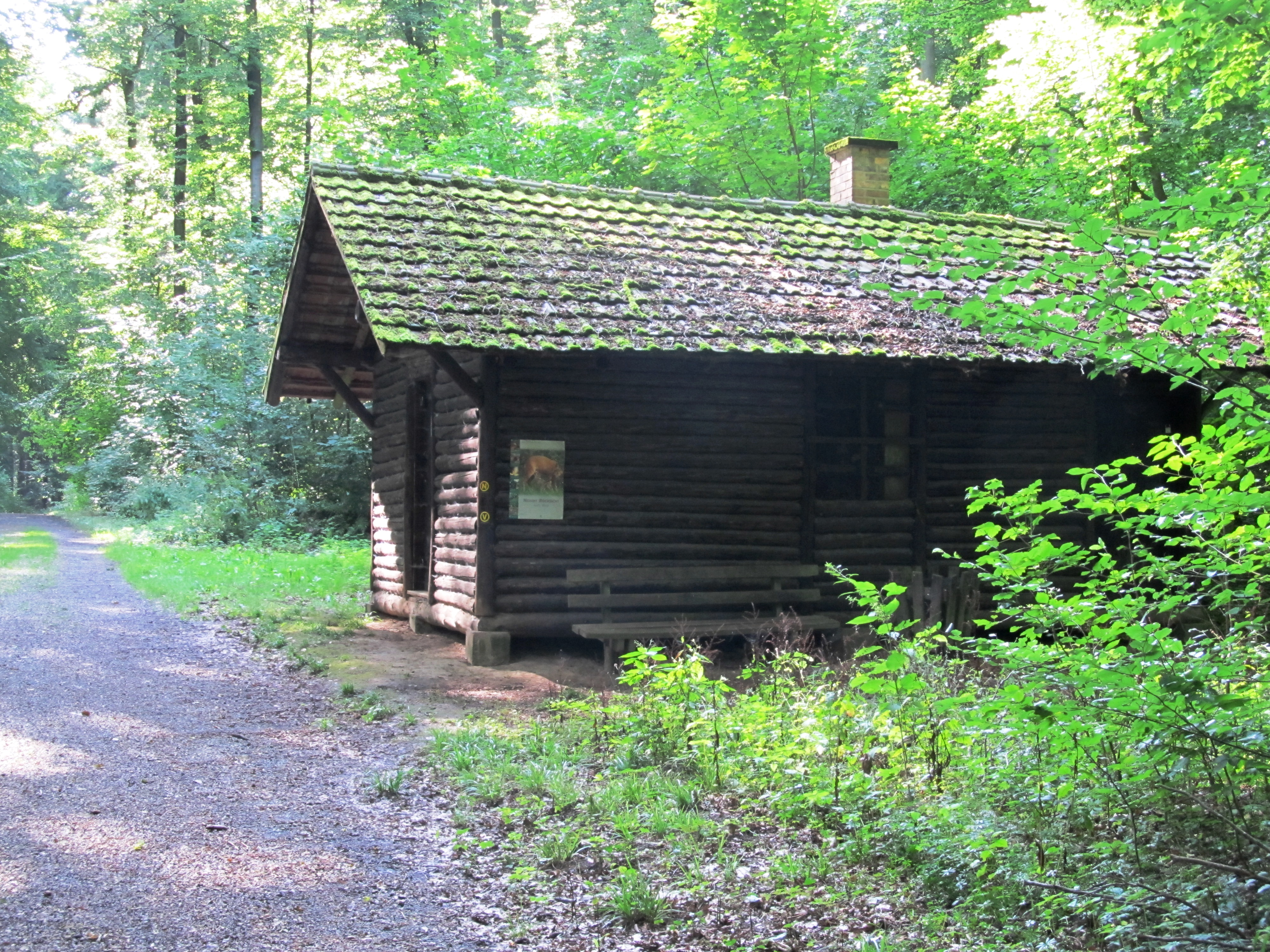
Blockhütte am Blockhüttenweg, Hirschberg

### Naturschutzgebiet Nußlocher Wiesen
Das kombinierte Natur- und Landschaftsschutzgebiet Nußlocher Wiesen, in der einst versumpften Leimbachniederung, blickt auf eine über 200-jährige Geschichte als Wässerwiesengebiet zurück. Mit der Aufgabe der Bewässerung nach dem Zweiten Weltkrieg erlangen die ausgedehnten Wiesenflächenflächen (Gewanne: „Im Horst“, „Im Vorderen Stenglich“) im Naturraum der Hardtebenen sowohl einen hohen ökologischen als auch hydrologischen Stellenwert. Die ca. 70 ha große Fläche wurde somit 1993 als Naturschutzgebiet durch das Regierungspräsidium Karlsruhe ausgewiesen. Zugleich dient das NSG als Wasserschutzgebiet für die Trinkwasserversorgung. Der linke Leimbachdamm ist von den Schutzmaßnahmen ausgeschlossen und darf wie bisher landwirtschaftlich unterhalten werden.
Für das heutige Bild der Wiesenlandschaft sind die Glatthafer-Wiesen mit der Wiesen-Witwenblume, der Wiesen-Glockenblume und dem Großen Klappertopf prägend. Auf den trockenen Bereichen finden sich Karthäuser-Nelke, Kriechender Hauhechel, Arznei-Schlüsselblume und Großer Wiesenknopf. Als botanische Kostbarkeit kommt die Unterart des Pyrenäen-Milchsterns (Ornithogalum pyrenaicum) vor, die bei Nußloch ihre nordöstlichste Verbreitungsgrenze erreicht. Die Wiesenniederung ist ein optimales Nahrungshabitat für den Weißstorch (Ciconia ciconia), der nach über 50-jähriger Abwesenheit nach Nußloch zurückgekehrt ist und hier wieder brütet. In den Wintermonaten kann man auf den Wiesen hin und wieder auch Silberreiher auf Nahrungssuche beobachten. Als weitere Wintergäste sind seit Jahrzehnten im Dezember/Januar auch kleinere Schwärme von Saatkrähen (ca. 50 bis 200 Exemplare) vor Ort. Die Rabenvögel sind in den Sommermonaten in Sibirien und der Ukraine beheimatet. Im Umfeld des Leimbachs findet sich ganzjährig der Graureiher. Über den Wiesen kreist häufig der Mäusebussard auf Nahrungssuche. Wohl für immer verschwunden sind die noch 1991 erwähnten Vogelarten wie Feldlerche und Kiebitz.
Das heutige Naturschutzgebiet ist mit seinen flachen, barrierefreien Wegen gut für Besucher begehbar. Mehrere Sitzbänke auf dem Gelände laden zum Verweilen ein.

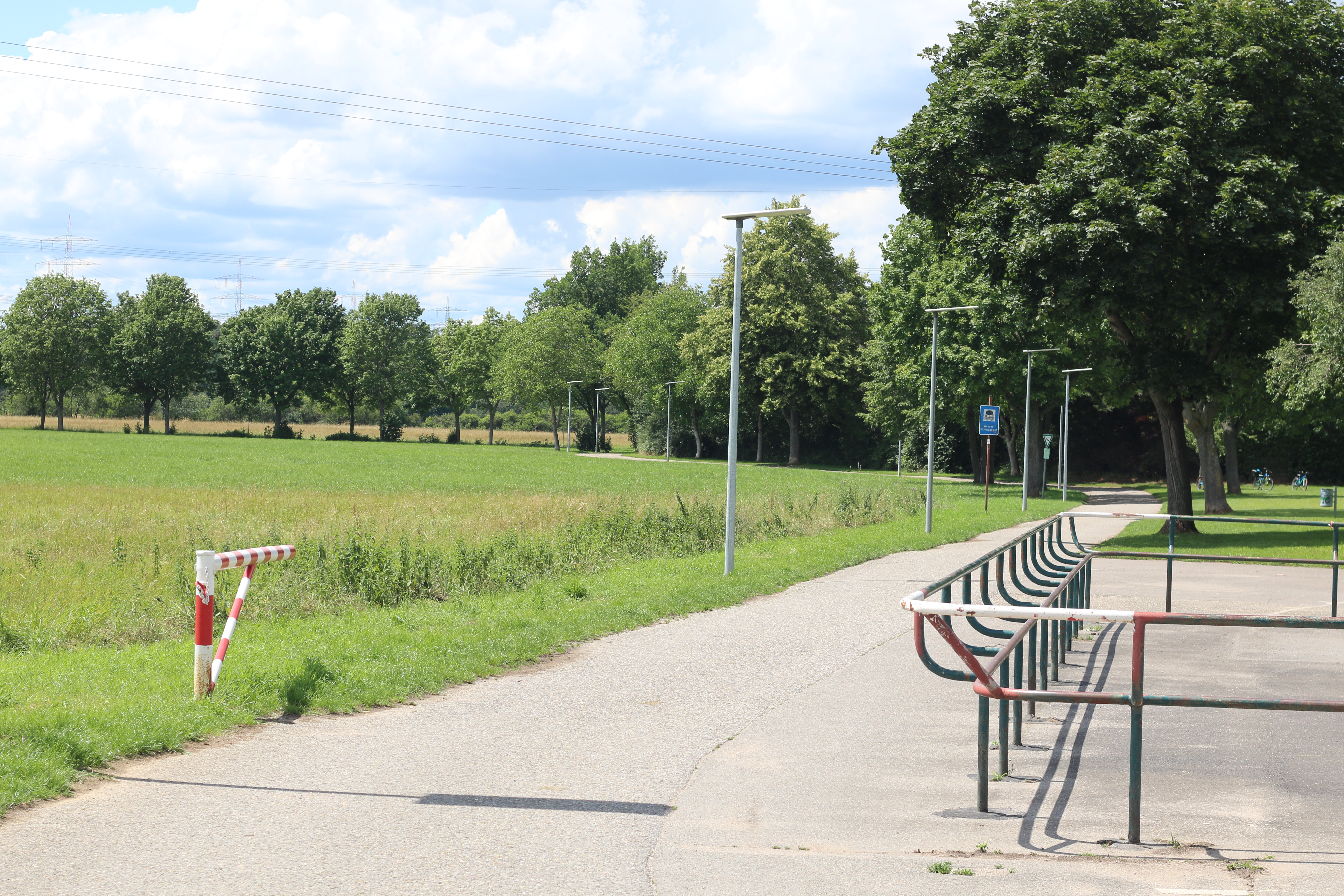
Zugang mit Schranke, Hinweisschilder auf das Natur- und Wasserschutzgebiet
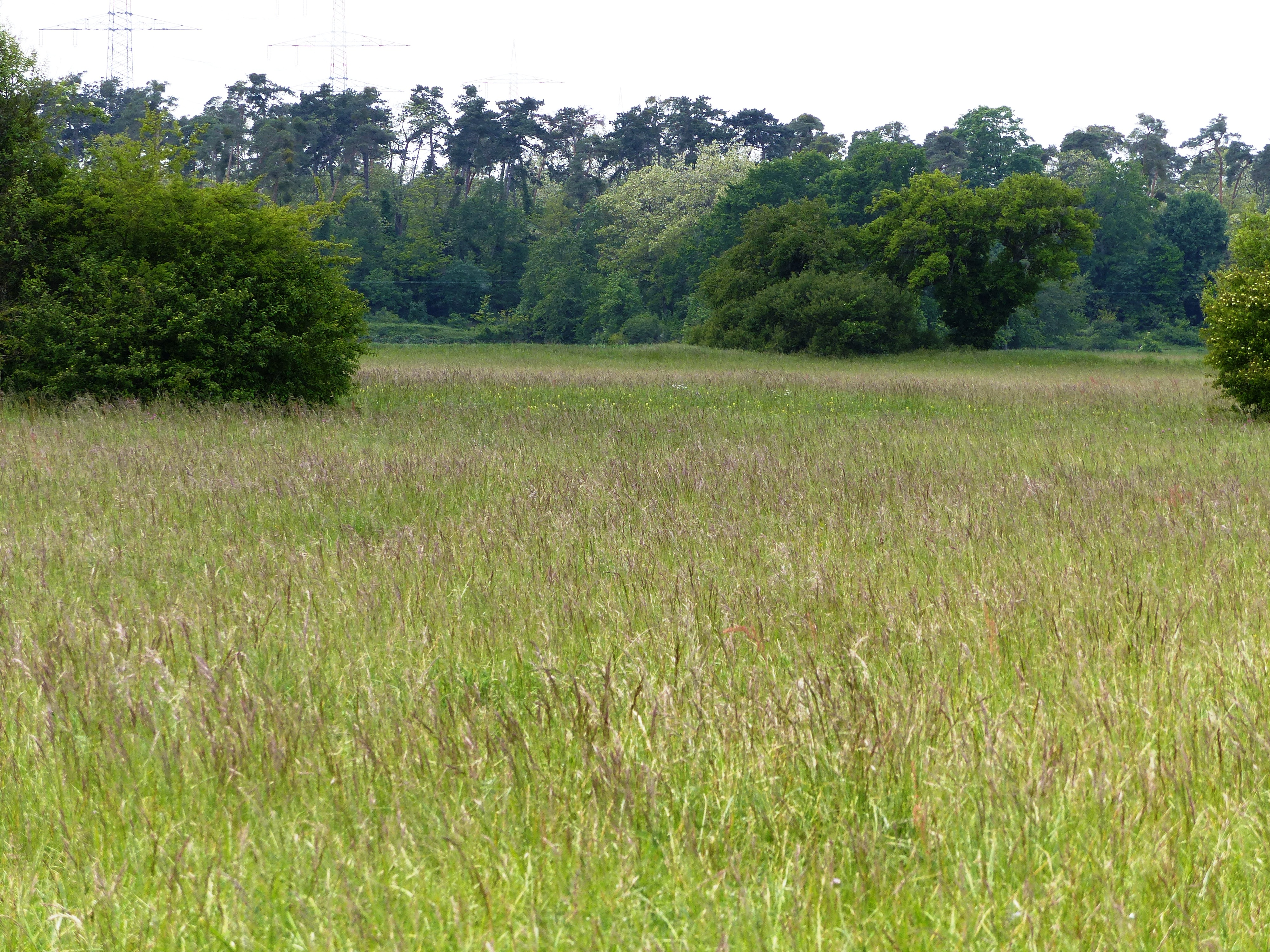
Wiesenniederung („Im Vorderen Stenglich“) mit Glatthafer und Klappertopf
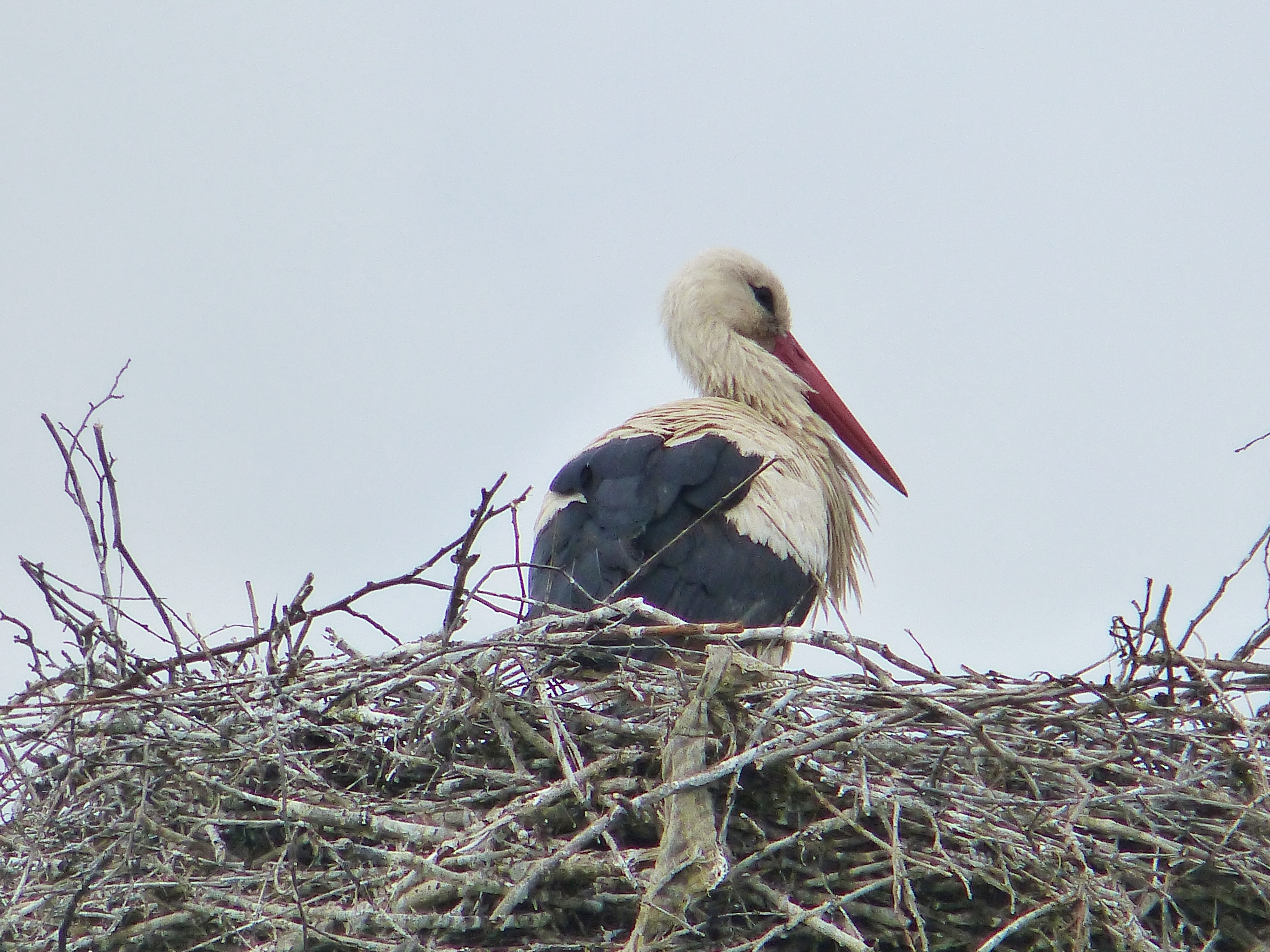
NSG Nußlocher Wiesen, Weißstorch am Horst (Aufn. 2019)
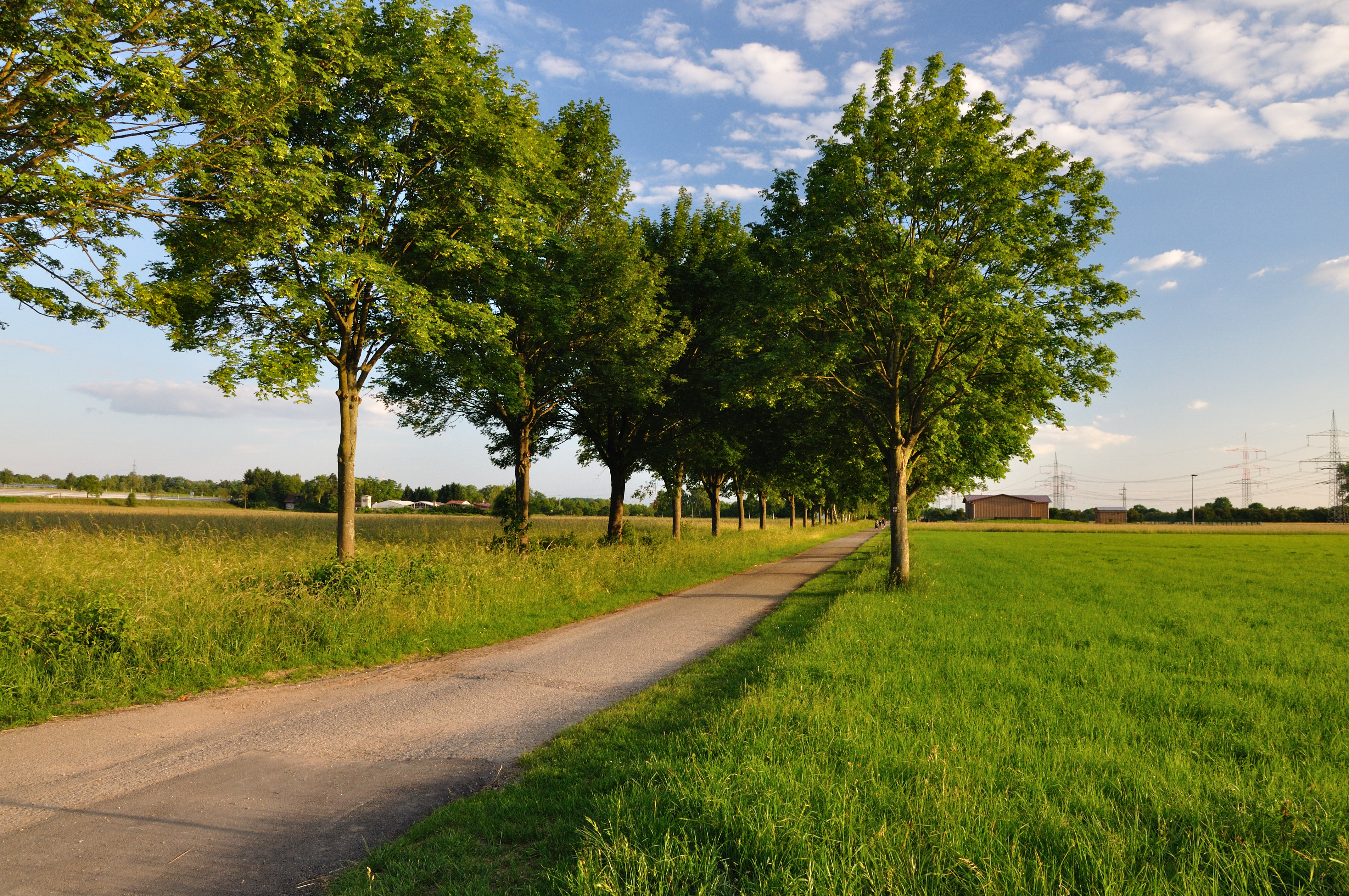
Weg durch die Nußlocher Wiesen

### Naturschutzgebiet Dammstücker
Im Westen von Nußloch befindet sich das Gewann Dammstücker mit einem ehemals ausgedehnten Ton- und Kiesgrubenareal. Hier am Rand des Oberrheingrabens, stehen mächtige Tonschollen des eiszeitlichen Rheins an, die seit 1895 abgebaut werden. Noch bis in die 1960er Jahre sind die Tongruben und die dazugehörige Dampfziegelei der Gebrüder Stauch (gegründet: 1910) wichtige ortsansässige Unternehmen. Beim Nußlocher Ton handelt es sich um einen tertiären Ton, der durch seine mineralische Zusammensetzung (blau-graue Tonsteine der Melettaschichten) sowohl in der Baustoffindustrie als auch in der Medizintechnik (z. B. Prothesenbau) verwendbar ist. Nach einem Erdrutsch 1991 ruht der Abbau für mehrere Jahre. Die Ziegelei an der Walldorferstraße (K 4256) wird stillgelegt und ein Jahr später abgerissen. Aufgrund fehlender Vereinbarungen hinsichtlich der Renaturierung, werden die ehemaligen Entnahmeflächen im Laufe der Zeit mit Müll, Erdaushub und Bauschutt verfüllt. Verschont bleibt das Gelände des Schützenvereins, der auf der Grubensohle ein Vereinsheim errichtet. 1991 beginnen auch die Vorbereitungen des Regierungspräsidiums Karlsruhe zur Unterschutzstellung der noch naturschutzrelevanten Restflächen, die am 23. Dezember 1993 in die verordnete Ausweisung des heutigen Naturschutzgebiets Dammstücker münden. Der Schutzzweck ist die Erhaltung und Förderung von Sekundärbiotopen als Lebensraum heimischer Pflanzen- und Tierarten von Stillgewässern (hier: insbesondere Vögel, Amphibien und Libellen). Das Areal soll das benachbarte NSG Nußlocher Wiesen ergänzen (Biotopvernetzung). Das Schutzgebiet ist öffentlich nicht zugänglich.

### Ehemaliges Naturdenkmal „Dicke Buche“
Eingebettet im Naturpark Neckartal-Odenwald stößt der Wanderer im Nußlocher Gemeindewald, in Nähe des Erlenteichwegs, auf die Reste der Dicken Buche. Laut Infotafel der Forstamts, wies das ehemalige Naturdenkmal am Hirschberg eine Gesamthöhe von 46 m und einen Stammumfang von 4,20 m auf. Das Alter der Buche wurde auf etwa 260 Jahre geschätzt. Aufgrund dendrologischer Angaben war der Baum um das Jahr 1740 gekeimt. Die Dicke Buche war lange Zeit ein beliebter Zielpunkt für Wanderungen. Es wurde zum Ritual, dass man den Stamm umarmte, wofür bis zu vier Personen erforderlich waren.
Nach einem Blitzeinschlag im Frühjahr 1968 brach im Kronenbereich ein Hauptast ab. Infolge eindringender Feuchtigkeit fraßen sich Fäulnis- und Frostschäden im Laufe der Zeit in das Stamminnere. Sanierungsversuche der Forstbehörden scheiterten an den hohen Kosten. Somit wurde die mächtige Buche zur Gefahr und musste am 9. Juni 1999 gefällt werden. Stamm und Stumpf verblieben vor Ort, als Zeugnis Nußlocher Waldgeschichte.

### Teichanlage am Erlenteichweg
Am Osthang des Hirschbergs, zwischen Nußloch und Maisbach, existiert seit Juni 2021 eine naturnah gestaltete Teichanlage als Lebensraum für heimische Amphibien und Wasserinsekten sowie als Tränke für Wildtiere, insbesondere in trockenen Frühjahr- und Sommermonaten. Das Biotop wurde mittels einer Geldspende in Zusammenarbeit mit der KWGN unter Regie des Forstbezirksleiter P. Schweigler innerhalb von 5 Wochen am Erlenteichweg im Nußlocher Wald geschaffen. Dazu waren etwa 30 t Tonerde aus der Tongrube Nußloch (Gewann Dammstücker) notwendig, um den Waldboden entsprechend abzudichten. Die beiden Teiche dienen gleichzeitig dem Hochwasserschutz bei Starkregen. Die Baumaßnahme steht im Zusammenhang mit dem Umweltprojekt „Vom Kraichgau zum Teichgau“ (Sinsheim).
Der Gewannname Erlenteichweg weist auf ein bereits früher existierendes Stillgewässer auf der ehemaligen Gemarkung „Im grossen Teich“ (s. Gemarkungsplan von 1878). Laut bodenkundlicher Karte des LGRB stehen dort Verschwemmungssedimente (hier: Kolluvien aus Löss und Parabraunerde) an. Im näheren Umfeld der heutigen Teichanlage finden sich mehrere ca. 100-jährige Eschen, Laubbäume, deren Bestand inzwischen als gefährdet gilt (vgl. Eschensterben) sowie die seltene und ebenfalls geschützte Schwarze Teufelskralle. Im Juli/August fliegt hier der Ampferspanner (Timandra comae), ein Nachtfalter, der auch tagsüber anzutreffen ist. Der kleine Faulbaum-Bläuling bevorzugt die feuchten Waldböden für die Aufnahme von Mineralien und Nährstoffen.

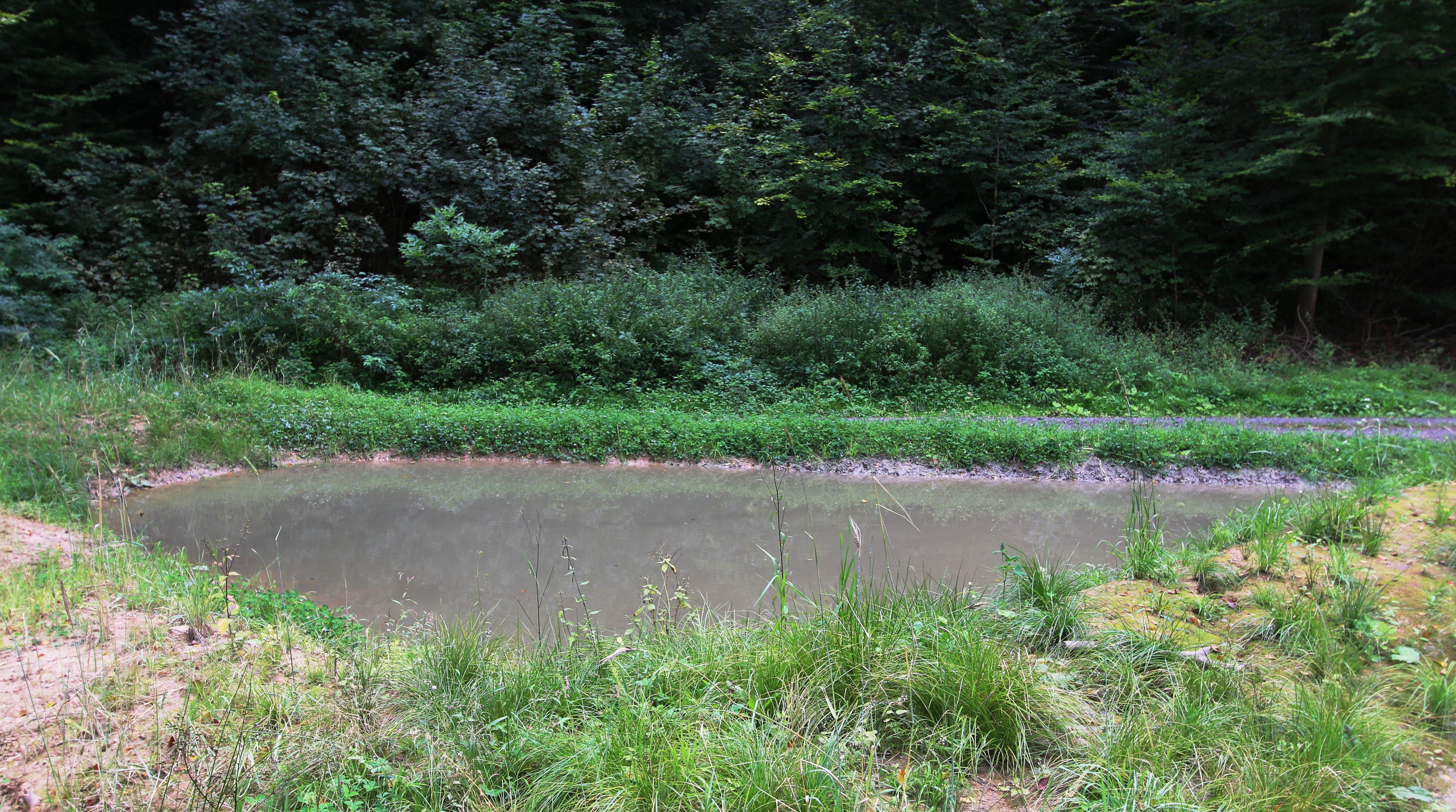
Untere Teichanlage (erb. Juni 2021)
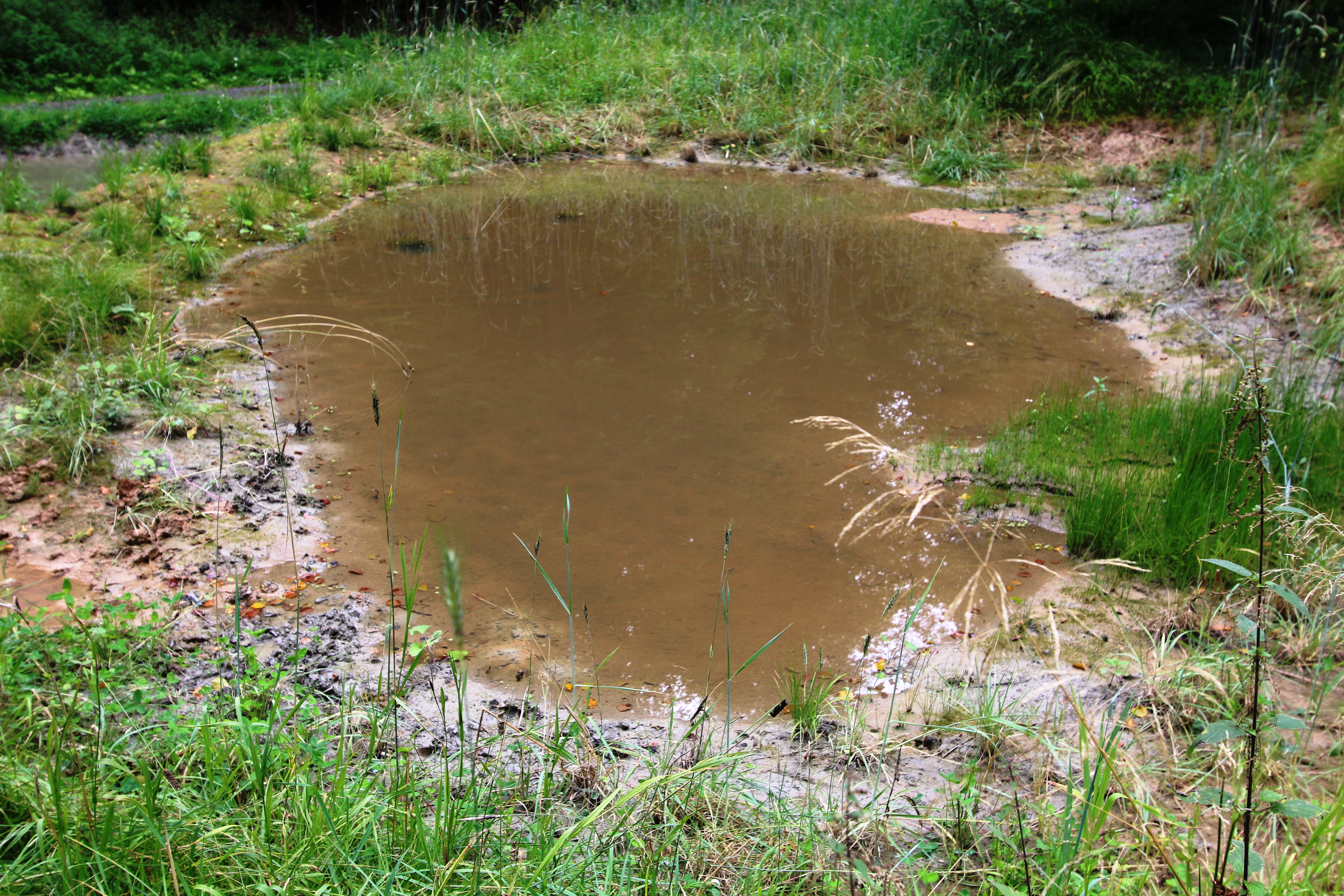
Blick auf den oberen Teich, idealer Lebensraum für Amphibien
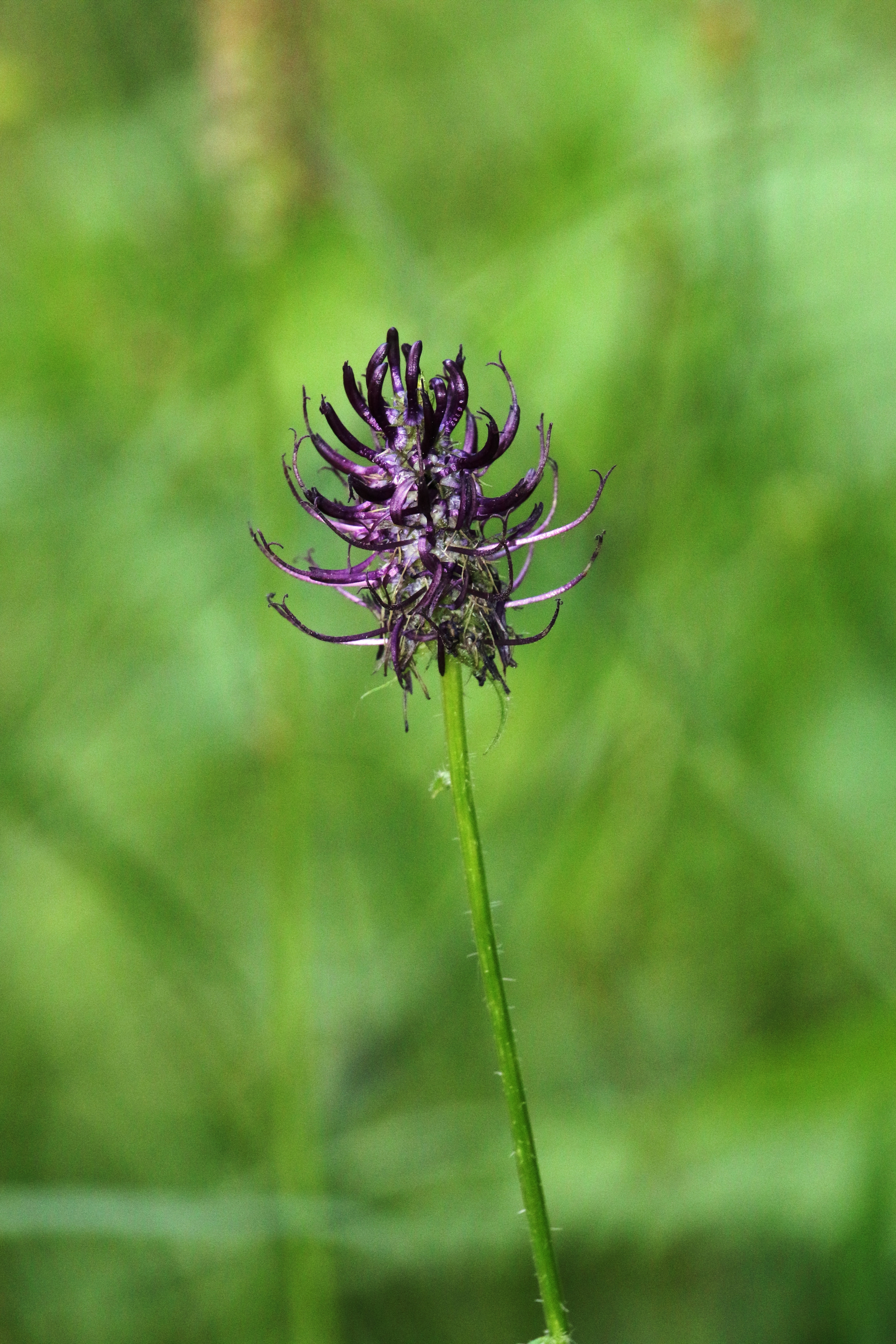
Schwarze Teufelskralle (Phyteuma nigrum)
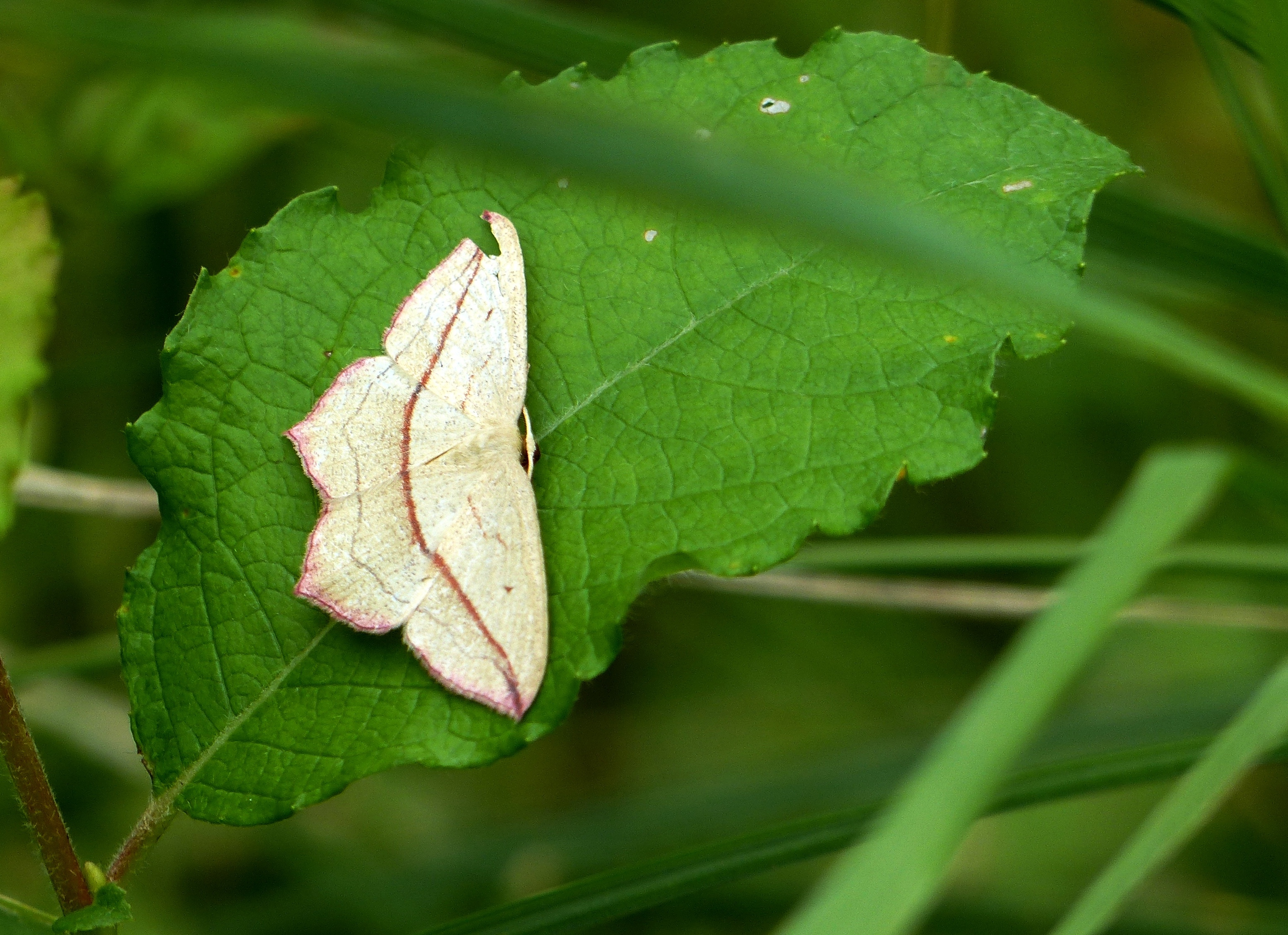
Ampferspanner (Timandra comae)
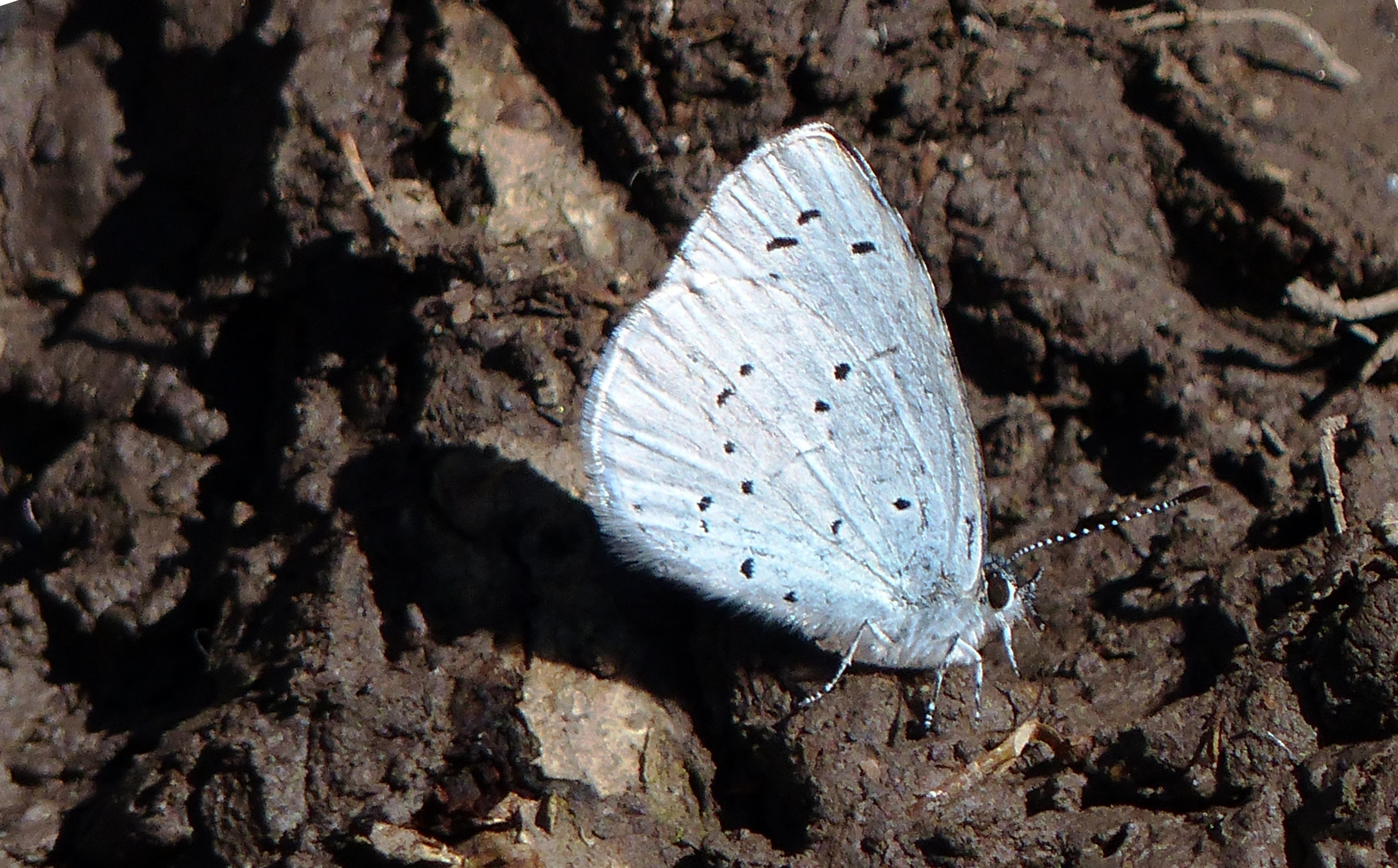
Faulbaum-Bläuling (Celastrina argiolus) am Erlenteichweg

### Klingen und Hohlwege am Hirschberg

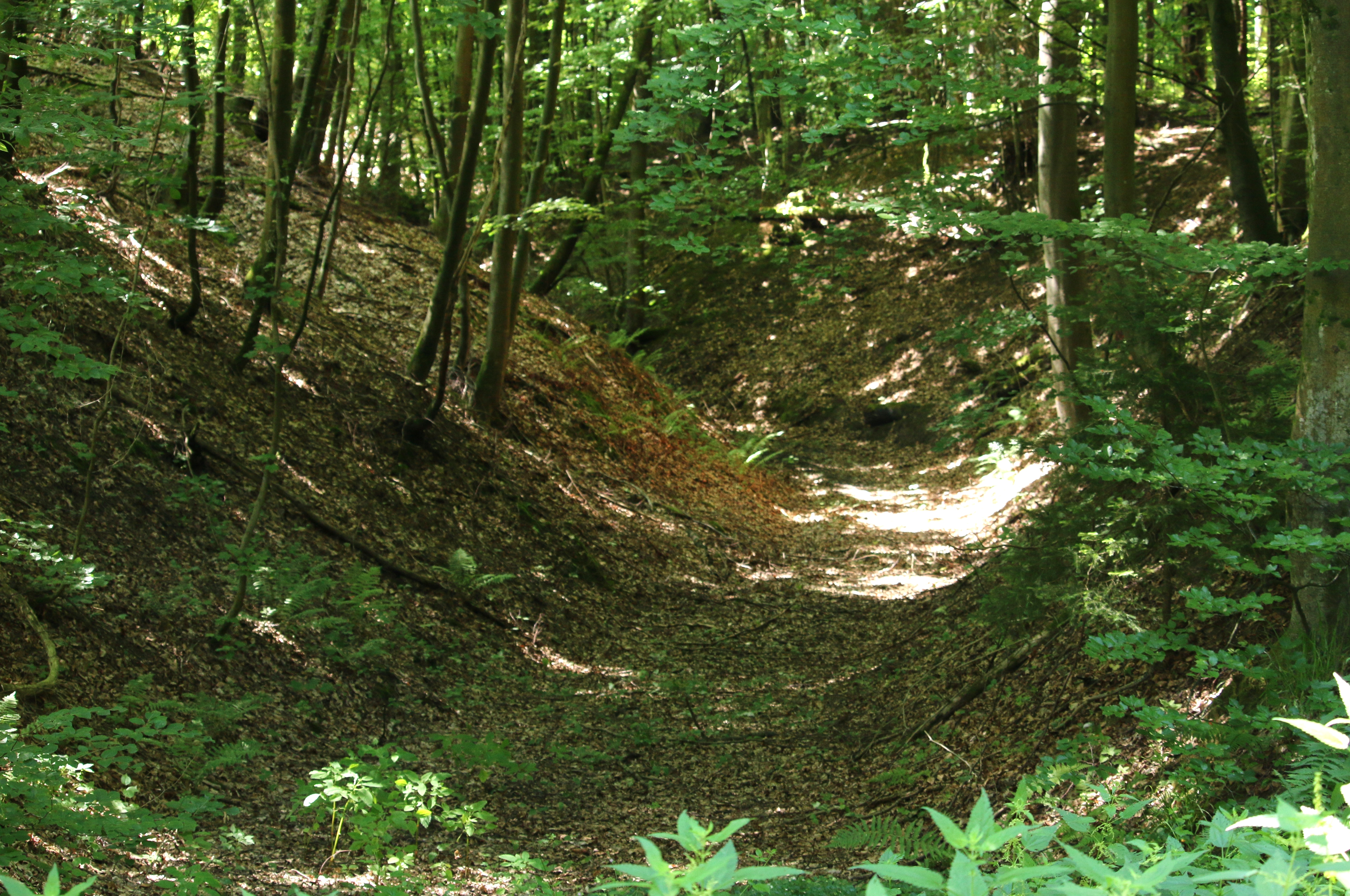
Leimerklinge am Amerikanerweg, nach § 30a LWaldG geschützt (Aufn. 2019)

Am Hirschberg (317 müNN) existiert ein nach Südosten abfallendes verzweigtes Klingen- und Hohlwegsystem, zu dem auch die unten beschriebene „Weiße Hohle“ gehört. Etwas weniger bekannt ist die „Leimerklinge“ am Amerikanerweg. Noch vor einiger Zeit war sie wasserführend und entwässerte in den Quellhorizont des Maisbach. Aufgrund der zahlreichen Trinkwasserbrunnen am Hirschberg und die klimabedingten geringer gewordenen Niederschläge, ist die Leimerklinge inzwischen ausgetrocknet. Zurückgeblieben sind eindrucksvolle, steile Hangstrukturen, die den Nußlocher Wald durchschneiden. Bis in das Jahr 2000 existierte sogar eine Brücke über die bis zu 7 m tiefe Klamm. Der parallel zur Leimerklinge verlaufende 1,5 km lange Amerikanerweg wurde 1968 mit Hilfe der damals in Heidelberg stationierten 7. US-Armee ausgebaut. Zu jener Zeit hielten die Amerikaner regelmäßig Feldmanöver auf der Nußlocher Gemarkung ab. Als Ausgleich für die entstandenen Flurschäden formten 1965 vier Kettenraupen den heutigen Wander- und Wirtschaftsweg. Danach blieb der Wegkörper zum Absetzen zwei Jahre unberührt. Als spätere Befestigung diente 1967 Abraum und Hangschutt aus dem Nußlocher Muschelkalk-Steinbruch. Dank des Einsatzes der US-Truppe erhielt der Weg seinen Namen „Amerikanerweg“.

#### Weiße Hohle

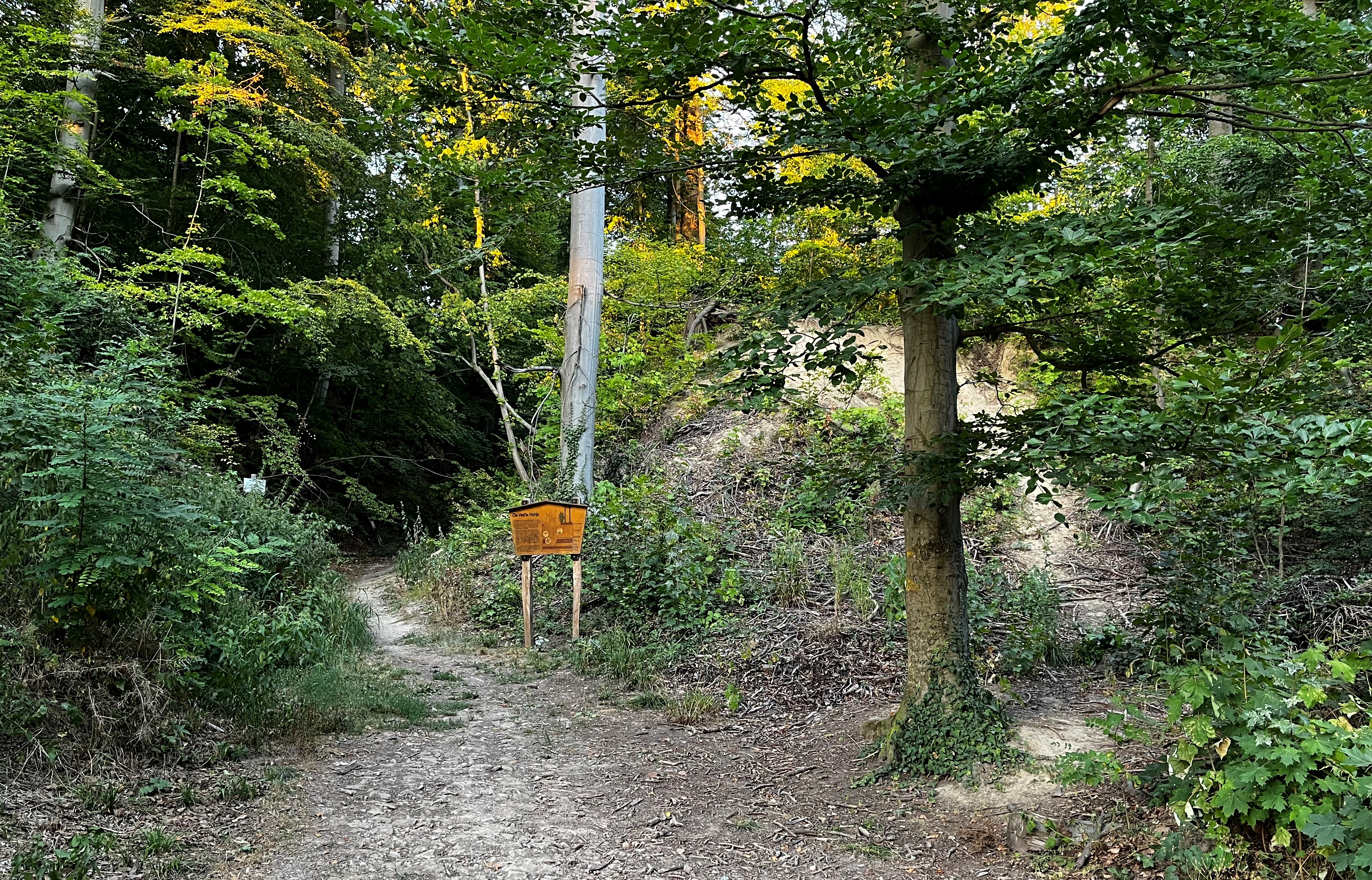
Zugang zur Weißen Hohle an der K 4157 (Aufn. August 2022)

Tief in den Boden eingeschnittene Hohlwege im Löß sind ein typisches Landschaftselement des Kraichgaus. Begonnen hat alles mit Fuß- und Fahrwegen, die entweder zur nächstgelegenen Ortschaft oder zur naheliegenden Feld- bzw. Waldflur führten. Die fortlaufende intensive Nutzung des gleichen Wegenetzes über viele Jahrhunderte, verursachte stark verdichtete Trampelpfade, die sich in dem weichen Lößboden zu Hohlwegen eingetieft haben. Klimafaktoren wie Wind und Regen unterstützen dabei die Erosionsabläufe zusätzlich. Jeder Hohlweg hat seine eigene Entstehungsgeschichte. Kleindenkmale und Sagen (z. B. das „Nußlocher Gajemänndl“) zeugen von der Bedeutung, die diese meist beschwerlichen Wege für die Menschen damals hatten. Neben ihrem kulturhistorischen Wert sind Hohlwege wichtige Rückzugsräume für zahlreiche Tier- und Pflanzenarten.

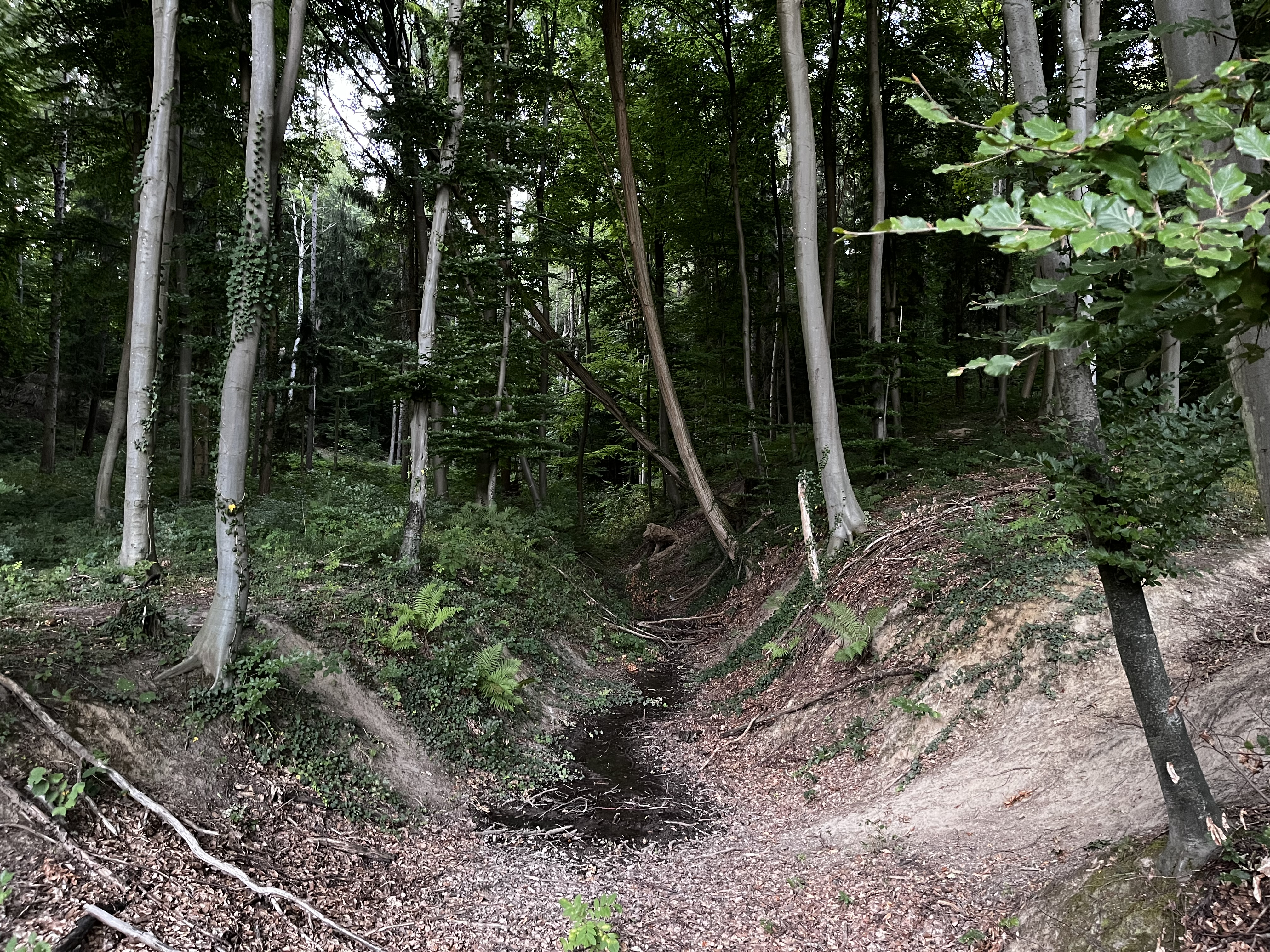
Blick in die verstürzte Alte Vieh-Triebhohle, (Aufn. 2022)

Die bekannte, historische Weiße Hohle bei Nußloch, am Südhang des Hirschbergs, mit ihren bis zu 8 m hohen Lößwänden, belegt wie intensiv einst diese Verkehrsader durch Mensch und Tier genutzt wurde. Ihre Entstehung verdankt sie dem Sachverhalt, dass der Nußlocher Einwohnerschaft bis in das 18. Jh. aufgrund des intensiven historischen Bergbaus und der versumpften Leimbachniederung nur wenige größere Flächen für den Ackerbau zur Verfügung standen. Somit verlagerte man die Anbauflächen auf die nahezu entwaldeten Hochflächen am Hirschberg. Die dort über Buntsandstein anstehenden Lößlehmböden sind fruchtbar und machten die Mühe wert. Um 1493 sind Zinszahlungen von Nußlocher Bürgern urkundlich belegt, die auf der Hirschbergplatte Landwirtschaft betrieben. Auf dem Gemarkungsplan von 1878 ist die Weiße Hohle noch als durchgängig befestigter Pfad ausgewiesen. In unseren Tagen können wir aufgrund der Nutzungsaufgabe (etwa seit dem Zweiten Weltkrieg) die Rückläufigkeit der Bodenvorgänge beobachten. Durch den steten Einsturz der Hohlwegflanken und das Aufkommen von Vegetation füllt sich der Hohlweg zusehends mit Lößlehm, Laub und umgestürzten Bäumen. Die wenigen Wanderer, die den Weg noch nutzen, halten diese Prozesse nicht auf. Auch die einstigen Acker- und Weideflächen auf der Hochebene des Hirschbergs sind längst dicht bewaldet (krautreicher Rotbuchenwald). Dennoch die ist Weiße Hohle ein bedeutendes Naturdenkmal und als Geotop geschützt. Rund um die Weiße Hohle bieten sich dem Besucher verschiedene Wanderrouten an.
Relativ unbekannt sind die beiden benachbarten Hohlwege „Rote Hohle“ und die „Alte Viehtrieb-Hohle“ am Maisbacher Fußweg (Nußlocher Waldkirche). Beide Pfade enden ebenfalls auf dem Hochplateau am Hirschberg. Die Alte Viehtrieb-Hohle (LUBW-Biotopnummer: 266182262092) ist streckenweise durch Verfüllung und Wasserschutzmaßnahmen nicht mehr begehbar (Stand: 2022).
* Umweltrecht (BNatSchG): „Hohlwege sind gesetzlich geschützte Biotope im Sinne des § 30 Absatz 2 Satz 2 BNatSchG. Gesetzlich geschützt sind alle Hohlwege, die mindestens 1 m tief sind und deren Böschungen an der steilsten Stelle eine Neigung von mehr als 45° besitzen.“

### Wüstung Grauenbrunnen

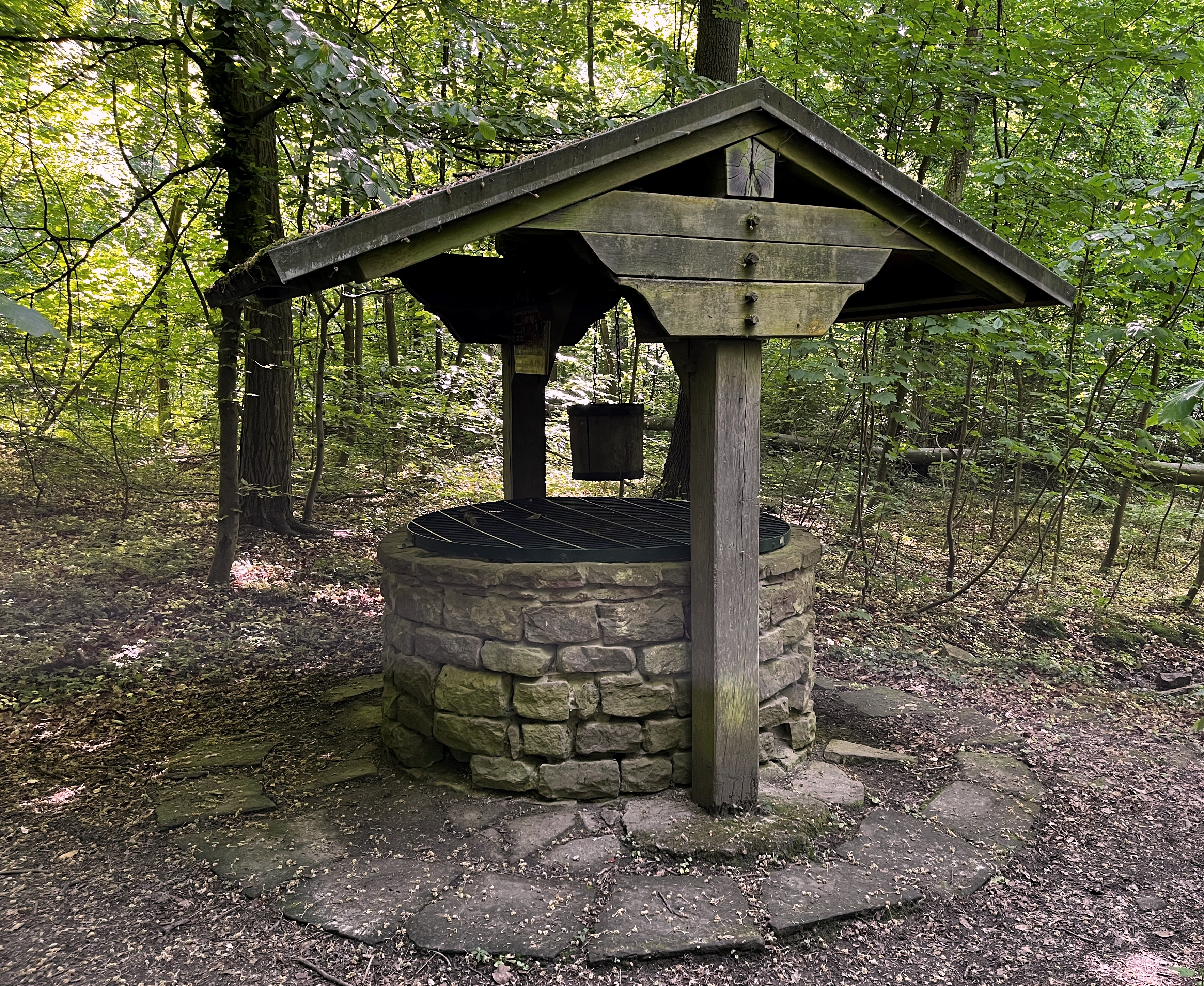
Der Grauenbrunnen auf der Gemarkungsgrenze Leimen/Nußloch, Rekonstruktion um 1960 (Aufn. 2022)

Im Nordosten der Gemarkung, am Hirschberg, auf der Grenze zwischen Leimen und Nußloch, finden sich Reste der Wüstung Grauenbrunnen (einst: Grawenburnen, dann Grawenbrunnen) – im Jahr 1252 erstmals urkundlich belegt. Ab 1289 zählt die Ortslage, einschließlich des Zehnten, zum katholischen St.-Paul-Stift in Worms. Ausdehnung und Grenzverlauf der ursprünglichen Gemarkung sind bis heute unklar. Vermutlich tangierten sie die heutigen Gewanne Vogelherd (zugehörig zur Stadt Leimen) und Hirschberg (zugehörig zur Gemeinde Nußloch). Laut GLA bestand das Dorf im Spätmittelalter aus ca. 25 Häusern. Mehrere Sickerquellen vor Ort waren ausschlaggebend für die Ansiedelung. Anstehendes feinkörniges Bodensubstrat (tonige Feinerde, Schluff) färbt das Quellwasser hier grau. Dies war wohl namensgebend. Archivalische Zeugnisse belegen den Niedergang der Ortslage bereits im 15. Jahrhundert. Archäologische Grabungen, etwa 100 m nördlich des neuen Brunnens, förderten Reste einer 450 m langen mittelalterlichen Stützmauer sowie zahlreiche Keramikfunde aus dem 13./14. Jh. zu Tage. Der Nußlocher Verein „Die Hexe vum Grobrunn e. V.“ hält die Erinnerung an die historische Siedlung wach. Im feuchten Umfeld des Grauenbrunnen findet sich der Feuersalamander.

### Wüstung Abgebranntes Dorf
Rätselhaft bleibt die Gemarkung „Im abgebrannten Dorf“, in einer Senke unterhalb der Gemarkung „Bohleneck“ (vgl. Gemarkungsplan Nussloch 1878). Offensichtlich existierte hier eine weitere kleine Ansiedlung (Weiler), die für das Jahr 867 urkundlich erwähnt ist.

### Hardtbachwehr

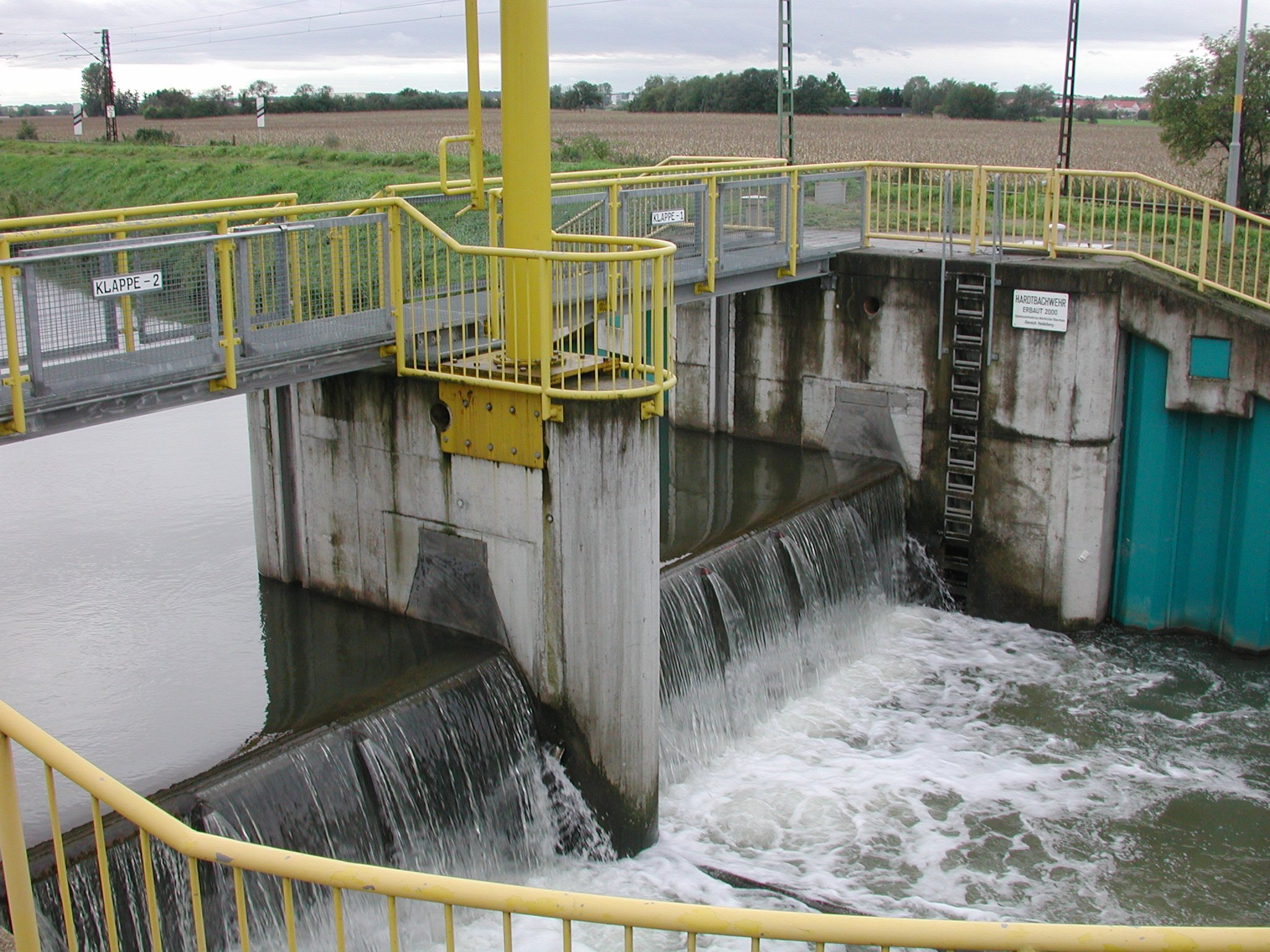
Hardtbachwehr zwischen Walldorf und Nußloch (Aufn. 2006)

Der Hardtbach (einst: Haardbach) wird auf der westlichen Gemarkungsgrenze zu Walldorf als Entlastungskanal durch ein im Jahr 2000 errichtetes Wehr vom Leimbach regulierend abgezweigt. Das moderne Bauwerk steuert zugleich den Zufluss zum Hochwasserrückhaltebecken Leimbach mit einem Fassungsvermögen von insgesamt 295.000 Kubikmeter. Das Becken liegt unmittelbar nordwestlich des Wehrs, auf einer Teilfläche des Naturschutzgebiets Nußlocher Wiesen; an seinem Auslassbauwerk wird der Abfluss des Leimbachs auf maximal einen Kubikmeter pro Sekunde begrenzt.
Der Lauf des Hardtbachs wurde bereits Mitte des 16. Jahrhunderts durch das Kurfürstentum angelegt, um den Leimbach und die Ortslage Nußloch sowie deren Mühlen vor schweren Hochwasserereignissen zu schützen. Gemeinsam mit dem Kraichbach mündete er zu dieser Zeit in den künstlich aufgestauten Karl-Ludwig-See bei Ketsch. Auch im 18. Jahrhundert wurden Leimbach und Hardtbach durch Kurfürst Karl Theodor reguliert. Damaliger Grund war die Be- und Entwässerung der Schlossanlagen in Schwetzingen.
Aktuell (Stand: 2022) plant der Landesbetrieb Gewässer im Regierungspräsidium Karlsruhe den Ausbau des Leimbach-Unterlaufs zwischen dem Hochwasserrückhaltebecken Nußloch und der Kirchheimer Mühle auf der Gemarkung Heidelberg. Ziel ist die nochmalige Verbesserung des Hochwasserschutzes sowie die Aufwertung der Gewässerökologie.

### Nachbargemeinden
Unmittelbar benachbarte Gemeinden sind Leimen, Wiesloch, Walldorf und Sandhausen. Mit der nordwestlich gelegenen Kommune Sandhausen bzw. dem keilförmig hineinragenden Ortsteil St. Ilgen von Leimen ist die Bebauungslinie zur Gemarkung Nußloch heute nahezu vereint.

## Geschichte

### Ortsgeschichte

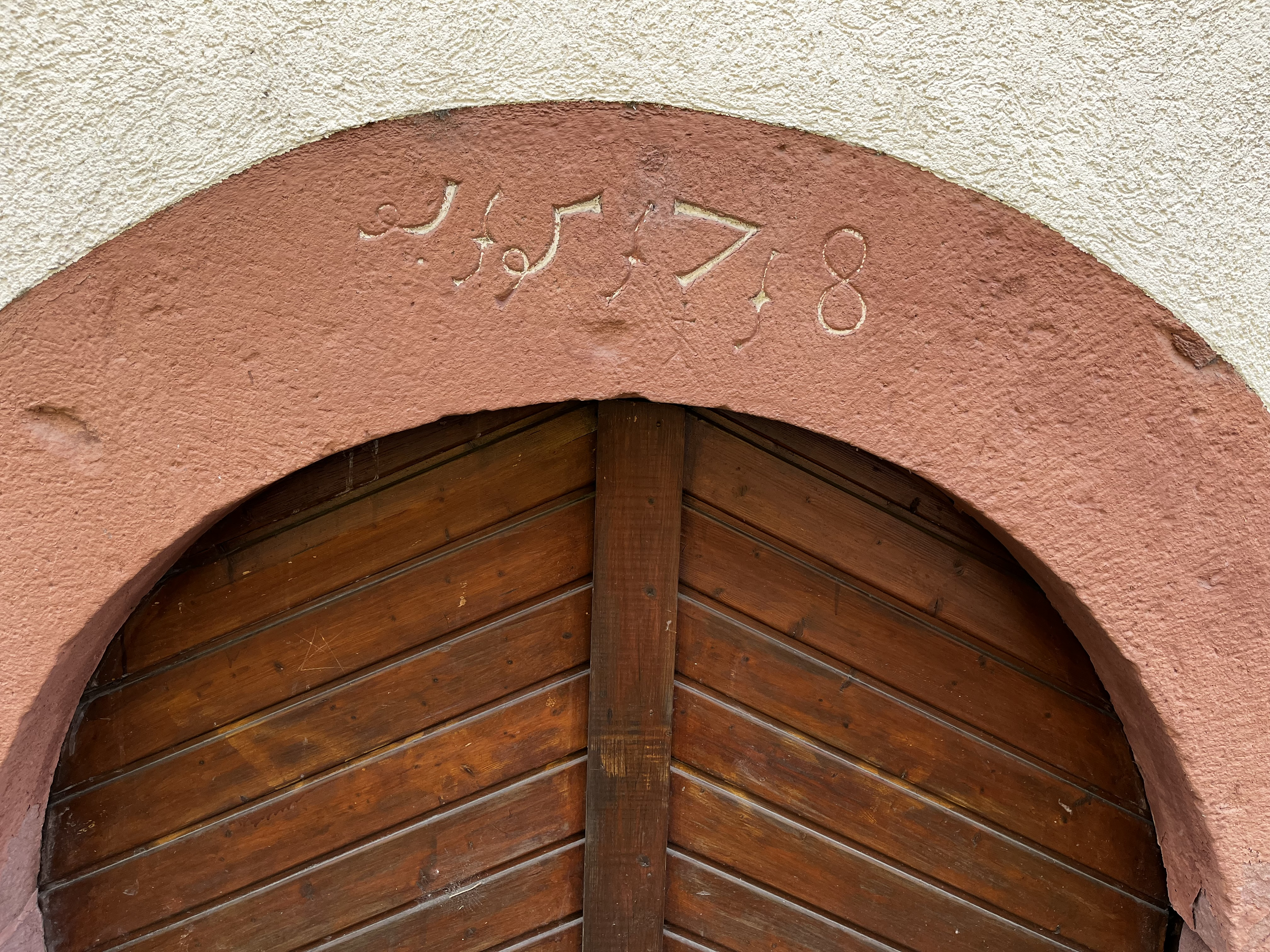
Kellergewölbe (erb. 1578) in der Sinsheimer Straße

Nußloch wird im Lorscher Codex in einer auf den 31. Dezember 766 datierten Urkunde anlässlich der Schenkung eines Weinbergs an das Kloster Lorsch erstmals urkundlich als Marktflecken erwähnt. Im hohen Mittelalter bestanden bei Nußloch zwei Burgen. Die Tiefburg Lichtenau im Gewann Schlossbuckel/Hintere Weid und die Gückelsburg im Gewann Bortkelter, mit jeweils unterschiedlichen Besitzverhältnissen. Als Besitzer traten u. a. Heinrich von Lichtenau und die Herren von Weinsberg auf. 1256 ging sowohl Nuzlohon als auch Musebach (Maisbach) durch Verkauf an den Pfalzgrafen Ludwig I über. Auch die Bischöfe von Speyer verfügten auf der Gemarkung über einige Liegenschaften und machten entsprechende Lehensansprüche geltend. Im gleichen Zeitraum erwähnt werden auch zwei durch den Leimbach angetriebene Mühlen (wohl spätere Giessersmühle und Koppertsmühle, s. Gemarkungsplan 1878) sowie die von Heidelberg nach „Wießloch“ führende Landstraße (spätere B 3, heute: Landesstraße 594). Ab dem 15. Jh. unterlag die Ortsherrschaft sowie die Gerichtsbarkeit den Freiherren von Bettendorf.
Der Ort geriet in die Fehde zwischen den Pfalzgrafen bei Rhein und dem römisch-deutschen König Albrecht I. im Jahr 1301 und war vom Pfälzischen Krieg 1462 schwer betroffen, blieb dafür im Bauernkrieg verschont. Im Dreißigjährigen Krieg soll nahezu die gesamte Bevölkerung dahingerafft worden sein. Das 1249 als Musebach erstmals urkundlich erwähnte Maisbach war schutzlos und entsprechend von 1648 bis 1653 total entvölkert. Nach dem Westfälischen Frieden 1648 und einer kurzen Erholungsphase verursachte der Pfälzische Erbfolgekrieg (1685–1697) erneut viel Leid und Tod in der Region um Heidelberg.
Bereits ab 1655 siedelte Kurfürst Karl Ludwig Schwaben, Bayern, Tiroler und Schweizer sowohl in Nußloch als auch in Maisbach an. Unter den Zugezogenen, die sich im Kraichgau niederließen, bildeten die Schweizer die größte Gruppe. Bei der Einwanderung sind zwei „Wellen“ bekannt: Zwischen dem Ende des Dreißigjährigen Krieges und dem Beginn des Pfälzischen Erbfolgekrieges, also zwischen 1648 und 1688 sowie eine schwächere Welle im beginnenden 18. Jahrhundert. 1786 umfasst die Gemarkung Nußloch 1167 Morgen Ackerland, 122 Morgen Wingert, 338 Morgen Wiesen, 265 Morgen Weideland sowie 807 Morgen Wald. Von 1672 bis 1818 unterstand der Ort dem Kirchheimer Zent. Sitz der Vollzugsbehörde war das Oberamt Heidelberg.

#### Historischer Bergbau
Der Erzbergbau im Muschelkalk auf der Nußlocher Gemarkung erwies sich schon früh als eine der Grundsäulen des Nußlocher Wirtschaftens und Lebens, neben der üblichen landwirtschaftlichen Tätigkeit. Die ältesten urkundlichen Nachweise liegen aus dem 9. Jh. für die Wiesloch-Nußlocher Gegend vor. Dabei standen insbesondere die durch die Rheingrabenabsenkung entstandenen Verwerfungen „Nußlocher Spalt“ (heute: Steilanstiege Burgstraße, Sinsheimer Straße), „Im Schlangengrund“ (ehemals Steinbruchgelände HeidelbergCement) und „Baiertaler Sprung“ (Bruchlinie am Schatthauser Fußweg) im Mittelpunkt der Grabungsaktivitäten. Urkundliche Vermerke aus dem Jahr 1605 weisen auf eine völlige Entwaldung im direkten Umfeld des Bergbauflächen hin. An der Landstraße von Wiesloch nach Heidelberg (heutige L 594), an der Nußlocher Gemarkungsgrenze, stand eine Lagerhalle für das Röstgut, dahinter die Röstanlagen (Schachtofen, Doppelflammofen) sowie oben am Hang ein Wohn- und Verwaltungsbau (heutiger Standort Industriedenkmal Kalkofen). Der mit wechselndem Erfolg beschiedene historische Blei-,Silber- und Zinkbergbau bei Nußloch endete im Jahr 1894. Zeitweise beschäftigte er bis zu 400 Menschen. Die Bergleute entstammten nicht alle aus Nußloch, sondern kamen als Wanderarbeiter meist von weit her. Zahlreiche Umweltuntersuchungen unserer Zeit belegen, dass durch den damaligen Bergbau im Raum Nußloch/Wiesloch/Sandhausen stellenweise hohe Belastungen der Böden mit Schwermetallen vorliegen. Besonders durch die mittelalterlichen Aufbereitungs- und Verhüttungseinrichtungen kam es zu intensiven Kontaminationen sowohl auf der Nußlocher als auch auf der Wieslocher Gemarkung. Gesundheitlich bedenklich sind die Beeinträchtigungen hinsichtlich des Ernährungspfades Pflanze/Mensch, wenn z. B. mit Schwermetallen angereichertes Gemüse in größeren Mengen verzehrt wird. Von Relevanz sind hier die Metalle Arsen, Blei, Cadmium, Thallium und Zink. Ebenso ist zu vermeiden, dass belastete Bodenaushübe unkontrolliert in der Landschaft ausgebracht werden. Hierfür sind inzwischen spezielle Erddeponien als Lagerstätte eingerichtet worden.
In Nußloch erinnern heute die beiden Straßennamen Loppengasse und Fahrweg sowie der Wohnplatz Erzwäsche an die bergbauliche Vergangenheit. Ein weiterer Hinweis findet sich südlich von Nußloch an der L 594. Ein Straßenschild weist zum Eingang des stillgelegten Maxstollens, der mittlerweile verstürzt ist. Auch der Schlussstein des Rippengewölbes in der Andachtskapelle der Nepomukstatue deutet mit den Symbolen Schlägel und Eisen auf den einstigen Bergbau hin.

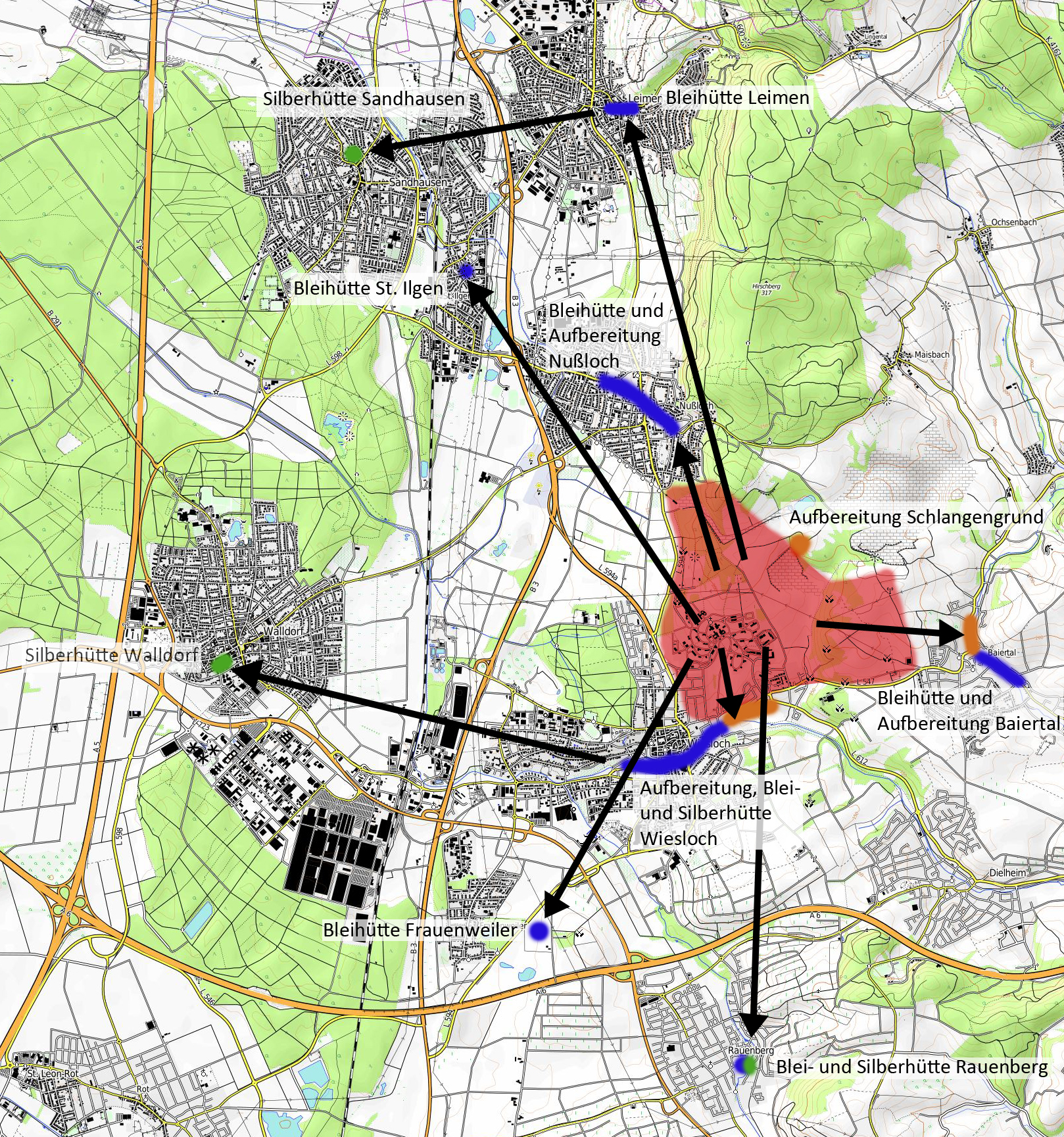
Mittelalterlicher Bergbau und Hüttenwesen im Raum Nußloch/Wiesloch
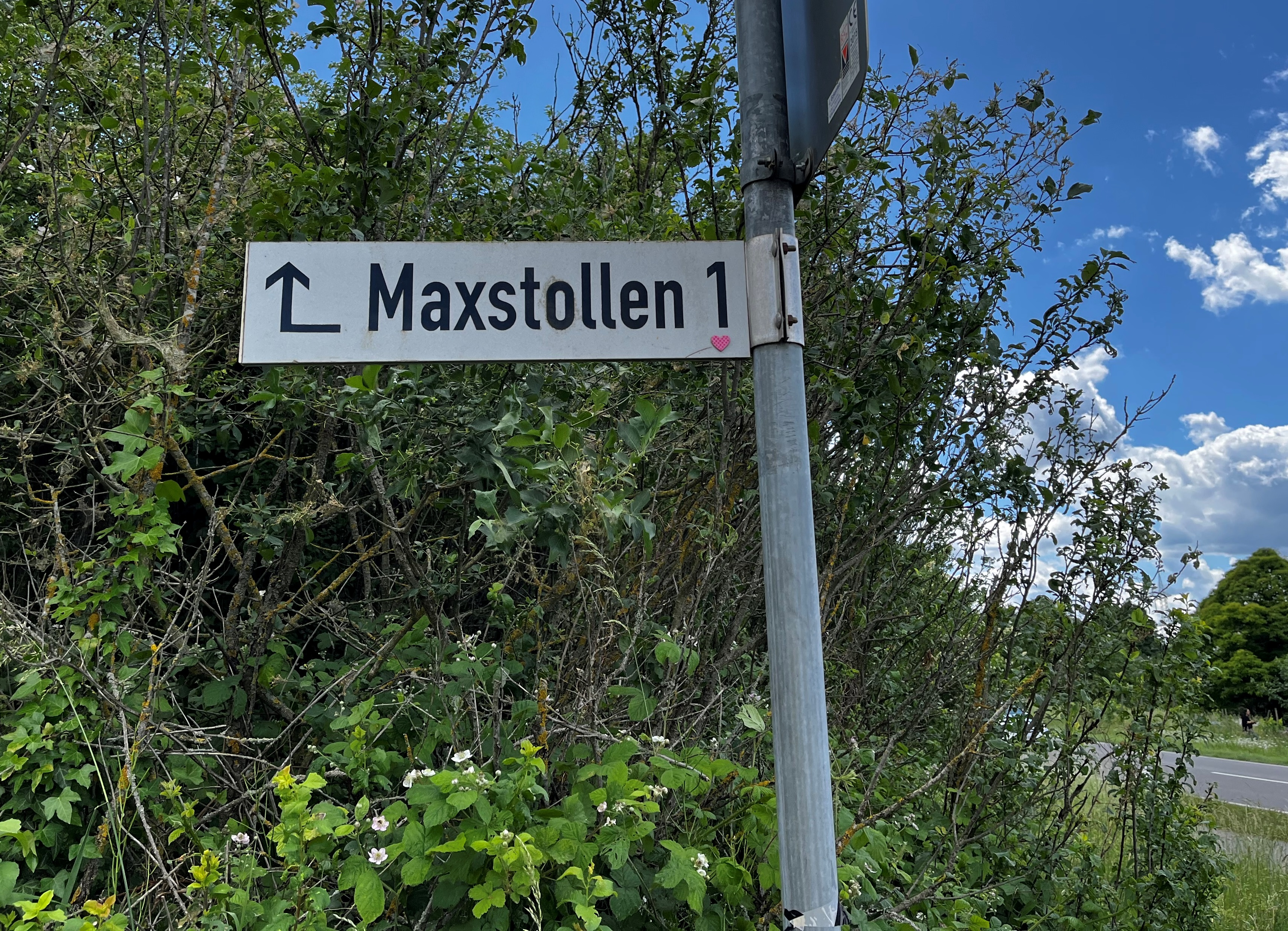
Hinweis zum Maxstollen an der L 594
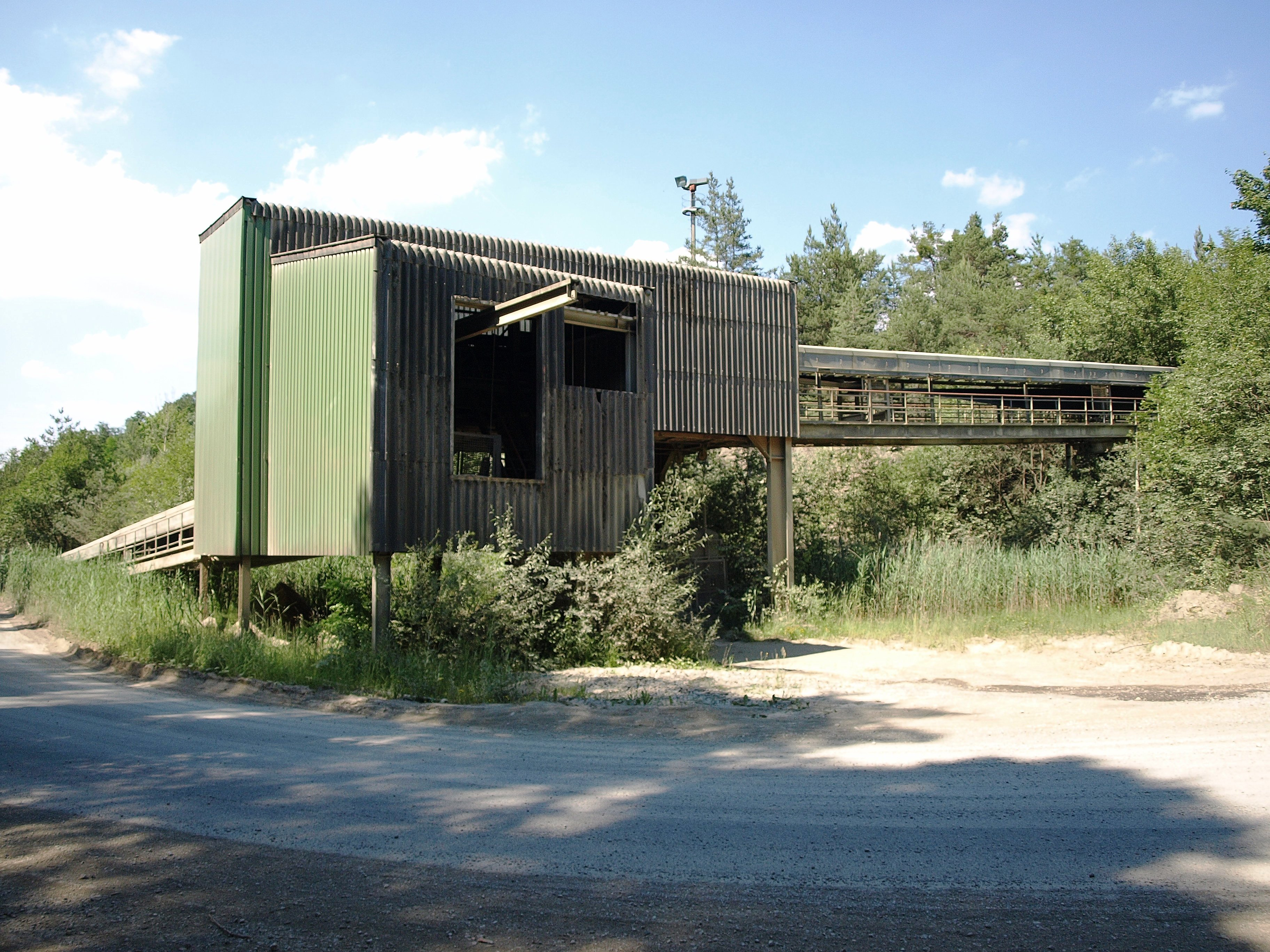
Nußloch (Im Schlangengrund), ehemaliges Steinbruchgelände der HeidelbergCement
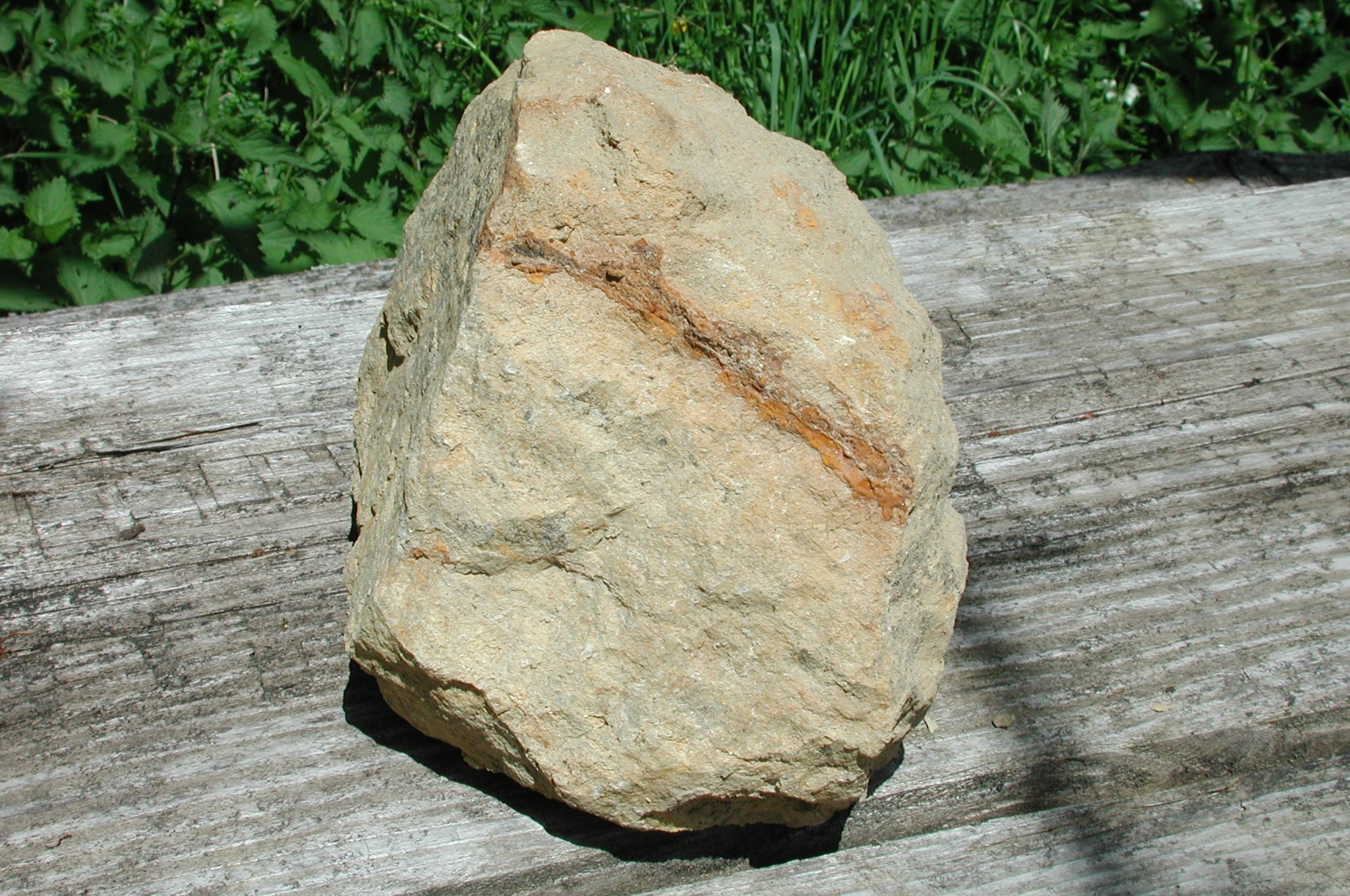
Noch heute findet man auf der Gemarkung Kalkbrocken mit Erzadern (sog. Galmeien)

#### Bauernprophet Johann Adam Müller
Mit Gründung der Rheinbundstaaten durch Napoleon Bonaparte (1769–1821) gelangte Nußloch 1803 zum Großherzogtum Baden (später Republik Baden). In diesen bewegten Zeiten machte ein Maisbacher Bauer von sich reden. Johann Adam Müller (1769–1832), ursprünglich ein Meckesheimer, der nach seiner Heirat nach Maisbach (damals Maisbachhof) übersiedelte, wurde durch seine prophetischen Vorhersagen zu politischen Ereignissen und Entwicklungen weithin bekannt. 1813 gewährte ihm der Preußenkönig Friedrich Wilhelm III. anlässlich seines Besuches in Heidelberg eine Audienz und bestätigte ihm die Richtigkeit seiner Prophezeiungen hinsichtlich der Niederlage Napoleons in der Völkerschlacht bei Leipzig 1813 und des großen Brandes von Moskau. Die Heidelberger Schriftstellerin Irma von Drygalski würdigte 1928 den Maisbacher Bürger in ihrem Roman „Der Bauernprophet“. Auf alte Ratsprotokolle und mündliche Überlieferungen gestützt, erzählt Drygalski das Schicksal des Bauern, der mit dem zweiten Gesicht begabt, zum Preußenkönig nach Königsberg reiste, um ihn zum Kampf gegen Napoleon zu bewegen. Angelehnt an den Roman wurde 1994 das Volksstück vom „Bauernpropheten“ in Nußloch, auf dem historischen Anwesen des Adelsgeschlechts von Bettendorf, uraufgeführt. Auch der Nußlocher Heimatforscher Karl Gehrig (1894–1981) beschäftigte sich mit dieser ungewöhnlichen Persönlichkeit.

#### Tabak

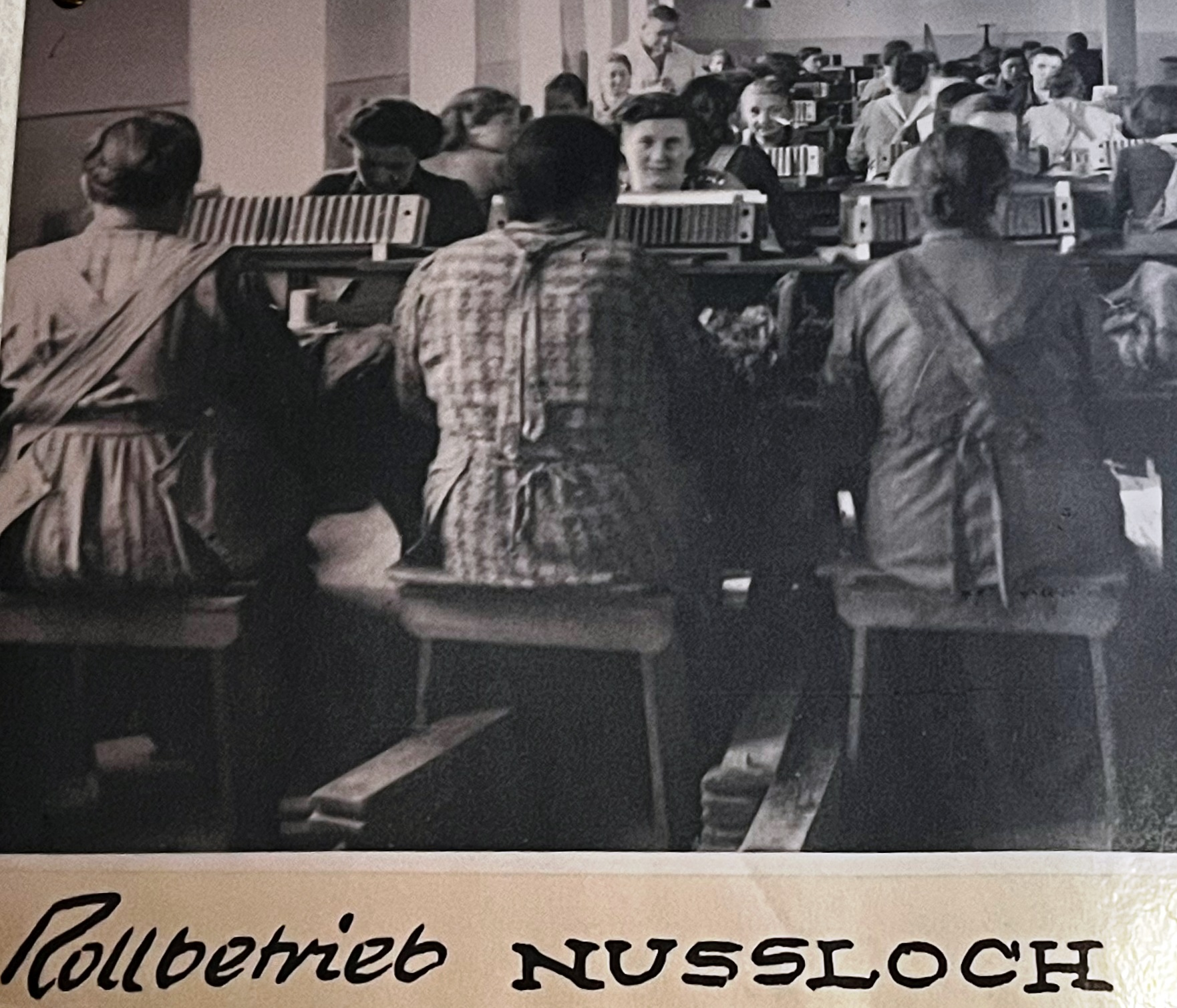
Ehemalige Tabakwarenfabrik Rhein-Weser K.G. Hauptstraße 96, Nußloch (1950er Jahre)

Gegen Ende des 19. Jahrhunderts setzte in Nußloch ein gewisser wirtschaftlicher Aufschwung ein. Nach dem Krieg 1870/71 entstanden im Ort zahlreiche kleinere Betriebe. Vor allem die vom Heidelberger Unternehmer Philipp Jakob Landfried (1788–1850) gegründete Zigarrenindustrie ermöglichte der kleinbäuerlich geprägten Bevölkerung Nordbadens ein zusätzliches Einkommen. Dabei spielte nicht nur der damals in der Kurpfalz weitverbreitete Anbau von Tabak eine wichtige Rolle, sondern auch die Trocknung und Fertigung von Zigarren und Stumpen. Auch in Nußloch befanden sich ab 1861 an die zehn Fabrikgebäude, in denen Tabakwaren hergestellt wurden. Sie zählten aber nicht zum Landfried-Konzern, sondern teilweise zur Unternehmensgruppe Rhein-Weser Zigarrenfabriken K.G. (Heinz Tintelnot, Harald Tintelnot & Harald Bieler); vormalige Eigentümer waren die Gebrüder Jacobi G.m.b.H. Cigarren-Fabriken Mannheim (jüdisch), im Rahmen der Arisierung 1938 zu Gunsten von Rhein-Weser enteignet. Weitere Tabakfabriken betrieben die Unternehmen S. Simon & Cie (um 1900) in der Hauptstraße 74 sowie die Gebrüder Mertens (Cleve) in der Kaiserstraße 16.
Die Produktion von Tabakwaren war überwiegend Frauenarbeit. Auch Mädchen ab zwölf Jahren durften bereits mitarbeiten. Spätestens mit 40 Jahren war für die Arbeiterinnen und Arbeiter das Wickeln von Zigarren und Stumpen beendet, da laut zeitgenössischer Betriebsinspektoren, die „Gelenkigkeit der Finger stark nachlässt“. Bezüglich des Fabrikalltags war es unter den Frauen üblich, während der Arbeit zu singen. Sowohl weltliches als auch kirchliches Liedgut gehörten zum Repertoire, ebenso Gebete. An manchen Fabrikstandorten wurde daraufhin Singen, Pfeifen und das Abhalten von Vorträgen verboten. Ebenso untersagt war das Ausspucken auf den Boden, was früher gang und gäbe war – auch unter Frauen. Um die Ansteckungsgefahr von Bronchialkrankheiten und Lungentuberkulose am Arbeitsplatz zu verringern, war dies im Fabrikgebäude ausdrücklich verboten. Bei Verstößen drohte fristlose Kündigung. Neben den arbeitsrechtlichen Problemen führte Frauenarbeit damals auch zu gesellschaftlichen Problemen. In Manufakturen arbeitende Mütter fehlten zuhause. In Folge entstanden vermehrt Erziehungs- und Eheprobleme.
Bereits ab 1848 gab es mehrere Initiativen zur Gründung von überregionalen Zusammenschlüssen von Tabakarbeitergewerkschaften. Im Jahr 1877 hatte der Deutsche Tabakarbeiterverband ca. 8100 Mitglieder in 200 Orten und war damit eine der mitgliederstärksten Gewerkschaften. In einem Aufruf der Mannheimer und Heidelberger Tabakarbeiter wurden als Ziele u. a. die Verbesserung der sozialen Verhältnisse sowie der Mindestlöhne genannt. Die Reichsgewerbeordnung von 1891 setzte erstmals die Höchstdauer der Arbeitszeiten auf 11 Stunden werktags und zehn Stunden samstags fest. 1908 kam es zu einer Verkürzung auf 10 Stunden werktags und 8 Stunden samstags. Auch Steuern auf Tabak waren damals schon üblich. Sie gehen auf die Jahre 1879/80 zurück. Die damals bereits bekannten Gesundheitsgefährdungen durch Nikotin spielte beim Gesetzgeber noch keine Rolle. So kam es beim Wickeln von Zigarren und Stumpen unmittelbar zum Kontakt mit dem Nervengift. Als Folge zeigten sich u. a. Schäden in der Schwangerschaft und Belastungen der Muttermilch.

#### Wein

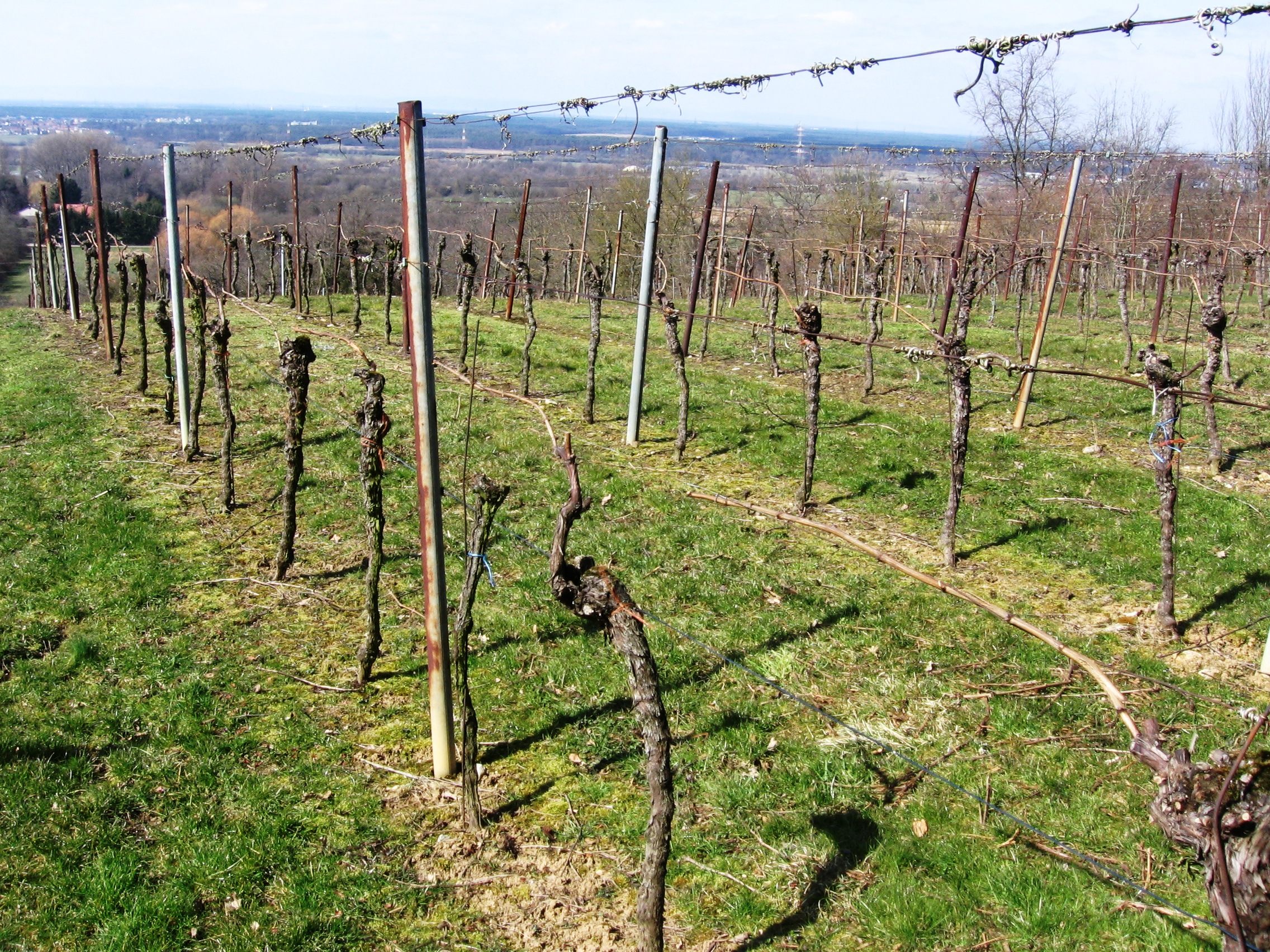
Weinstöcke am Leopoldsberg (Aufn. 2013)

Aufgrund der günstigen südwestexponierten Lage Nußlochs, besaß Weinbau eine lange Tradition und zählte über mehrere Jahrhunderte zum kleinbäuerlichen Erwerbsleben. Bezeichnend dafür ist die Tatsache, dass bereits im Jahr 766 die Schenkung eines Weinbergs an das Kloster Lorsch zur ersten urkundlichen Erwähnung von Nußloch führte. Noch im 19. Jh. befanden sich weitläufige Anbauflächen an den z. T. steilen Westhängen von Schneckenberg, Leopoldsberg, Wilhelmsberg sowie am Neuen Berg (siehe Gemarkungsplan 1878). Zugänglich waren die Anbauflächen über die Burgstraße, den Oderweg und die Markgrafenstraße. Um die Arbeit in den Weinbergen etwas zu erleichtern, genehmigte die Ortsverwaltung an den Steillagen den Bau von Geschirrhütten zur Unterbringung von Gerätschaften. Heute sind die Rebflächen aus dem Landschaftsbild nahezu verschwunden. Reste finden sich noch auf der zu Wiesloch angrenzenden Gemarkung Wilhelmsberg. Eine Weinkellerei aus Leimen unterstützt den dortigen ökologischen Anbau.

#### Rohstoffe

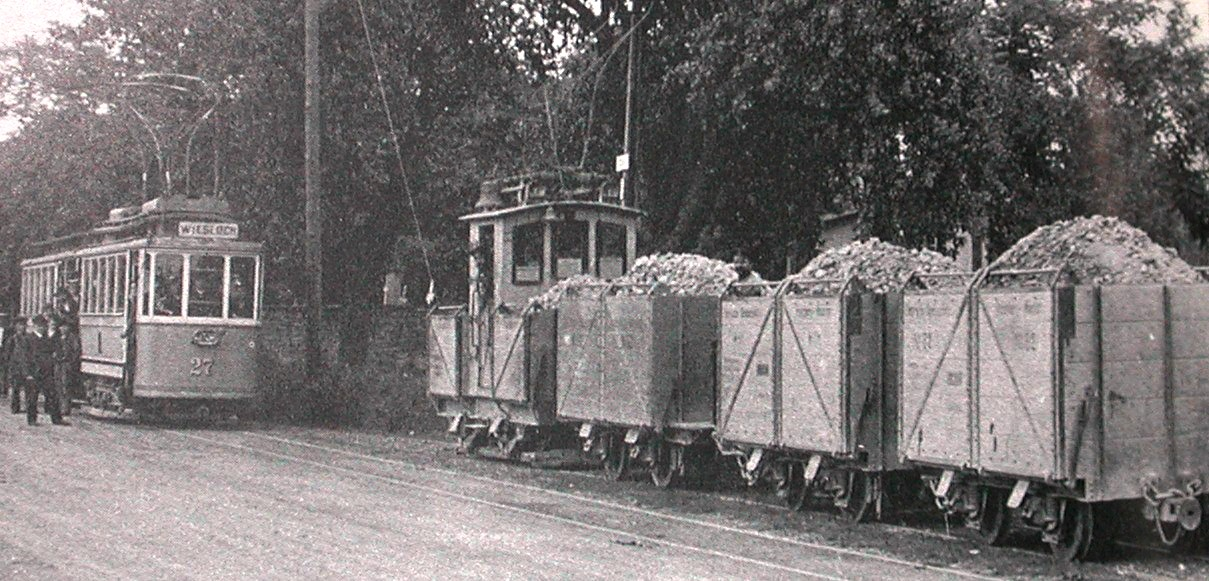
Steinzug der Heidelberger Portland-Cement-Werke AG in der ehemaligen Ausweiche Nußloch-Friedhof (Aufn. 1912)

Nach Silber, Zink und Blei interessierten auf der Gemarkung Nußloch ab Mitte des 19. Jh. nun andere Rohstoffe, wie z. B. hochwertige Muschelkalkvorkommen für die Herstellung von Zement. Nach Untersuchungen des Geologischen Instituts der Universität Heidelberg, ergriff 1899 das Unternehmen Heidelberger Zement die Chance und sicherte sich Abbaukonzessionen auf den Gemarkungen von Leimen und Nußloch. Dort zunächst für die Gemarkungen Leopoldsberg, Ludwigsberg und Stupfelberg. Später folgten dann Erweiterungsverträge für den Schlangengrund und den Ameisenbuckel (s. Gemarkungsplan Nussloch 1878). Während man in den Anfängen für Transport des gebrochenen Kalks in das frisch erbaute Zementwerk Leimen Pferdefuhrwerke einsetzte, benutzte man ab 1901 die Gleistrasse der Heidelberger Straßenbahnlinie Heidelberg-Wiesloch. Zur Bewältigung der Steintransporte dienten zwei elektrische 2-achsige Elektrolokomotiven und sieben Güterwagen. Zunächst durften die Züge nur zwei beladene Güterwagen mitführen, später wurde die Genehmigung für drei Anhänger erteilt. Zwei davon waren Bremswagen mit mechanischen Handbremsen, die vor allem auf der Gefällstrecke zwischen Nußloch und Leimen zum Einsatz kamen. Ab 1919 übernahm die werkseigene Luftseilbahn (Nußloch-Leimen) den Gesteinstransport. Die Materialseilbahn bestand aus einem ständig umlaufenden Zugseil auf insgesamt 63 Stahlbetonstützen und einer Gesamtlänge von 5363 m. Bis heute (Stand: 2023) fußte sie auf eigenem Grund und Boden des Zementwerks. Während des Ersten Weltkrieges war das Werk nur unregelmäßig in Betrieb, so dass auch die Seilbahn immer wieder stillgesetzt werden musste. Von einem wirtschaftlichen Betrieb kann man daher erst ab Ende 1918 ausgehen.
Anfang 2023 wurde die Materialseilbahn nach einer Laufzeit von insgesamt 104 Jahren stillgelegt. Die hochwertigen Muschelkalkvorkommen auf der Gemarkung Nußloch (Gewanne: Stupfelberg, Schlangengrund und Ameisenbuckel) waren nahezu erschöpft.

#### 20. Jahrhundert
Am 12. Juni 1910 wurde an der Burgstraße/Nadlerstraße der neue Friedhof eingeweiht. Die katholische Gemeinde blieb der Veranstaltung allerdings fern. So zogen die evangelische Gemeinde mit dem ev. Kirchenchor, dem Pfarrer Weiser und dem Bürgermeister Rensch unter Gesängen und Gebeten vom alten Friedhof an der Hauptstraße zur neuen Friedhofsanlage. Anschließend fand in der evangelischen Kirche ein Festgottesdienst statt. An der Veranstaltung nahmen auch viele Besucher aus den angrenzenden Gemeinden teil.
Mit Gründung der Badischen Landes-Elektrizitäts-Versorgungs AG 1921 (später: Badenwerk AG) gelang der Anschluss an das öffentliche Stromnetz. Die Verkabelung verlief damals vollständig oberirdisch über Masten und freistehende Dach- bzw. Wandisolatoren an den Gebäuden. Die Einführung der allgemeinen Elektrizitätsversorgung ging einher mit einem gewissen wirtschaftlichen Aufschwung innerhalb der Gemeinde.

Vor dem Ersten Weltkrieg waren in Nußloch politisch die Nationalliberalen am stärksten, ehe sie von den Sozialdemokraten überflügelt wurden. Durch die Spaltung der Linksparteien, war zeitweise nur die KPD im Gemeinderat vertreten. In der Spätphase der Weimarer Republik war das Zentrum die stärkste Partei, bis schließlich die NSDAP 1933 die meisten Stimmen erhielt. 1933/34 kam es wiederholt zu gewalttätigen Auseinandersetzungen zwischen Mitgliedern katholischer Jugendgruppen und den örtlichen Nationalsozialisten. Vor allem die Aktiven des katholischen Jugendbunds Neu-Deutschland boten den neuen Machthabern öffentlich die Stirn. Der damalige Ortsvorsitzende der Jugendorganisation sowie seine Familie wurde deshalb mehrfach von der Hitlerjugend ernsthaft bedroht.
1935 wurde Maisbach mit Ochsenbach per Verordnung des Bezirksamts Heidelberg vereinigt. Bereits zwei Jahre später wurde der Erlass wieder aufgelöst und Maisbach am 1. April 1937 nach Nußloch eingemeindet. Die politischen Hintergründe dieser Verordnung blieben unklar.
Den Zweiten Weltkrieg überstand Nußloch nahezu unbeschadet. Am 31. März 1945 marschierten Teile der 63. Infanteriedivision der US-Armee von Leimen und Walldorf kommend im Ort ein. Aufgrund der Gegenwehr zurückgebliebener Soldaten der Reichswehr (u. a. durch einen Geschützposten an der Adolf-Hitler-Straße, syn. für die Sinsheimer Straße von 1936-1945) und Angehörigen der Waffen-SS, kam es im Ortszentrum zu militärischen Auseinandersetzungen (Häuserkampf). Dabei brannten das Rathaus am Lindenplatz, mehrere Wohngebäude sowie eine Tabakfabrik nieder. Über die Zahl der Toten und Verletzten finden sich keine Angaben.
Nach dem Zweiten Weltkrieg erfährt der Ort durch zahlreiche Flüchtlinge aus den Ostgebieten des ehemaligen Deutschen Reichs einen bedeutenden Einwohneranstieg und vergrößert sich durch die Ausweisung von Neubaugebieten auf den südlich gelegenen Wiesenflächen (Gemarkung: „Auf der Liss“ mit August-Ziegelmüller-Straße, Blumenstraße, Beethovenstraße, Haydnstraße) erheblich.

Als 1973 der Landkreis Heidelberg im Rahmen der baden-württembergischen Verwaltungsreform aufgelöst wird, unterliegt Nußloch nun dem neugeschaffenen Rhein-Neckar-Kreis, künftig verwaltet vom Landratsamt mit Sitz in Heidelberg. Politisch ist in diesen Zeiten, wie in vielen Gemeinden Baden-Württembergs, die CDU dominant.

### Einwohnerentwicklung
| Jahr      | 1577 | 1777  | 1834  | 1875  | 1905  | 1913  | 1939  | 1961  | 1965  | 1970  | 1987  | 1991  | 1995   | 2005   | 2015   | 2020  |
| --------- | ---- | ----- | ----- | ----- | ----- | ----- | ----- | ----- | ----- | ----- | ----- | ----- | ------ | ------ | ------ | ----- |
| Einwohner | 930  | 1.023 | 2.055 | 2.872 | 3.375 | 3.324 | 4.052 | 6.207 | 7.063 | 7.893 | 8.987 | 9.814 | 10.231 | 10.793 | 10.910 | 11244 |

## Politik

### Gemeinderat
Der Gemeinderat von Nußloch zählt nach der derzeitigen Gemeindeordnung Baden-Württemberg 18 gewählte Mitglieder (Stand: 2022). Hinzu kommt der Bürgermeister als weiterer stimmberechtigter Vorsitzender des Rats. Die Kommunalwahl 2019 führte zu folgendem Ergebnis (in Klammern: Unterschied zu 2014):
| Gemeinderat 2019 | Gemeinderat 2019 | Gemeinderat 2019 |
| Partei           | Stimmen          | Sitze            |
| ---------------- | ---------------- | ---------------- |
| CDU              | 29,3 % (−1,5)    | 5 Sitze (−1)     |
| Grüne            | 28,5 % (+9,3)    | 5 Sitze (+2)     |
| FDP/BfN          | 24,5 % (+9,6)    | 5 Sitze (+2)     |
| SPD              | 17,7 % (+1,3)    | 3 Sitze (±0)     |

Die Wahlbeteiligung lag bei 64,6 % (+10,3 %).
Die Gemeinderatswahl vom 9. Juni 2024 führte zu folgenden Ergebnissen:
| Gemeinderat 2024       | Gemeinderat 2024 | Gemeinderat 2024 |
| Partei                 | Stimmen          | Sitze            |
| ---------------------- | ---------------- | ---------------- |
| CDU                    | 35,1 % (+5,8)    | 6 Sitze (+1)     |
| Grüne                  | 23,5 % (−5)      | 4 Sitze (−1)     |
| Liberale Liste Nußloch | 26,4 %           | 5 Sitze          |
| SPD                    | 15 % (−2,7)      | 3 Sitze (±0)     |

Insgesamt waren 8.736 Personen wahlberechtigt. Die Wahlbeteiligung betrug 66,15 % (+1,6 % im Vergleich zu 2019).

### Bürgermeister (ab 1870)
(Quelle: )
- 1870–1882: Heinrich Sickmüller
- 1882–1894: Heinrich Rensch
- 1894–1896: Jakob Leonard
- 1896–1909: Andreas Sickmüller
- 1910–1911: Philipp Rensch

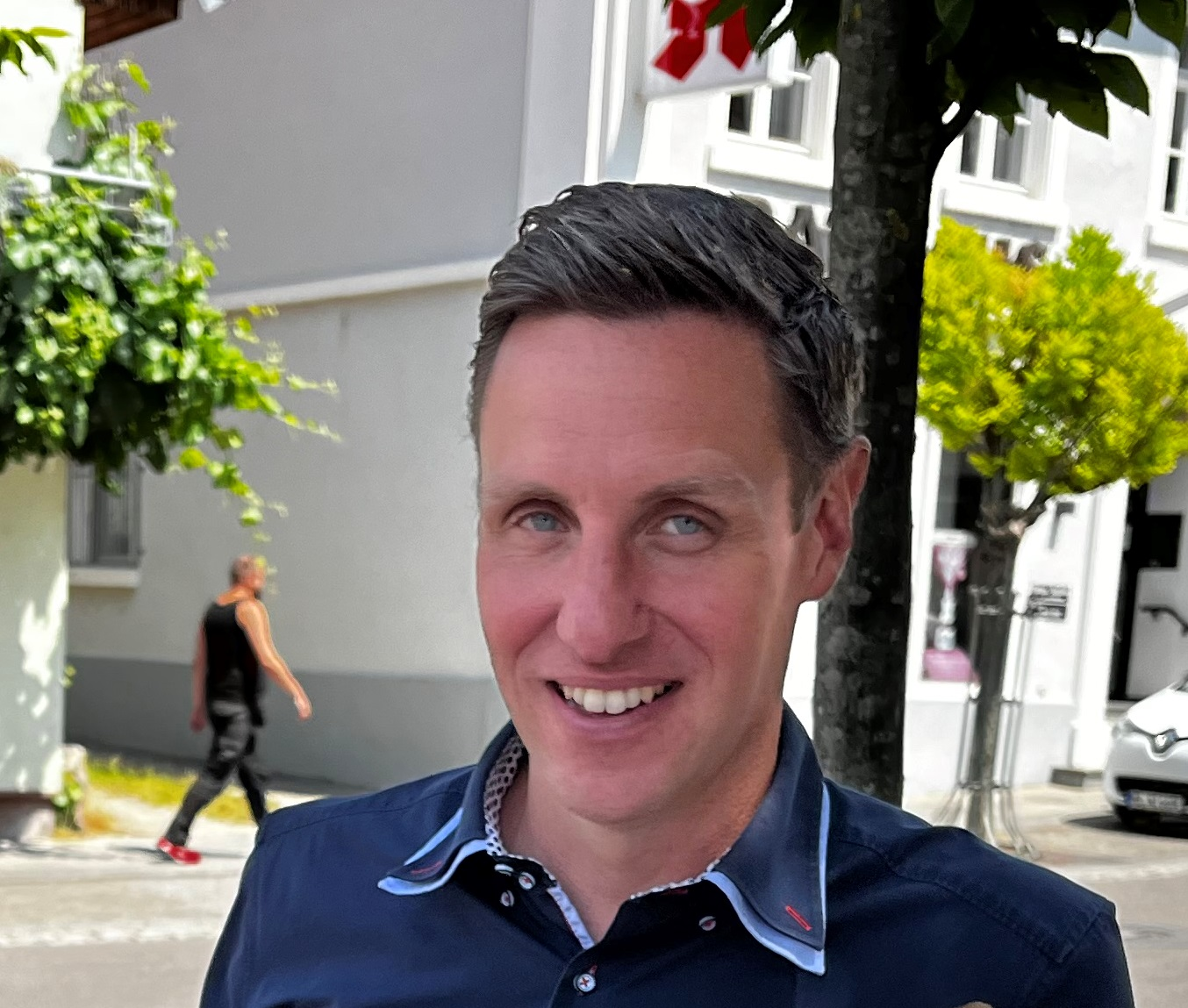
Joachim Förster, Bürgermeister seit März 2018

- 1911–1919: Ludwig Koppert (Mühlenbesitzer)
- 1919–1922: Ludwig Pahl (kommissarisch Stellv.)
- 1922–1945: Jakob Baust
- 1945–1948: Matthias Rensch
- 1948–1954: Hellmuth Frey
- 1955–1959: Edwin Gamber (vorzeitig zurückgetreten); 1959–1960: Stellv. Karl Fink
- 1961–1986: Hans Feil (parteilos)
- 1986–2002: Ernst Bauch (FDP)
- 2002–2018: Karl Rühl (CDU)
- seit 1. März 2018: Joachim Förster (parteilos)[66][67]

### Rathaus

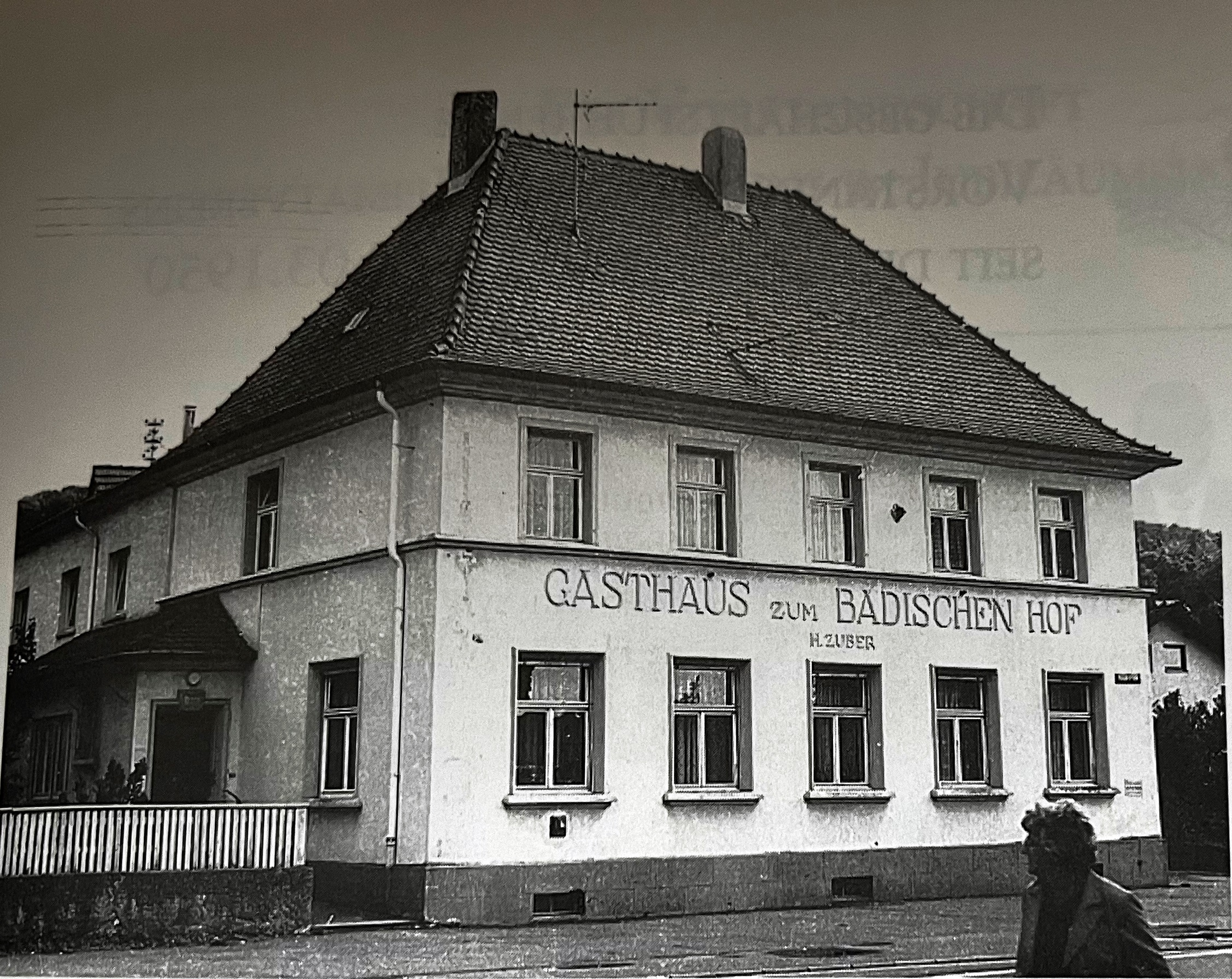
Ehemaliges Gasthaus und Pension Zum Badischen Hof, Hauptstraße 109. Nach dem Zweiten Weltkrieg kurzfristig auch Sitz der Nußlocher Gemeindeverwaltung (Aufn. 1968). Abriss im Juni 1986.

Das frühere Rathaus von Nußloch befand sich ab 1850 am Lindenplatz, unmittelbar zur Hauptstraße angrenzend. Wie viele damalige Rathäuser und Schulen, trug das Gebäude einen kleinen Dachreiter mit Glockenturm. Links davon befand sich die Gaststätte „Zum Goldenen Hirsch“. Nach dem Ersten Weltkrieg erwarb die Gemeinde das benachbarte Gasthaus zur Erweiterung der mittlerweile zu eng gewordenen Verwaltungsräumlichkeiten. Beide Gebäude waren über einen Verbindungstrakt miteinander verbunden. Im ehemaligen Rathaus war auch der Polizeiposten sowie die Sparkasse Heidelberg mit einer kleinen Filiale untergebracht. In den Wandregalen des neu eingerichteten Bürgersaals befand sich neben der kommunalen Registratur, das Urkundenarchiv sowie die Gemeindebücherei. Mit der Zerstörung des Rathauses im März 1945, verbrannten dort alle eingelagerten Urkunden und Bücher. Nach Ende des Zweiten Weltkriegs beherbergte das Gasthaus „Zum Badischen Hof“ kurzfristig die Nußlocher Gemeindeverwaltung. Danach räumte man das frühere Evangelische Schulhaus links neben der Evangelischen Kirche und richtete dort ein provisorisches Rathaus ein. Erst unter Bürgermeister Hans Feil erlangte die Gemeinde im April 1964 wieder ein eigenes kommunales Verwaltungsgebäude.

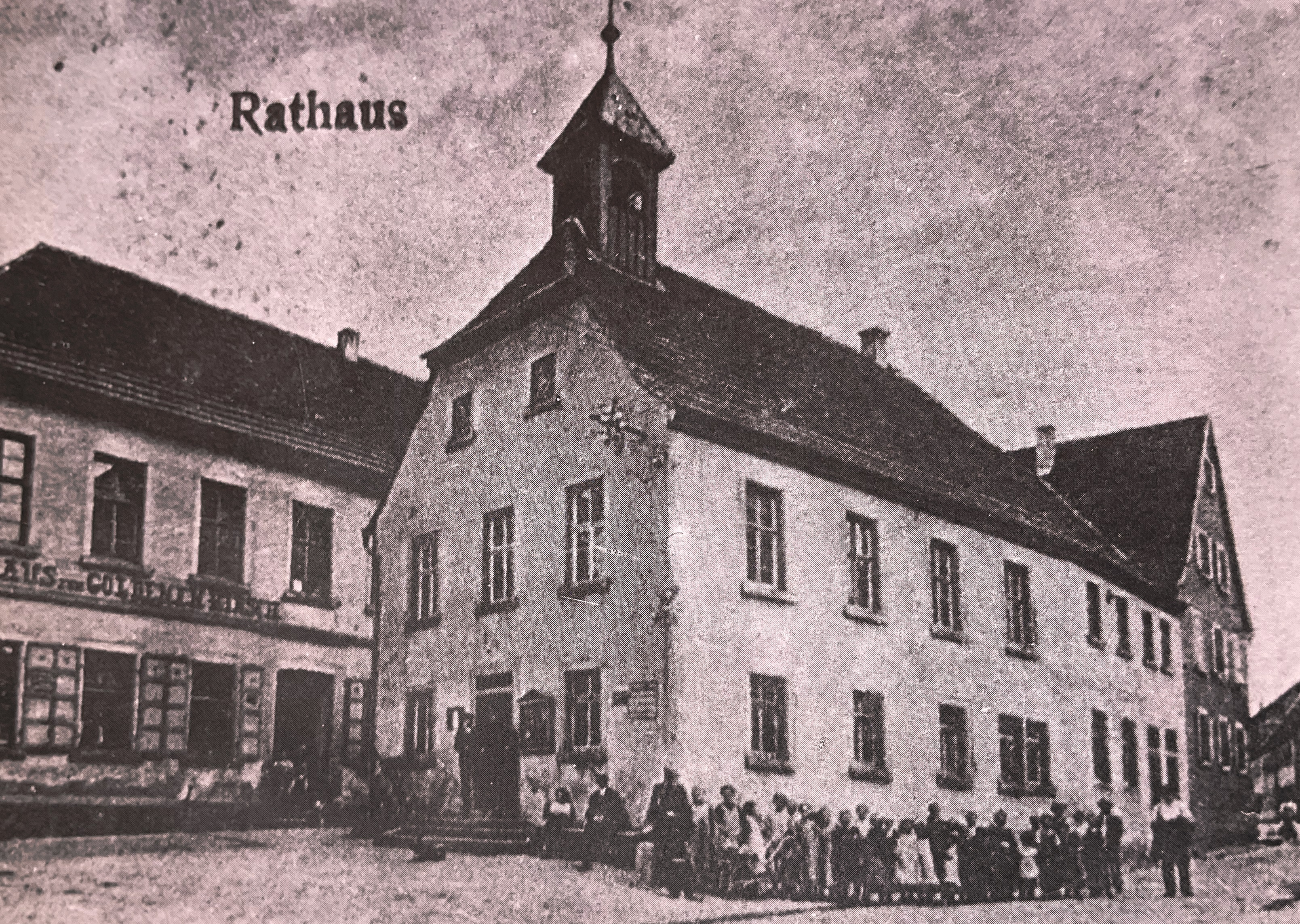
Früheres Rathaus an der Hauptstraße, zerstört März 1945 (Aufn. 1905)
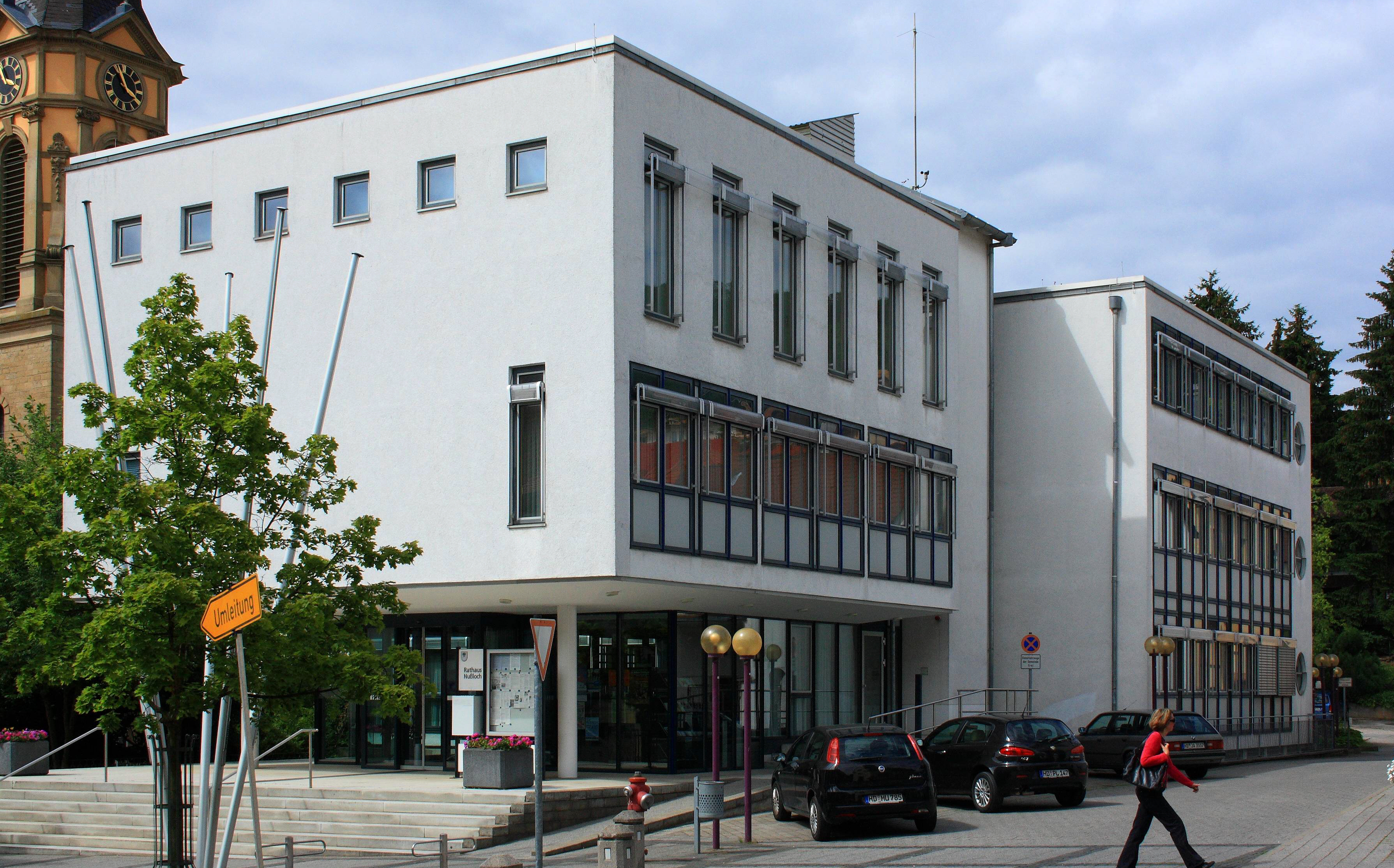
1964 neu erbautes Rathaus, Sinsheimer Straße 19 (Aufn. 2010).
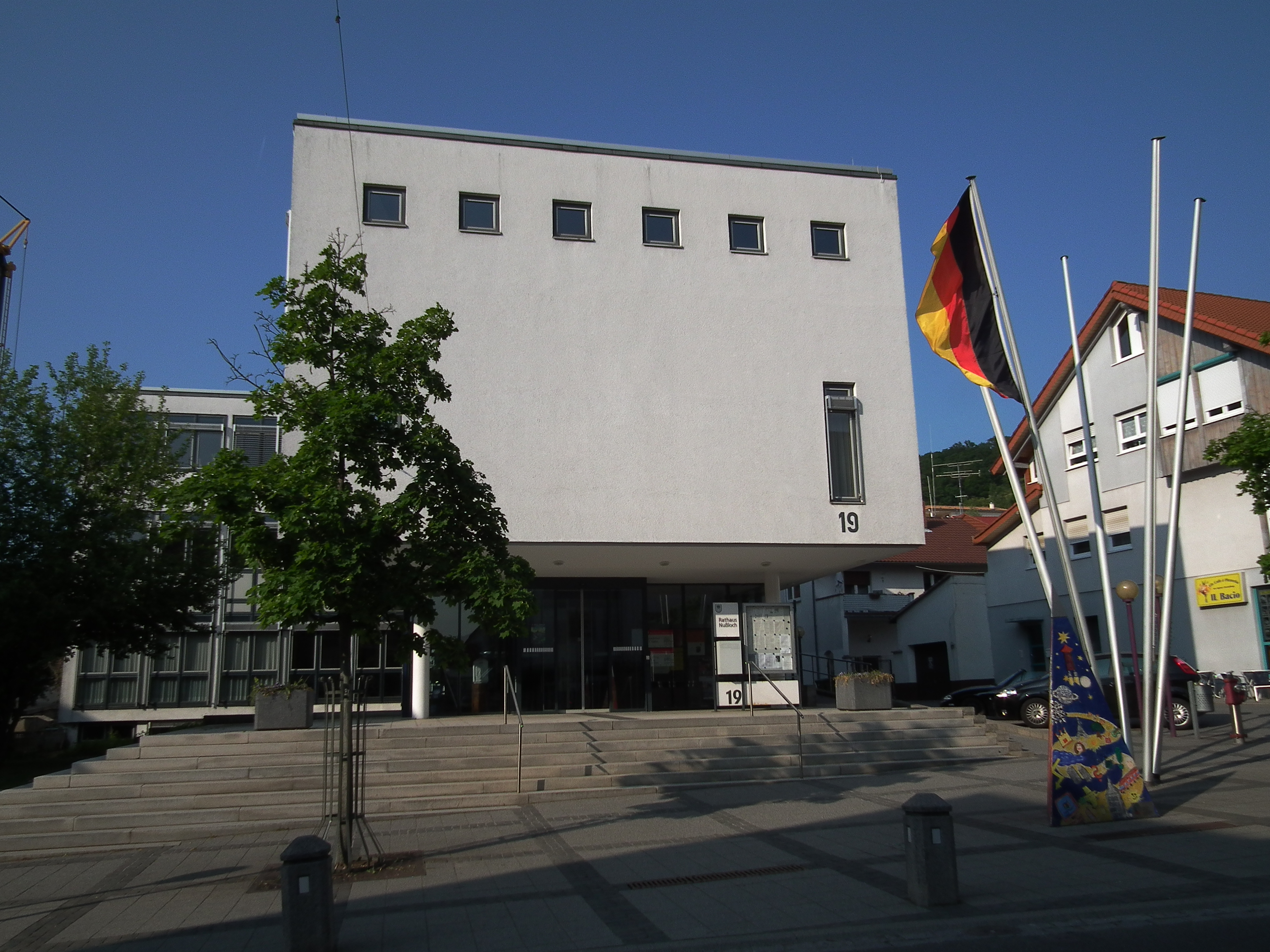
Rathaus, Eingangsbereich mit Vorplatz
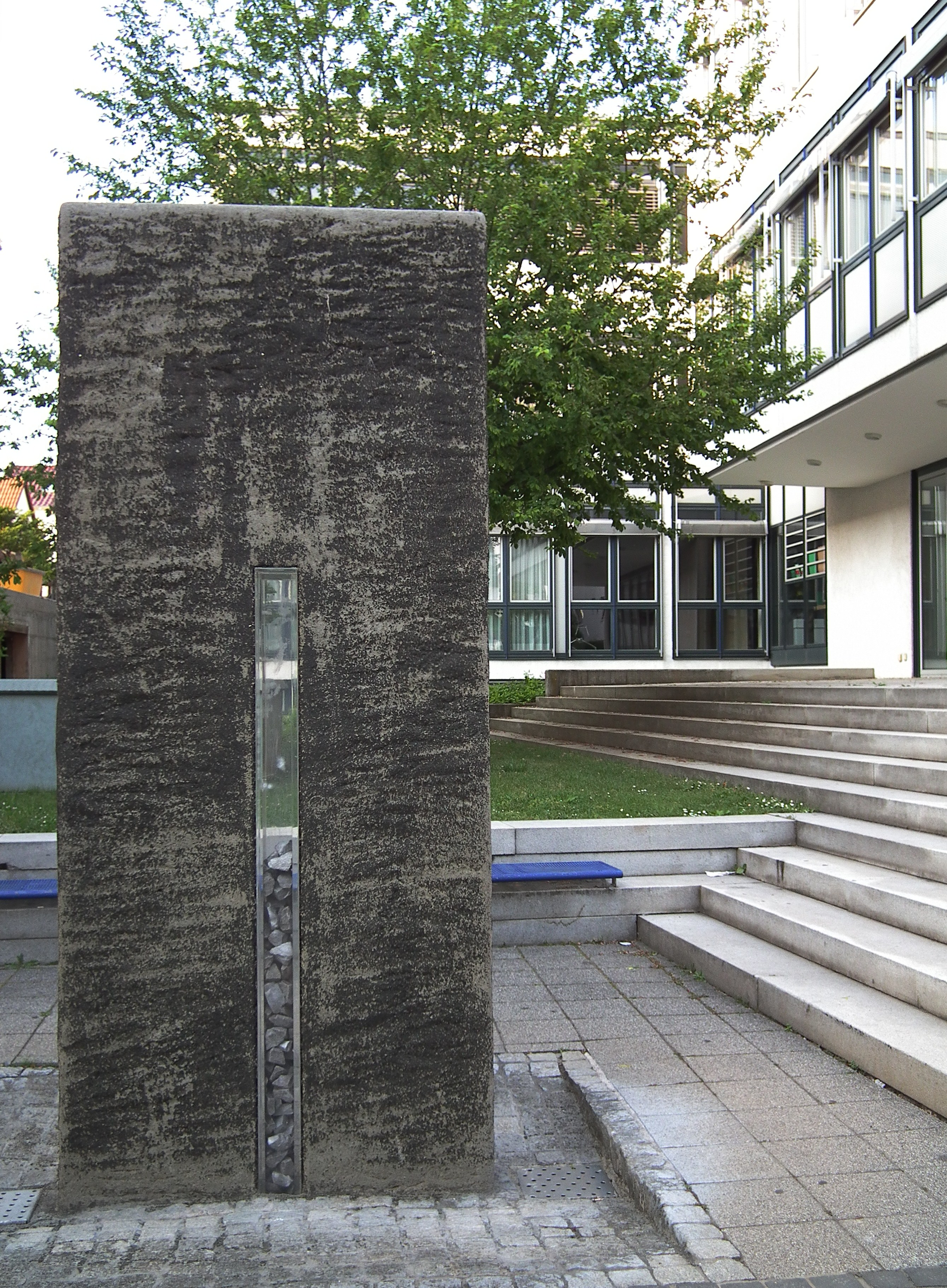
Brunnen am Rathaus

### Wappen
Das Nußlocher Wappen geht auf ein Gerichtssiegel von 1498 zurück. Es wurde der Gemeinde im Jahr 1898 vom Generallandesarchiv (GLA) verliehen und zeigt die kurpfälzischen Rauten sowie einen Nussbaum. Die Flagge in Blau-Weiß wurde 1965 vom Innenministerium Baden-Württemberg verliehen.
Die offizielle Blasonierung des Wappens lautet: "In Silber ein von Silber und Blau schräggerauteter Schild, auf dem ein grüner Nussbaum mit schwarzem Stamm und schwarzen Wurzeln steht."

### Gemeindegliederung

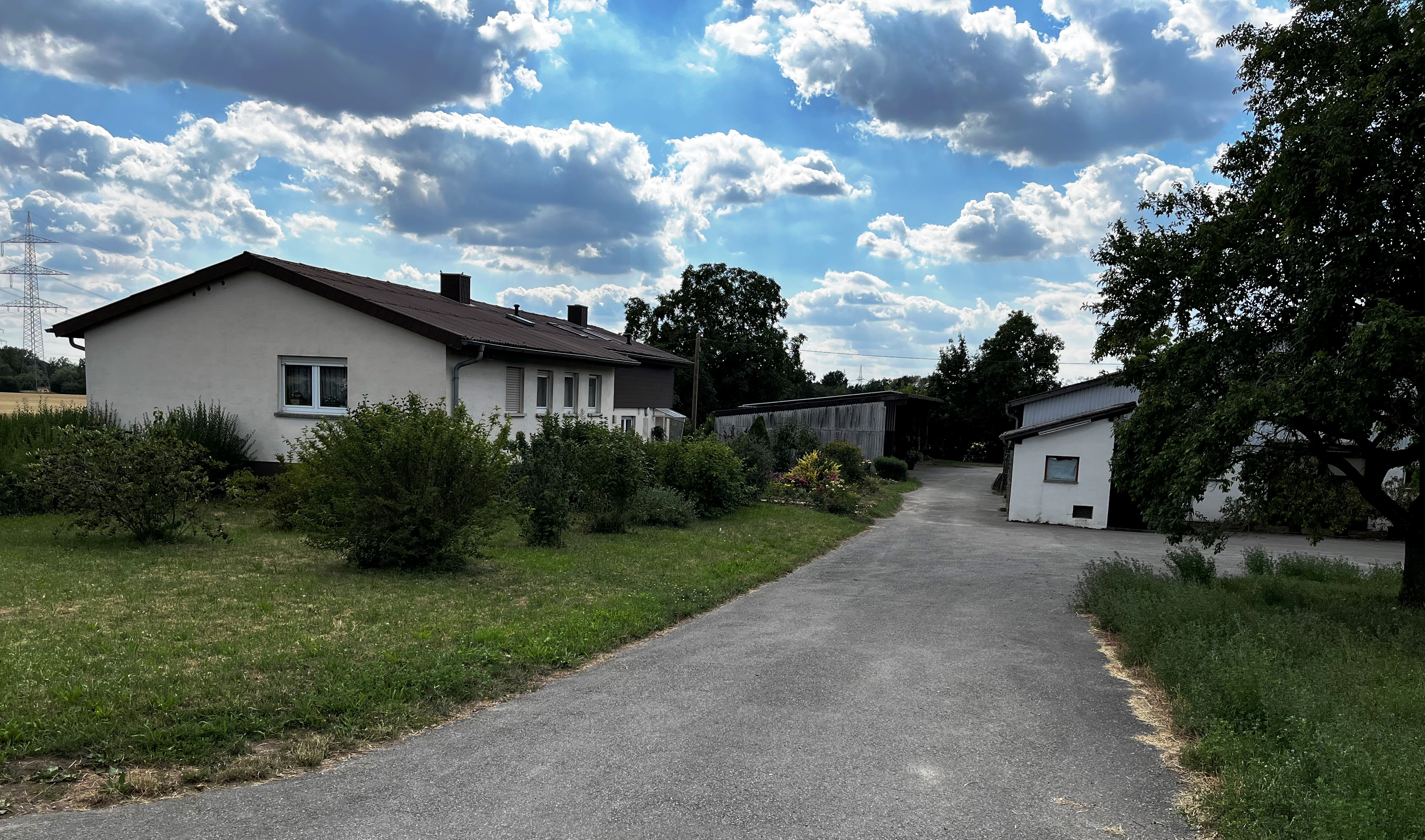
Aussiedlerhof Kreuzhof, Nußloch

Zur Gemeinde Nußloch gehört die Ortslage Maisbach, mit dem Hofgut Neurott sowie die Wohnplätze Erzwäsche (1857 im Zuge des Bergbaus errichtet), Fischweiher (ehemalige Forellenzuchtanlage, heute: Nußlocher Ziegenkäsehof an der damaligen B 3, heute: Landesstraße 594) sowie der Weiler Kreuzhof (Aussiedlerhöfe) an der „Alten Bruchsaler Straße“ zwischen Nußloch und Wiesloch.

### Nachbarschaftsverband
Nußloch gehört zum Nachbarschaftsverband Heidelberg-Mannheim, dessen Aufgabe es ist, den regionalen Flächennutzungsplan zu erstellen.

### Städtepartnerschaften
Die Gemeinde Nußloch unterhält seit 1977 enge partnerschaftliche Beziehungen zu Andernos-les-Bains  in Frankreich sowie zu Nagyatád in Ungarn  seit 2000 und Segorbe in Spanien   seit 2001. Zur Intensivierung der internationalen Städtepartnerschaft hat sich der Freundeskreis Nußloch-Andernos e. V. gegründet. Im Jahr 2017 konnte bereits das 40-jährige Bestehen gefeiert werden. Andernos-les-Bains liegt 47 km südwestlich von Bordeaux, in der Region Aquitanien am Bassin d’Arcachon. Die Gemeinde entstand im Jahre 1789. Zahlreiche Einwohner leben dort bis heute von der Austernzucht und der Gezeitenfischerei. Seit dem Jahr 2023 gehört auch die Stadt Zwenkau in Sachsen zu den Partnerstädten der Gemeinde Nußloch.

### Bürgerentscheid Bauvorhaben Gewann Steinäcker (2023)
Erstmals fand in der Gemeinde am 22. Januar 2023 ein Bürgerentscheid statt. Von 8.717 Nußlocher und Maisbacher Wahlberechtigten haben insgesamt 4.964 ihre Stimme abgegeben. Im Ergebnis haben sich 3.462 Wähler (69,89 %) gegen eine Bebauung des Gewanns „Steinäcker“ am nördlichen Ortseingang entschieden. Der durchgeführte Bürgerentscheid mit einer Wahlbeteiligung von 56,95 % ist entsprechend für den Gemeinderat rechtlich bindend. Somit bleibt das 12.000 m2 große Areal aus Grünflächen und Weideland am nördlichen Ortseingang vorerst erhalten.

## Bildung

### Schulen, Kinderbetreuung
Bereits um das Jahr 1700 gab es in Nußloch eine reformierte, eine lutherische
sowie eine katholische Schule. Die reformierte und die lutherische
Schule wurden 1820 vereinigt und in der Sinsheimer Straße angesiedelt. Die katholische Schule befand sich in der Hauptstraße 40, unmittelbar neben der katholischen Kirche St. Laurentius.

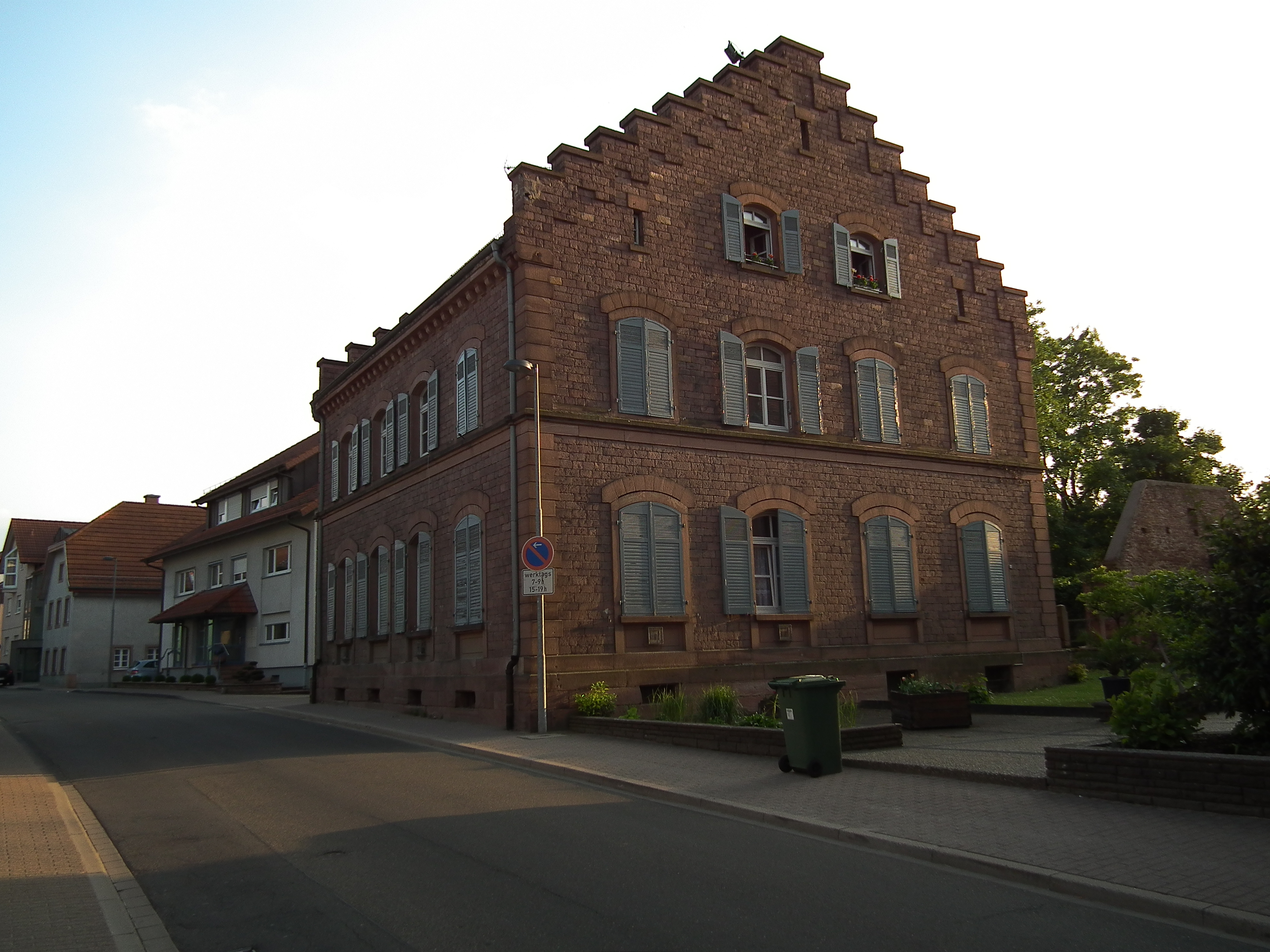
Das 1830 erbaute Treppengiebelhaus diente bis 1910 als katholische Schule.
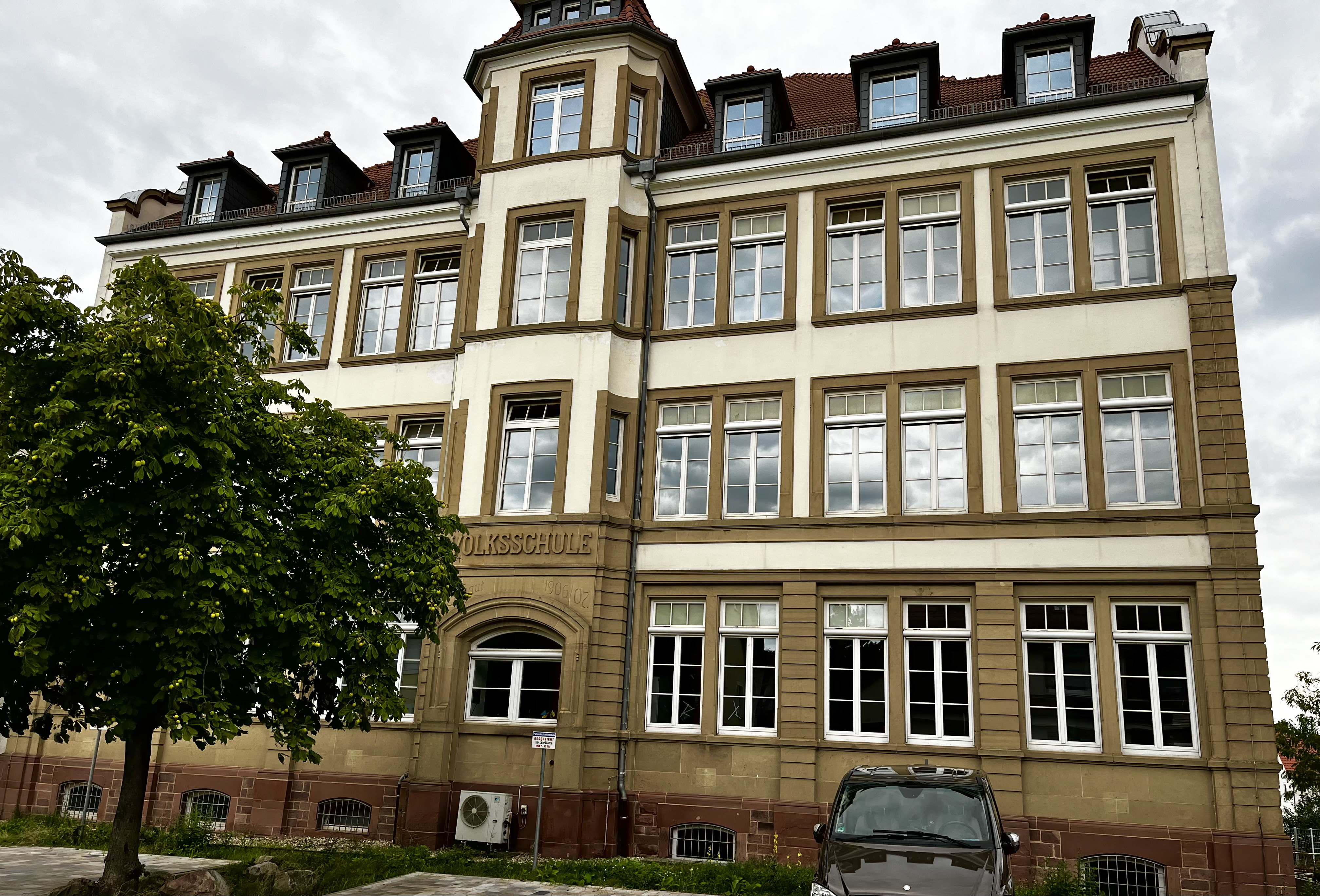
Schillerschule (Grund- und Werkrealschule), Dreikönigstraße 18 (erbaut 1906/07)

Heute existieren in Nußloch zwei Grundschulen (Lindenschule und Schillerschule). Die jetzige Schillerschule ist 1964 aus der seit 1907 bestehenden Volksschule hervorgegangen. Weiterführende Schulen finden sich in den benachbarten Orten Walldorf, Wiesloch, Leimen und Sandhausen. Für die jüngsten Einwohner gibt es zwei evangelische und zwei römisch-katholische Kindergärten sowie die Kinderbetreuungseinrichtung Apfelbäumchen. Die Einrichtung Apfelbäumchen befindet sich an der Olympiahalle Nußloch.

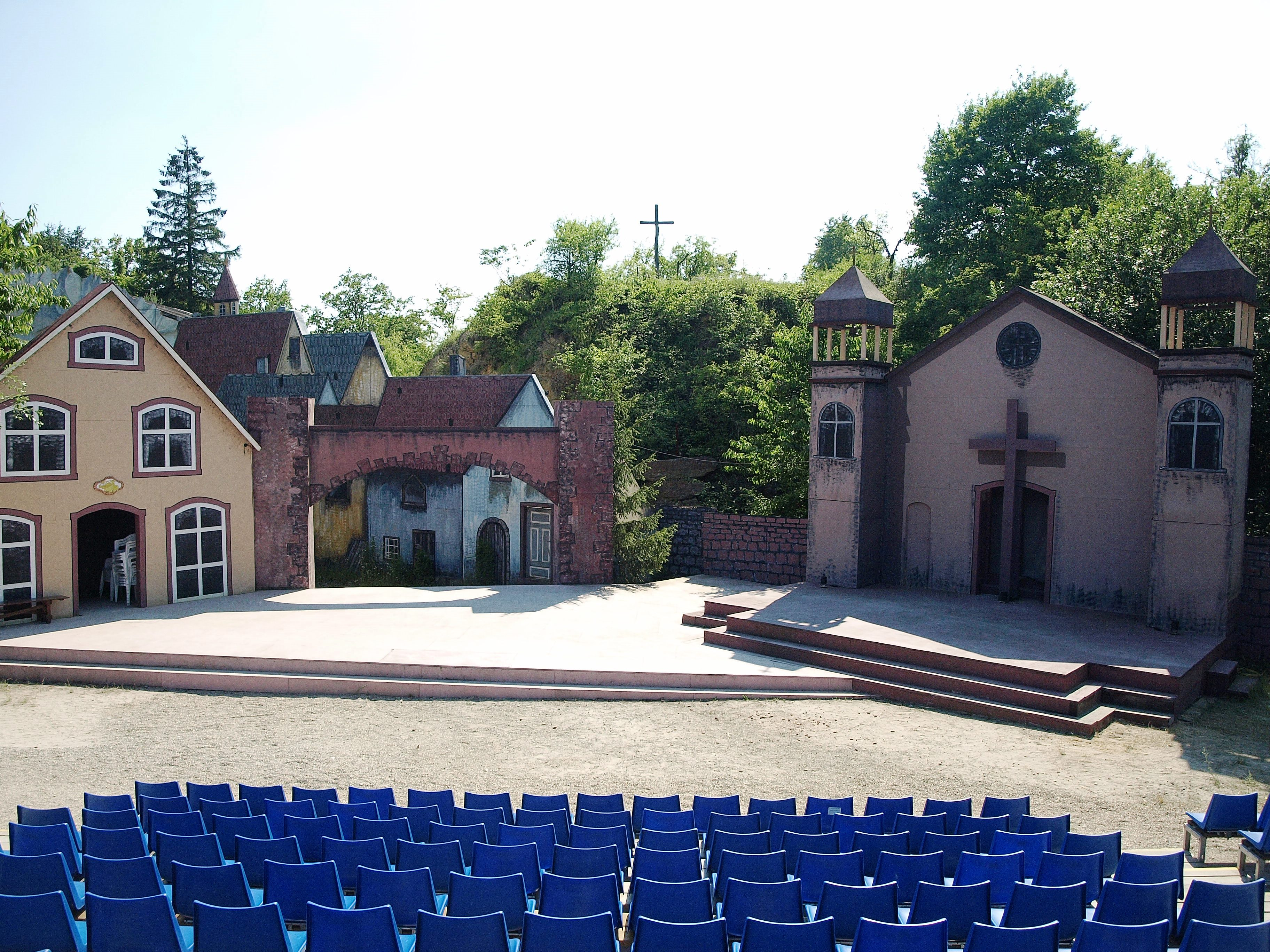
Freilichtbühne der IGV e. V. im Steinbruchgelände Nußloch

Mit zeitgemäßen, aktuellen Kursen für verschiedene Altersgruppen richtet sich die Kinder- und Jugendkunstschule (KiKusch) der VHS Südliche Bergstraße an kunstorientierte Kinder und Jugendliche in Walldorf, Wiesloch, Nußloch, Sandhausen, St. Leon-Rot und Rauenberg.

### Theater
Interessengemeinschaft Volksschauspiele Nußloch e. V.

Das Laienschauspiel besitzt in Nußloch eine lange Tradition. Schon kurz nach dem Zweiten Weltkrieg kam es im Ort zu kleinen Aufführungen in Kirchen und Sälen von Gaststätten (z. B. „Zur Pfalz“). Hin und wieder trat dort auch der bekannte Sänger Franz Fehringer (1910–1988) auf. Daraus gründete sich letztendlich die IGV Nußloch. Seit über 20 Jahren führt die Laienschauspielgruppe Veranstaltungen auch im Nußlocher Steinbruch auf. Seither kamen über 150.000 Besucher zu den beliebten Freilichtspielen. In den Jahren der Covid-19-Pandemie 2021/22 fanden keine Veranstaltungen statt.

### Gemeindebücherei

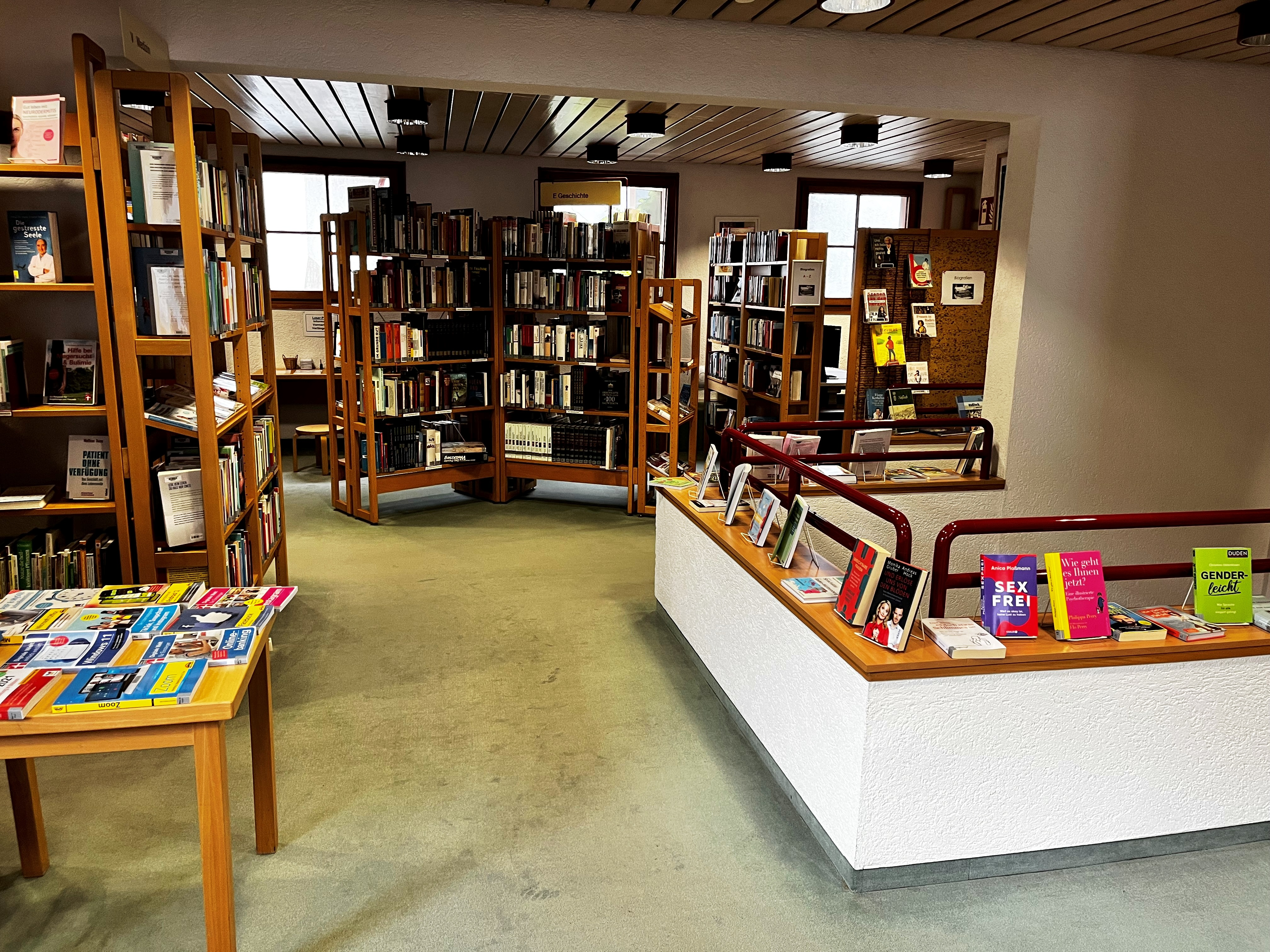
Blick in die Gemeindebücherei Nußloch (Aufn. 2023)

Die ehemalige lutherische Kirche (erb. 1783) im Ortszentrum (Sinsheimer Straße 27) beherbergt seit 1972 die Gemeindebücherei, die Mitte der 1980er Jahre umgebaut und erweitert wurde. Auf einer Fläche von ca. 300 m2 finden an die 25 000 Medien Platz, darunter Romane, Sachbücher, Kinder- und Jugendbücher, Zeitschriften, CDs, und DVDs, die der Einwohnerschaft zur Ausleihe zur Verfügung stehen. Die jährliche Gebühr für den Leseausweis beträgt für Leser ab dem 18. Lebensjahr 8.- €, Leseausweise für Kinder, Jugendliche sowie Schüler und Studenten sind kostenlos. In der Bücherei finden sich mehrere Lese- und Arbeitsplätze sowie ein kostenloses WLAN.

### VHS Südliche Bergstraße
VHS Südliche Bergstraße, Außenstelle Nußloch im Rathaus Nußloch, Zimmer U 06, Sinsheimer Straße 16, 69226 Nußloch.

## Sehenswürdigkeiten

### Denkmale

#### Statue des hl. Johannes von Nepomuk
Bis 1981 stand an der Kreuzung Hauptstraße-Walldorfer Straße, bei der ehemals angrenzenden Zigarrenfabrik Loewe & Eschelmann, das bekannte Nepomuk-Denkmal, das inzwischen um 100 m südlich auf das Gelände des ehemaligen Friedhofs (1910 geschlossen, heute: Nepomuk Park) versetzt wurde. Auf einem quadratischen Unterbau aus heimischen Buntsandstein, der etwa noch 1,5 m im Boden versenkt ist, erhebt sich der eigentliche Barocksockel mit der Statue des hl. Johannes von Nepomuk. Gemäß der Inschrift am Sockel erinnert das Denkmal von 1757 an die Auseinandersetzungen des Schutzheiligen mit König Wenzel IV. von Prag im ausgehenden 14. Jahrhundert. Die Sanierungsmaßnahmen im Rahmen der Umsetzung, bestätigten die Erkenntnisse, die schon im Rahmen einer früheren Restaurierung gewonnen wurden. Demnach hat der Unterbau, auf dem die Statue ruht, ursprünglich wohl als kleine Andachtskapelle gedient. Der baldachinartige Bau dürfte nach der Art der Gestaltung zu schließen, aus dem frühen 16. Jh. stammen. Im 18. Jh. wurde dann die Nepomukstatue aufgesetzt und die Zugangsöffnung zur Kapelle zugemauert. Heute ist der kleine quadratische Raum wieder freigelegt und durch ein Metallgitter gesichert.

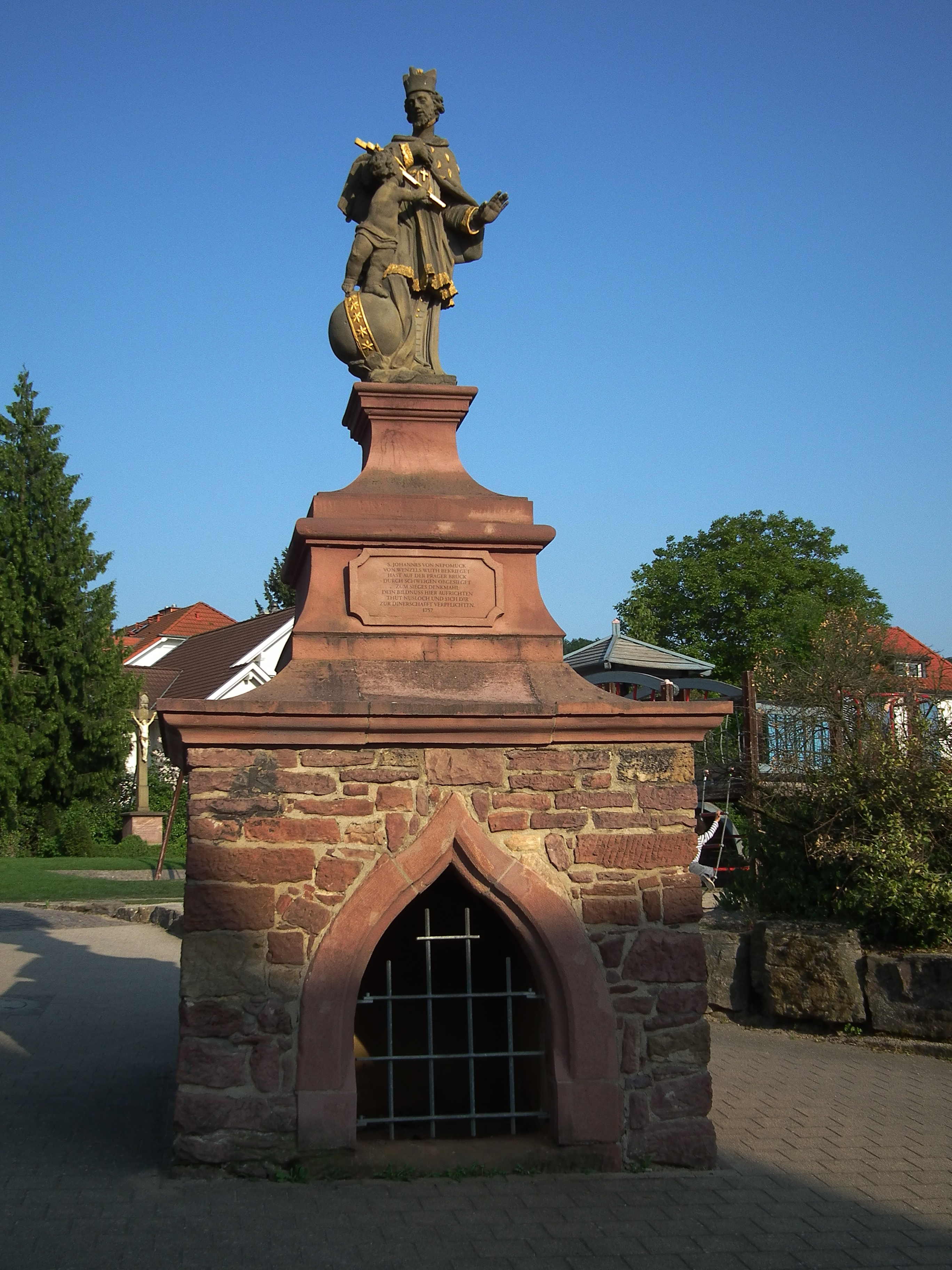
Statue des hl. Nepomuk im Nepomuk Park (Aufn. 2011)
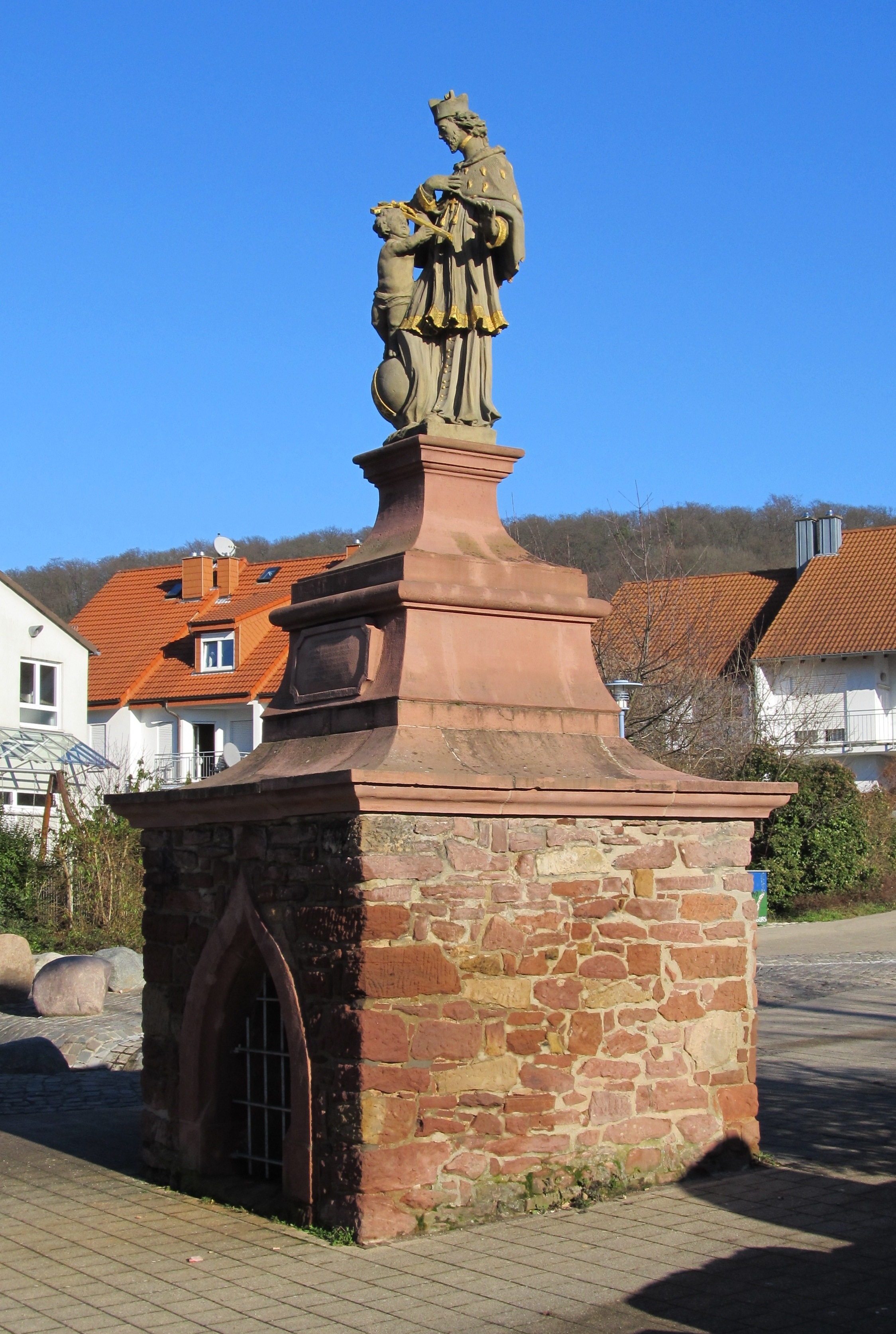
Johannes von Nepomuk, eingegrabener Sockel, ehem. Kapelle
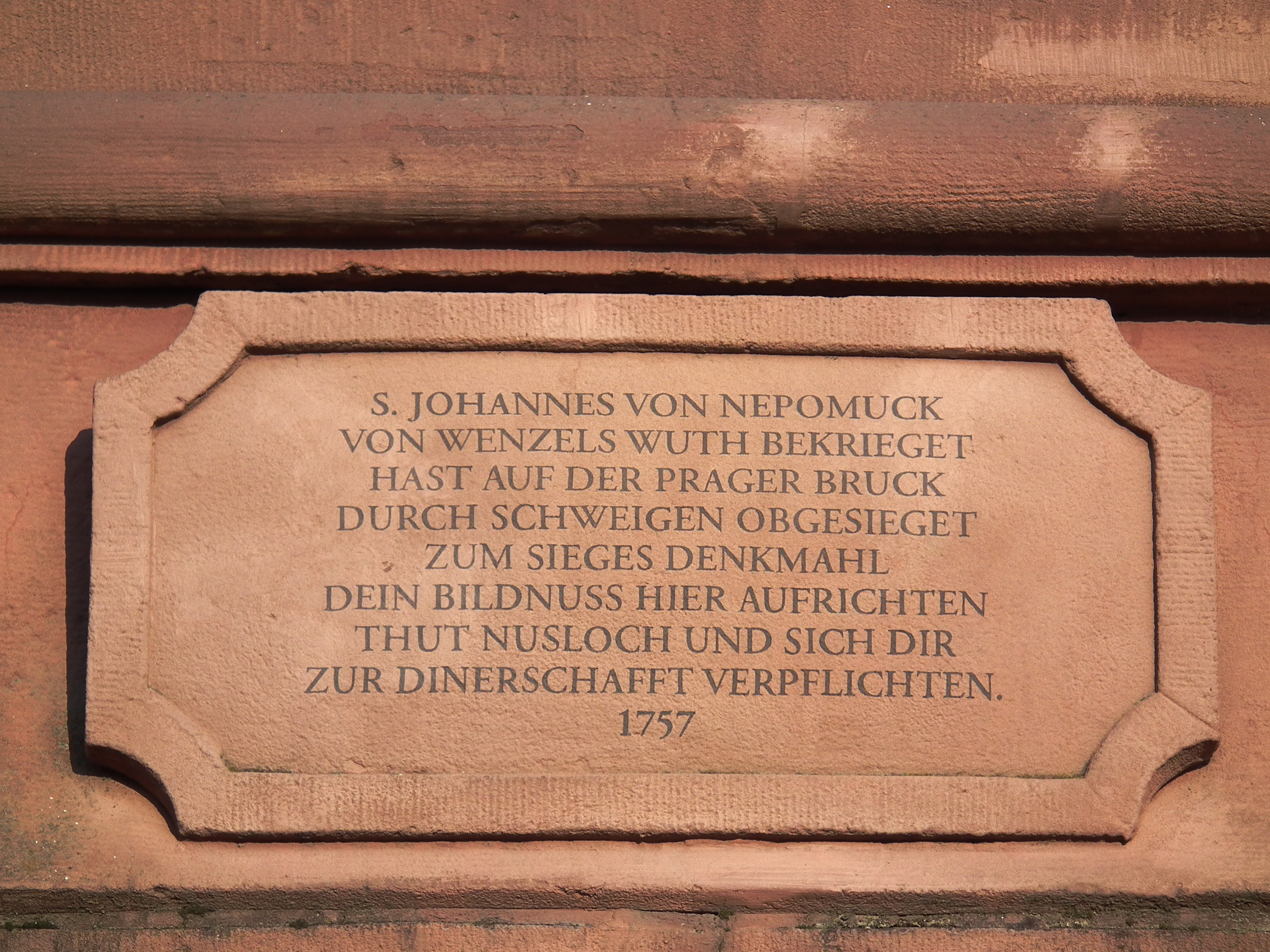
Inschrift von 1757 (restauriert)
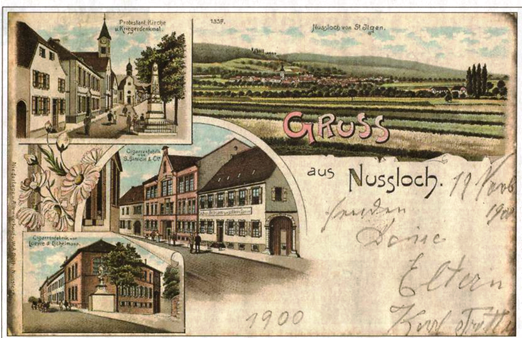
Ansichtskarte von Nußloch um 1900, u. a. mit ehem. Standort der Nepomuk-Statue

#### Grabmale der Adelsfamilie von Bettendorf
Das aus Sandstein gefertigte, dreiteilige Grabmal des Adelsgeschlechts von Bettendorf wurde schon mehrfach restauriert. Auch die schützende Überdachung wurde erst nachträglich installiert. Ursprünglich befanden sich die drei Grabsteine im Innenraum der katholischen Pfarrkirche St. Laurenti, die erstmals 1256 urkundlich erwähnt wird. Das heutige barocke Gebäude der St.-Laurentius-Kirche entstand 1756/57 und wurde 1897 nochmals erweitert. Im Rahmen des Neu- bzw. Umbaus versetzte man die Grabsteine an die südliche Außenfassade.
In der Mitte des Grabmals findet sich die Statue des Freiherrn Hans von Bettendorff (kurfürstlicher Hofmeister unter Friedrich II. und Ortsherr von Nußloch), der laut Inschrift 1556 verstorben ist. Er war vermählt mit Barbara von Gemmingen. Rechts davon ruht Ulrich Bettendorff (gest. 1451) und Ehefrau Elisabeth von Nippenburg (gest. 1454), gemeinsam verbunden über das sog. Allianzwappen. Auf der linken Seite werden Johann Ludwig von Bettendorff (gest. 1701) und Ehefrau Anna Ursula von Lenthe (gest. 1686) genannt. Alle bewohnten zumindest zeitweise das benachbarte, denkmalgeschützte Anwesen mit Herrenhaus in Nußloch, das seit dem 15. Jh. hier ansässig ist. Dieses wurde 1689 zusammen mit Nußloch von den Truppen des Generals Melac zerstört. Erst 1790 wurde an gleicher Stelle ein neues adeliges Wohngebäude mit Pächterhaus und Scheune errichtet. Auf den Gemarkungen von Gauangelloch und Schatthausen finden sich noch weitere Besitztümer dieses Adelsgeschlechts.

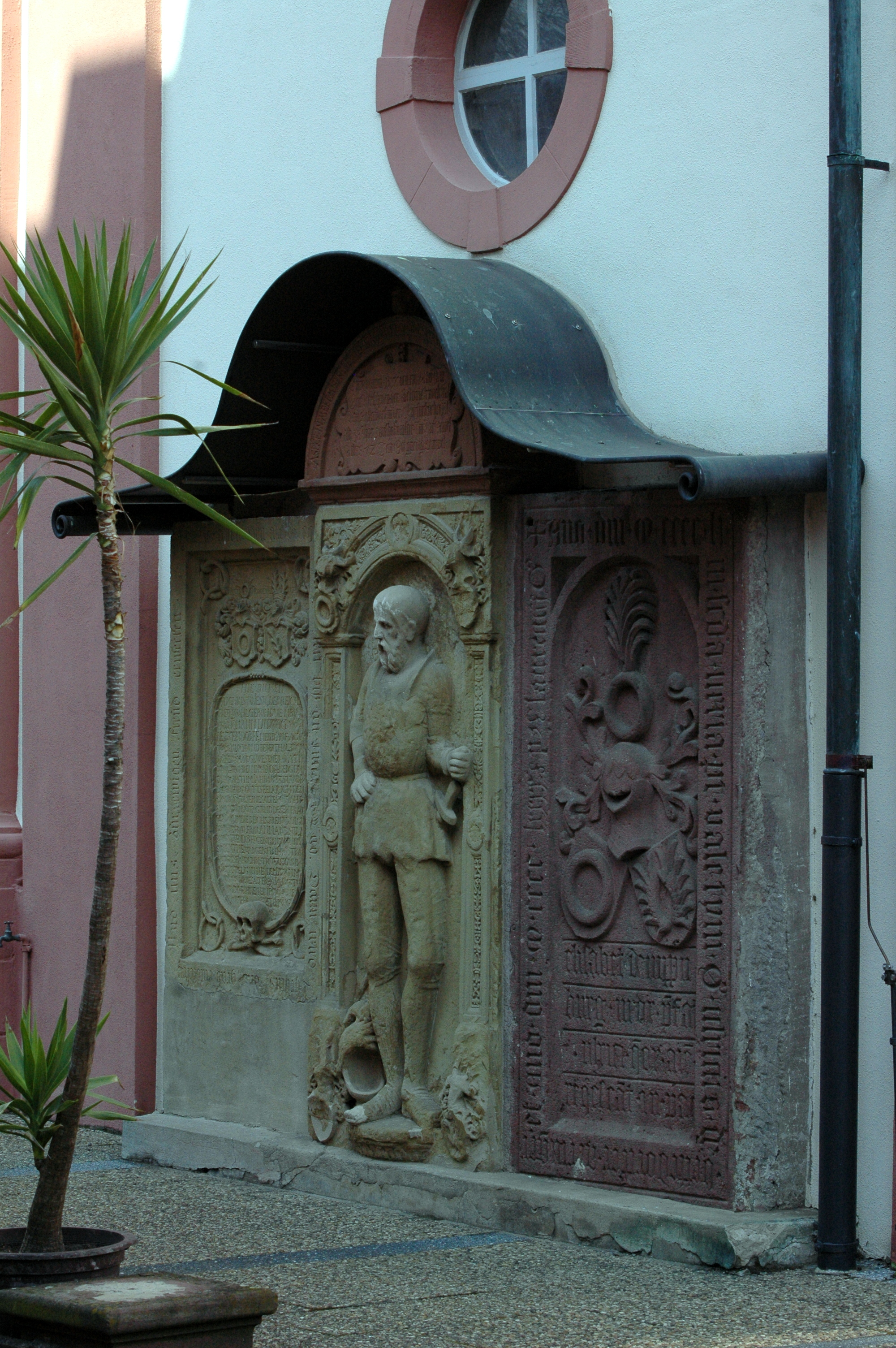
Dreiteiliges Epitaph des ortsansässigen Adelsgeschlechts von Bettendorf aus dem 16. Jh.
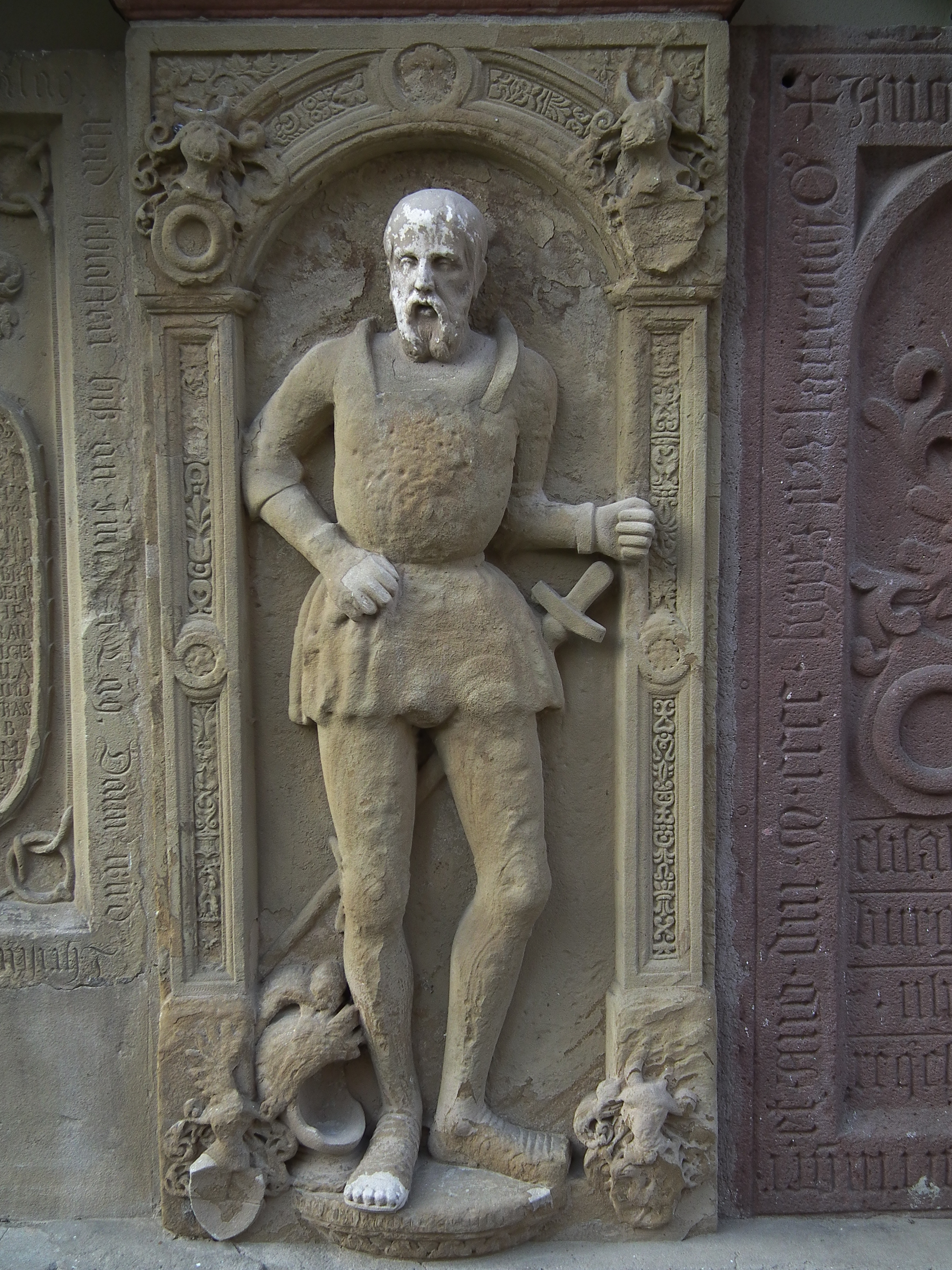
Grabplatte mit Statue des Hans von Bettendorff († 1556)
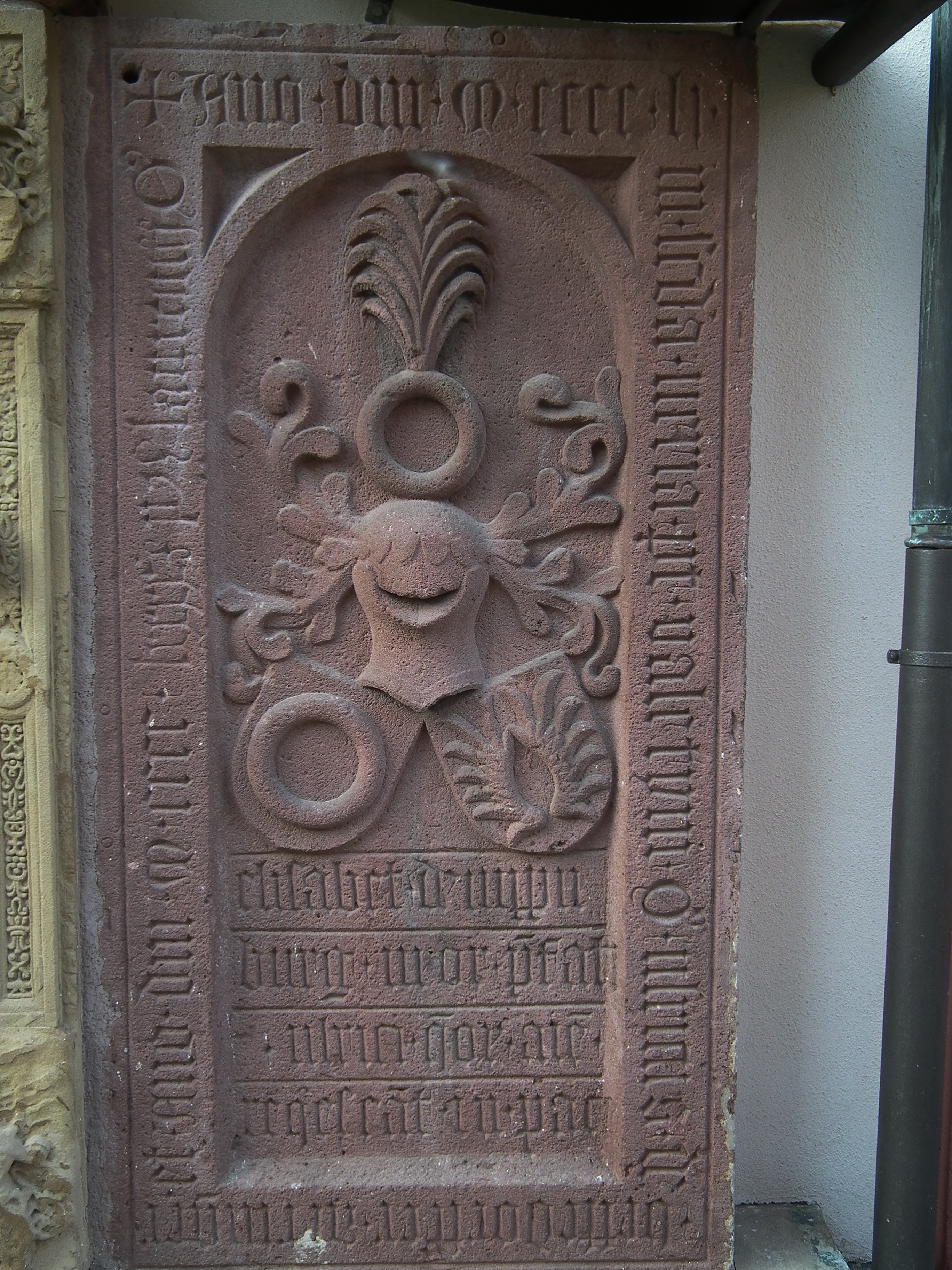
Grabstein für Ulrich Bettendorff mit Ehefrau Elisabeth von Nippenburg.
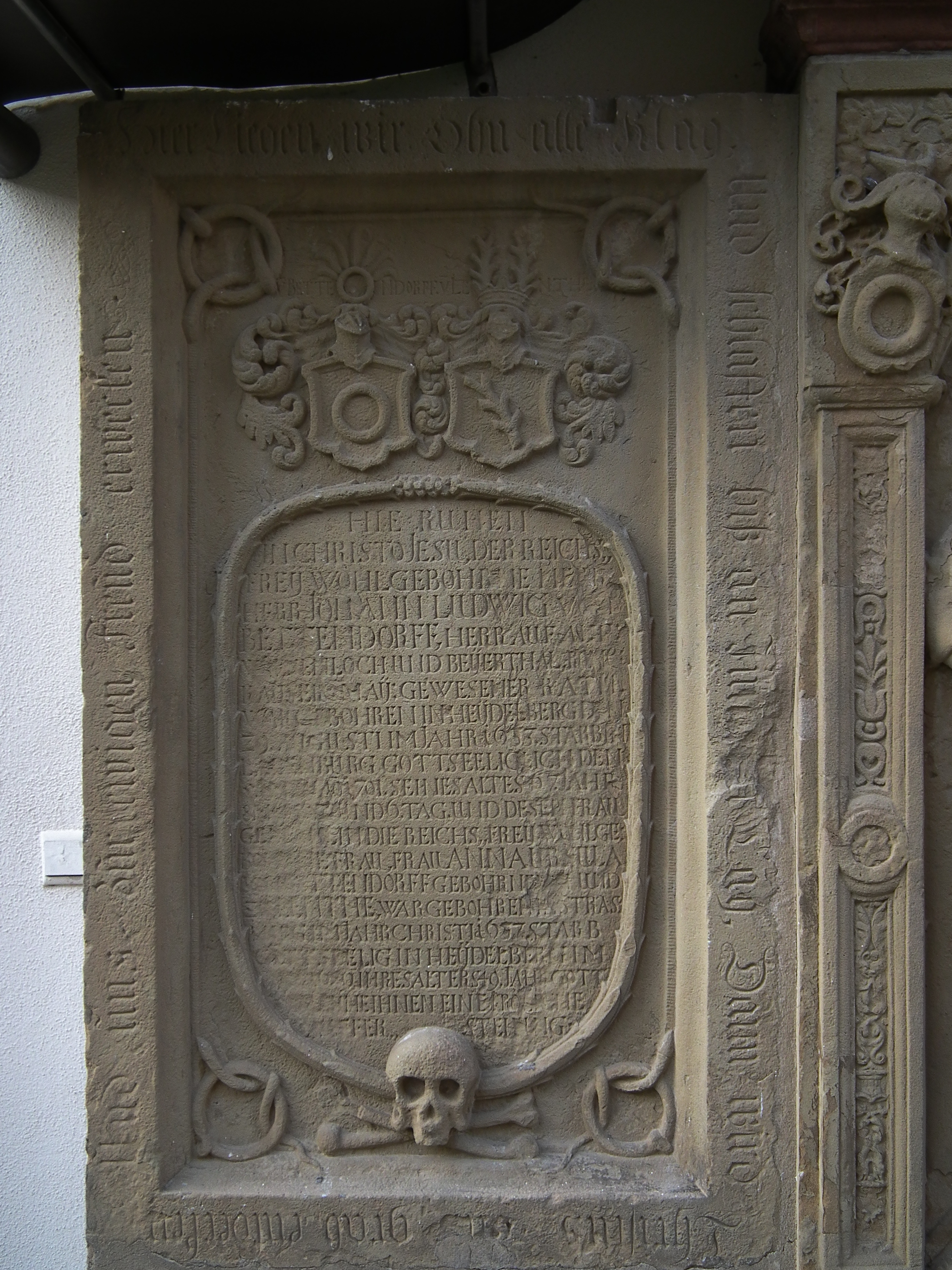
Grabstein für Johann Ludwig von Bettendorff mit Ehefrau Anna Ursula von Lenthe
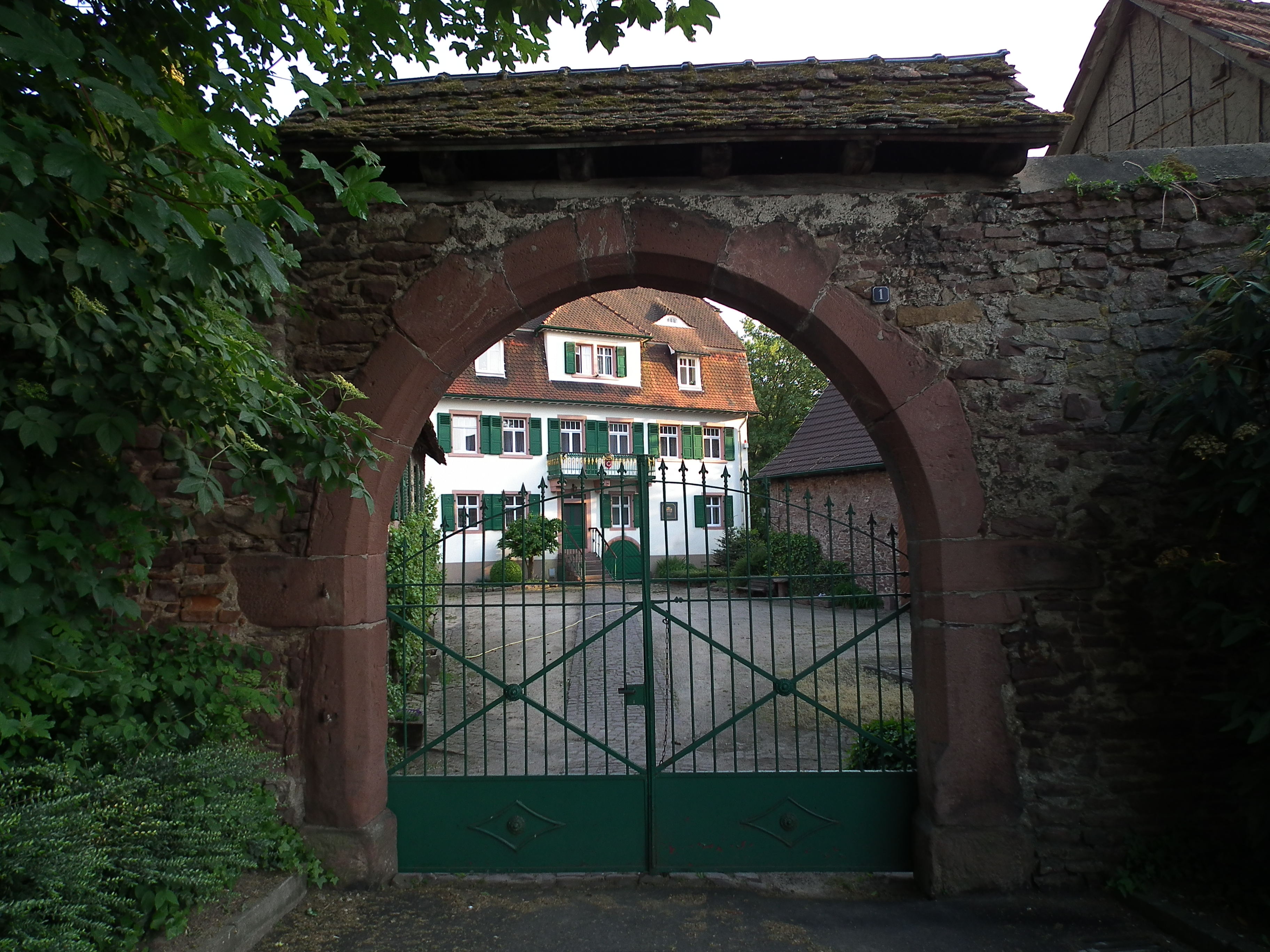
Historisches Anwesen der Adelsfamilie von Bettendorf in Nußloch seit 1427

#### Mahnmal und Stolpersteine für deportierte jüdische Mitbürger
Die israelitischen Mitbürger in Nußloch verfügten ab 1760 über eine kleine Synagoge. Sie stand in der Dorfmitte an der „Wieslocher Chaussee“, heutige Hauptstraße 82, gegenüber dem alten Rathaus. Im damaligen Dorf-Lagerbuch wurde 1815 als Eigentümer Salomon Maier genannt. Ihm folgte 1828 sein Sohn Joseph Maier. 1870 wurde die Synagoge geschlossen und das Anwesen verkauft. Die Gründe für die Schließung sind nicht bekannt.
1933 lebten noch mehrere jüdische Familien in Nußloch. Belegt sind die Familien Ehrmann (Hauptstraße 88), Neumann (Hauptstraße 60), Bernheim (Hauptstraße 46), Bierig (Sinsheimer Straße 19) sowie die Familie Mayer (Friedrichstraße 6). Als die politische Lage für Juden immer bedrohlicher wurde, verkaufte eine Familie nach der andern ihren Besitz und wanderte aus. Bei Ausbruch des Zweiten Weltkriegs waren nur noch die Eheleute Bernheim sowie die beiden Schwestern Elsa und Guta Mayer in Nußloch zurückgeblieben.
Am 22. Oktober 1940 holten im Gau Baden, dem Saargebiet und der Pfalz Polizei und Gestapoleute in einer großen Deportationsaktion rund 6.500 Menschen, die jüdischen Glaubens waren, aus ihren Häusern und Wohnungen. Sie wurden von Sammelpunkten aus in tagelangen strapaziösen Zugtransporten (meist in Viehwaggons) nach Gurs, im Vorland der französischen Pyrenäen, verschleppt. Von der Deportation waren auch die vier verbliebenen Mitbürger/-innen betroffen. Julius Bernheim (1857–1940), wohnhaft in der Hauptstraße 46 sowie seine Ehefrau Karoline (1859–1953) waren zum Zeitpunkt der Deportation bereits über 80 Jahre alt.
Mit Beschluss des Nußlocher Gemeinderats vom 16. März 2016 wurden im Oktober 2016 vor Ort vier Stolpersteine mit den Lebensdaten an den ehemaligen Wohnstätten der jüdischen Mitbürger installiert. Die Mayer-Schwestern wohnten in der Friedrichstraße im Haus Nummer 6. Da in der Straße seither ein weiteres Haus gebaut worden war, verschob sich die Nummerierung nach oben, das ursprüngliche Gebäude trägt daher heute die Nummer 8. In Unkenntnis dieser Tatsache wurden die Stolpersteine zunächst vor dem falschen Haus eingelassen. Dieser Fehler ist im Februar 2017 erkannt worden. Inzwischen sitzen die Stolpersteine an der richtigen Stelle. Im Rahmen der multinationalen Gedenkfeiern zum 80. Jahrestag der Deportation jüdischer Mitbürger nach Camp de Gurs, wurde am 22. Oktober 2020 ein Mahnmal im Nußlocher Nepomuk-Park errichtet.

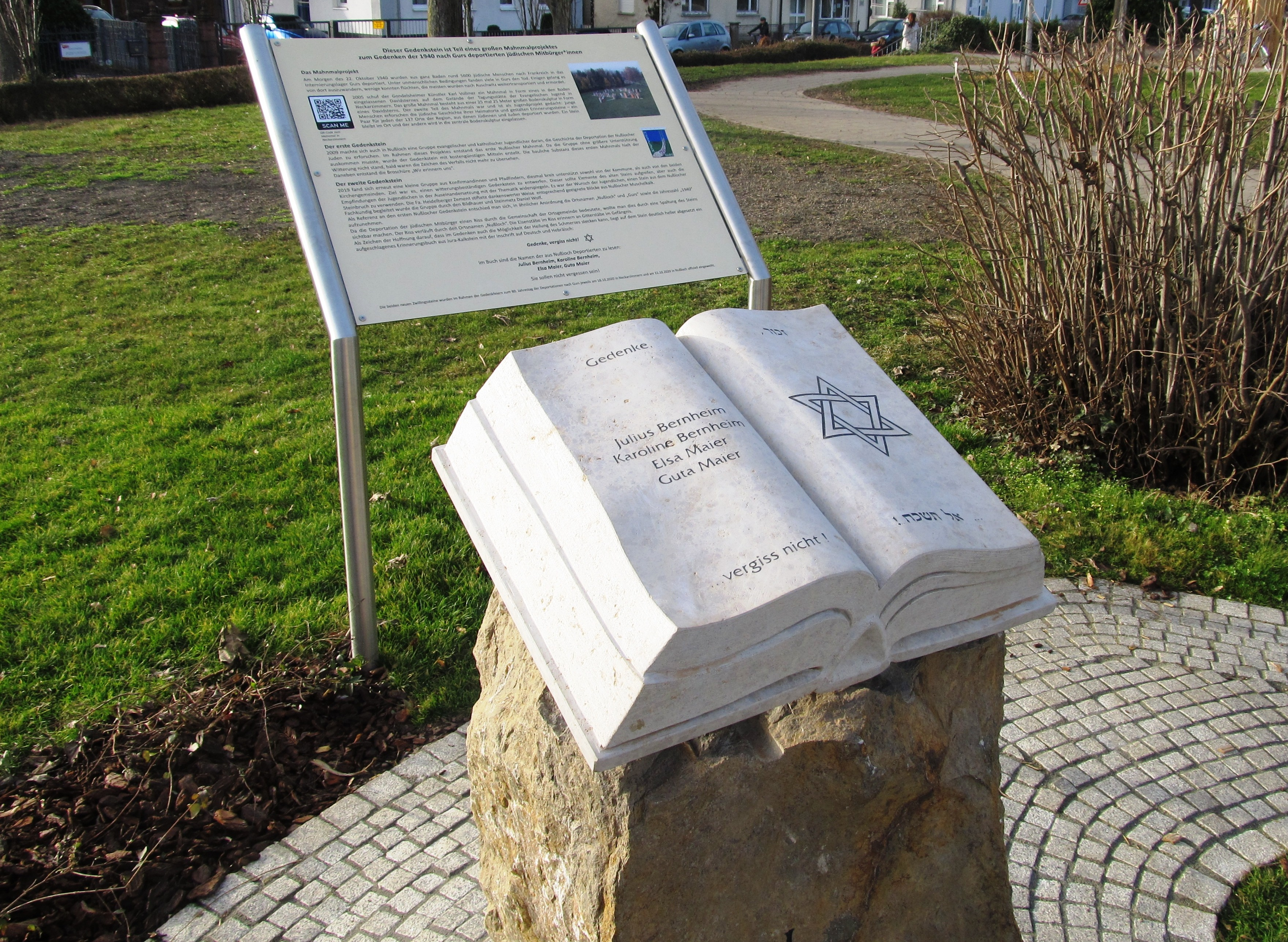
Nußlocher Mahnmal mit Infotafel (Aufn. 2021)
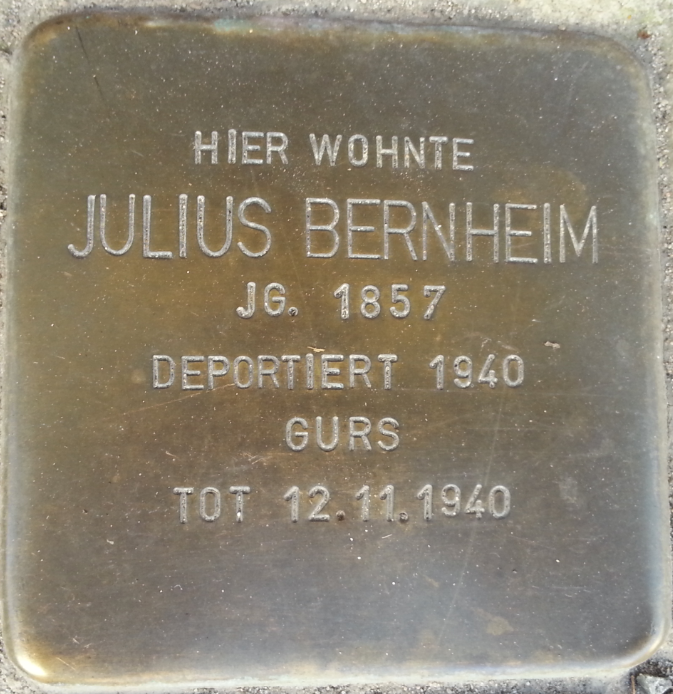
Stolperstein für Julius Bernheim
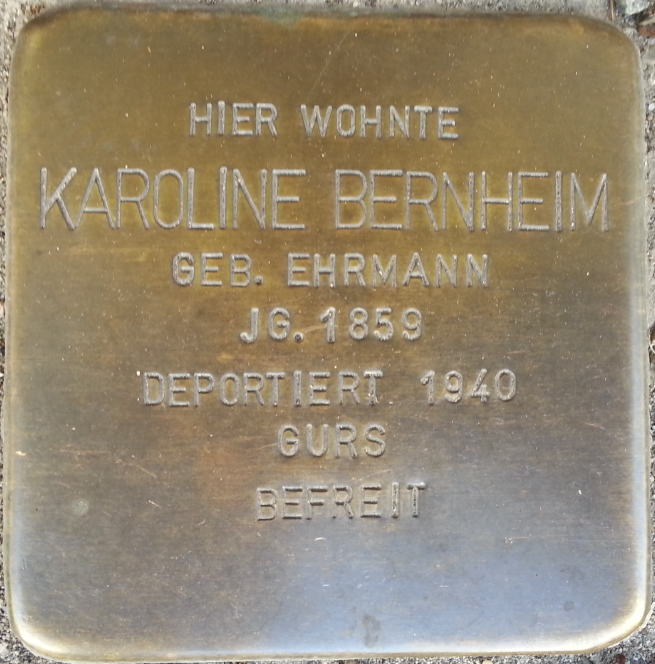
Stolperstein für Karoline Bernheim
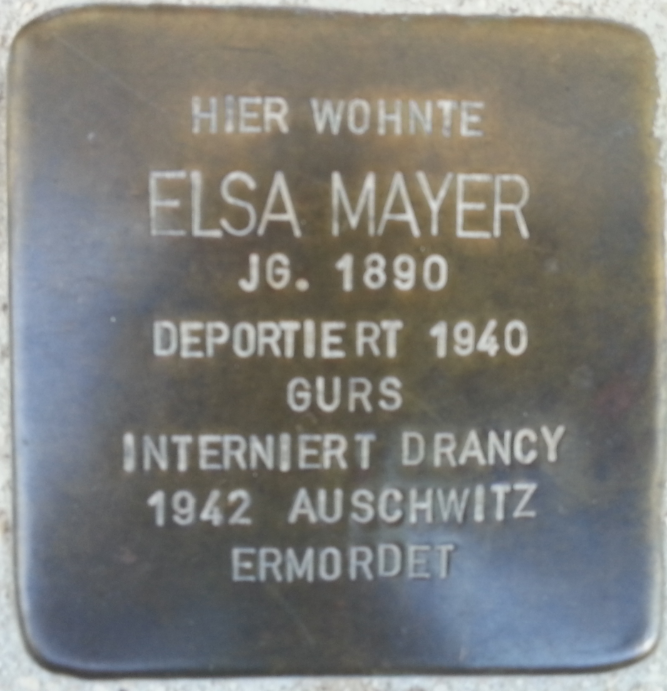
Stolperstein für Elsa Mayer
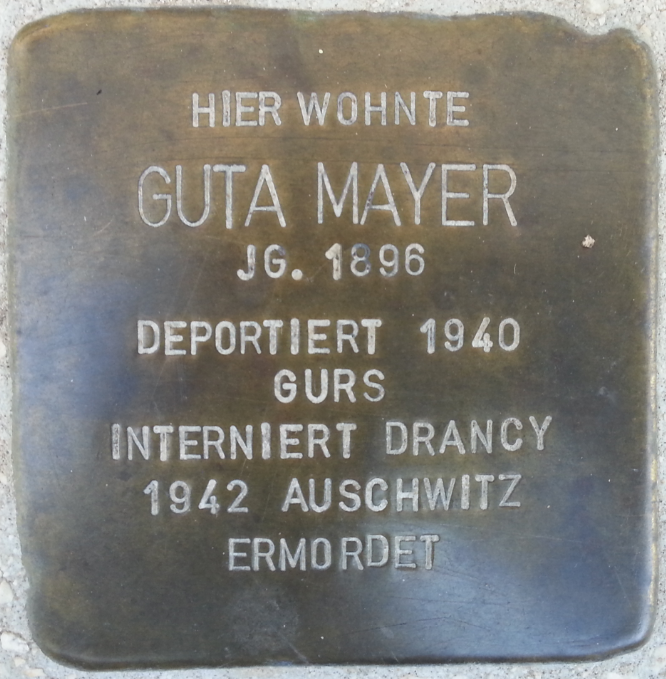
Stolperstein für Guta Mayer

Alljährlich lädt die Arbeitsgemeinschaft zur Unterhaltung und Pflege des Deportiertenfriedhofs in Gurs gemeinsam mit dem Oberrat der Israelitischen Religionsgemeinschaft Baden zu einer Gedenkveranstaltung ein. Die Arbeitsgemeinschaft der badischen und pfälzischen Gemeinden hat es sich zur Aufgabe gemacht, den Deportiertenfriedhof in Gurs zu pflegen und zu unterhalten sowie das Andenken an die ehemaligen Mitbürgerinnen und Mitbürger wach zu halten.

#### Gräfelskreuz und weitere Kleindenkmale
An der „Alten Bruchsaler Straße“ nahe der Aussiedlerhöfe (Kreuzhöfe) befindet sich das Gräfelskreuz, ein Sühnekreuz. Das aus Sandstein gearbeitete Feldkreuz soll an einen Jungen namens Graf erinnern, der hier vor langer Zeit auf den Feldern beim Spielen auf tragische Weise ums Leben kam. Im Rahmen der letzten Flurbereinigung 1985 wurde das Kreuz in eine halbkreisförmige Grünanlage mit Sitzbänken umgebettet, die mit mehreren Linden bepflanzt wurde. Vermutlich ist es dabei beschädigt worden. Nach der Gedenkstätte ist der bis heute gültige Flurname „Am Gräfelskreuz“ benannt (vgl. Gemarkungsplan Nussloch 1878).
Am südlichen Ortsausgang, auf einem kleinen gemeindeeigenen Grundstück, ebenfalls an der Alten Bruchsaler Straße gelegen, finden sich drei Gedenksteine, die an die beiden Flurbereinigungsmaßnahmen 1808/15 und 1982/93 auf der südlichen Nußlocher Feldflur erinnern. Die Inschriften auf den Steinen bzw. auf geprägten Kupfertafeln sind kaum noch lesbar. Der Gedenkstein von 1808/15 stand einst an der Wegegabelung der beiden Feldwege, die von der alten Blumenstraße und der verlängerten Römerstraße zusammentrafen (vgl. Gemarkungsplan von 1878, Gewann “Unter den Gassenwingert”). Seine Inschrift erinnert an die historische „Renovationsmaßnahme, von Hireno Mühlhäuser V.H.A durch Mitwirkung des zeitlichen Vogt Oberamtmann Zimmermann G.S. Gerichts Verwandten (soll heißen: Mitwirkung des damals bestallten amtlichen Rechtsanwalts = „zeitlicher Vogt“ Zimmermann G.S. Gericht Verwandten = und nachgeordnete Beamte) sowie der damaligen Grundstückseigentümer (= „Feldpartiten“) G. Ernst, A. Wäscher, G. Ziegelmiller (später Ziegelmüller), Ernst Carl Stucke (Rentmeister in Nußloch), I. Sattler, L. Winter Dan., F. Seldner. Anno 1808 Angefangen und 1815 Geendigt von St.M. Jakob Hiebel (ST.M. wohl Staatsminister, Karlsruhe)“.
Die Bedeutung der im Stein eingeprägten Eidechse ist nicht bekannt. Sicherlich waren Zauneidechsen zur damaligen Zeit auf den ausschließlich extensiv bewirtschafteten Obst- und Weinanbauflächen sehr häufig. Heute sucht man sie dort vergeblich. Welche Maßnahmen im Rahmen der Orts- und Flurneuordnung en Detail 1808 bis 1815 vollzogen wurden, entzieht sich unserer Kenntnis, da die historischen Grundbücher 1945 im Zweiten Weltkrieg verbrannt sind. Bekannt lediglich ist, dass größere Flurstücke der Katholischen Kirchenschaffnei vererbt bzw. zugeteilt wurden.
In unmittelbarer Nachbarschaft steht ein zweiter Gedenkstein, der an die 2. umfassende Flurbereinigung auf der Nußlocher Gemarkung von 1982 bis 1993 erinnert. Auslöser für die Maßnahme war der geplante Ausbau der Umgehungsstraße Leimen-Nußloch (neue B 3). Laut Inschrift zeichnete hierfür das damalige Ministerium für den Ländlichen Raum, Ernährung, Landwirtschaft und Forsten Baden-Württemberg verantwortlich (damaliger Minister Gerhard Weiser). Ursprünglich stand das Kleindenkmal am Obstlehrpfad Nußloch. Bei der Umbettung an die Alte Bruchsaler Straße wurden sowohl der Stein als auch die Infotafel beschädigt.
In unmittelbarer Nachbarschaft stand auch das sog. „Heiligenhäusel“, ein ehemaliger gemauerter Unterstand für Menschen, die auf der südlichen Feldflur vor Gewitter und Starkregen Schutz suchten (s. Bild gesucht). In Verbindung mit der 1808/15 durchgeführten Flurbereinigung wird das Bauwerk entsprechend erwähnt. Das Kleindenkmal wurde in den 1980er Jahren durch die damalige Gemeindeverwaltung abgerissen.
Beim dritten Gedenkstein könnte es sich um einen Messpunkt des damaligen Großherzoglichen Landamts Heidelberg handeln, der 1815 am Heiligenhäusel platziert wurde. Gemäß der signierten Seitenflächen des pyramidenförmig zugespitzten Steins wird die Nußlocher Feldflur in „OBER FELD“ (östlich gelegene Flur) und „UNDER FELD“ (westlich gelegene Flur) eingeteilt. Das Kleindenkmal ist nachweislich auf 1815 datiert (im unteren Bereich noch lesbar).
Am Ortsausgang Maisbach, Richtung Tannengarten, Erlenteichweg, findet sich am Waldrand ein vergessenes Kleindenkmal aus Buntsandstein mit der Inschrift MB 1937 – mehr ist nicht mehr lesbar. MB steht wohl für Maisbach. Vermutlich handelt es sich um einen Grenzstein an der ehemaligen Gemarkungsgrenze zu Nußloch. Die Grenze fiel am 1. April 1937, da Maisbach nach Nußloch eingemeindet wurde. Auch am Grauenbrunnen (Hirschberg) finden sich in der Nähe der Sickerquelle mehrere Grenzsteine, die die Gemarkungsgrenze zwischen Nußloch und Leimen dokumentieren.

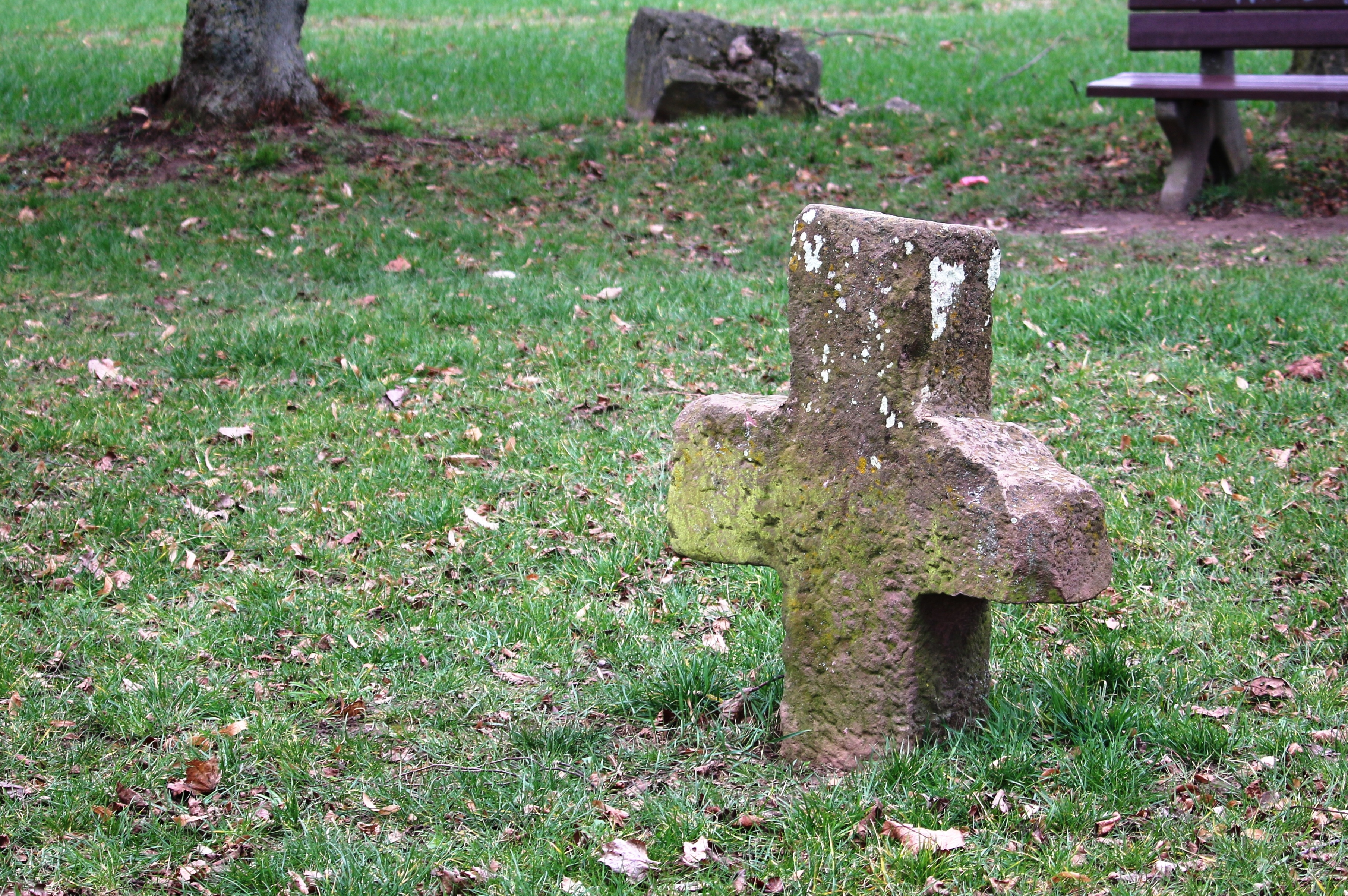
Sühnekreuz Gräfelskreuz, rechte Seite beschädigt, ohne Inschrift (Aufn. 2022)
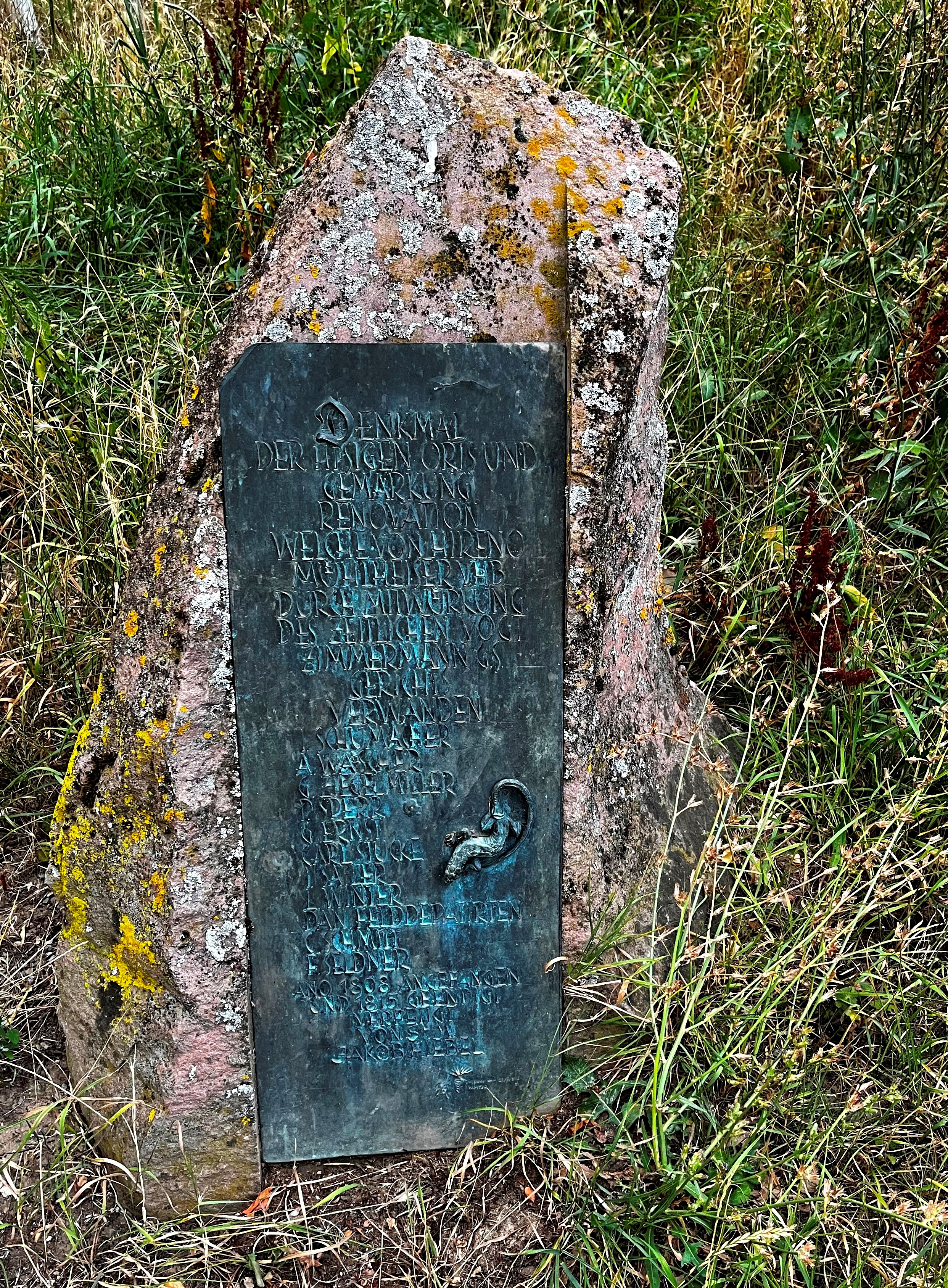
Gedenkstein mit Tafel. Erinnerung an die Nußlocher Orts- und Flurneuordnung 1808/15, Alte Bruchsaler Straße (Aufn. 2022)
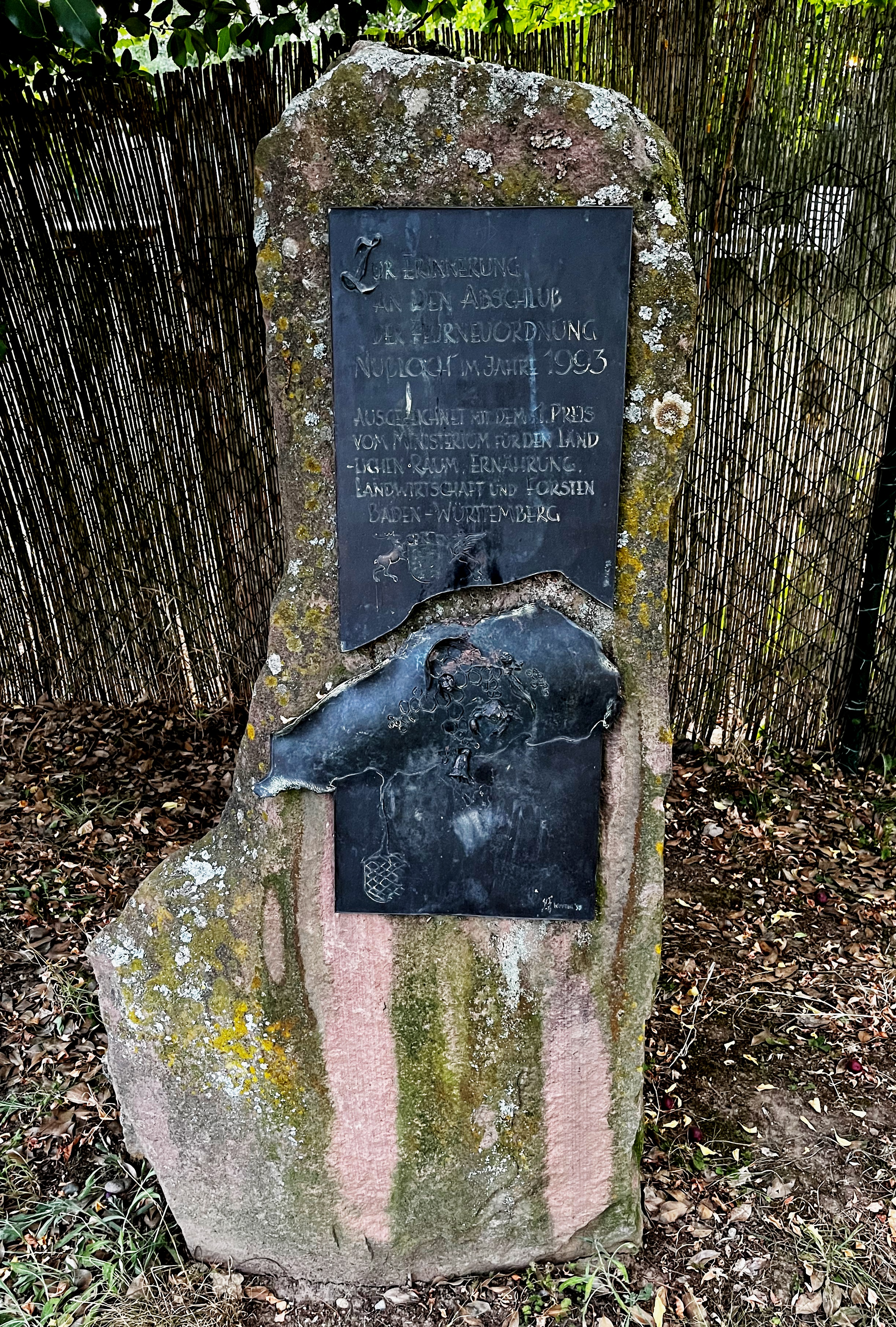
Gedenkstein an die 2. umfassende Nußlocher Flurbereinigung 1993. Infotafel beschädigt (Aufn. 2022)
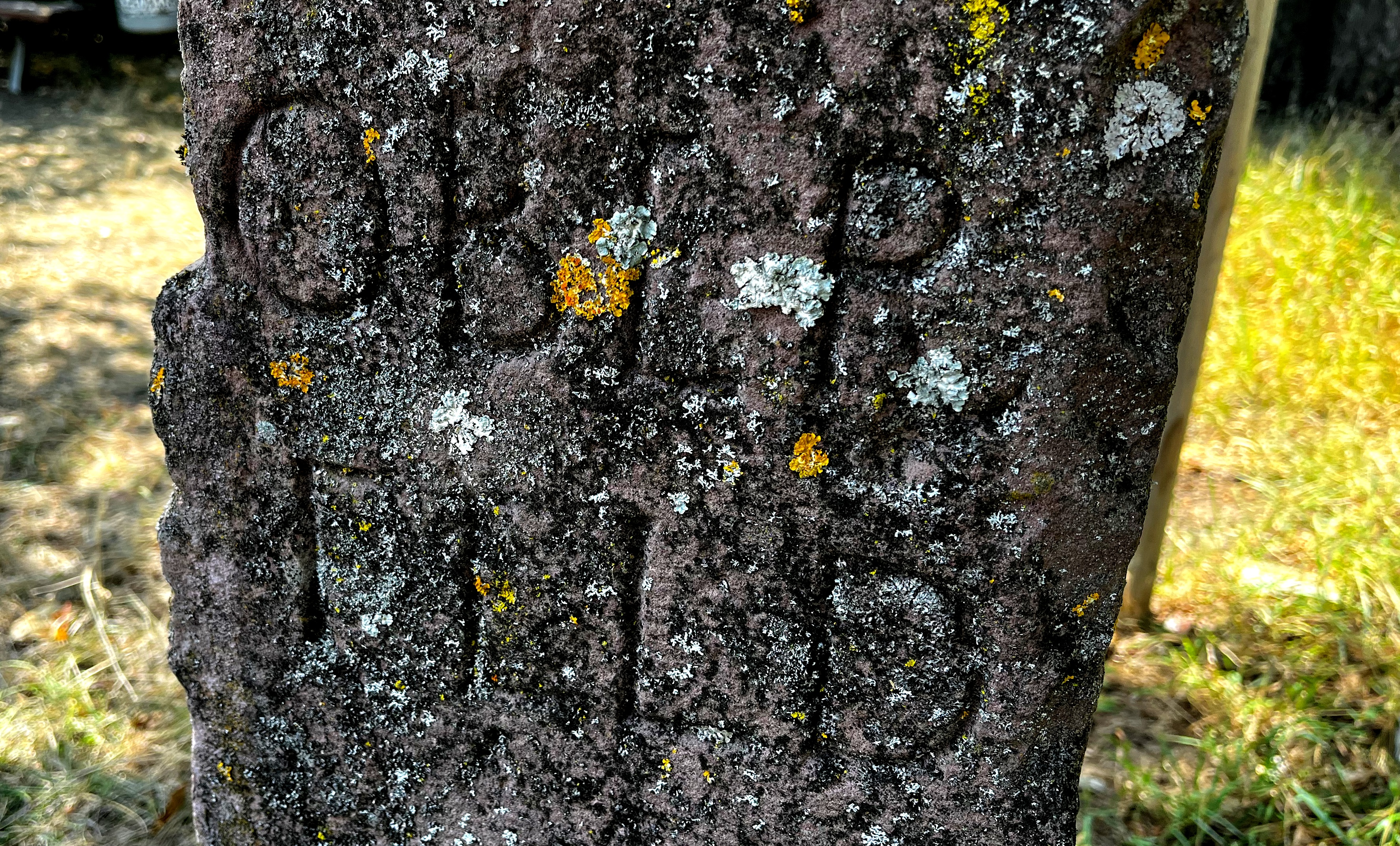
Historischer Messpunkt Gemarkung Nußloch (1815), Inschrift „OBER FELD“
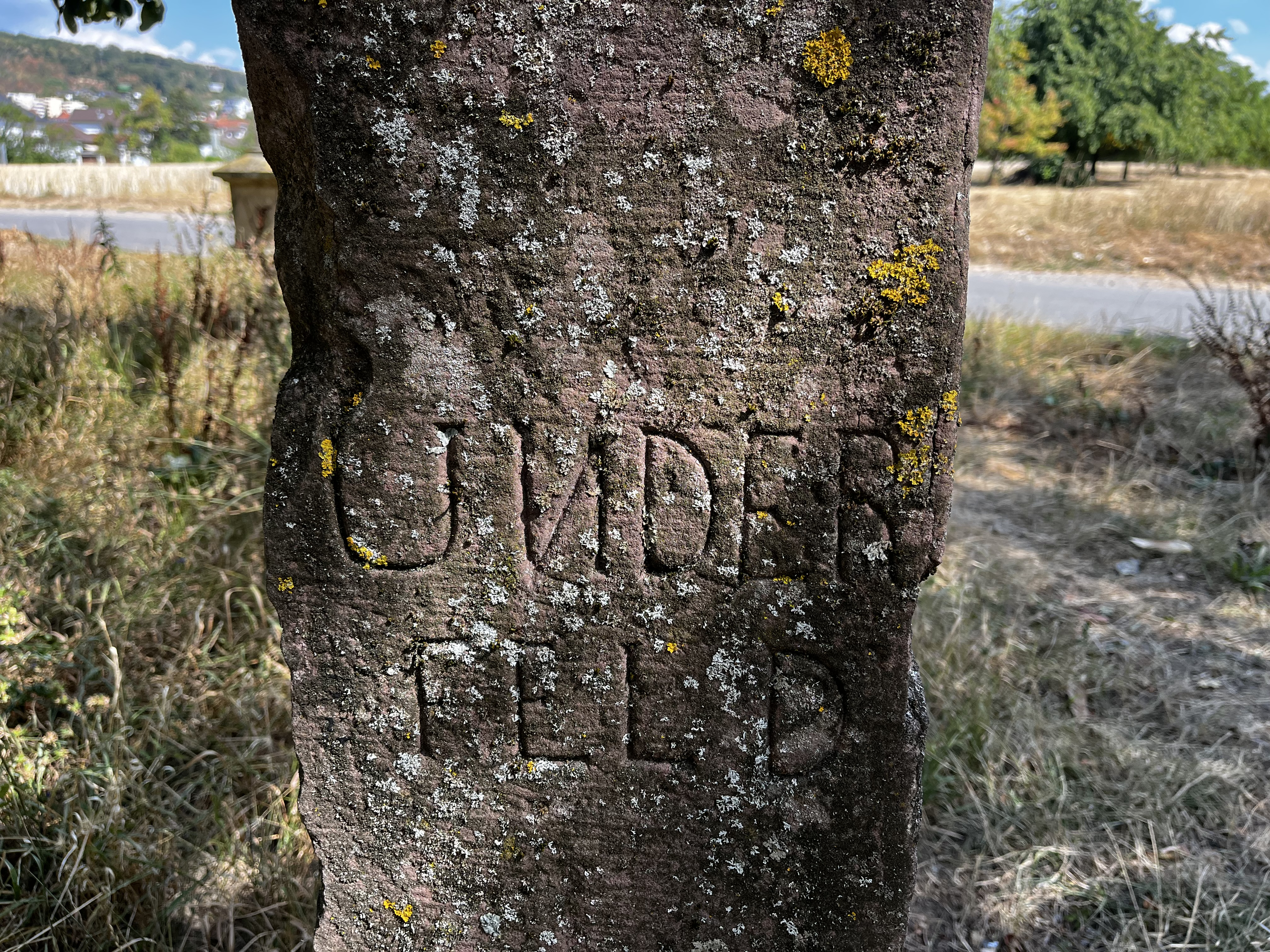
Messpunkt Gemarkung Nußloch (1815), Inschrift „UNDER FELD“
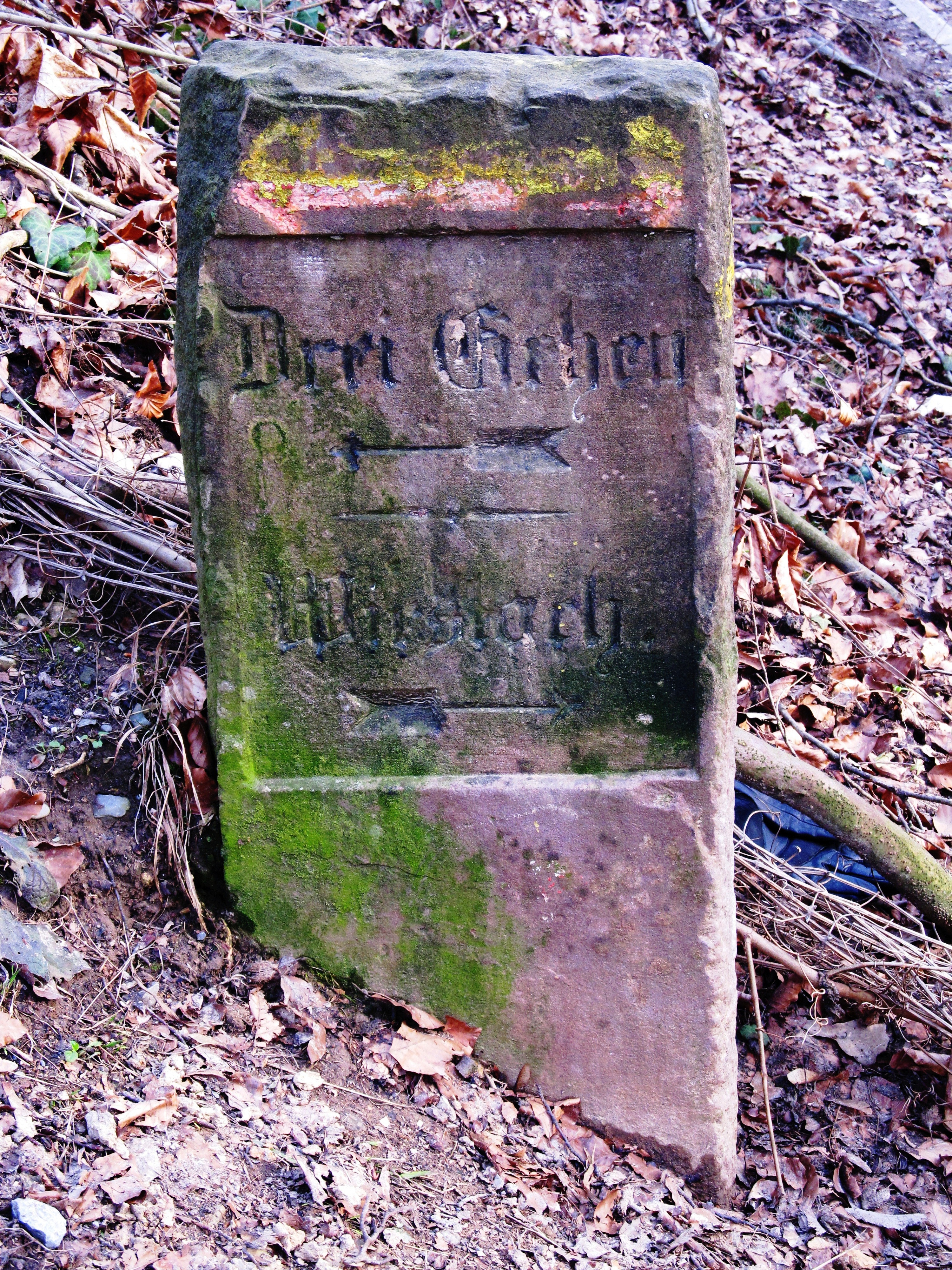
Wegweiser an der Weißen Hohle. Inschrift „Drei Eichen“, „Maisbach“
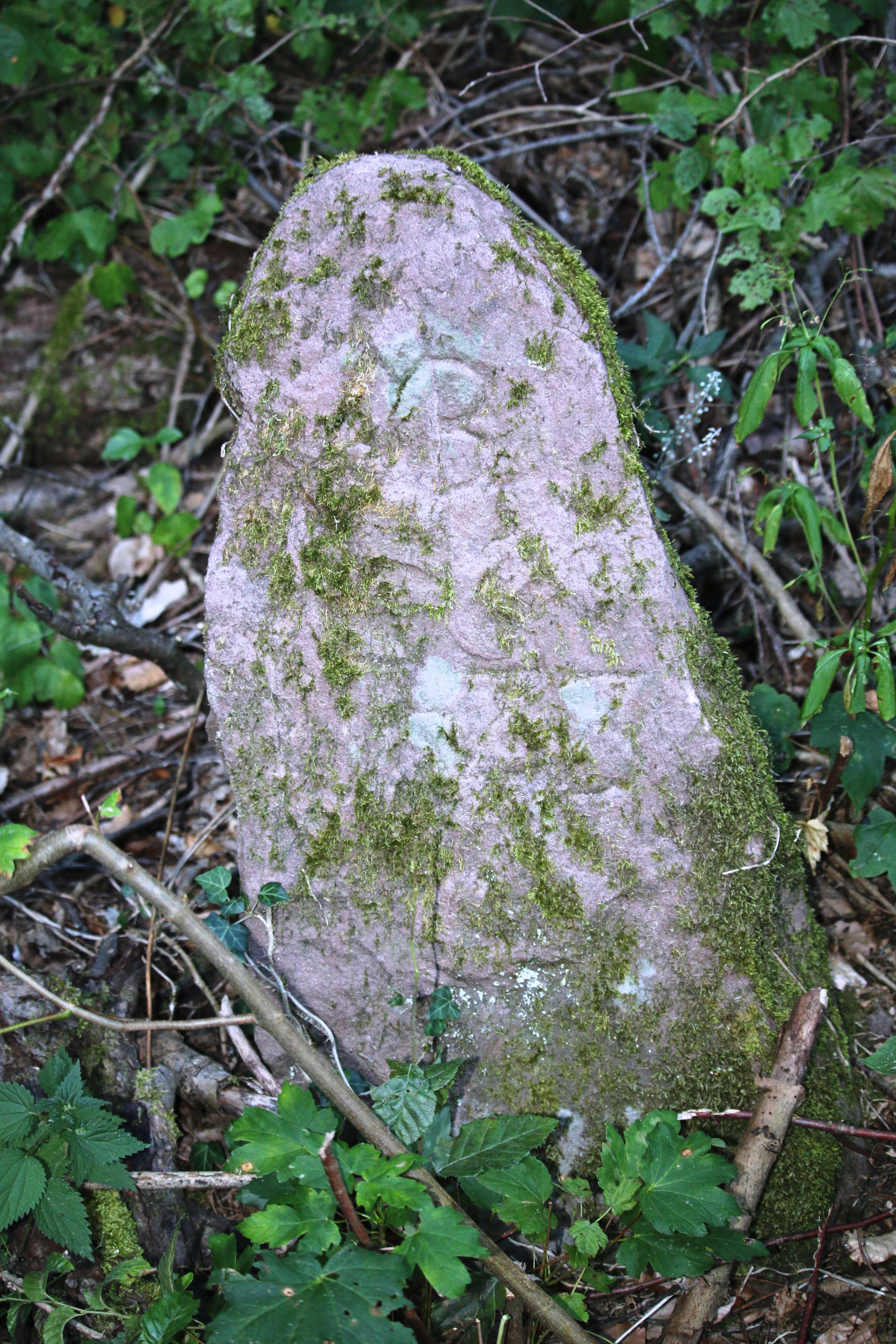
Kleindenkmal am nordwestlichen Ortsausgang von Maisbach, Inschrift „MB 1937“
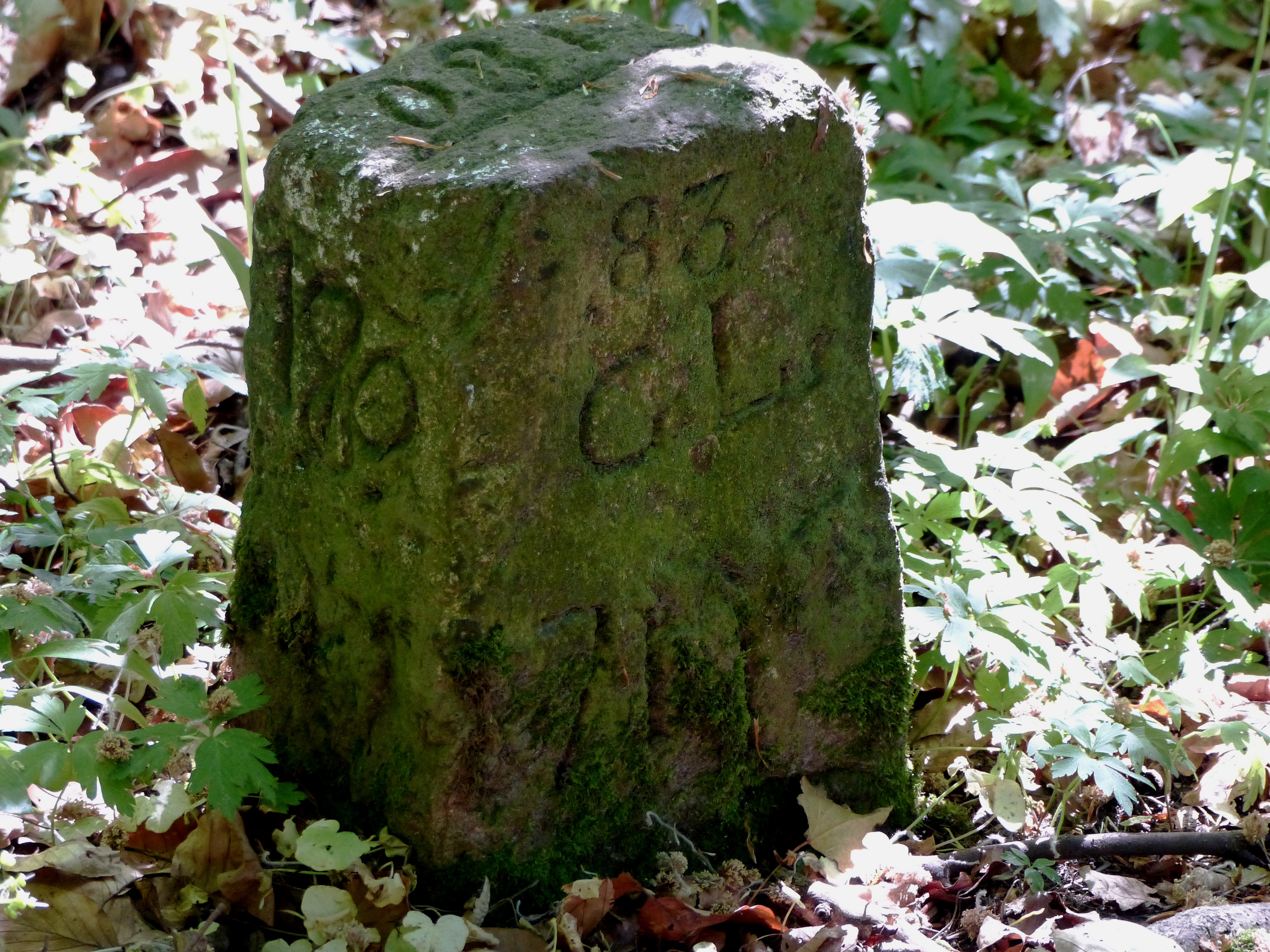
Grenzstein, Gemarkungsgrenze Nußloch zu Leimen am Grauenbrunnen (Aufn. 2022)

Einst war unsere Kulturlandschaft mit Kleindenkmalen dicht besetzt. Auf alten Karten werden sie noch häufig erwähnt, denn sie waren wichtige Rechtszeugnisse und markante Orientierungspunkte in der offenen Landschaft. Doch diese Denkmalgattung stirbt aus. Wegarbeiten und moderner Straßenbau, die Aufhebung alter Markungsgrenzen, besonders aber Feld- und Flurbereinigungsmaßnahmen vergangener Jahre sorgten vielfach für das Verschwinden.

#### Industriedenkmal Kalkofen
Südlich von Nußloch, oberhalb der ehemaligen B 3 (heutige L 594), findet sich ein industriegeschichtliches Denkmal, das über lange Zeit in Vergessenheit geraten war. Ein Kalkofen aus dem 19. Jh., der ursprünglich zur Verhüttung von Zinkerzen aus der Grube Hessel zwischen Nußloch und Wiesloch genutzt wurde. Nach Stilllegung der Hesselzeche 1893, übernahm ein Nußlocher Gastwirt den Ofen, um dort Kalk zu brennen. Die Nutzung als Kalkofen lief, mit Unterbrechung während des Ersten Weltkriegs, bis 1921. Danach übernahm das Zementwerk Heidelberg die Liegenschaften. Ein Unternehmensarchivar von HeidelbergCement, sah die stillgelegte Ruine des Ofens erstmals im Jahr 1997 und erkannte deren industriegeschichtlichen Wert. Der mit Schutt komplett verfüllte Ofenschacht musste ausgeräumt und wieder instand gesetzt werden. 2011 starteten die eigentlichen Sanierungsarbeiten, die 2014 ihren Abschluss fanden. Nun konnte das Industriedenkmal der Öffentlichkeit vorgestellt werden.

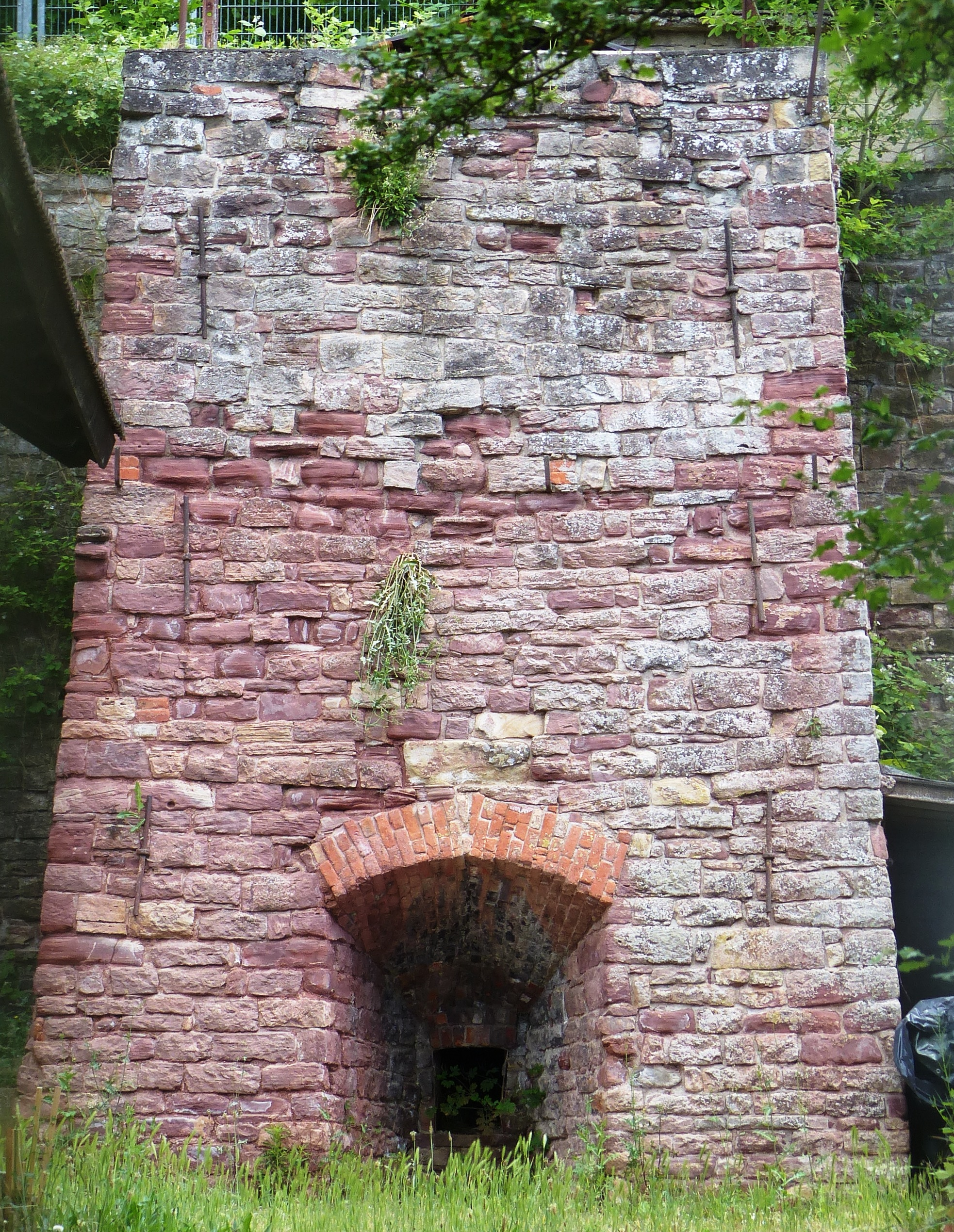
Restaurierter Kalkofen am Hangfuß des Leopoldsberg (Aufn. 2022)
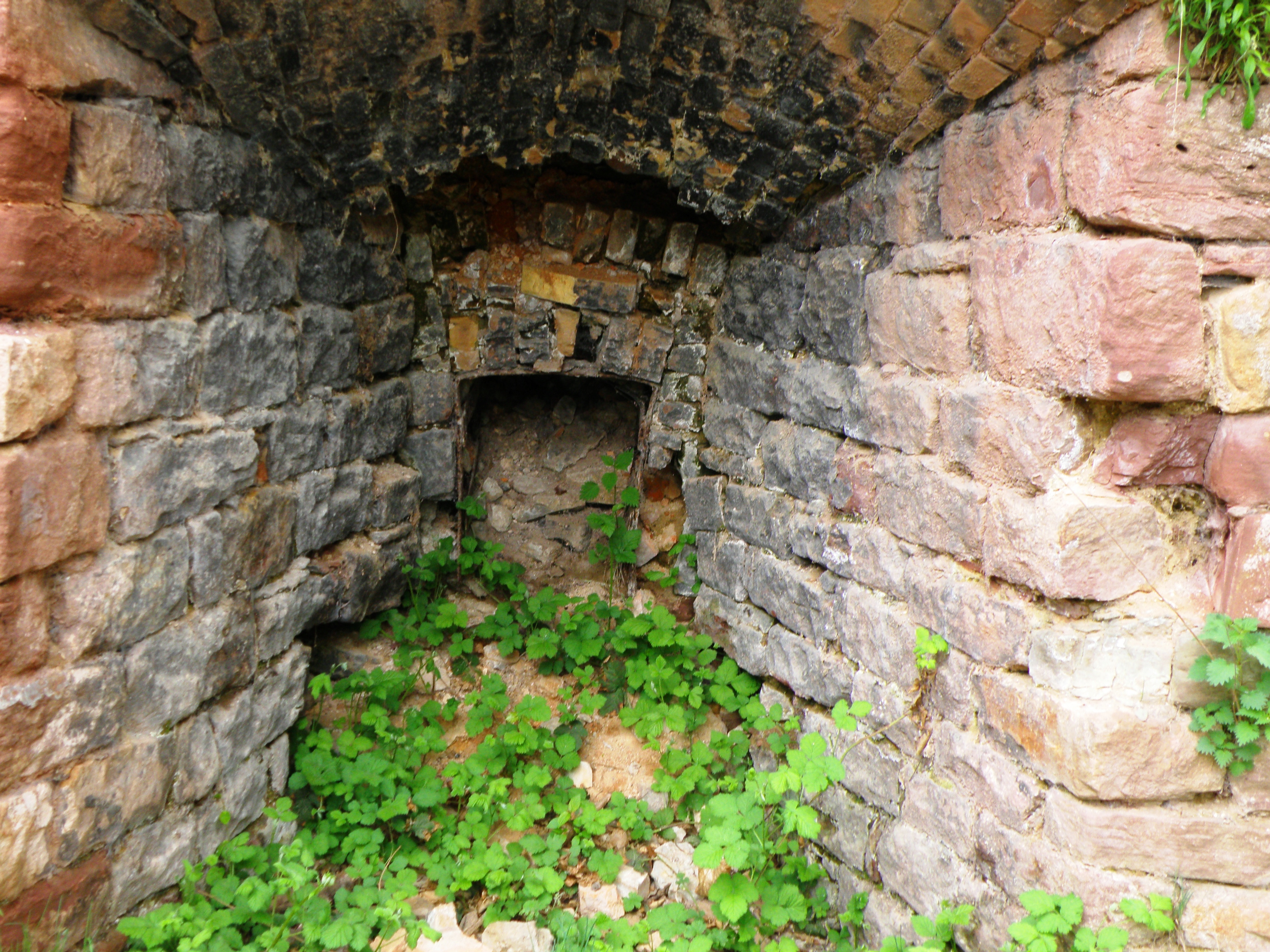
Blick in den Ofentrichter

### Kirchen
Die kleine ortsprägende ehemalige lutherische Kirche in der Sinsheimer Straße wurde 1721 mittels Spenden der Einwohnerschaft fertiggestellt. Sie diente bis 1821 als Gotteshaus der lutherischen Gemeinde. Mit der Vereinigung der Lutheraner und der Reformierten zu einer Landeskirche verlor das Gebäude seine Funktion als Gotteshaus und wurde letztlich als Magazin für den Bauhof genutzt. Das Hauptportal an der Frontseite wurde verschlossen und mit einem Brunnen versehen, der von der Loppenquelle gespeist wird. Das Gewässer, das in der Nähe des Brunnenfelds entspringt, verläuft entlang der Loppengasse unterirdisch verdohlt, durch die gesamte bebaute Ortsfläche. Seit der Renovierung 1972, ist in dem ehemaligen Kirchengebäude die Gemeindebibliothek untergebracht. Auf einer Fläche von 310 m2 stehen Medien aller Art den Einwohnern zur Ausleihe zur Verfügung. In den Räumlichkeiten finden auch Konzerte und Autorenlesungen statt.

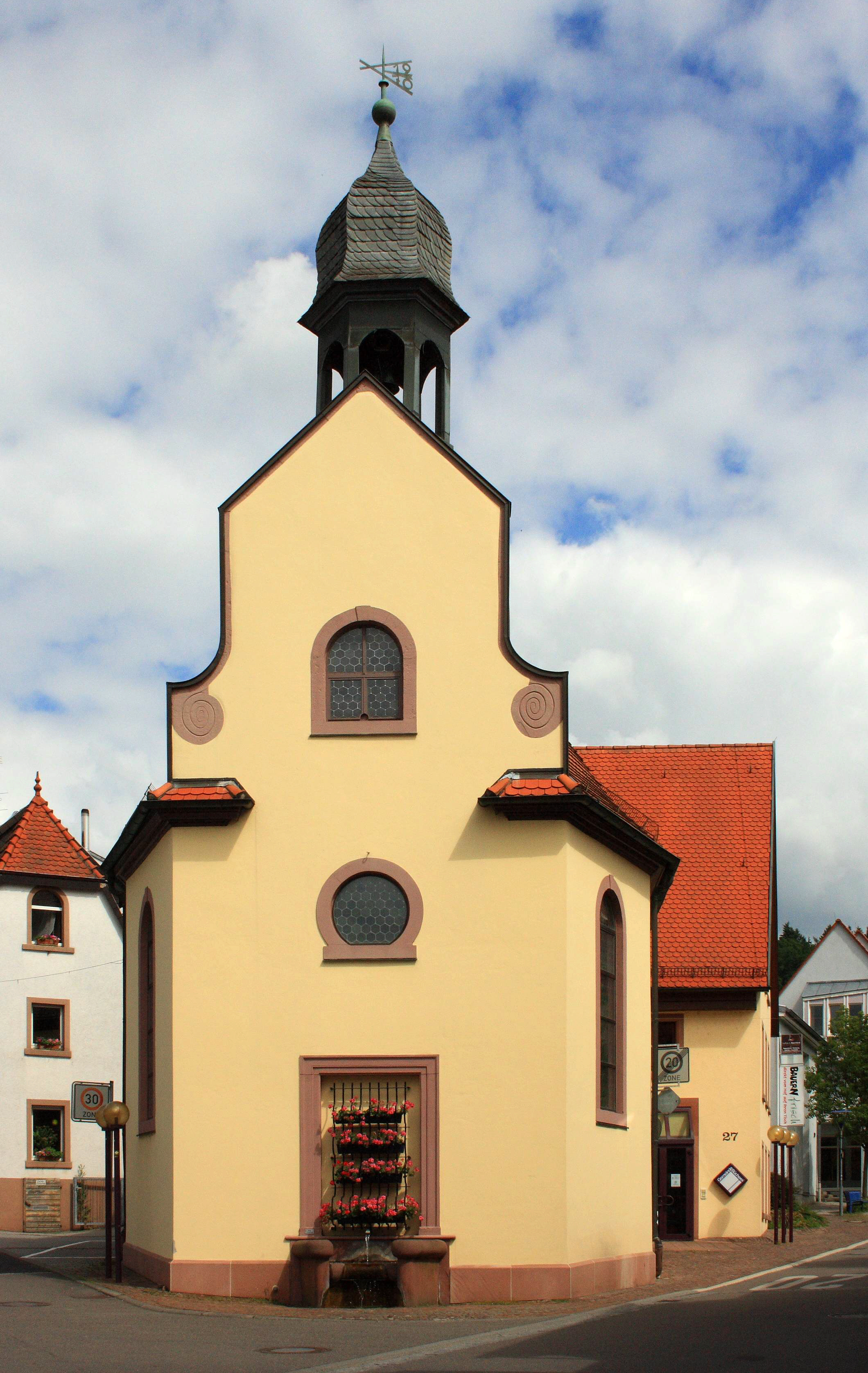
Lutherische Kirche im Ortszentrum (erb. 1721)
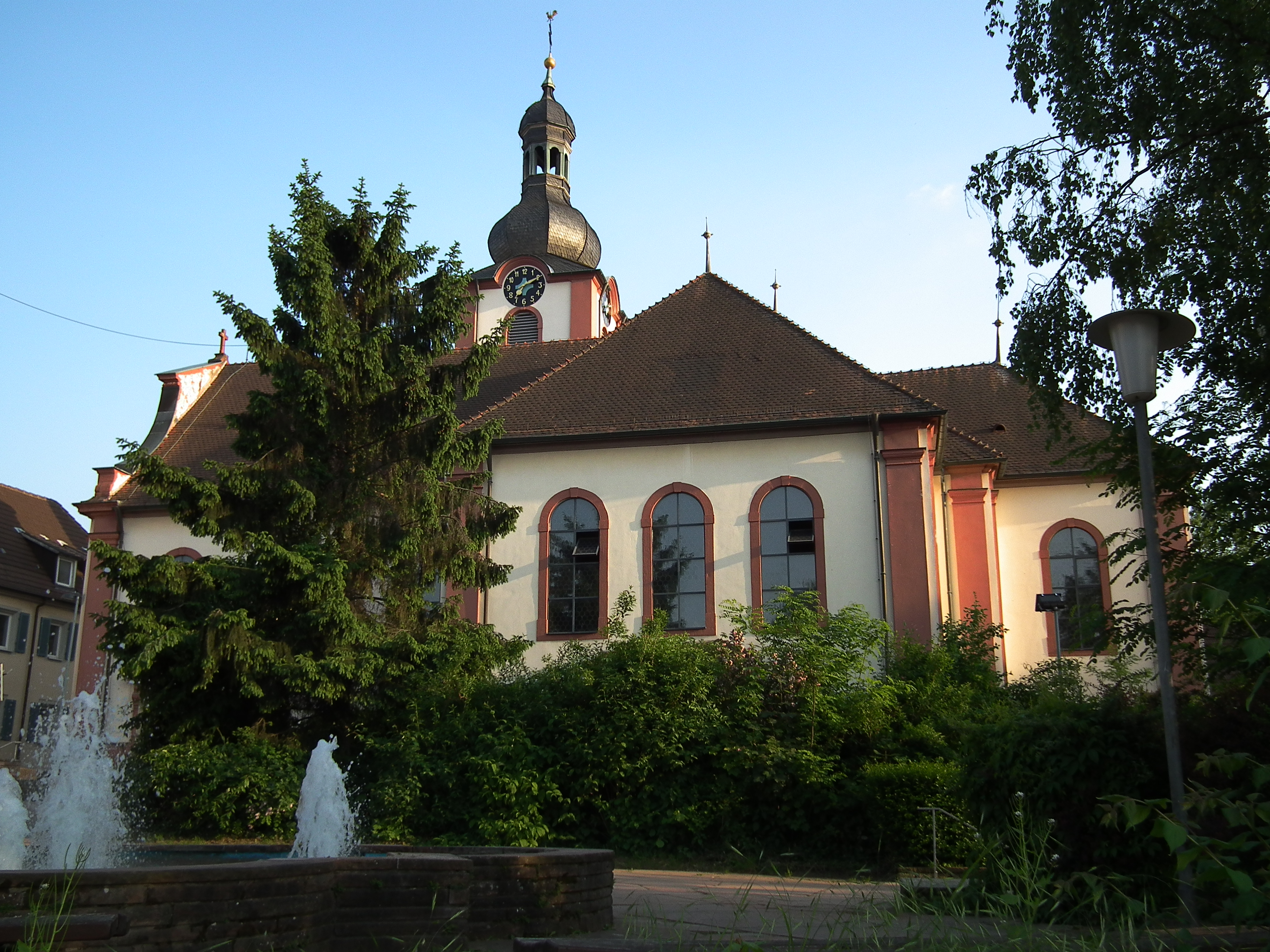
Katholische Pfarrkirche St. Laurentius (erb. 1756)
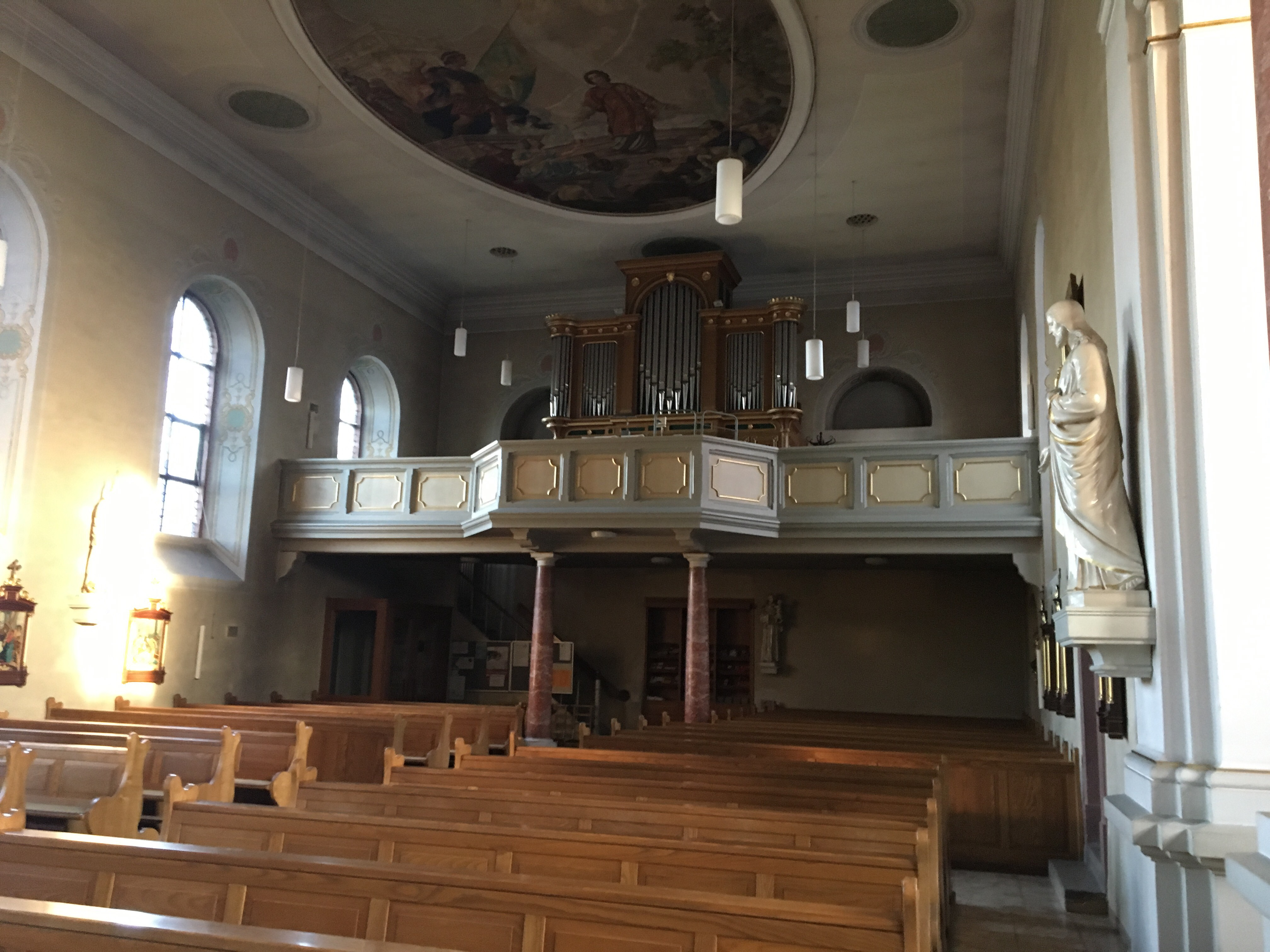
St Laurentius, Innenansicht Empore mit Orgel
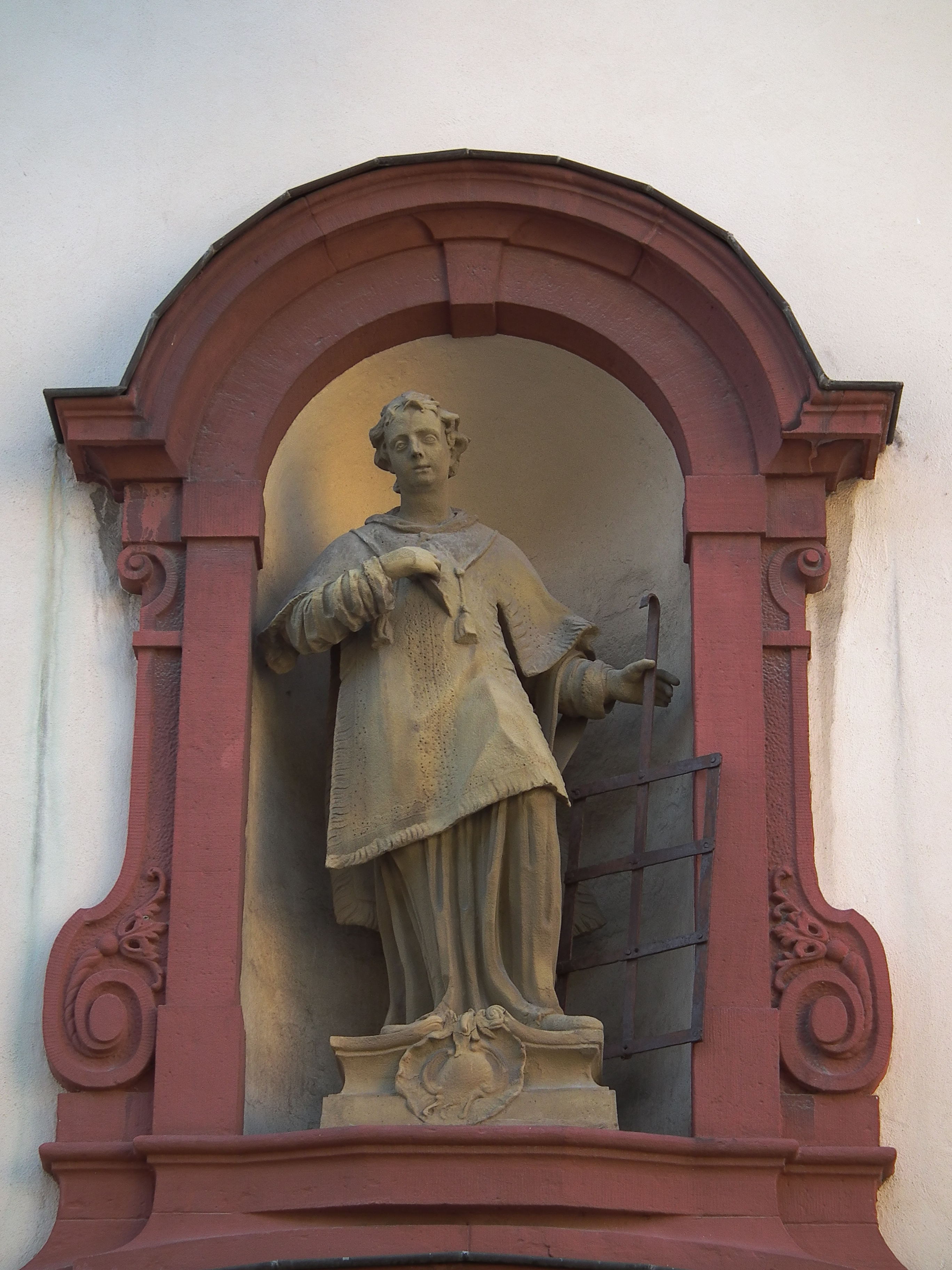
Sankt Laurentius Statue an der gleichnamigen Kirche in Nußloch
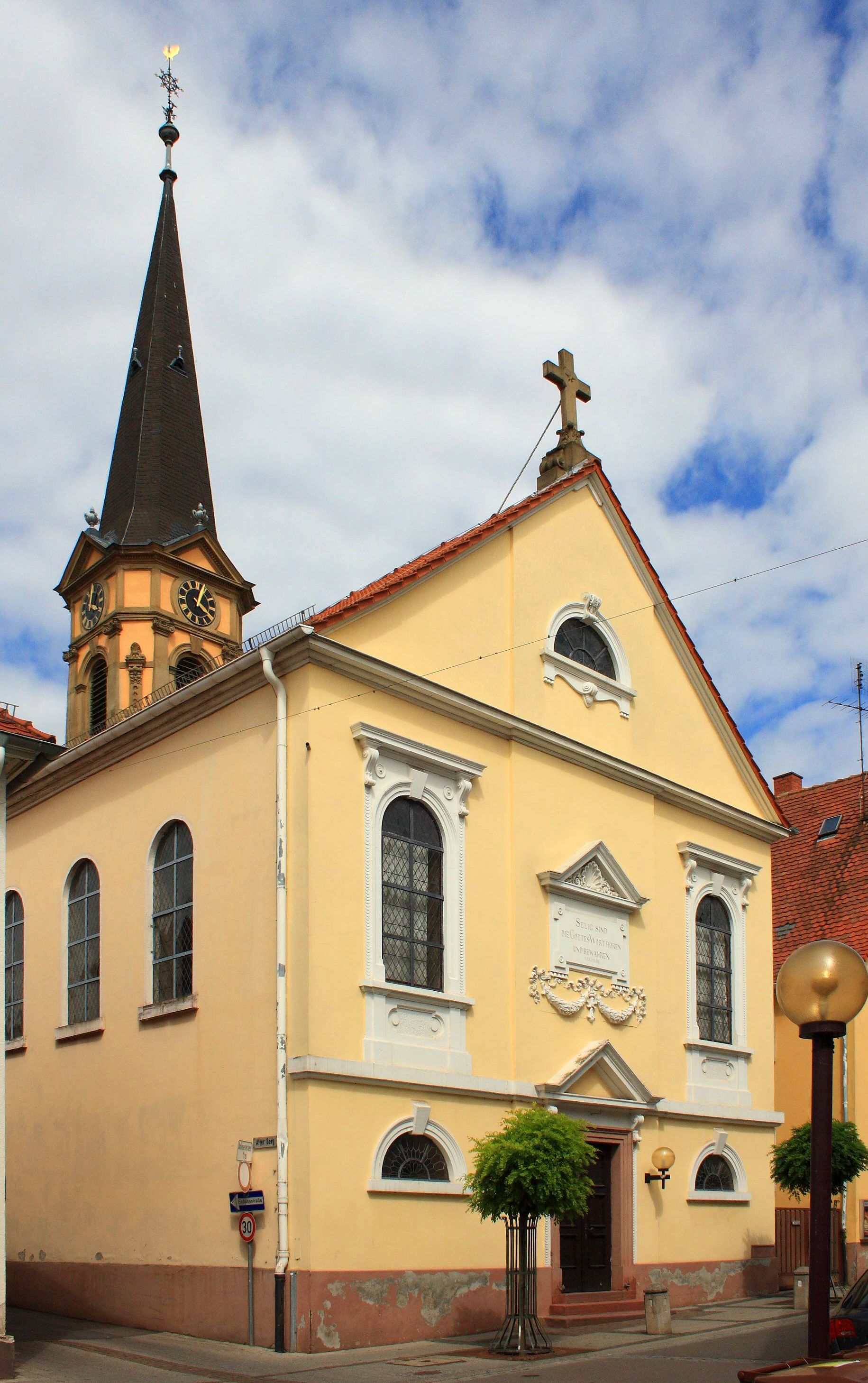
Evangelische Kirche (geweiht am 16. Januar 1902)
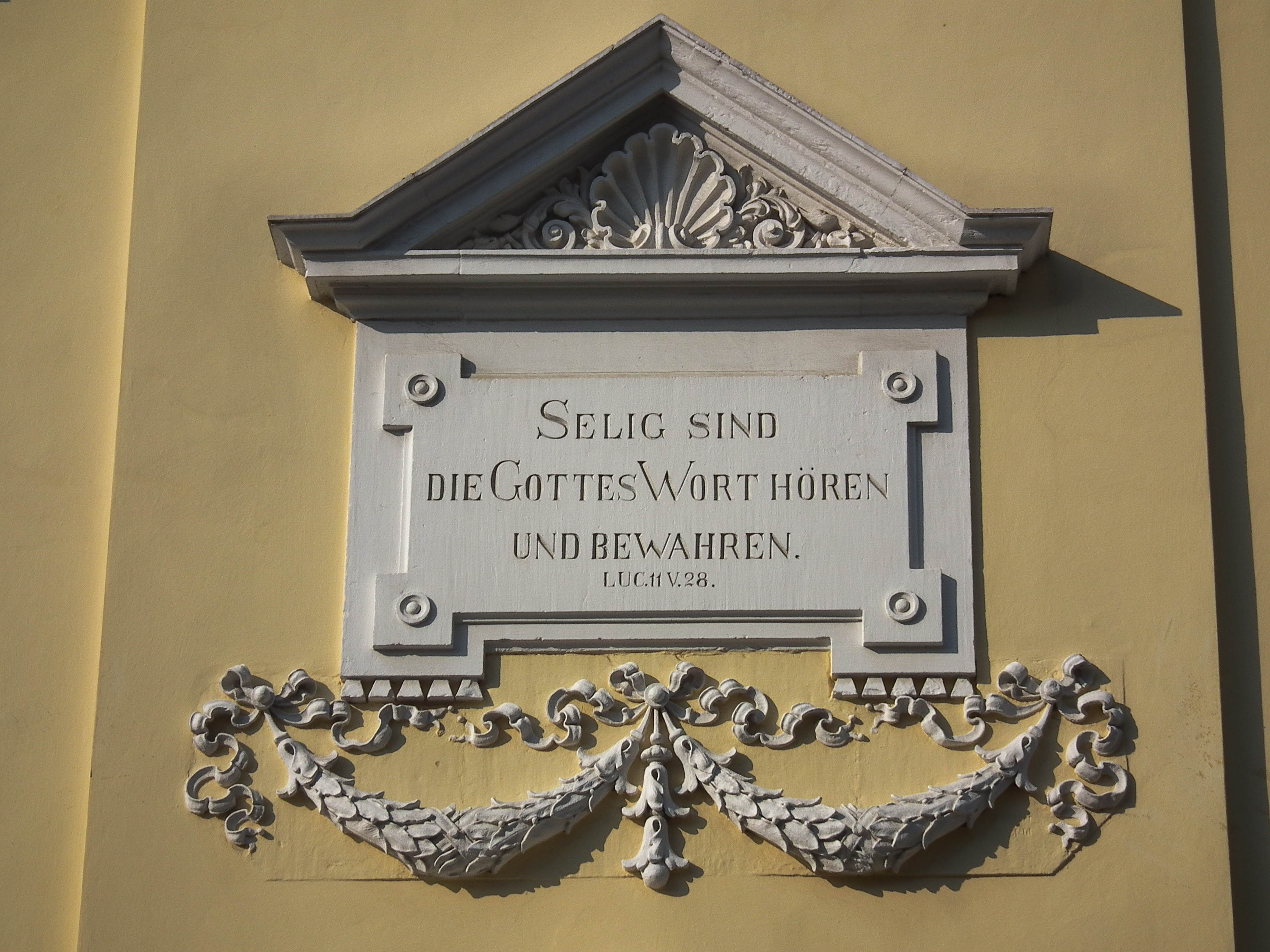
Inschrift an der Stirnseite der evangelischen Kirche
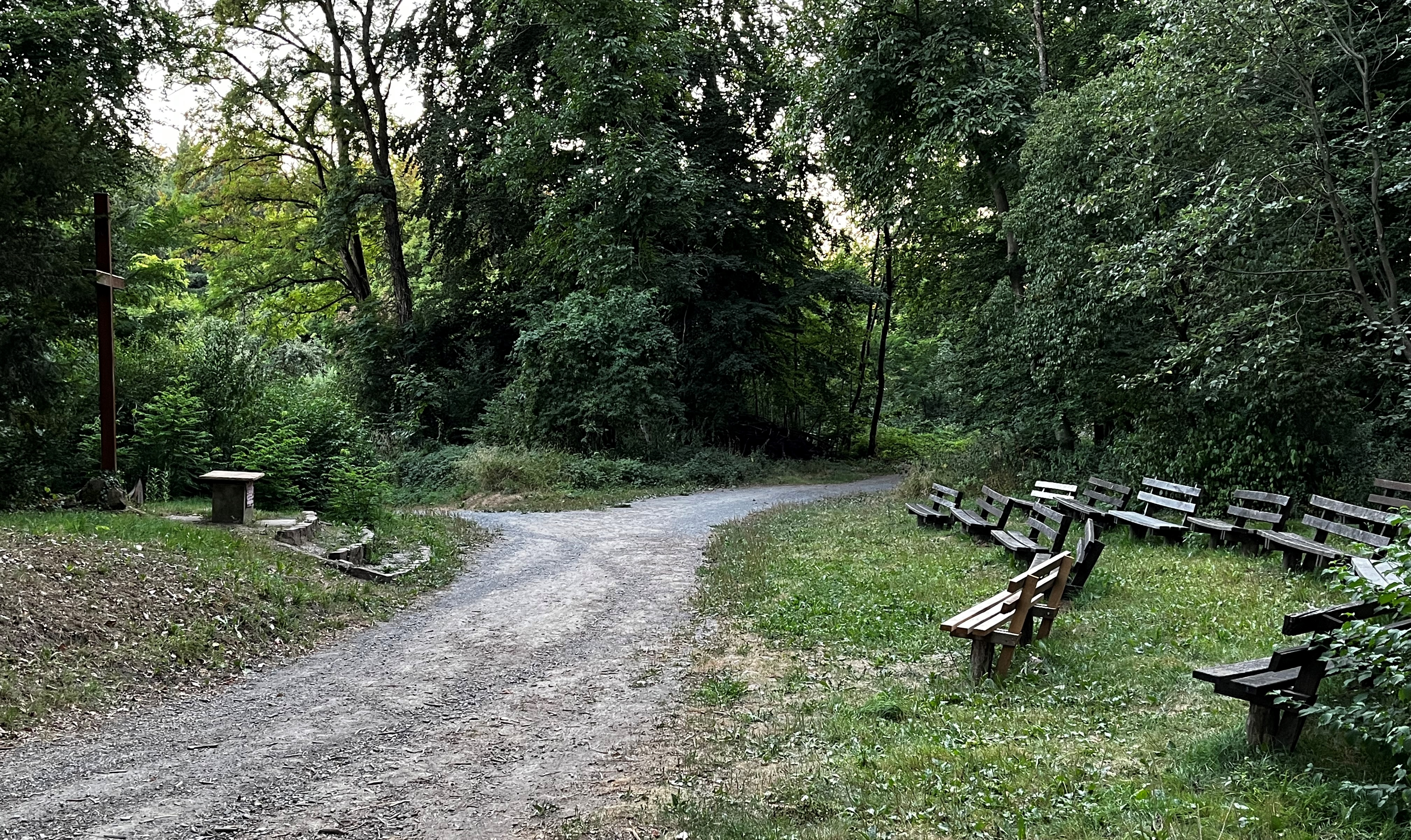
Nußlocher Waldkirche am Maisbacher Fußweg (Aufn. 2022)

Die katholische Kirche St. Laurentius wurde nach Plänen von Franz Wilhelm Rabaliatti 1756 errichtet. Das Querschiff von 1897 ersetzte den polygonalen Chor.
Die heutige Evangelische Kirche Nußloch wurde 1812 im frühklassizistischen Stil von den Reformierten erbaut. Chor und Glockenturm stammen vom Umbau und der Erweiterung aus dem Jahr 1901. Die feierliche Einweihung erfolgte am 16. Januar 1902. Schon vor Beginn der Feier hatten sich viele Gläubige, auch aus Nachbargemeinden Wiesloch, Walldorf, Baiertal, Sandhausen und Leimen versammelt. Manche mussten wieder umkehren, da der Platz in der neuen Kirche nicht ausreichte. Am 9. April 1942 nahmen die Nationalsozialisten die beiden größeren Glocken ab und schmolzen sie für Kriegs- bzw. Rüstungszwecke ein. Sie wurden 1950 von der Glockengießerei Hamm in Frankenthal neu gegossen und in Nußloch wieder installiert.
An der K 4157, am Maisbacher Fußweg, befindet sich am Waldrand ein kirchlicher Versammlungsplatz für Gottesdienste im Außenbereich. Die sog. Waldkirche wird insbesondere während der Sommermonate genutzt.

## Heimat

### Heimatverein
Der Verkehrs- und Heimatverein Nußloch e. V. (später nur Heimatverein e. V.) wurde am 27. März 1950 unter Leitung des damaligen Bürgermeisters Hellmuth Frey (Amtszeit: 1948–1954) zur Förderung der ländlichen Heimat und Pflege des heimatlichen Brauchtums gegründet. Festlichkeiten wie das einstige „Zwetschgenfest“ (gefeiert bis 1955) sowie die alljährlichen Sommertags- und Martinsumzüge wurden fortan organisiert und durchgeführt. Der Verein betreibt heute im Fahrweg 3 ein eigenes kleines Museum. Es befindet sich nur wenige Gehminuten vom Lindenplatz entfernt. Ein Hinweisschild ist in der Sinsheimer Straße 41 sowie in der Loppengasse an der Ecke zum Fahrweg angebracht. Die Öffnungszeiten des Museums sind auf der entsprechenden Webseite vermerkt.

### Nußlocher Mondspritzer

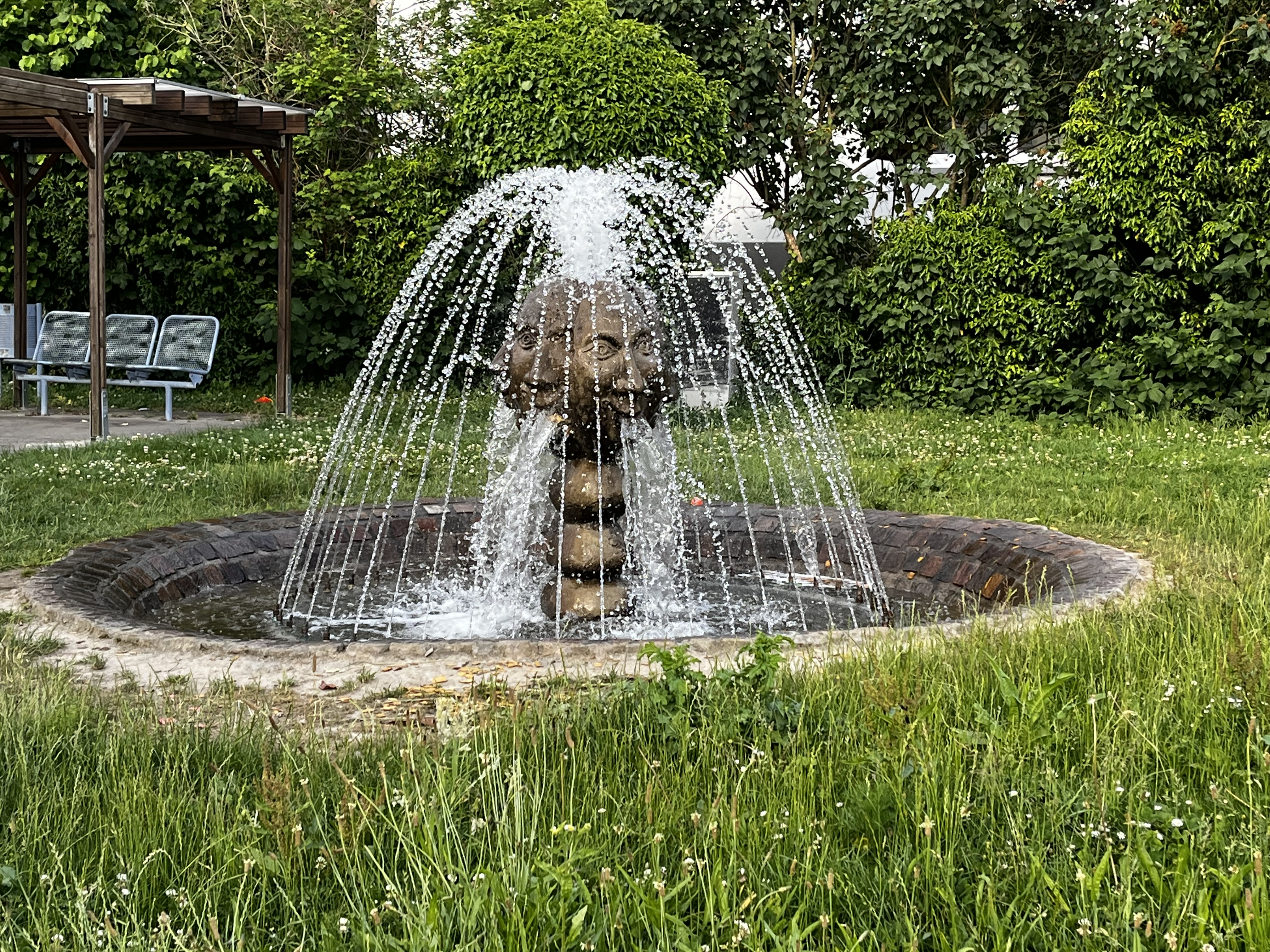
Mondspritzerbrunnen im Nepomukpark

Die Nußlocher Einwohner werden von ihren Nachbargemeinden auch als Mondspritzer („Muundspritzer“) angesprochen. Der Neckname geht auf eine Begebenheit zurück, die sich vor längerer Zeit zugetragen hat. Ausgehend von einer nächtlichen Mondfinsternis, wo sich der Mond am Himmel bekanntlich dunkelrot färbt, hat ein Nußlocher Landwirt 1911 die Feuerwehr alarmiert, um den angeblichen Waldbrand hinter dem aufgehenden roten Mond zu löschen. Der völlig unnötige Löscheinsatz der ausgerückten Feuerwehr ging somit in die Dorfgeschichte ein. Ein in den 1970er Jahren schön gestalteter Brunnen, der einst auf dem Lindenplatz installiert war, erinnert an die Entstehung des Nußlocher Ortsnecknamen.
Heute findet sich der Brunnen in einer wenig beachteten Ecke des Nepomukparks.
Über längere Zeit existierte auch eine Coverband namens Mondspritzer, gegründet von den Gebrüdern Neff aus Nußloch. Die in den letzten Jahren ihres Bestehens im Rhein-Neckar-Kreis recht erfolgreiche Band hat sich 2016 aufgelöst.
Im Ortsteil Maisbach gibt es eine Mondspritzer-Brennerei. Der Mondspritzer Gin steht mit seinem Namen für heimatliche Verbundenheit, Tradition und Überzeugung.

### Nußlocher Heimatlied (1949)
Mein Nußloch liegt am Bergeshang

So lieblich hingestreckt,

und seine sanften Höhen sind

von hohem Wald bedeckt.

Nußloch, o Heimat, ich grüße Dich!

Nußloch, o Heimat, dich liebe ich.

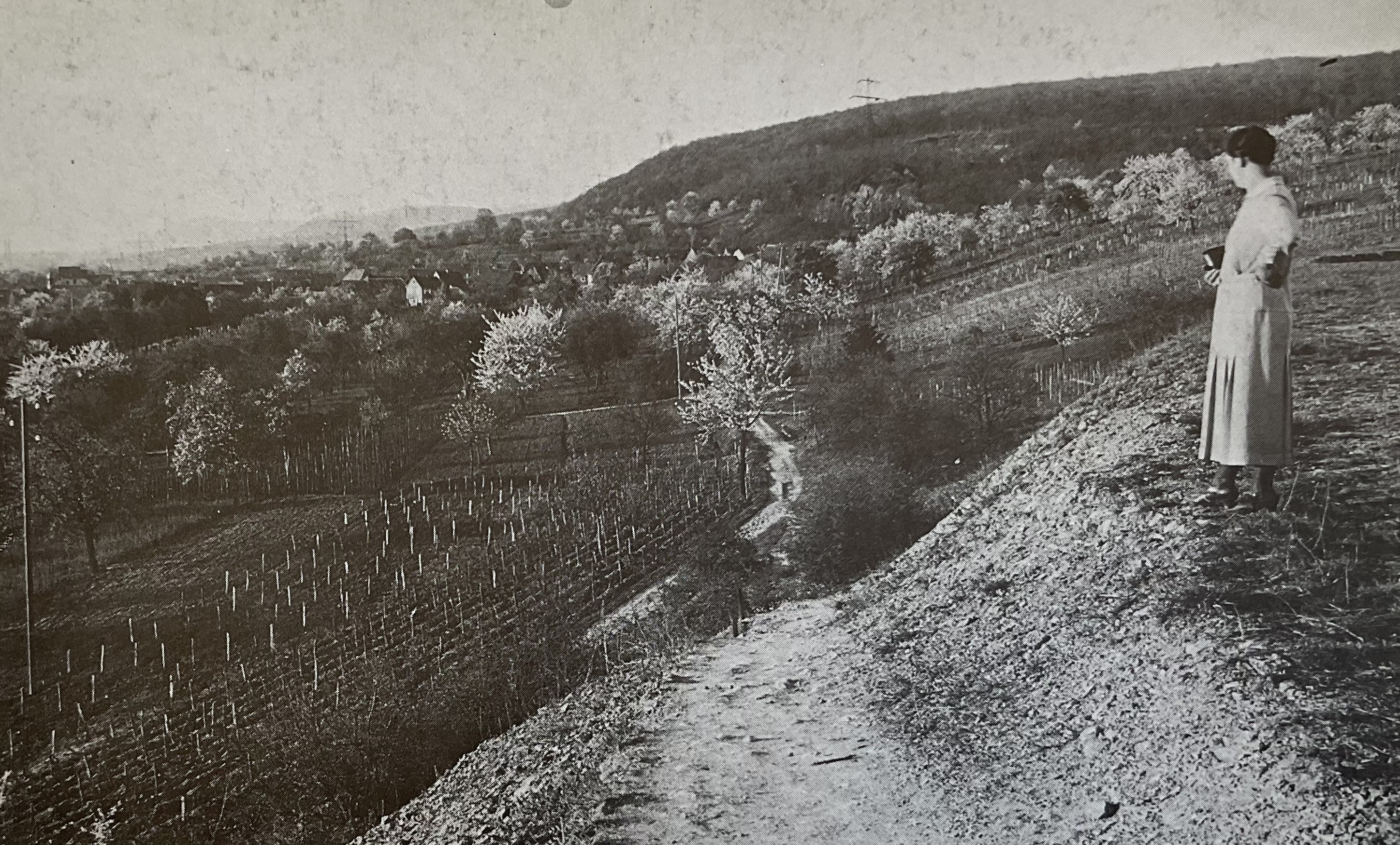
Nußloch im April 1934, Blick vom Schneckenberg auf die heutige Markgrafenstraße. Die damalige Landschaft war, wie im Nußlocher Heimatlied angesprochen, geprägt vom Obst- und Weinanbau. Bemerkenswert ist die Stromtrasse im Hintergrund, die über den Hirschberg führt. Die Trasse existiert heute (2024) noch.

Nußloch mein Dörfchen am Bergeshang,

Dich will ich lieben mein Leben lang

Am Hange wächst der gute Wein,

so spritzig und so klar,

im Feld die edle Zwetschge reift,

sie schmeckt so wunderbar.

Nußloch, o Heimat, ich grüße Dich!

Nußloch, o Heimat, dich liebe ich.

Nußloch mein Dörfchen am Bergeshang,

Dir will ich treu sein mein Leben lang!

In Nußloch wohnen gute Leut′,

sie singen gar zu gern′,

sie schaffen fleißig allezeit

und beten fromm zum Herrn.

Nußloch, o Heimat, ich grüße Dich!

Nußloch, o Heimat, dich liebe ich.

Nußloch mein Dörfchen am Bergeshang,

hier will ich ruh′n nach dem letzten Gang
Autor: Karl Gehrig (* 8. März 1894; † 3. August 1981), Heimatforscher und Ehrenbürger von Nußloch

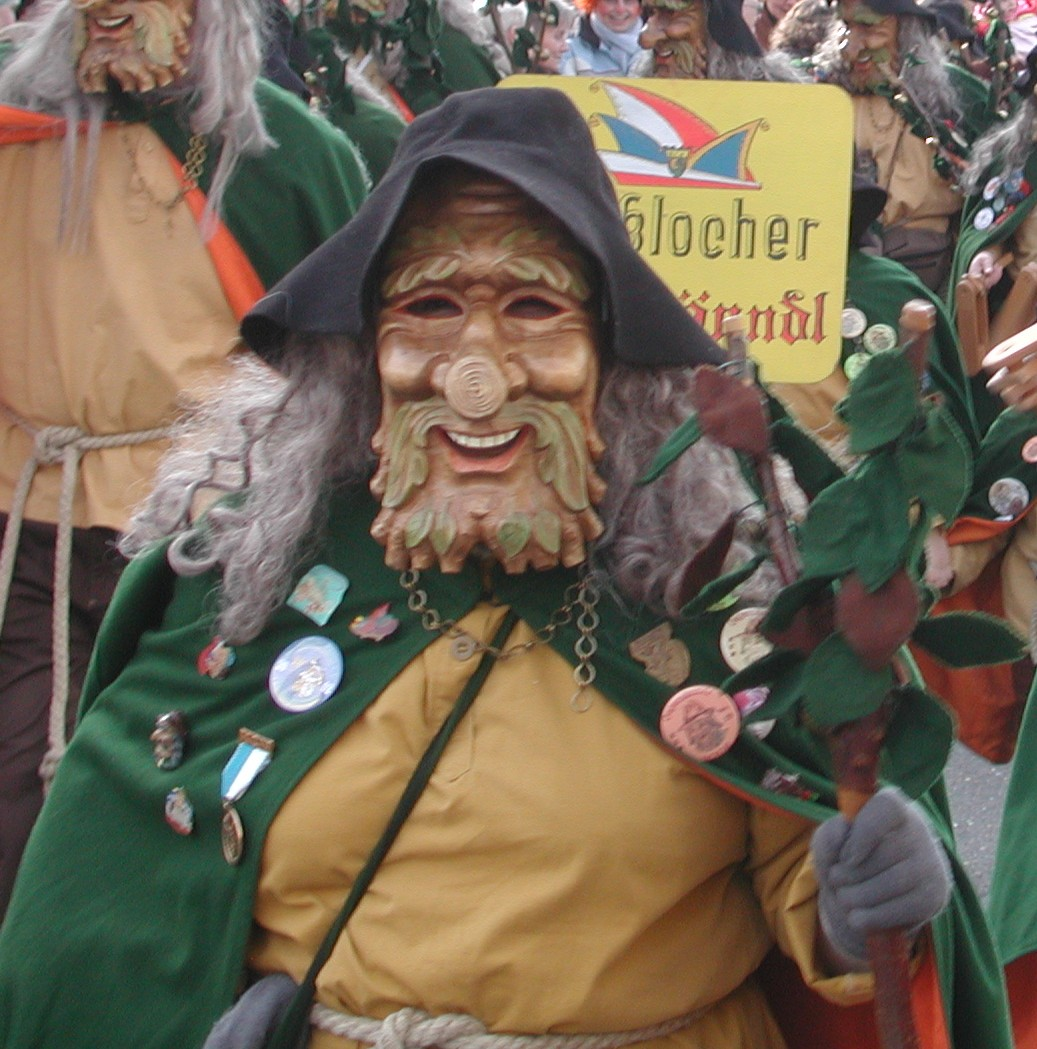
Nußlocher Gajemändl, Karnevalsgestalt des KCN

### Nußlocher Gajemänndl
Angeregt durch die alemannische Fasnet kam 1980 der damalige Präsident des Karneval-Club Nußloch Claus Müller auf die Idee, den Nußlocher Karneval um die Gestalt des Gajemändl zu bereichern. Der Sage nach lebte der Waldgeist in einer der zahlreichen Hohlwege am Hirschberg. Generell belohnte der Berggeist Fleiß und Ehrlichkeit der Holzsammler, bestrafte aber Habgier und vor allem Waldfrevel. Am 6. Januar 1982 war die offizielle Geburtsstunde des Nußlocher Gajemänndls, das sich an diesem Tage zum ersten Mal in der Gajemänndl’s Hohl – dort wo es gehaust haben soll – der Bevölkerung präsentierte. Dabei ist es bis heute geblieben. Alljährlich am 6. Januar (am „Gajemänndl's Kummdag“) erscheint es pünktlich um 11.11 Uhr in der Gajemänndl's Hohl, womit der KCN seine Fastnachtskampagne jeweils eröffnet. Die Vereinsgruppierung des KCN zählt mittlerweile um die 80 Mitglieder, die ihre Kostüme selbst schneidern. Die geschnitzten Masken stammen aus Elzach im Schwarzwald.

## Wirtschaft und Infrastruktur

### Ansässige Unternehmen
Im benachbarten Leimen steht das bekannte, seit 2023 stillgelegte Zementwerk der Firma HeidelbergCement AG, rsp. Heidelberg Materials AG, das den hochwertigen Muschelkalk aus dem Steinbruch Nußloch verarbeitete. Der Abbau des Kalkgesteins in Nußloch begann bereits 1899. Der gebrochene Muschelkalk wurde dort nach einer groben Zerkleinerung mit Hilfe einer circa fünf Kilometer langen Materialseilbahn nach Leimen transportiert. Sie war die längste Transportseilbahn Deutschlands. Die Anlage (Baujahr 1918) hatte sich als sehr umweltfreundliches Transportmittel erwiesen. Vor dem Bau der Seilbahn wurde der Muschelkalk mit zwei elektrisch angetriebenen Lorenbahnen transportiert, die gegen Gebühr auf den Gleisen der Heidelberger Straßenbahn (Linie: Heidelberg-Wiesloch) regelmäßig verkehrten. Im Steinbruch selbst wird das gebrochene Gestein über Förderbänder bis zur Beladestation der Luftseilbahn gebracht. Die Abbaustätte ist auch ein wichtiges Rückzugsgebiet für zahlreiche Tier- und Pflanzenarten. Seit einigen Jahren brütet hier der Uhu. Das Unternehmen unterstützt auf seinem Gelände in mehrfacher Hinsicht den Biotop- und Artenschutz. So werden Flächen, die nicht mehr der Bearbeitung unterliegen, entsprechend naturbelassen rekultiviert. Bis zu der Corona-Pandemie (2020) fanden jährlich mehrmals sachkundige Führungen zu verschiedenen Themen (z. B. Geologie, Bergbau, Natur- und Umweltschutz) innerhalb des Steinbruchs statt. Das Ende des Abbaus ist für das Jahr 2023 vorgesehen. Die künftige Nutzung der Seilbahn und deren Trasse zwischen dem Nußlocher Steinbruch und dem Leimener Zementwerk war längere Zeit unklar. Im Februar 2023 hat das Landesamt für Denkmalpflege Baden-Württemberg die Materialseilbahn zwischen dem Nußlocher Steinbruch und dem Leimener Zementwerk unmittelbar nach der Außerbetriebnahme in ihrer Sachgesamtheit inkl. Produktionsanlagen als landschaftsbildprägendes Kulturdenkmal unter Schutz gestellt.

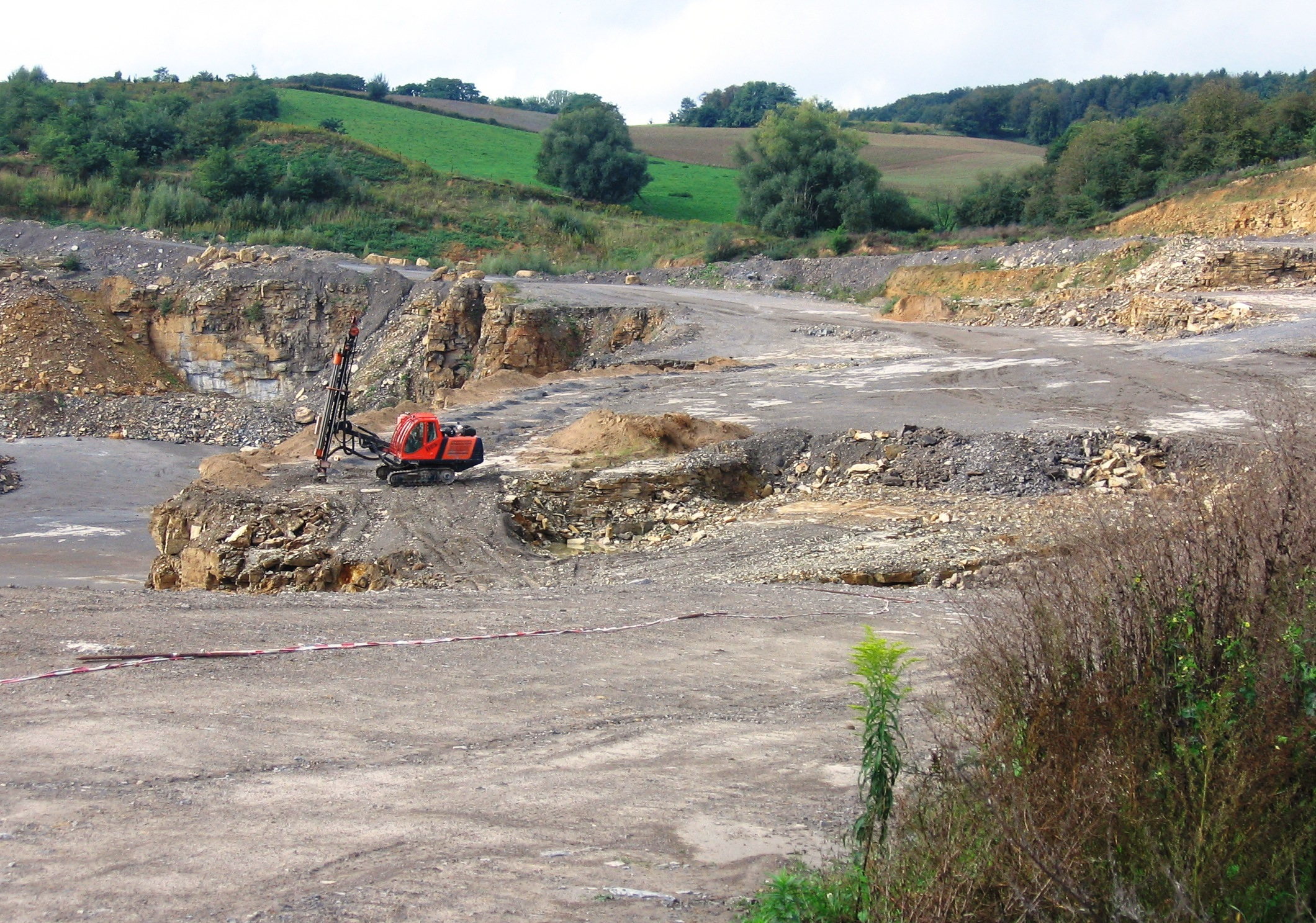
Nußlocher Muschelkalksteinbruch, ehem. Betriebsgelände der HeidelbergCement AG
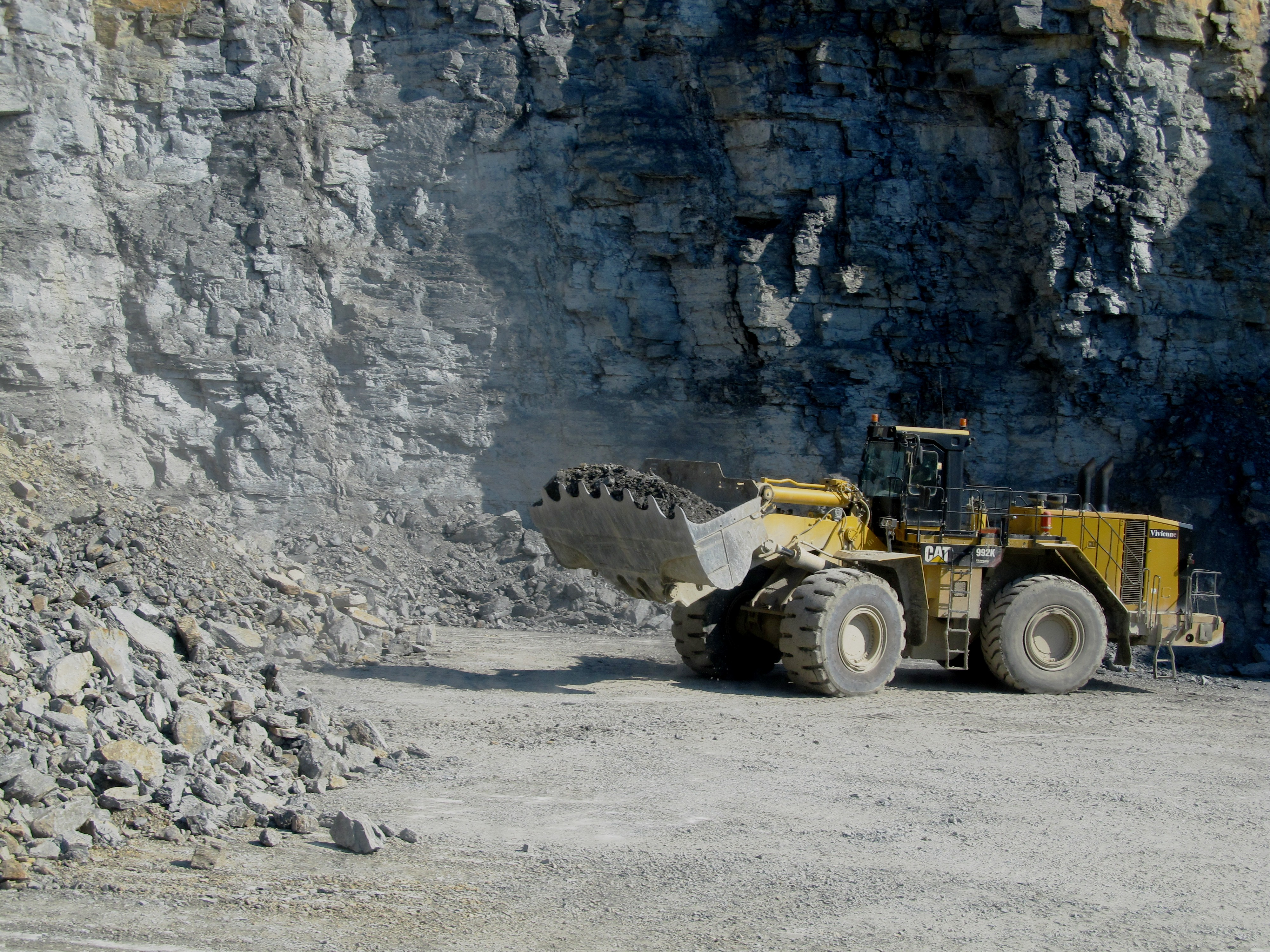
Materialabbau des gesprengten Muschelkalks (Aufn. 2021)
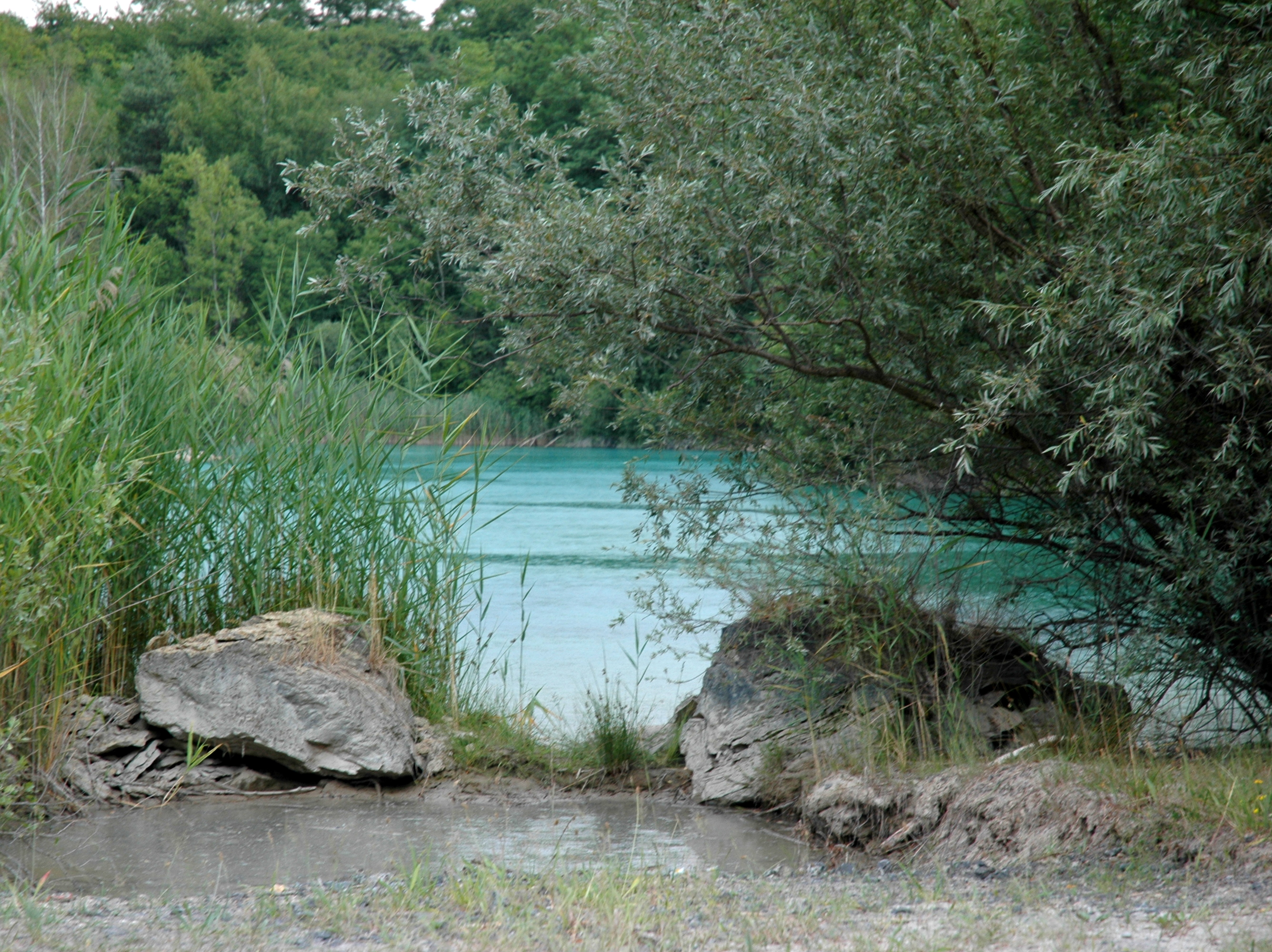
Der Schlangengrundsee, renaturiertes Sekundärbiotop auf dem Steinbruchgelände
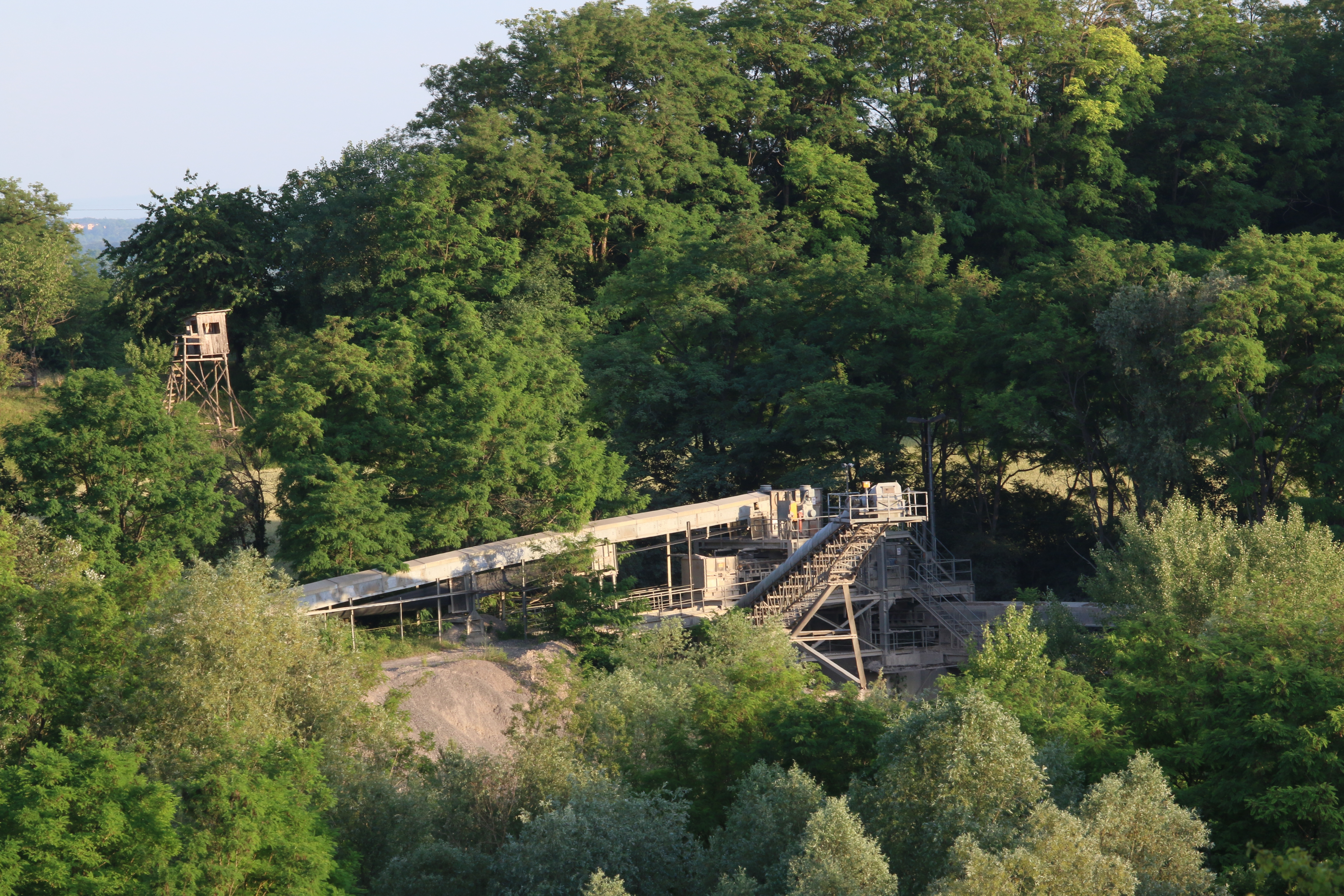
Blick in den Steinbruch Nußloch, die Natur kehrt bereits zurück (Aufn. Juni 2022)
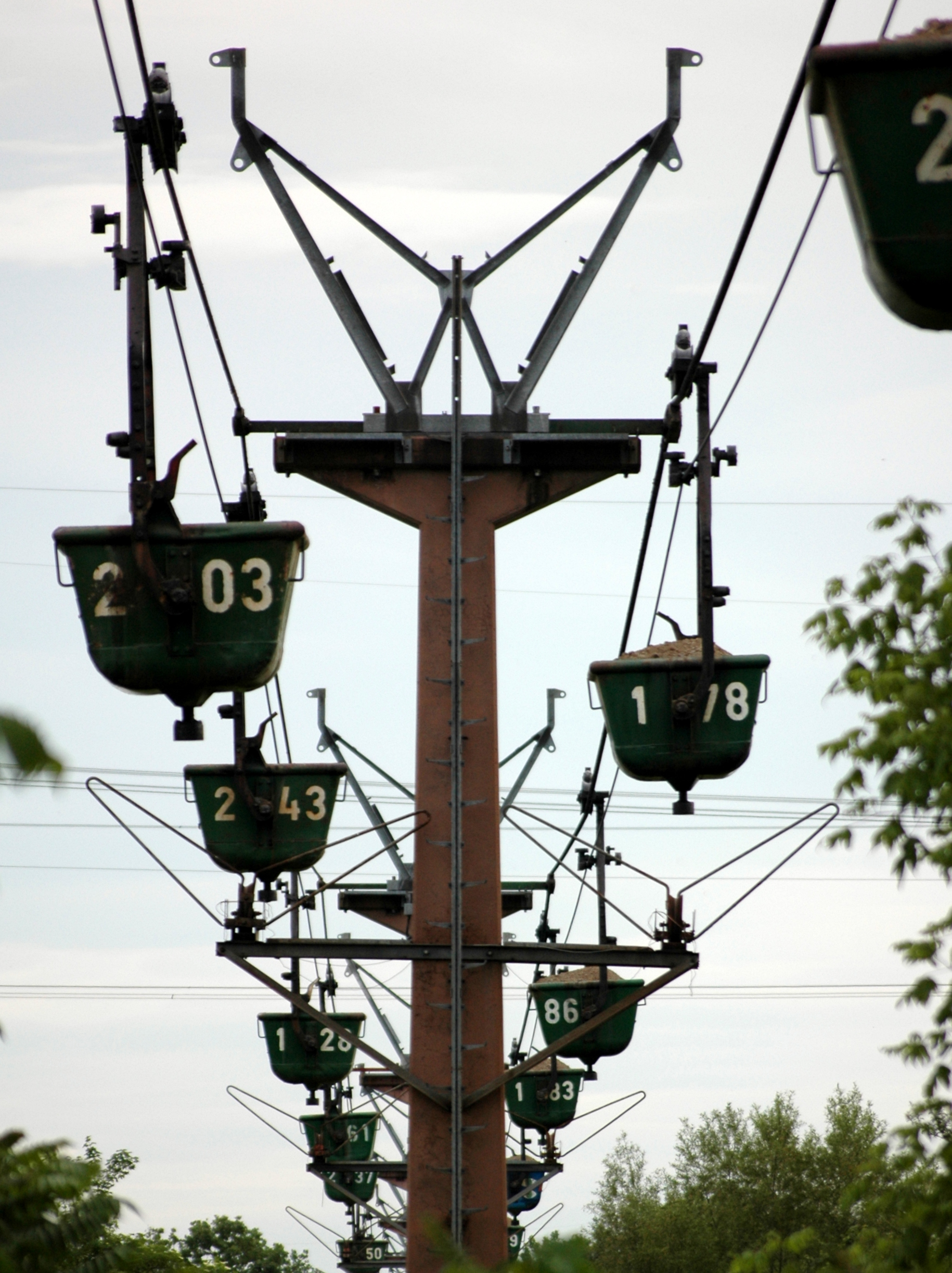
Materialseilbahn der HeidelbergCement auf der Gemarkung Nußloch (Aufn. 2014)
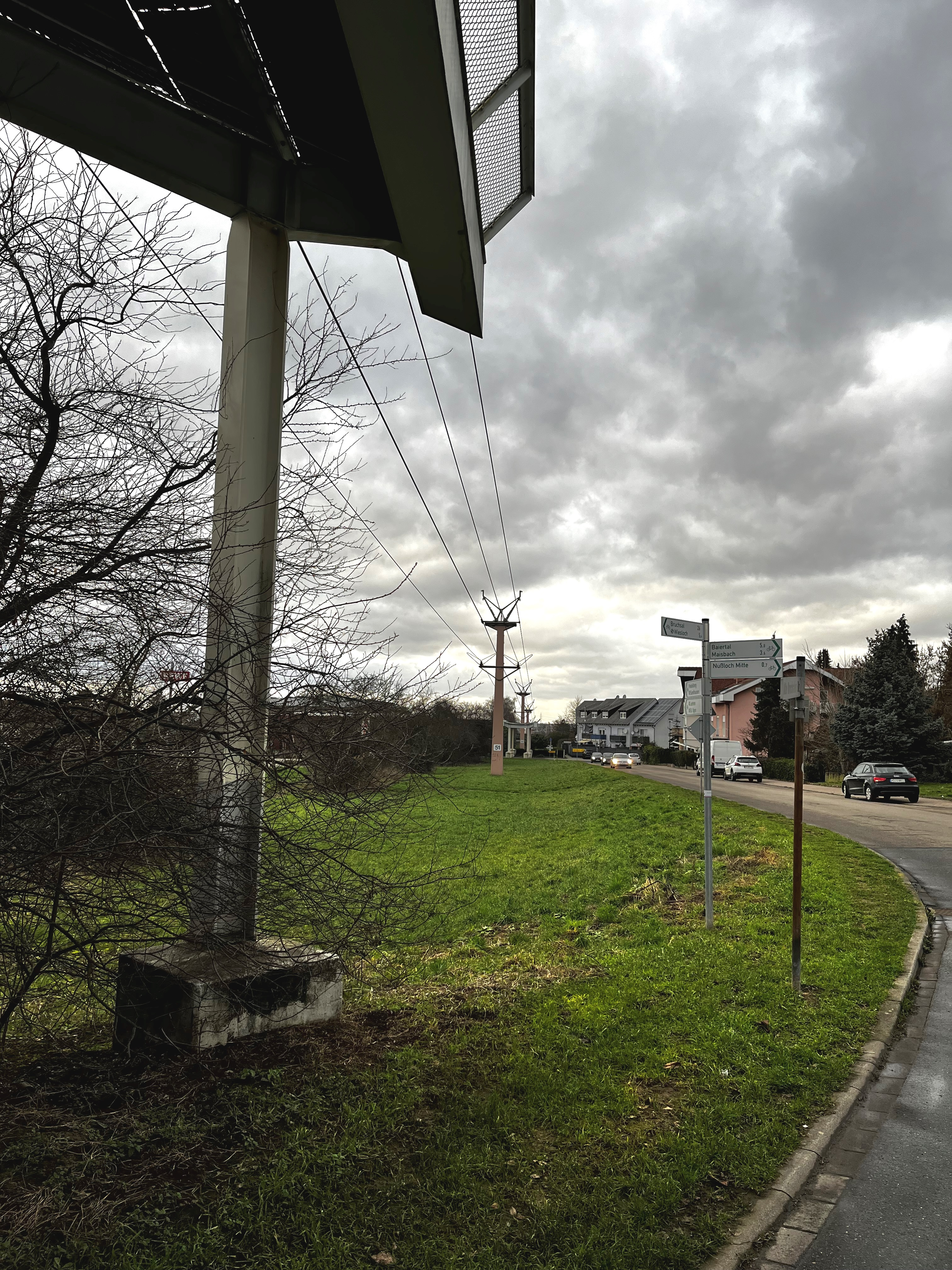
Materialseilbahn ohne Loren, der Gesteinstransport nach Leimen wurde nach 104 Jahren eingestellt (Aufn. Februar 2023)

In Nußloch ist die Winter Holding GmbH & Co. KG ansässig, zu der mehrere Mode-Unternehmen wie Betty Barclay gehören und die weltweit rund 900 Mitarbeiter beschäftigt.
Die Baugesellschaft Stapf Bau GmbH, im Jahr 1963 in Heidelberg gegründet, hat sich dank ihrer Qualität stetig weiterentwickelt. Von den Anfängen im Wohnungsbau der 1970er Jahre, der sich zunächst auf das nahe Umfeld von Nußloch beschränkte, bis zu heutigen großflächigen Bauvorhaben im Industrie- und Gewerbebau im 3-Länder-Eck Baden-Württemberg, Hessen und Rheinland-Pfalz.
Noch bis in die 1960er Jahre waren die Tongrube im Gewann Dammstücker und die Dampfziegelei der Gebrüder Stauch (gegründet: 1910) an der Walldorfer Straße sowie die Koppertsmühle am Ortsende von Nußloch in der Massengasse, wichtige ortsansässige Unternehmen. 1991 wurde die Ziegelei Stauch stillgelegt und abgerissen. Heute befindet sich an gleicher Stelle das Racket Center Nußloch. An den Standort der Koppertsmühle, unmittelbar am damaligen Lauf des Leimbachs gelegen, erinnert heute noch der Straßenzug „Hinter der Mühle“. Nach ihrer Stilllegung 1962, erfolgte 1969 der Abriss. Der hohe Kamin, der über lange Zeit ein großes Storchennest trug, musste gesprengt werden. Der Mühlenstandort existierte seit dem Spätmittelalter.
Seit 1996 bewirtschaftet die Kommunale Wohnungs- und Grundstücks GmbH Nußloch (KWGN) die Tongrube Nußloch im Gewann Dammstücker. Der hochwertige Ton wird zur Herstellung von Mauerziegeln, mineralischen Abdichtungen von Deponien oder für Rückhaltebecken verwendet. Durch einen genehmigten Rahmenbetriebsplan, sind der Abbau von Ton sowie die nachfolgende Verfüllung mit regionalem Erdaushub bis Ende 2030 inzwischen geregelt.
Die Sparkasse Heidelberg betrieb in Nußloch seit 1887 eine kleine Filiale, untergebracht im alten Rathaus an der Hauptstraße. 1935 schloss sich die hiesige Sparkasse mit anderen Gemeindesparkassen zu dem Unternehmen Bezirkssparkasse Heidelberg zusammen. Seit dem Zusammenschluss hat der jeweilige Bürgermeister von Nußloch Sitz und Stimme im Aufsichtsrat. 1953 bezog die Sparkasse eigene Räumlichkeiten in der Hauptstraße 91, unmittelbar neben der damaligen Gaststätte „Zur Pfalz“.

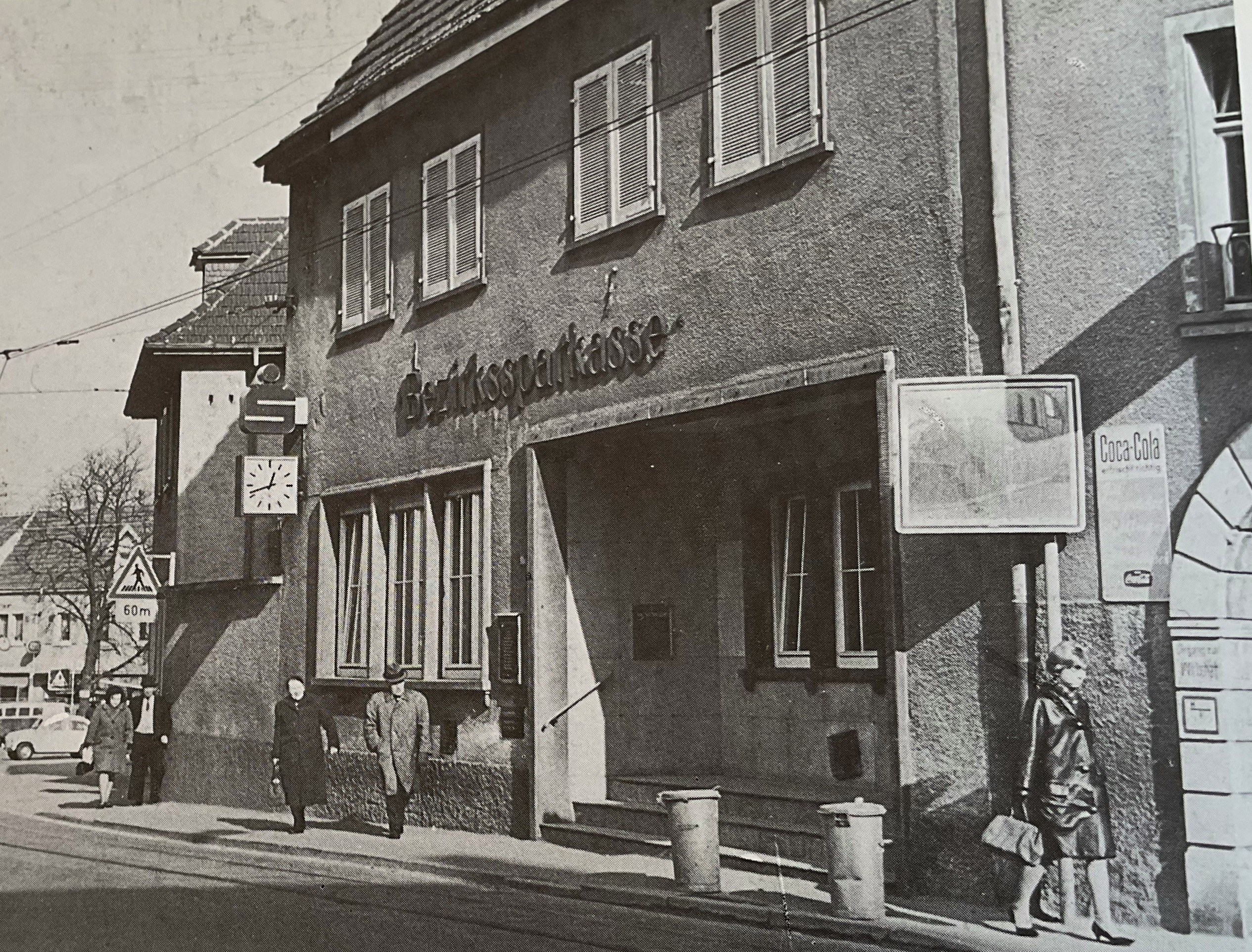
Ehemaliges Gebäude der Nusslocher Sparkasse in der Hauptstraße 91 (Aufn. um 1960)
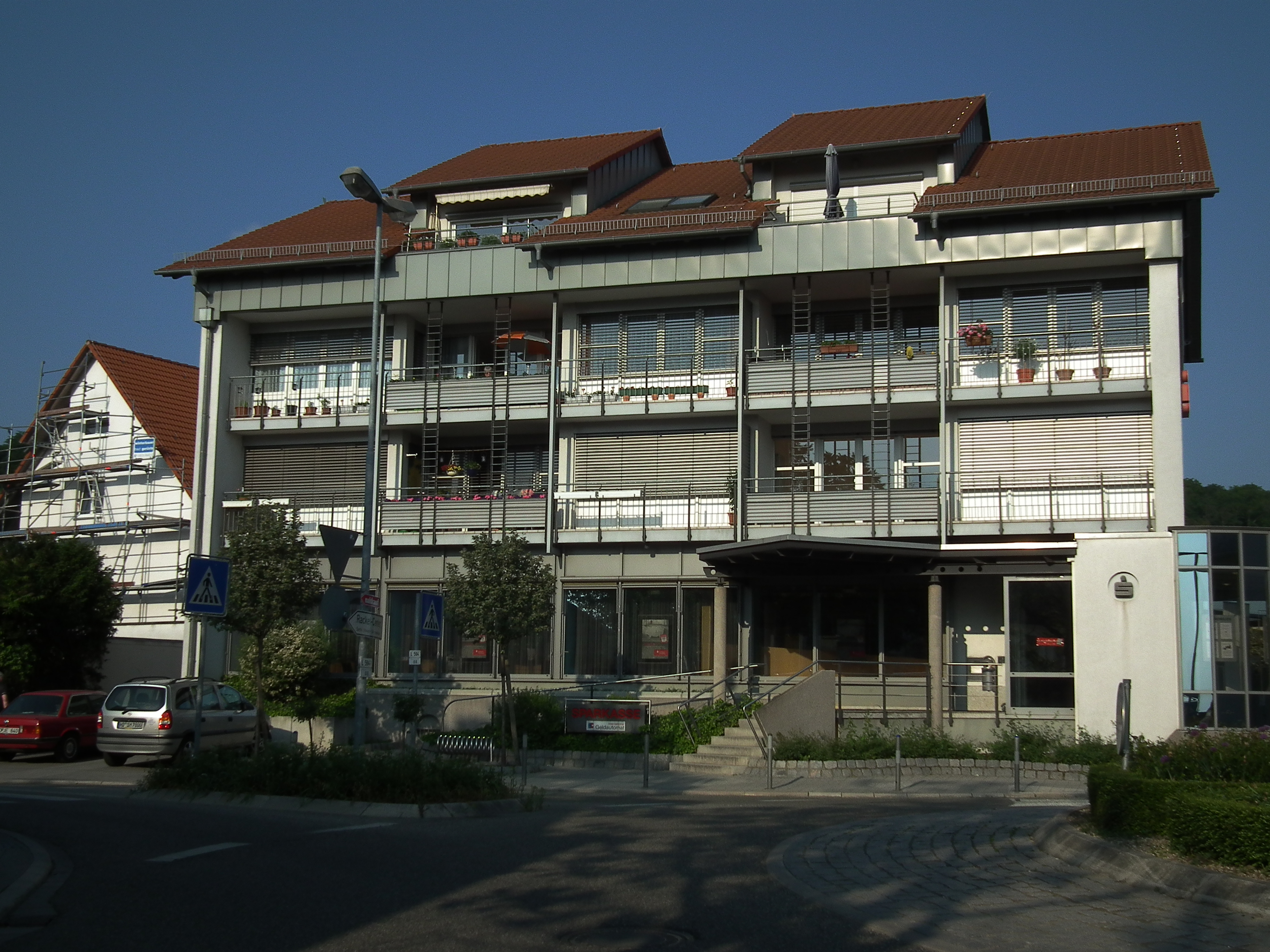
Sparkasse Heidelberg, Nußlocher Filiale (Aufn. 2011)
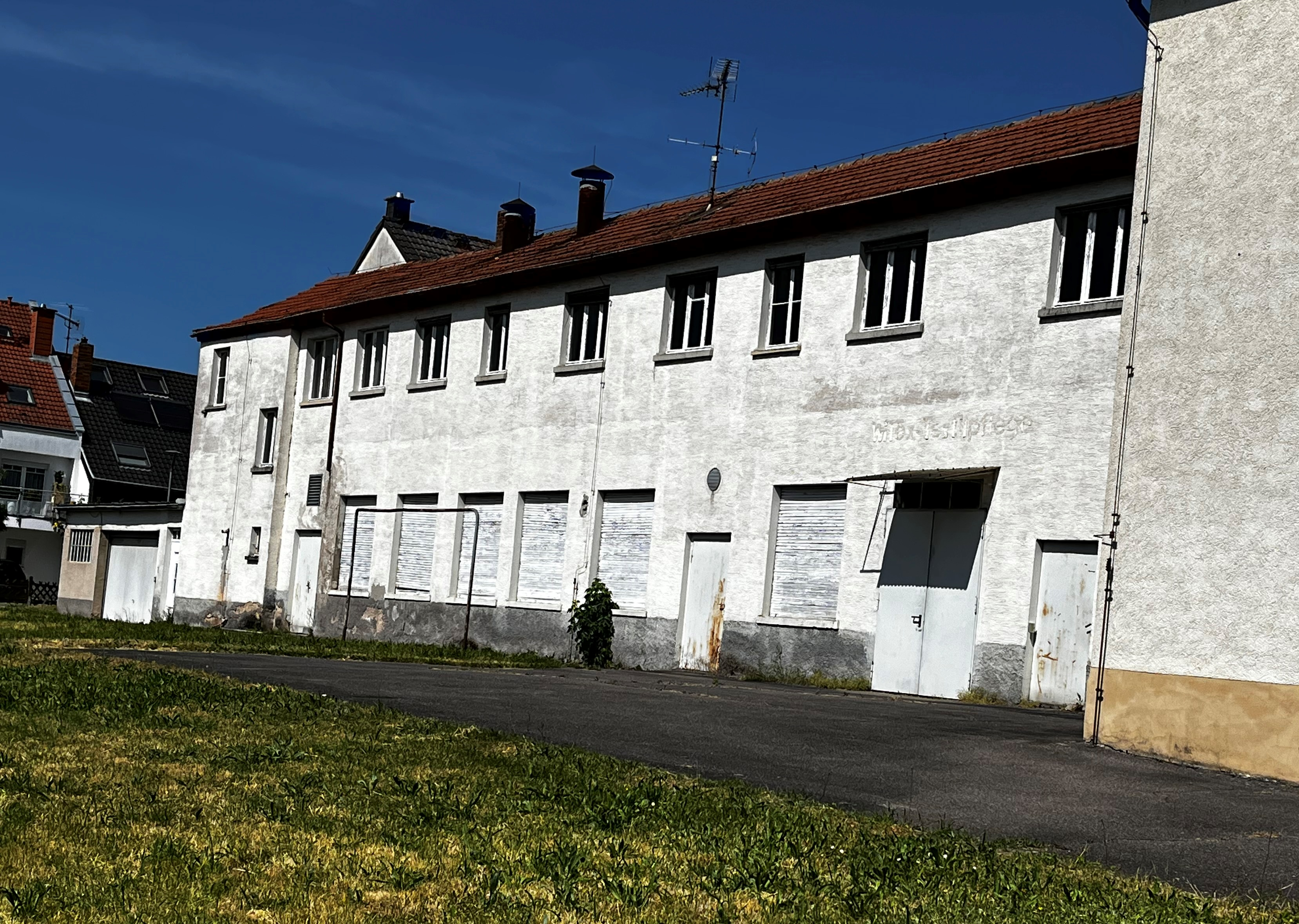
Firma Pallmann K.G., ehemaliges Betriebsgelände, Nußloch, Burgstraße 9
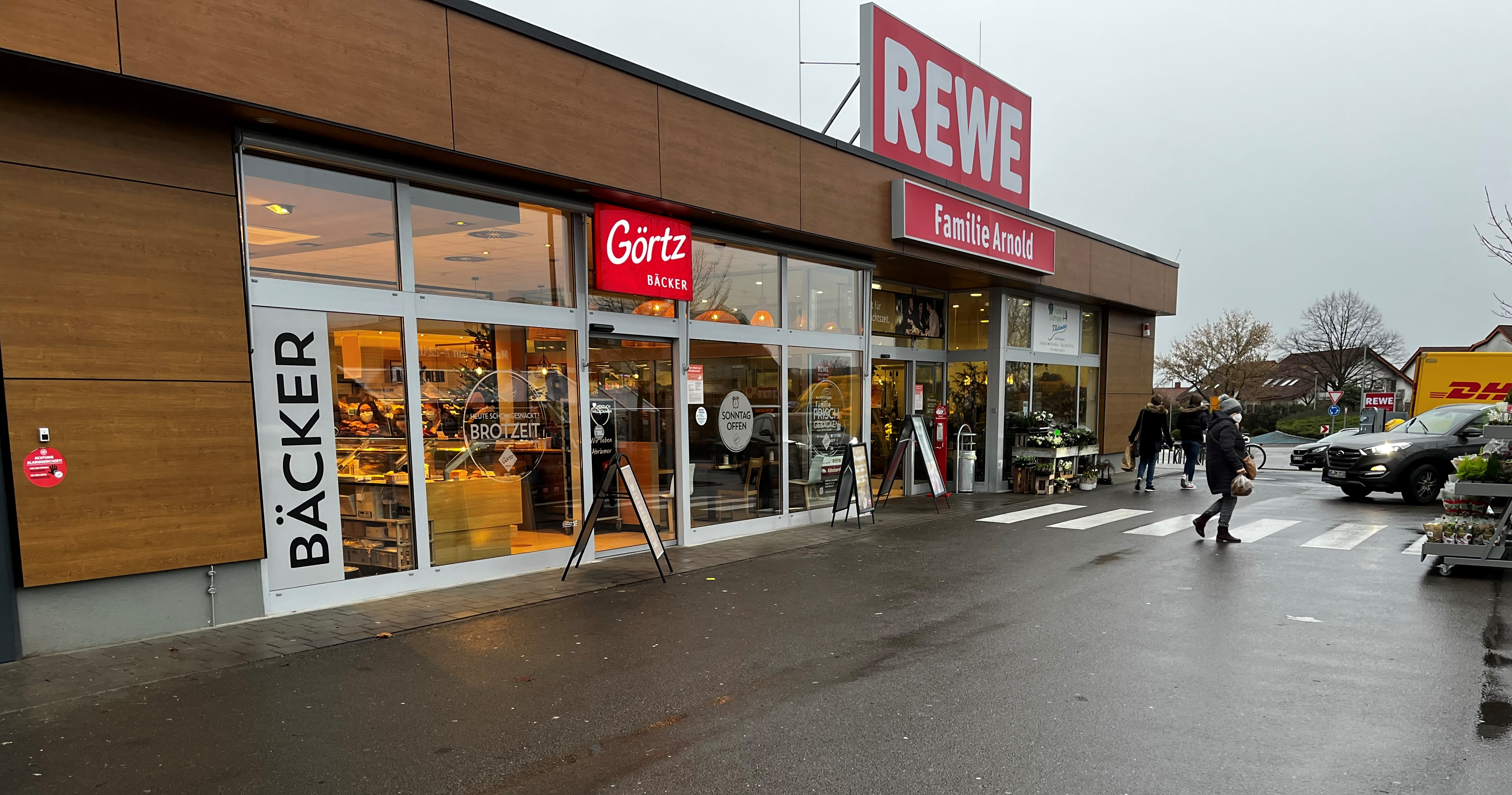
REWE Markt, Walldorfer Straße 59 (Aufn. 2021)

Die bekannte Färberei und Chemische Reinigung Erhard Pallmann K.G. bestand seit 1948. Sie besaß ihr Hauptgeschäft nebst Betriebsanlagen in Nußloch, in der Burgstraße 9. In seiner Blütezeit (um 1966) umfasste das Unternehmen an die 80 Filialen im Umkreis von Heidelberg und Mannheim. Seit 2011 ist die Firma geschlossen. Gebäude und Anlagen zwischen Burgstraße und Birkenweg sind noch vorhanden (Stand: 2023) Das Obergeschoss das Betriebs- bzw. Empfangsgebäude an der Burgstraße 9 dient heute als Wohnung.

## Verkehr

### Straßen

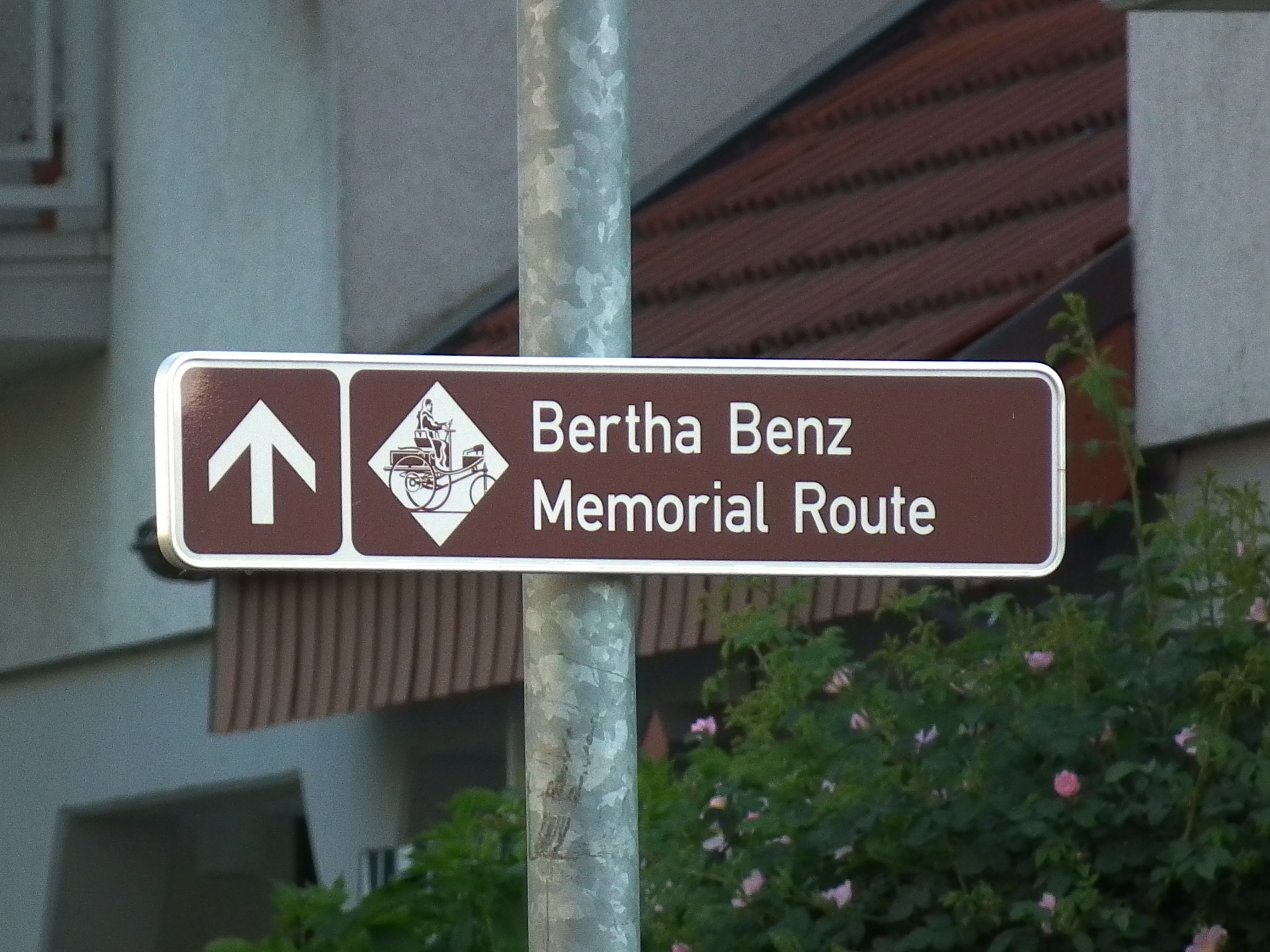
„Bertha Benz Memorial Route“ in Nußloch

Die traditionelle Hauptverkehrsachse ist die von Heidelberg im Norden nach Wiesloch im Süden führende und einen Teil der Bergstraße bildende Hauptstraße. Bis zum Bau der Nußloch im Westen tangierenden Umgehungsstraße war sie Teil der Bundesstraße 3, nach der Abstufung ist sie die Landesstraße 594. Von ihr zweigen in der Ortsmitte drei weitere klassifizierte Straßen ab. Dies sind die Kreisstraßen K 4156 (Massengasse, über St. Ilgen nach Sandhausen), K 4157 (Sinsheimer Straße, über Maisbach und Ochsenbach nach Gauangelloch) und die K 4256 (Walldorfer Straße, nach Walldorf). Hinzu kommt die von Maisbach nach Schatthausen führende K 4158. Über Schnellstraßen zügig zu erreichende Anschlüsse an das Autobahnnetz bestehen bei Walldorf und Patrick-Henry-Village an die A5 sowie zwischen Rauenberg und Wiesloch an die A6. Durch Nußlochs Ortsmitte führt auch die historische „Bertha Benz Memorial Route“.
Am 3. Mai 2024 wurde Nußloch mit dem Landespreis Fußverkehr Baden-Württemberg für die großflächige fußgängerfreundliche und barrierefreie Umgestaltung der Ortsmitte ausgezeichnet. Das Infrastrukturprojekt umfasste mit allen Maßnahmen Kosten in Höhe von ca. fünf Millionen Euro.

### Öffentlicher Nahverkehr

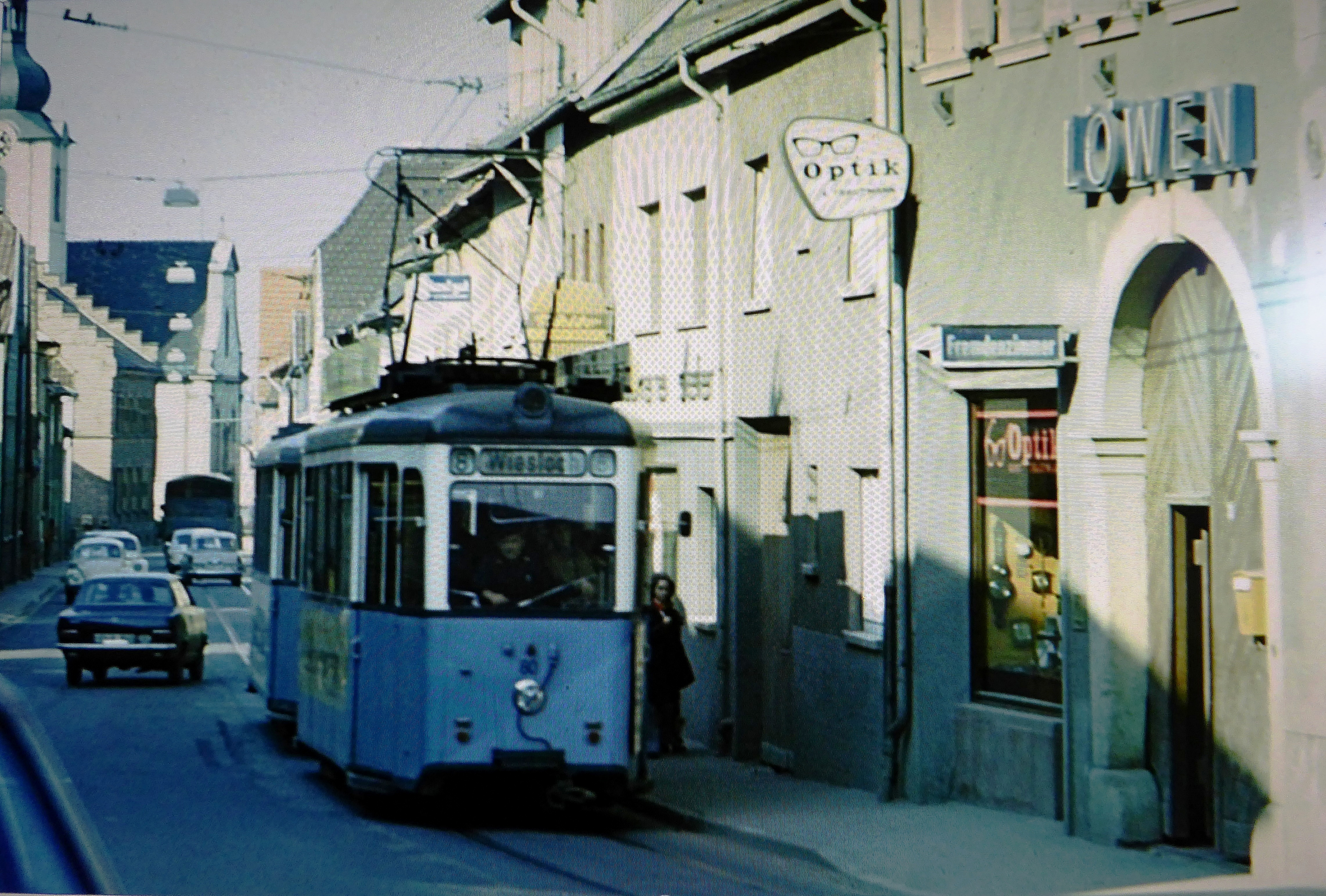
Heidelberger Straßenbahn (Linie 8) in Nußloch am Gasthaus Löwen (Aufn. um 1960)

Über einen langen Zeitraum war Nußloch an die Heidelberger Straßenbahn angebunden. Bereits am 23. Juli 1901 fand die feierliche Eröffnung der Strecke Heidelberg – Wiesloch statt. Die elektrische Straßenbahn startete zunächst unmittelbar südlich des Heidelberger Hauptbahnhofs, folgte dann der Rohrbacher Straße über den Stadtteil Rohrbach, vorbei am Zementwerk in Leimen. Nach einer Steigungsstrecke von 6,6 % ab der Haltestelle Fischweiher, parallel zur alten Bundesstraße 3, erreichte sie Nußloch. Mit den Haltestellen Nußloch Kreuz, – Kirche, – Rathaus und – Friedhof führte die eingleisige Strecke mitten durch die Ortslage. Auf Höhe des alten Friedhofs bzw. später am Badischen Hof (heute: Apotheke) existierte eine Ausweiche, die noch heute im Straßenbild erkennbar ist. Ab 1913 erhielt die Bahn die offizielle Nummer Linie 8. Die Strecke über Nußloch bis Wiesloch wurde stündlich, die bis Leimen halbstündlich bedient.
Während des Zweiten Weltkriegs wurden viele Mitarbeiter der Heidelberger Straßenbahn zum Militärdienst einberufen. So kam es zum baldigen Einsatz von Frauen als Schaffnerinnen. Dennoch mussten kriegsbedingt Einschränkungen beim Fahrplan vorgenommen werden, da auch Straßenbahnfahrer fehlten, die nicht so einfach ersetzbar waren. Ab dem 29. März 1945 erfolgte die vollständige Stilllegung des Straßenbahnverkehrs. Erst am 15. Juni 1945 genehmigte die amerikanische Besatzungsmacht die Wiederaufnahme. Das nebenstehende Foto zeigt den Triebwagen TW 80 der HSB AG mit Beiwagen in der Hauptstraße Nußloch, auf Höhe des ehemaligen Gasthauses „Zum Löwen“. Der abgebildete Verbandswagen-Typ wurde von 1949 bis 1952 von der Waggonfabrik Fuchs in Heidelberg gebaut.

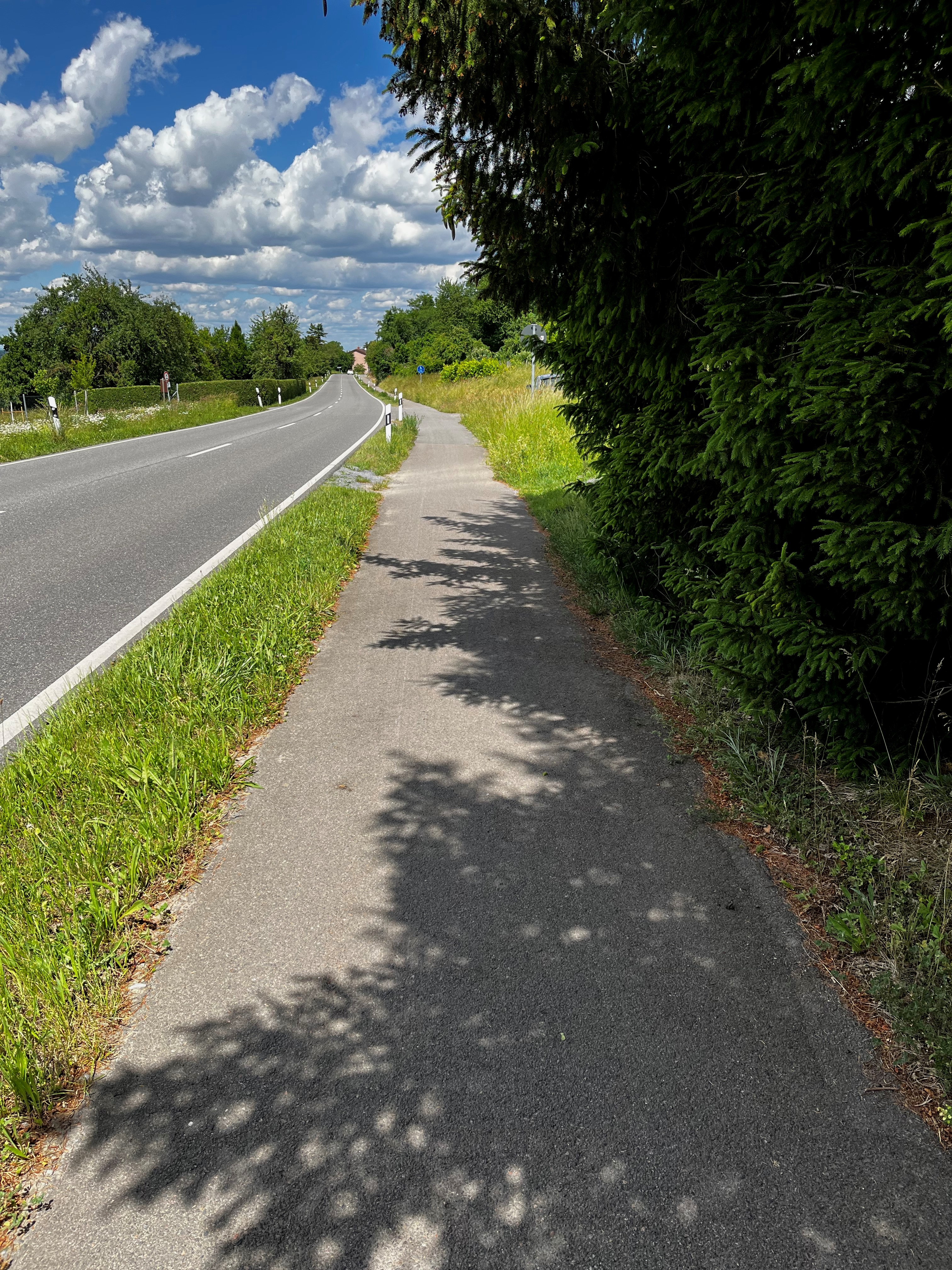
Ehemalige Bahntrasse der HSB, Überlandstrecke Nußloch/Wiesloch an der L 594 (Aufn. 2022)

Im Juni 1973 erfolgte die Stilllegung des Streckenabschnitts Leimen – Wiesloch und das Ende der Linie 8, das bis zum heutigen Tag immer wieder Anlass zu Diskussionen gibt. Vorausgegangen waren ein zunehmend gestiegenes Defizit der HSB, der als störend für den Individualverkehr empfundene Verlauf inmitten der Straße, sowie die Empfehlung des Ulmer Verkehrsplaners Karlheinz Schaechterle von 1970, die Heidelberger Straßenbahn auf ein Rumpfnetz zu reduzieren und sämtliche Überlandstrecken stillzulegen. Stattdessen fuhren ab Juni 1973 Busse der HSB, zunächst ebenfalls als Linie 8, ab Januar 1974 als Linie 30. Außerdem wurde zwischen September 1970 und September 1971 die zwischen Sandhausen und Leimen verkehrende Linie 37 nach Nußloch verlängert. Mehrfache Intentionen einer Reaktivierung scheiterten an der Finanzierung. Im Nahverkehrsplan des Rhein-Neckar-Kreises von 2017 wird sie als langfristiger Prüfauftrag geführt. Zuletzt startete Ende 2021 der Landtagsabgeordnete Norbert Knopf eine entsprechende Initiative als Teil einer Ringstrecke weiter über Wiesloch, Walldorf und Sandhausen zur bestehenden Strecke nach Heidelberg-Kirchheim.

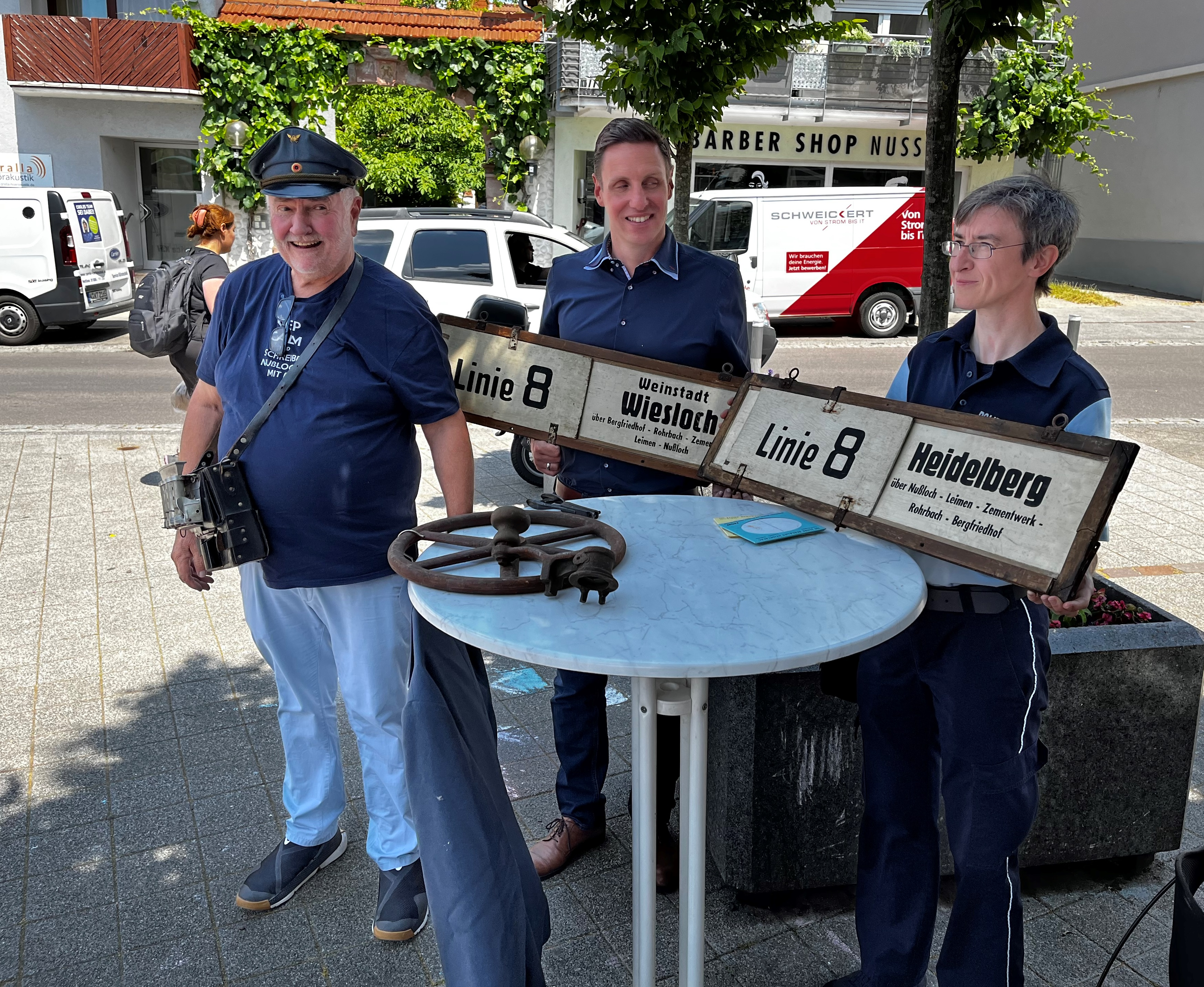
Erinnerungsfeier an die Linie 8 der Heidelberger Straßenbahn, 16. Juni 2023.

Die heute in Nußloch verkehrenden Buslinien zählen zum Linienbündel Leimen. Es umfasst unter anderem die folgenden Linien:
- 723 Leimen – Nußloch – Wiesloch
- 724 Schnellbus Wiesloch – Nußloch – Heidelberg (nur Berufsverkehr)
- 726 Schulbus zum Gymnasium Sandhausen
- 759 Bahnhof St. Ilgen-Sandhausen an der S-Bahn Rhein-Neckar – Sandhausen-Ost – Nußloch

Betreiber ist der Busverkehr Rhein-Neckar, der bei der letzten Ausschreibung 2015 zum Zuge kam. Die Gemeinde gehört zum Tarifgebiet des Verkehrsverbunds Rhein-Neckar.
Am 16. Juni 2023 fand auf dem Lindenplatz in Nußloch anlässlich der 50-jährigen Wiederkehr der Straßenbahnstilllegung eine kleine Erinnerungsfeier statt. Auf Initiative der Kommunalverwaltung, vertreten durch Herrn Bürgermeister Joachim Förster und dem ehemaligen Gemeinderat und Lehrer vor Ort, Herrn Wolfgang Schneider, wurde ein kurzer Abriss zur Geschichte der Straßenbahn in Nußloch vorgestellt; ergänzt durch Originalutensilien aus dem Triebwagen No. 53 (letzte fahrplanmäßige Fahrt der Linie 8 durch Nußloch am 16. Juni 1973).

### Radverkehr
Durch eine Alltagsroute aus dem Radnetz Baden-Württemberg ist Nußloch mit Wiesloch und in der anderen Richtung über Leimen mit Heidelberg verbunden.
Durch Nußloch verlaufen die folgenden Landes-Radfernwege:
- Der Badische Weinradweg[120] führt von Grenzach-Wyhlen am Hochrhein nach Laudenbach, dabei werden sieben der neun badischen Weinanbaugebiete untereinander verbunden. Die Route verläuft von Malsch über Rauenberg und Wiesloch nach Nußloch. Weiter führt sie über Leimen nach Heidelberg.
- Der Odenwald-Madonnen-Radweg führt ab Tauberbischofsheim durch den Odenwald bei Hardheim, Walldürn und Buchen, das Neckartal bei Mosbach, Eberbach und Heidelberg bis in die Rheinebene über Walldorf nach Speyer.

## Musik
Zahlreiche musikalische Vereine bereichern das kulturelle Leben der Gemeinde Nußloch.

### MGV 1867 Nußloch Männer- und Frauenchor e.V.
Der älteste Musikverein Nußlochs ist der MGV 1867 Nußloch e. V., der mittlerweile aus Frauen- und Männerchor sowie gemischtem Chor besteht und von Markus Zepp geleitet wird.

### Musikverein Feuerwehrkapelle 1875 Nußloch e.V.
Zunächst als freie Kapelle gegründet, schloss sich das Ensemble 1891 der Freiwilligen Feuerwehr Nußloch an und nannte sich seitdem „Freiwillige Feuerwehrkapelle 1875 Nußloch“. 1987 erfolgte die Namensänderung zum heutigen Vereinsnamen. Als musikalischer Leiter steht seit 2017 Luca Rodrigues am Pult. Probetermin für die Gesamtkapelle ist jeweils Freitag 20 Uhr im Saal des Feuerwehrhauses.

### Sängereinheit 1875 Nußloch e.V.
Unter dem Namen „Concordia Nußloch“ 1875 gegründet, spaltete sich vom noch jungen Ensemble bald der heute nicht mehr bestehende „Liederkranz“ ab. Der Name „Concordia“ wurde damals in „Sängereinheit“ eingedeutscht. Höhepunkt in der Vereinsgeschichte war 1975 die Überreichung der „Zelterplakette“ durch den damaligen Bundespräsidenten Walter Scheel im „Ernst Hohner Konzerthaus“ in Trossingen. Seit 1994 wird der Männerchor von Wolfgang Tropf geleitet. Singstunden finden jeden Freitag um 19:30 Uhr in der Lindenschule Nußloch (Barlachstr. 35) statt.

### Musikzug KC Nußloch
Als Abteilung des Karneval Clubs Nußloch 1960 e. V. (KCN) gegründet, weist der erfolgreiche Musikzug KC Nußloch ein dreigliedriges Ausbildungssystem auf, das vom A-B-C-Orchester über das Schülerorchester bis hin zum Hauptensemble reicht. Der Hauptverein steht unter der Leitung von Matthias Lange (Stand: März 2022).

### Kammerorchester Nußloch e.V.
Das Kammerorchester Nußloch wurde 1978 auf Initiative des Nußlocher Lehrers und Chorleiters Günter Eberhard gegründet und widmet sich fast ausschließlich dem klassischen Repertoire. Ehemalige Dirigenten waren u. a. Rudolf Kelber und Richard Geppert. Seit 2010 wird das Ensemble von Timo Jouko Herrmann geleitet.

### Stimmbande Nußloch
Seit 1998 existiert das Vokalensemble Stimmbande als Chor des Eltern-Kind-Vereins Apfelbäumchen e. V., die Leitung des Chores hat Ute Roth.

### Musikschule Nußloch e. V.
Die Musikschule Nußloch ist mit über 300 Schülern die größte Musikschule vor Ort. Sie liegt zentral bei den Nußlocher Schulen und bietet darüber hinaus auch Unterricht und Früherziehung in Nußlocher Kindergärten an. Weiterhin bestehen Kooperationen mit dem Förderverein der Schillerschule, dem Hort des Apfelbäumchens und dem Musikzug des KCN.

## Sport

### SG Nußloch e.V.
Größter Verein Nußlochs ist die SG Nußloch 1887 Nußloch e. V. mit ihren sechs Abteilungen. Dazu gehören die Abteilungen Handball, Turnen, Tischtennis, Leichtathletik, Schwimmen und Judo. Die 1984 gegründete Abteilung Leichtathletik veranstaltet seit 1986 jährlich den Internationalen Volkslauf. Am 13. Januar 2020 hat die SG Nußloch Handball GmbH, als wirtschaftlicher Träger des Spielbetriebs der 1. Herren- und 1. Damenmannschaft, einen Antrag auf Insolvenz gestellt. Am 12. Februar zog der Verein seine erste Herren-Mannschaft vom Spielbetrieb der 3. Liga Mitte zurück.

### Reit-, Fahr- und Pferdezuchtverein Nußloch e.V.

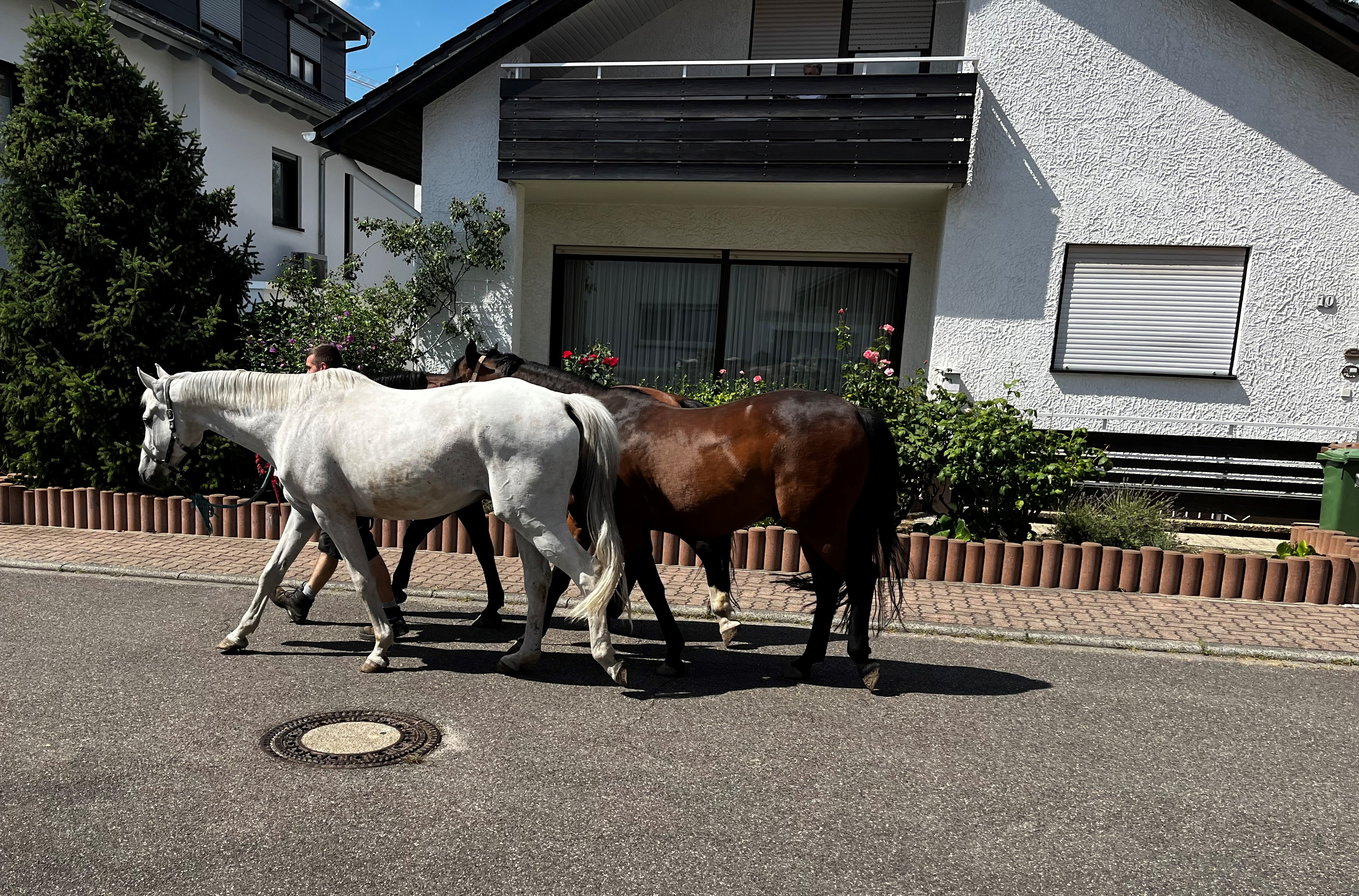
Pferde gehörten lange Zeit zum Nußlocher Straßenbild

Der Reitverein Nußloch (RVN) in der Rudolf-Harbig-Straße veranstaltet seit 1999 alljährlich das Internationale Jugend-Dressurfestival Baden-Württemberg. 2007 war der RVN Ausrichter der FEI Dressur-Europameisterschaft Junioren und Junge Reiter. An sechs Tagen in der Woche bietet der Verein aktiven Mitgliedern den Schulbetrieb an. Eine Unterrichtseinheit entspricht etwa 45 Minuten, bzw. 20 Minuten an der Longe. Das Team setzt sich aus 7 Schulpferden und 2 Reitlehrern sowie weiteren, ehrenamtlich tätigen Reitlehrer zusammen.
Arbeits- und Reitpferde gehörten bis weit nach dem Zweiten Weltkrieg zum Nußlocher Straßenbild. Im Hinterhof des Anwesens Hauptstraße 57 befand sich einst eine Hufschmiede.

### Radsportclub Nußloch e.V.
Der Verein organisiert zahlreiche Radtouren für Gruppen mit verschiedenen Ansprüchen (Fun-, Speed-, Mountainbike- und Rentnergruppe).

### Billardsport

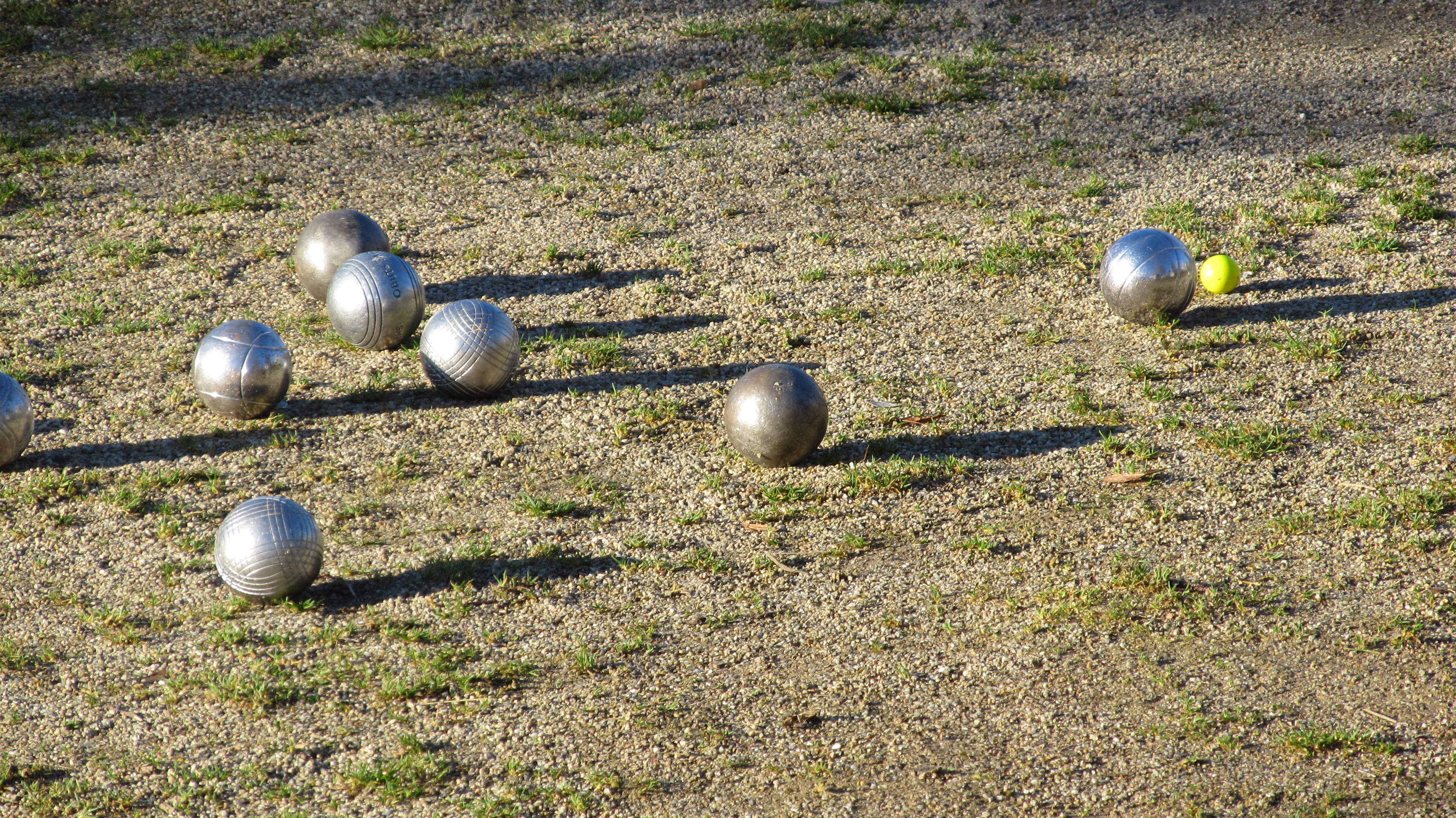
Nebenbouler Nußloch e. V.

Der Verein Billard-Sport-Freunde Kurpfalz/Nußloch 1984 e. V. entstand am 30. Juni 1998 durch Fusion des 1985 gegründeten 1. BC Wiesloch mit dem BSC Walldorf.

### Nebenbouler Nußloch e.V.
Im Jahr 2010 haben sich „Die Nebenbouler aus Nußloch e. V.“ gegründet. 2021 musste der Verein wegen baulicher Erweiterung des REWE–Markts den bisherigen Bouleplatz an der Walldorferstraße räumen. Durch die Gemeinde und mit Hilfe des Bauhofs wurde zwischenzeitlich ein vorläufiger, neuer Platz in der Carl–Metz Straße am Feuerwehrhaus einrichtet. Training und Spiel, finden dort montags und donnerstags ab 16 Uhr sowie am Wochenende nach Verabredung statt. Das anschließende gemütliche Beisammensitzen sei hier ebenfalls erwähnt. Gäste sind jederzeit herzlich willkommen!

## Feuerwehr
Die Freiwillige Feuerwehr Nußloch wurde am 1. November 1891 nach dem Brand der ortsansässigen Mälzerei und des Gasthauses „Zum Löwen“ gegründet. Heute besteht die Freiwillige Feuerwehr Nußloch aus ca. 50 aktiven Einsatzkräften, einer Altersmannschaft sowie einer Jugendfeuerwehr (10 bis 17 Jahre) und Bambinifeuerwehr (6 bis 10 Jahre). Zu der technischen Ausstattung gehören zwei Löschfahrzeuge, eine Drehleiter, ein Kommandantenfahrzeug, zwei Mannschaftstransportfahrzeuge sowie ein Logistik-Gerätewagen.

## Persönlichkeiten

### Ehrenbürger
Nußloch hat die Ehrenbürgerwürde bislang siebenmal verliehen.
- August Ziegelmüller (19.11.1868 – 04.12.1953), Chorleiter und Kapellmeister des Musikvereins Feuerwehrkapelle Nußloch, Komponist, Ehrenbürger mit Wirkung vom 7. Januar 1951.
- Ehrhart Schott (31.07.1879 – 19.04.1968), Generaldirektor der Portland-Zementwerke Heidelberg. Ehrenbürger mit Wirkung vom 31. Juli 1954, insbesondere aufgrund der Verdienste bezüglich des Steinbruchs Nußloch.
- Karl Gehrig (1894–1981), Landwirtschaftsschulrat, Heimatforscher, Ortschronist, Verfasser des Nußlocher Heimatlieds sowie Spielleiter der Theatergruppe des Turn- und Fechtclubs sowie der evangelischen Spielschar.[130]
- Max Berk (1907–1993), Gründer der Unternehmensgruppe Betty-Barclay
- Hans Feil (1923–2004), von 1961 bis 1986 Bürgermeister von Nußloch
- Paul Hügle (1924–2015), war mehr als drei Jahrzehnte Gemeinderat für die CDU und 17 Jahre erster stellvertretender Bürgermeister
- Gerhard Leypold (20.11.1940), Gemeinderatsmitglied, Fraktionsvorsitzender der CDU, Mitglied des Kreistages und 1. Bürgermeisterstellvertreter, Pfarrgemeinderat und Lektor der kath. Kirchengemeinde, Rektor der Schillerschule Nußloch, Gründungs- und Vorstandsmitglied der SG Nußloch. Träger des Bundesverdienstkreuzes am Bande.[130]
- Gerhard Rensch (1933–2017), war mehr als drei Jahrzehnte Gemeinderat für die FDP/FWV später FDP/BfN und engagierte sich außerordentlich für Kultur, Sport und das Vereinsleben.

### In Nußloch geboren
- Johannes Bach (1791–nach 1849), Jurist und Kommunalpolitiker
- Karl Freund (1882–1943), Kunsthistoriker
- Franz Fehringer (1910–1988), Tenor
- Willi Roth (1929–2017), Boxer
- Ernst Ditton (1912–1977), Landrat im Landkreis Mosbach 1954–1972
- Bernd Gaiser (* 1945), Autor und Aktivist
- Willi Heckmann (* 1952), Ringer
- Markus Münch (* 1972), Fußballspieler

### Mit Nußloch verbunden
- Johann Adam Müller (* 27. März 1769 in Meckesheim; † 9. Dezember 1832 in Maisbach), auch „Bauernprophet“ genannt.
- Carl Eichhorn (1810–1890), Theologe und Gründer der Evangelisch-Lutherischen Kirche in Baden
- Roland Fink (* 21. August 1953), Nußlocher Gemeinderat 1989 bis 2009, Mitglied des 7. und des 9. Kreistags. Mitglied im Technischen Ausschuss, im Schulbeirat, im Verwaltungsausschuss sowie im Aufsichtsrat der KWG GmbH.
- Marie Stein-Ranke (* 13. Juni 1873 in Oldenburg; † 9. Juli 1964 in Nußloch bei Heidelberg) war eine deutsche Malerin und Radiererin.
- Georg Geierhaas (27.9.1864 – 12.2.1957), Verwaltungsbeamter im militärischen Sanitätsdienst[131]
- Dieter Degreif (* 17. Juli 1937), Gründer und Organisator der Nußlocher Theaterfahrten. 1995 Verleihung der Verdienstmedaille der Gemeinde Nußloch in Gold.
- Ulf Hoelscher (* 1942), Violinist
- Wolfgang Schneider (* 17.11.1947), Lehrer, Kommunalpolitiker, besondere Leistungen im kulturellen Bereich. 2022 Verleihung der Verdienstmedaille der Gemeinde Nußloch in Gold.

### Weblinks

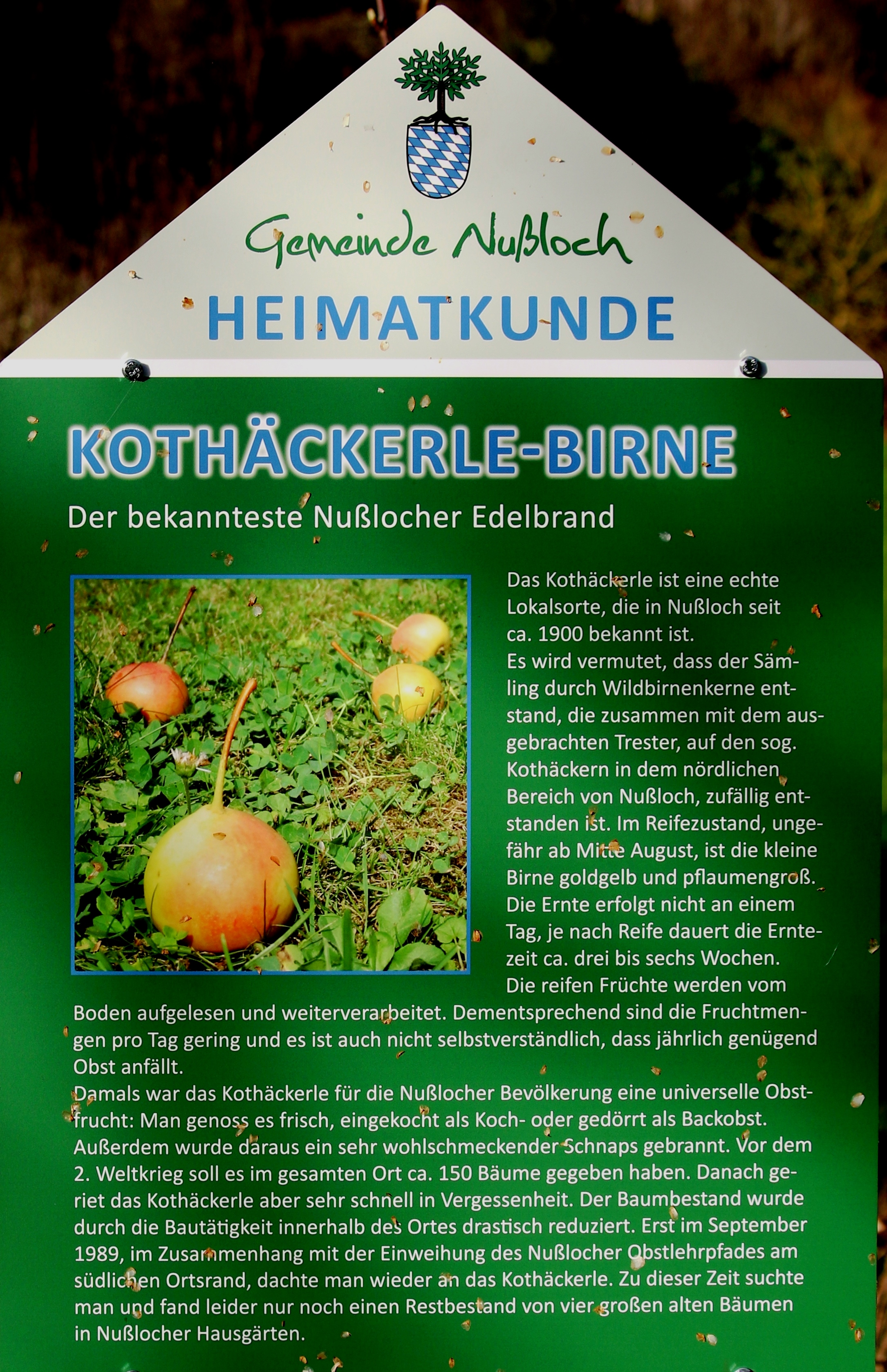
[https://kotaeckerle.de/historie_der_kotaeckerle_birne Historie der Kothäckerle-Birne